# Dombóvár közterületein található művészeti alkotások listája
Ez a szócikk Dombóvár város közterületein található művészeti alkotásokat mutatja be.

| Alkotó                         | Alkotás                                                        | Helyszín                                        |
| ------------------------------ | -------------------------------------------------------------- | ----------------------------------------------- |
| Ambrus Sándor István           | 1956 eperfa-szobor                                             | Szabadság utca                                  |
| Ambrus Sándor István           | Assisi Szent Ferenc szobra                                     | Jókai utca                                      |
| Ambrus Sándor István           | József Attila-szobor                                           | Fő utca - Újdombóvár                            |
| Ambrus Sándor István           | Sárkányölő Szent György                                        | Dombó Pál utca                                  |
| Ambrus Sándor István           | Szent Lukács szobra                                            | Szent Lukács Kórház                             |
| Ambrus Sándor István           | Fürdőző gunár                                                  | Kernen tér - Gunarasfürdő                       |
| Ambrus Sándor István           | Hamulyák emlékoszlop                                           | Szabadság utca                                  |
| Baráz Tamás                    | 1956-os emlékmű A forradalom szele                             | Szabadság utca                                  |
| Bernát Jánosné Martha Milligan | Kőkereszt feszülettel                                          | Újdombóvári temető                              |
| Bocz János                     | Életfa                                                         | Múzeumpark                                      |
| Borsos Miklós                  | Riesz József dr. mellszobra                                    | Szent Lukács Kórház                             |
| Farkas Pál                     | Trianoni-emlékmű                                               | Gárdonyi tér                                    |
| Farkas Pál                     | Fekete István mellszobor                                       | Fekete István Múzeum                            |
| Farkas Pál                     | Illyés Gyula mellszobor                                        | Illyés Gyula Gimnázium                          |
| Fetter Károly                  | Jézus szíve Krisztus-szobor                                    | Apáczai Csere János Szakközépiskola homlokzata  |
| Fetter Károly                  | Hősök szobra                                                   | Szabadság utca                                  |
| Fetter Károly                  | Kőkereszt feszülettel Mária és Mária Magdolna szobrok          | Nagyboldogasszony templom - Újdombóvár          |
| Fetter Károly                  | Az első világháborúban meghalt gimn. tanárok emlékére          | Illyés Gyula Gimnázium                          |
| Fetter Károly                  | Iparos Hősök emlékére                                          | Egyházi temető ravatalozó                       |
| Fetter Károly                  | Szepessy László költő, újságíró, gimn. tanár - dombormű        | Erzsébet utca                                   |
| Horvay János                   | Kossuth-szoborcsoport                                          | Szigeterdő                                      |
| Ismeretlen                     | Szent Flórián-szobor                                           | Erzsébet utca                                   |
| Ismeretlen                     | Nepomuki Szent János-szobor                                    | Szőlőhegy                                       |
| Ismeretlen                     | Szuhay-dombi kereszt                                           | Szigetsor utca                                  |
| Ismeretlen                     | Fogadalmi kereszt                                              | Hetényi út - a város határában Kapospulánál     |
| Ismeretlen                     | Tüskei fogadalmi kereszt                                       | Tüske - 61-es főút mellett                      |
| Ismeretlen                     | Zsidó mártírok emlékműve                                       | Deák Ferenc utca                                |
| Ismeretlen                     | Rubik-kocka                                                    | Fő utca és VI. utca kereszteződése - Újdombóvár |
| Ismeretlen                     | Szuhay Mátyás kopjafa                                          | Szigeteredő                                     |
| Ismeretlen                     | Madéfalvi vérengzés kopjafa                                    | Szent László park                               |
| Ismeretlen                     | A kereszteletlenül meghalt gyermekek emlékére állított kereszt | Árpád utca                                      |
| Máriahegyi János               | Szent Vendel-szobor                                            | Szent Vendel utca                               |
| Móra Ágota                     | Kerámia Díszkút                                                | Ady utca                                        |
| Nagy Géza                      | Kodály Zoltán-portrészobor                                     | Szent István tér                                |
| Nagy Miklós                    | Konda-völgy őrzője                                             | Konda-völgy                                     |
| Ömböli Zoltán                  | Székelykapu                                                    | Szent László tér - Kertváros                    |
| Párkányi Raab Péter            | Második világháborús emlékmű                                   | Arany János tér                                 |
| Párkányi Raab Péter            | Gyöngy születése                                               | Múzeum park                                     |
| Párkányi Raab Péter            | Forrás                                                         | Ogulin udvar                                    |
| Pianino János                  | Szentháromság-szobor                                           | Arany János tér                                 |
| Radó Károly                    | Munkás-szobor                                                  | Városháza udvara                                |
| Raffay Dávid                   | Tinódi Lantos Sebestyén                                        | Hunyadi tér                                     |
| Rácz Edit                      | Napóra zodiákus jegyekkel                                      | Csillag-ház mellett                             |
| Samu Géza                      | Pogány mitológia                                               | Hunyadi tér                                     |
| Szabó Iván                     | Nap és Hold                                                    | Platán tér                                      |
| Tolna Megyei Fafaragók         | Illyés-emlékoszlop                                             | Szabadság utca                                  |
| Varga Gábor                    | Batthyány Lajos mellszobor                                     | Arany János tér                                 |
| Varga Gábor                    | Aradi 13 vértanú dombormű                                      | Arany János tér                                 |
| Varga Gábor                    | Pannon lovas Isten dombormű                                    | Szállásréti-tó                                  |
| Varga Gábor                    | Álmodozók                                                      | Múzeumpark                                      |
| Varga Gábor                    | Franjo Vlašić mellszobor                                       | Bezerédj udvar                                  |
| Varga Gábor                    | Petőfi mellszobor                                              | Petőfi tér                                      |
| Varga Gábor                    | Betlehemi kompozíció                                           | Adventi időszakban a Víztoronynál               |
| Varga Gábor                    | Szent István intelmei Imre fiához                              | Szent Imre téren                                |
| Varga Gábor                    | Arany János-szobor                                             | Arany János téren                               |
| Varga Gábor                    | Orbán Balázs-szobor                                            | Szent László park                               |
| Varga Gábor                    | Buzánszky Jenő mellszobor                                      | Szuhay sportcentrum                             |
| Varga Gábor                    | Szent László mellszobor                                        | Szent László park                               |
| Varga Gábor                    | Vér Vencel mellszobor                                          | Illyés Gyula Gimnázium                          |
| Varga Gábor                    | Tinódi Lantos Sebestyén megsebesülése                          | Tinódi Ház                                      |
| Varga Gábor                    | Karászi Imre dombormű                                          | Karászi Imre Tornacsarnok                       |
| Varga Gábor                    | Dombóvári Pantheon                                             | Ivanich Üzletház                                |
| Varga Gábor                    | Majoros János dombormű                                         | Majoros Galéria                                 |
| Virág Kristóf                  | Hírességek útja                                                | Dombóvár területén                              |

## Galéria

### Ambrus Sándor[1]
A Tinódi Házban található az 1956 eperfa-szobor és Szent Lukács szobra a Szent Lukács Kórházban.

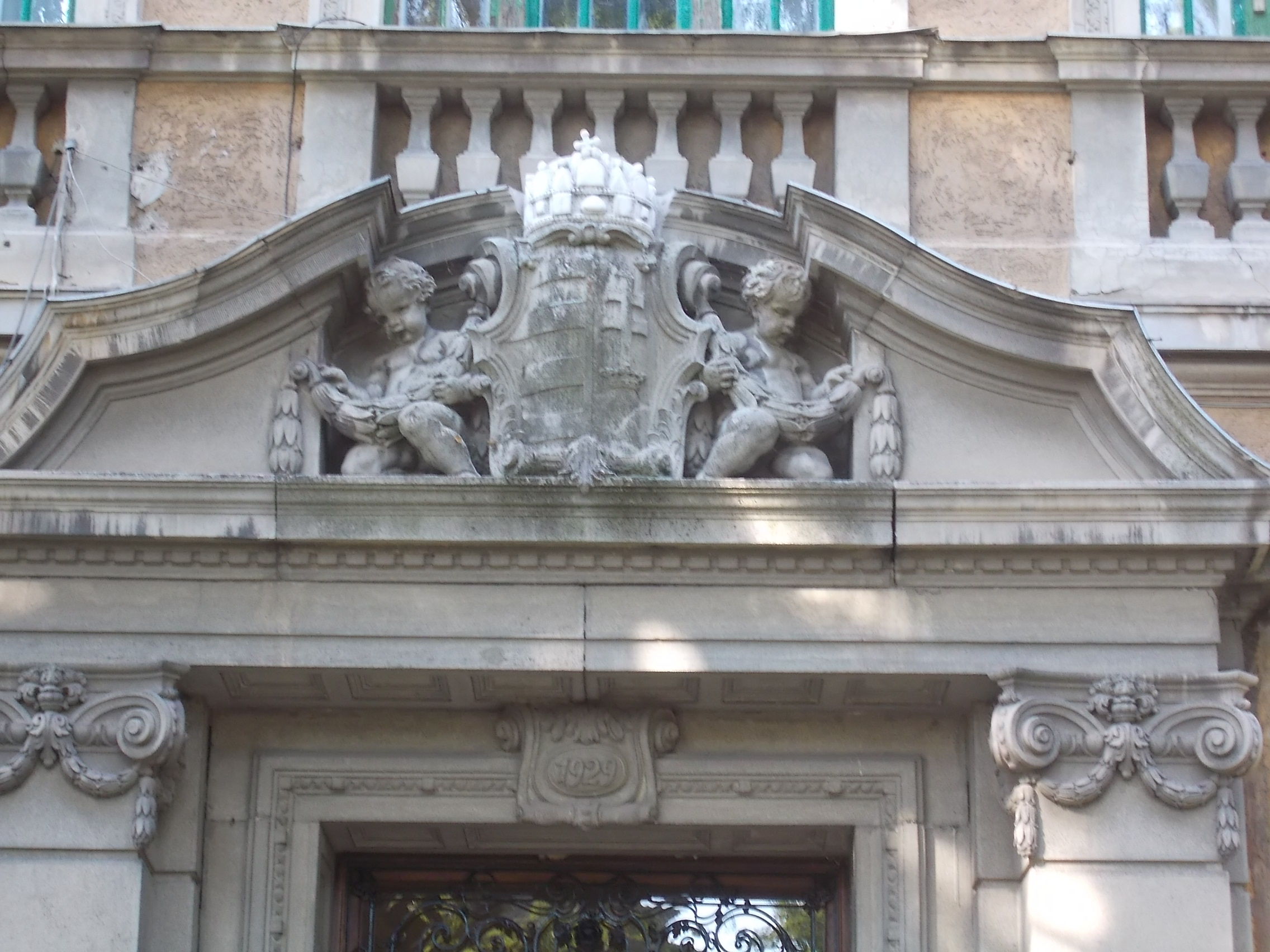
Szent Korona
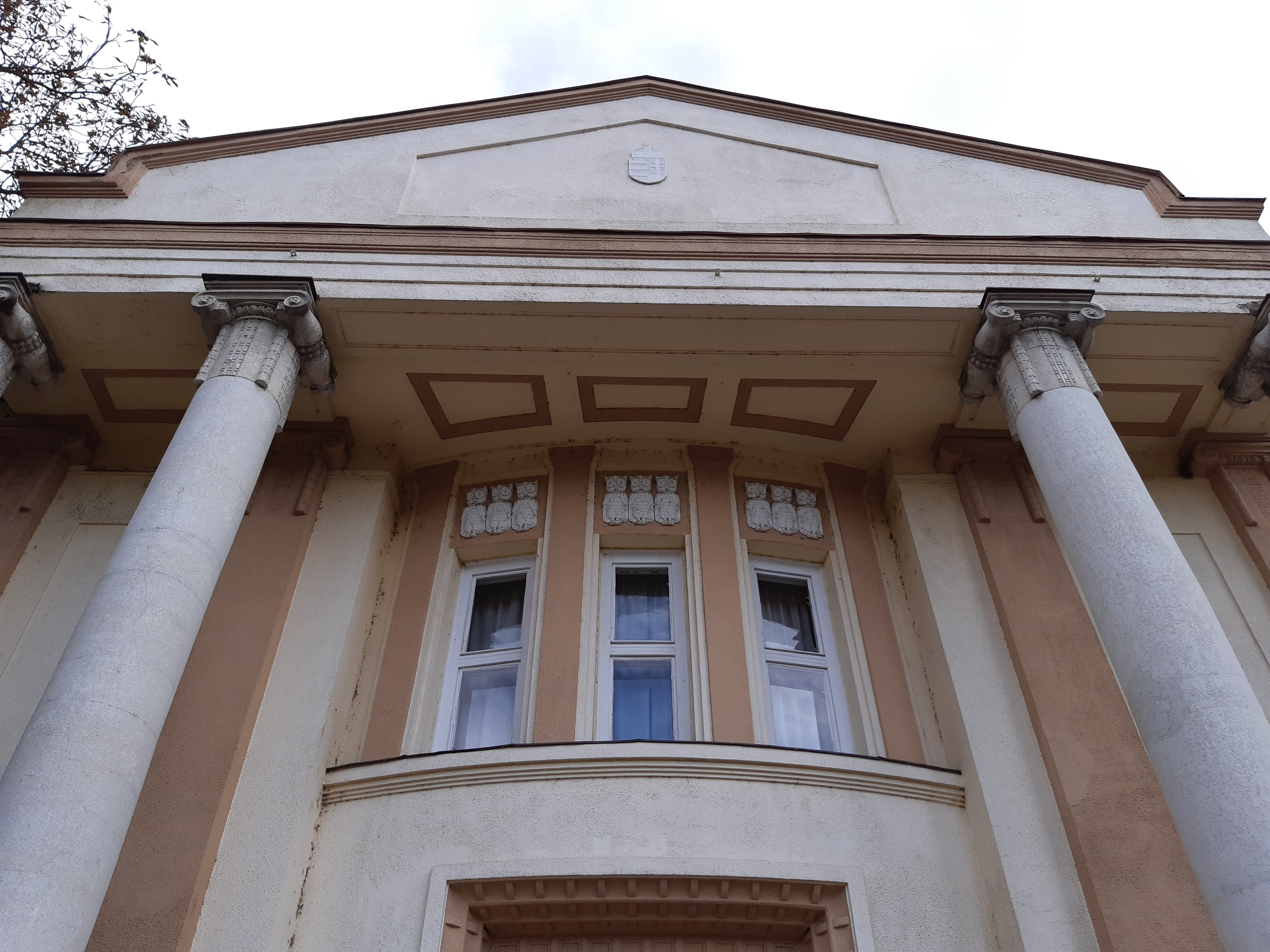
Bagoly-reliefek a Járás Bíróság épületén
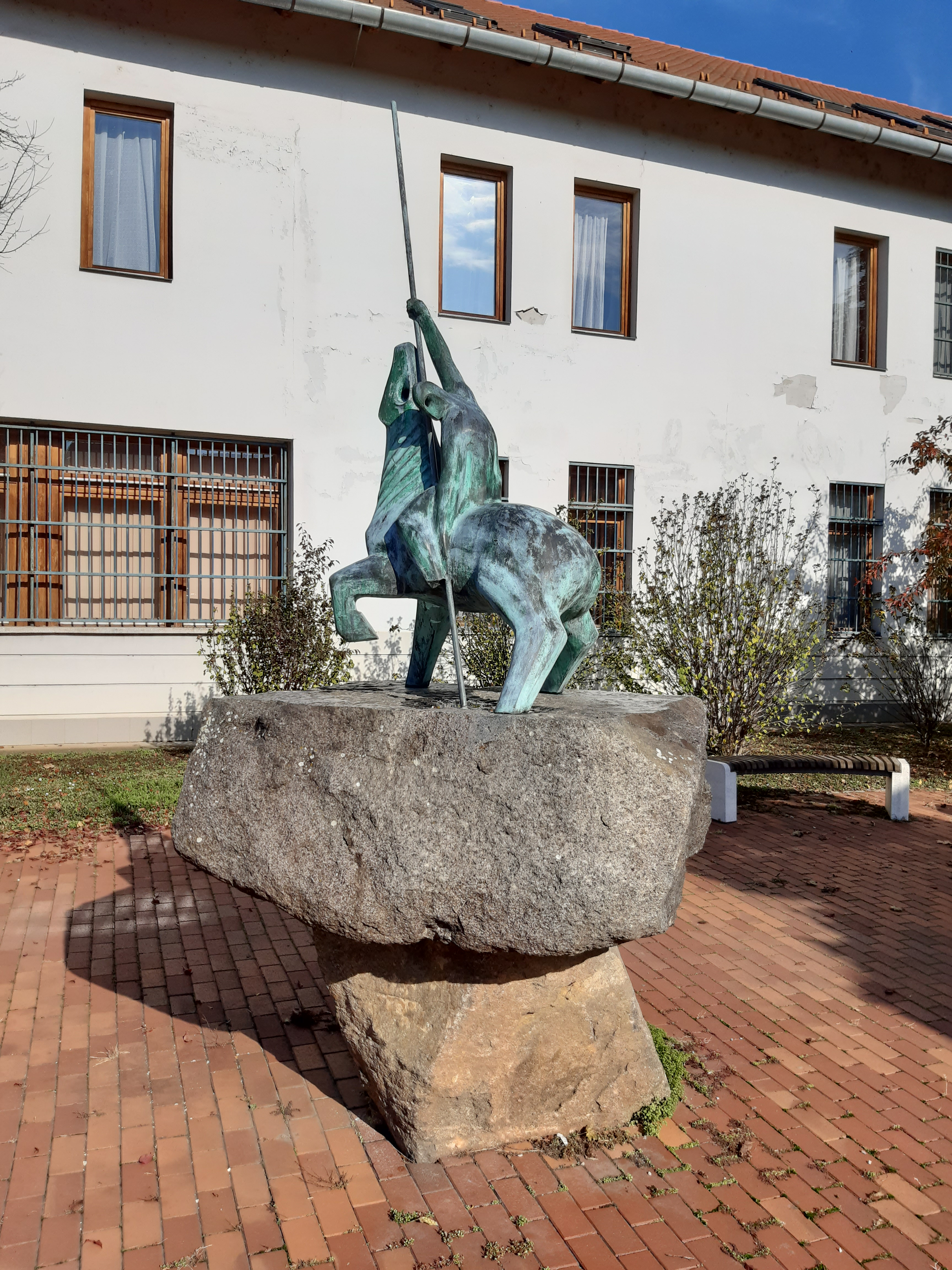
Szent György-szobor
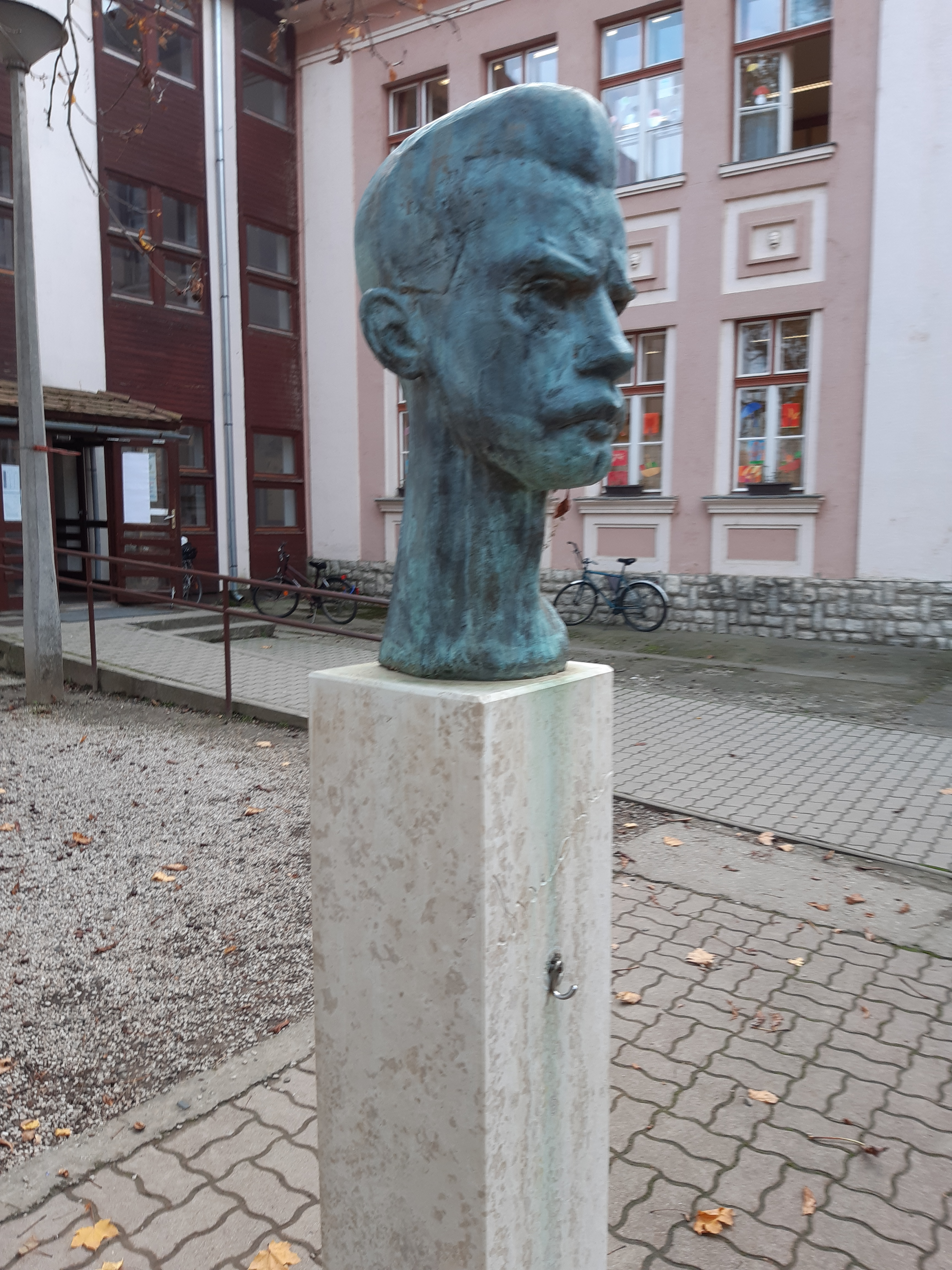
József Attila mellszobor
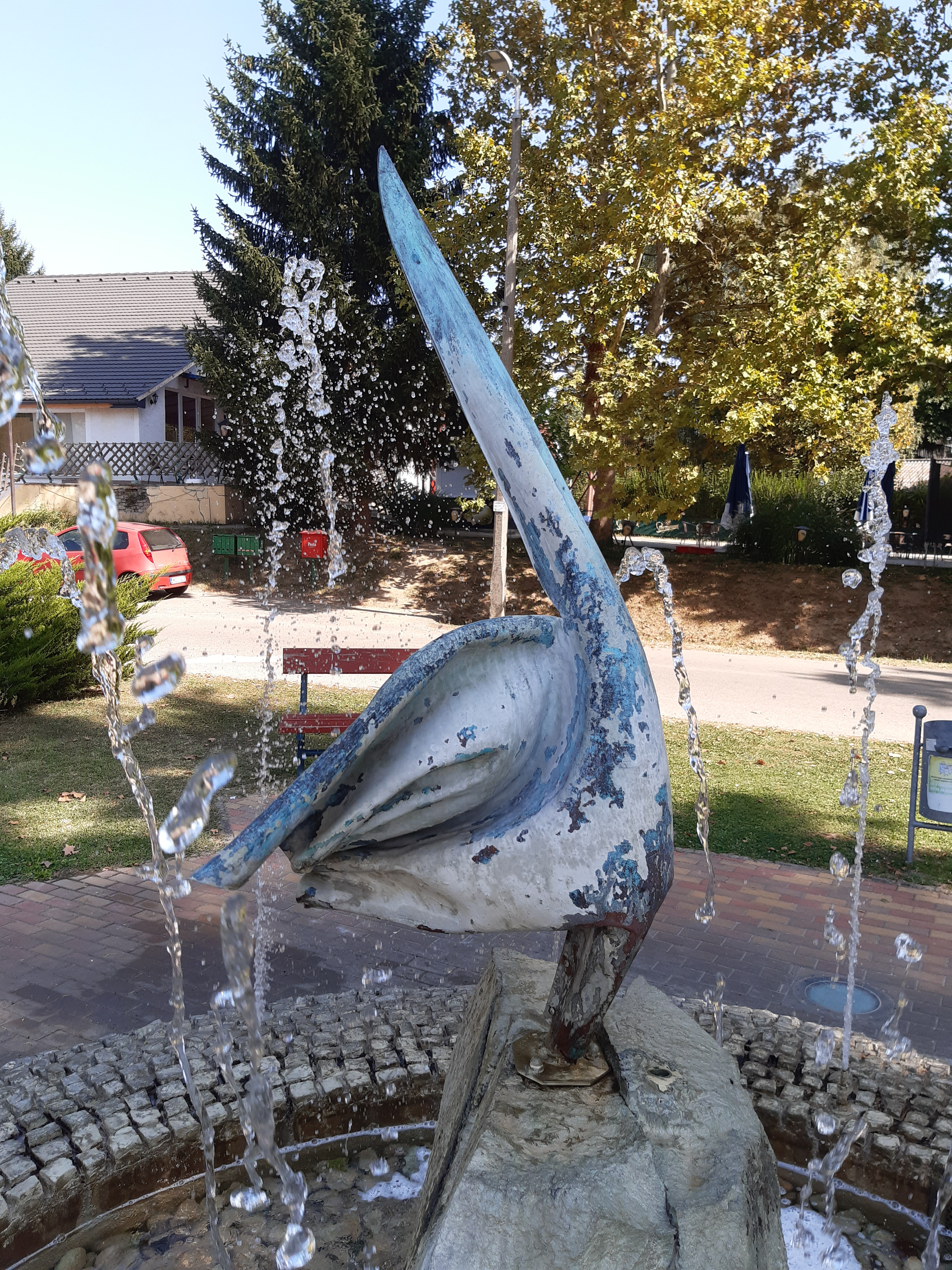
Fürdőző gunár
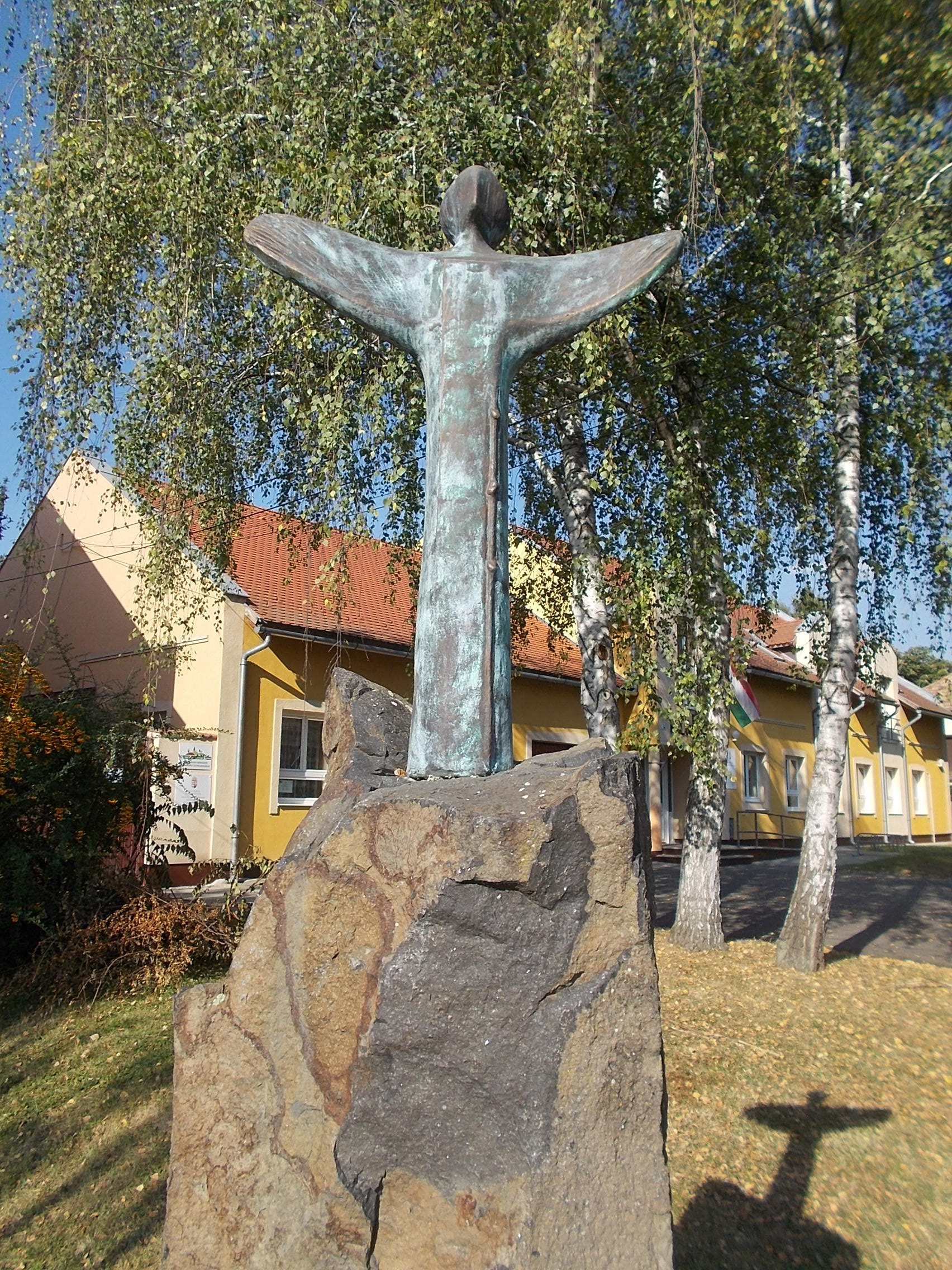
Assisi Szent Ferenc
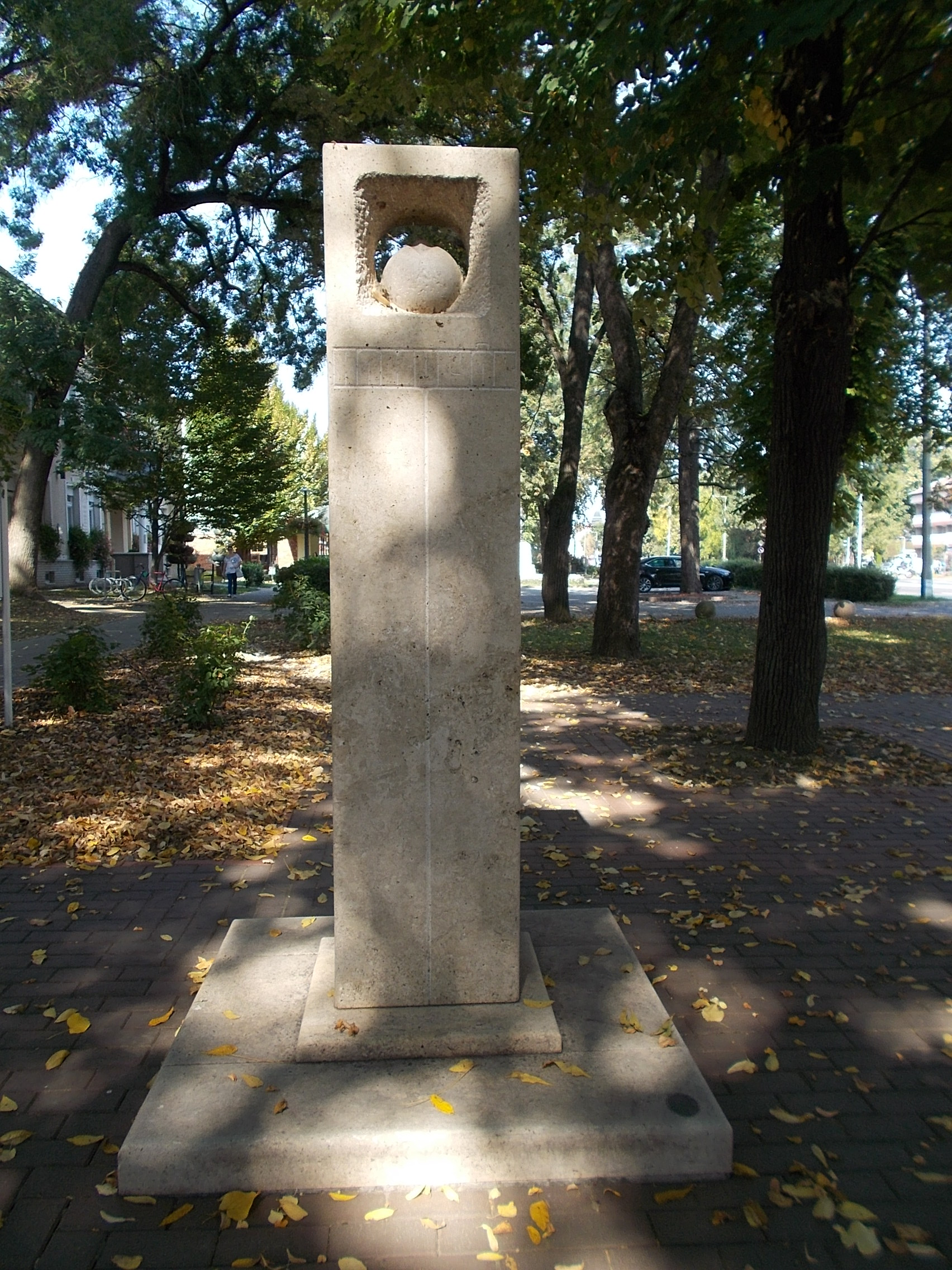
Hamulyák-emlékoszlop

### Baráz Tamás

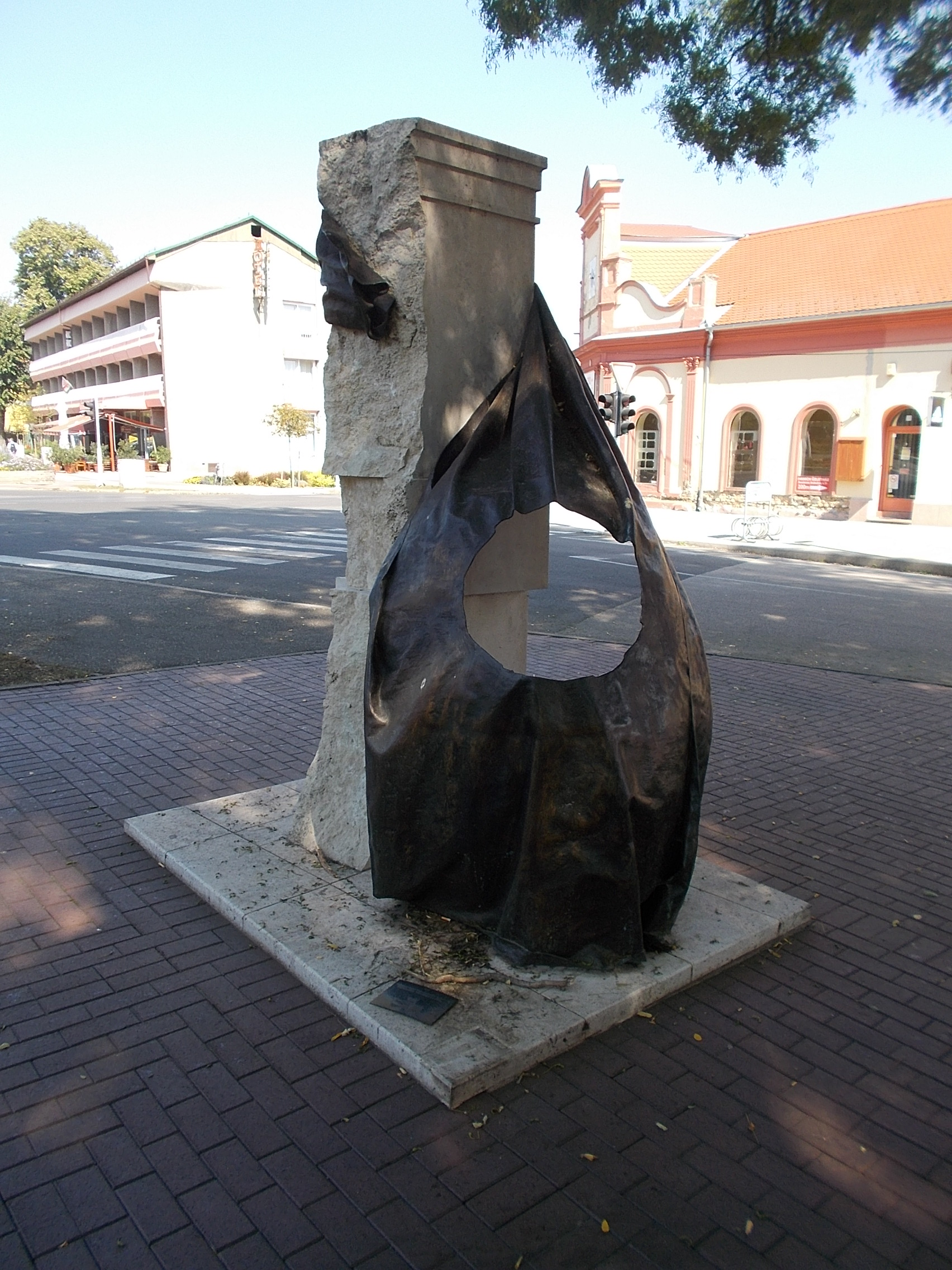
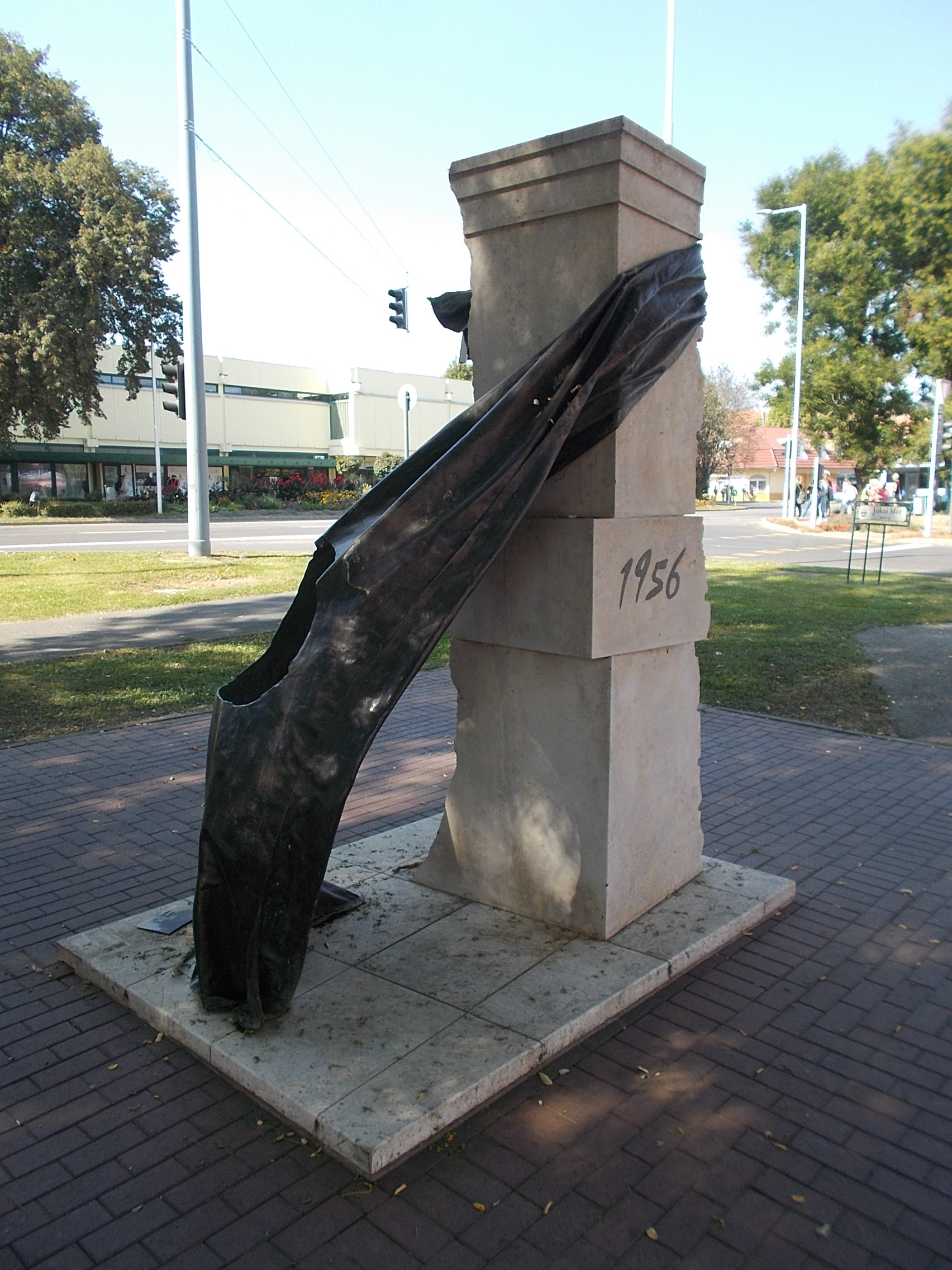
Az 1956-os emlékmű
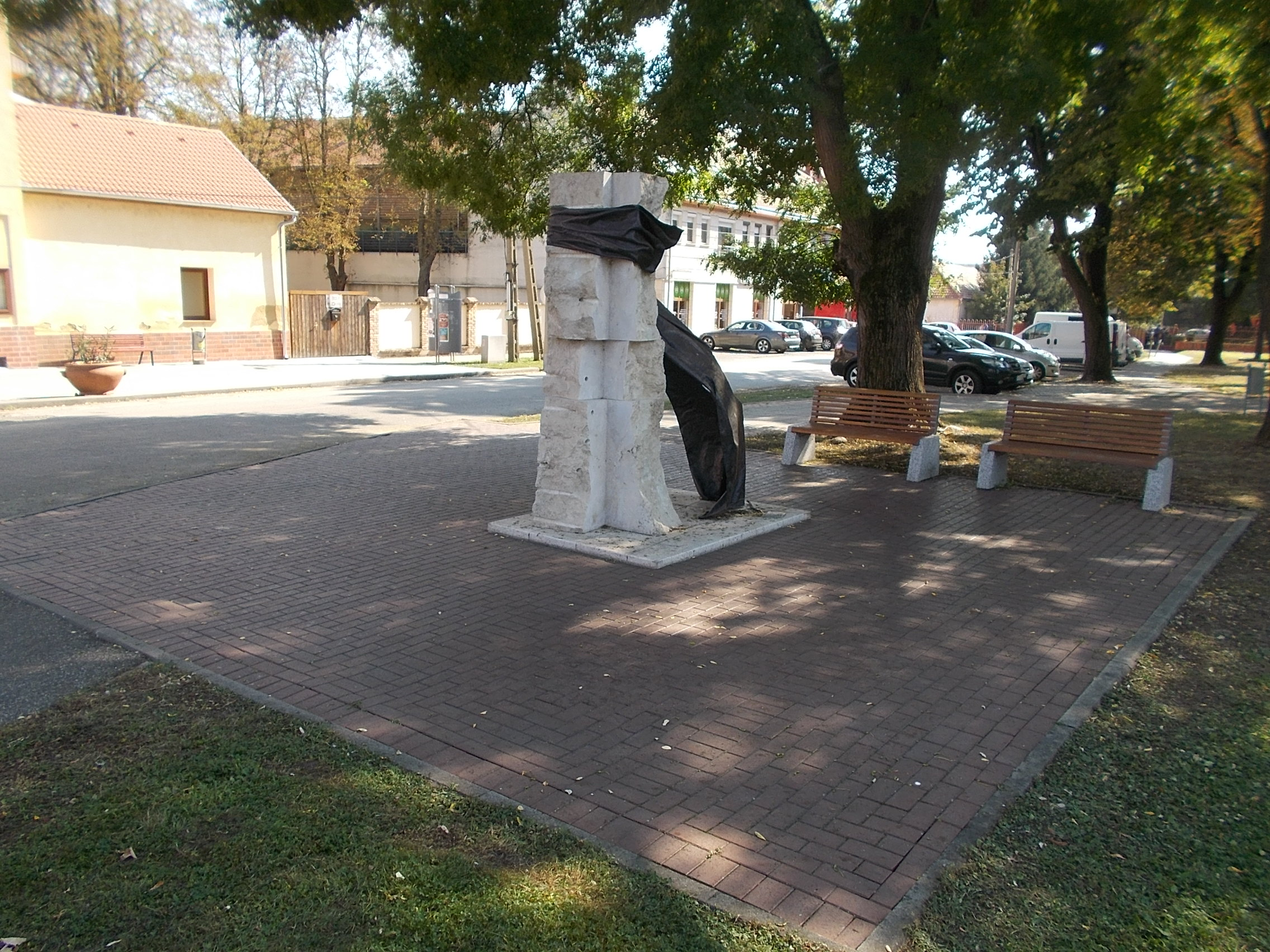

### Bernát Jánosné – Martha Milligan

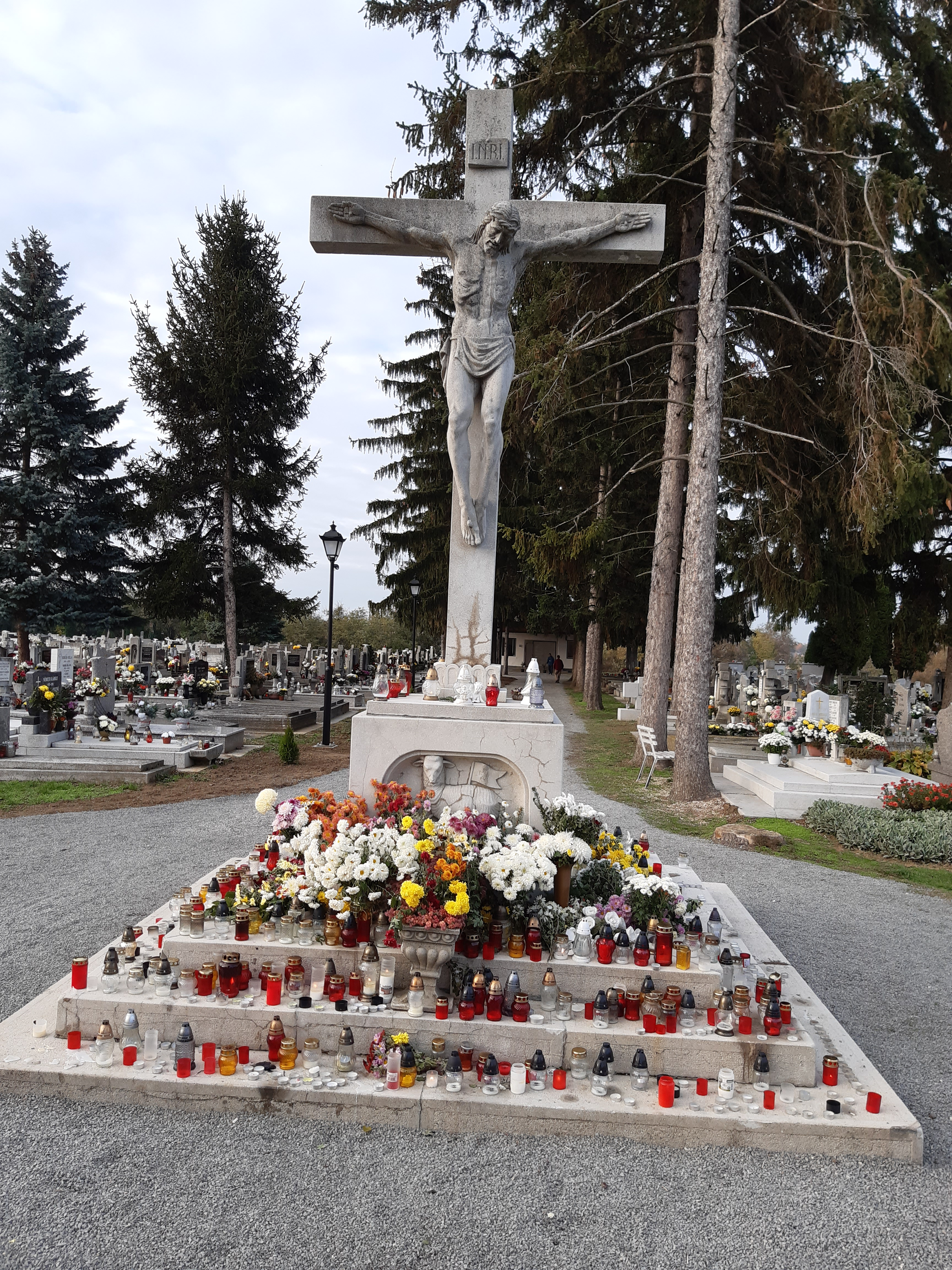
Az újdombóvári temető kőkeresztje

### Bocz János

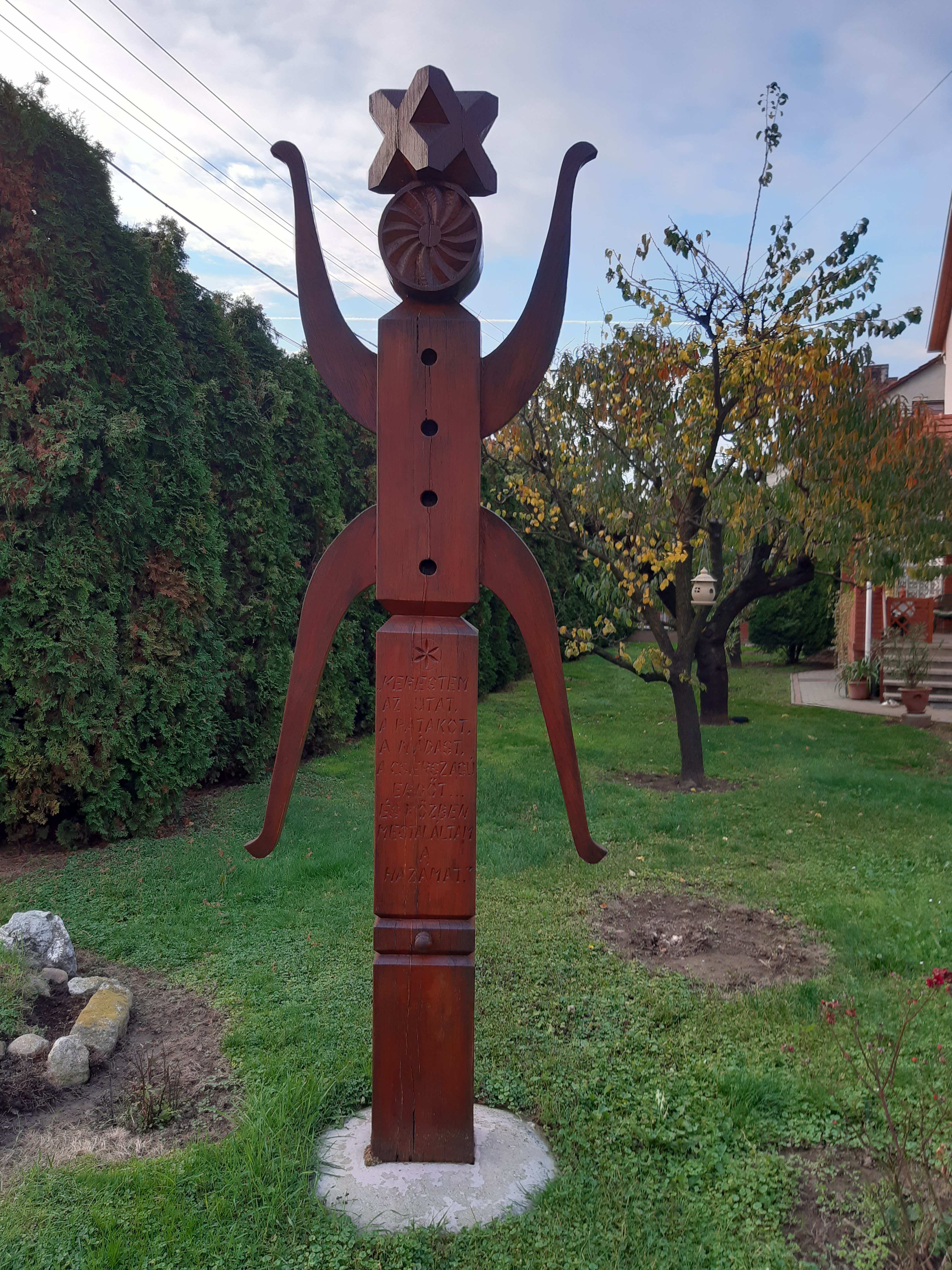
Életfa
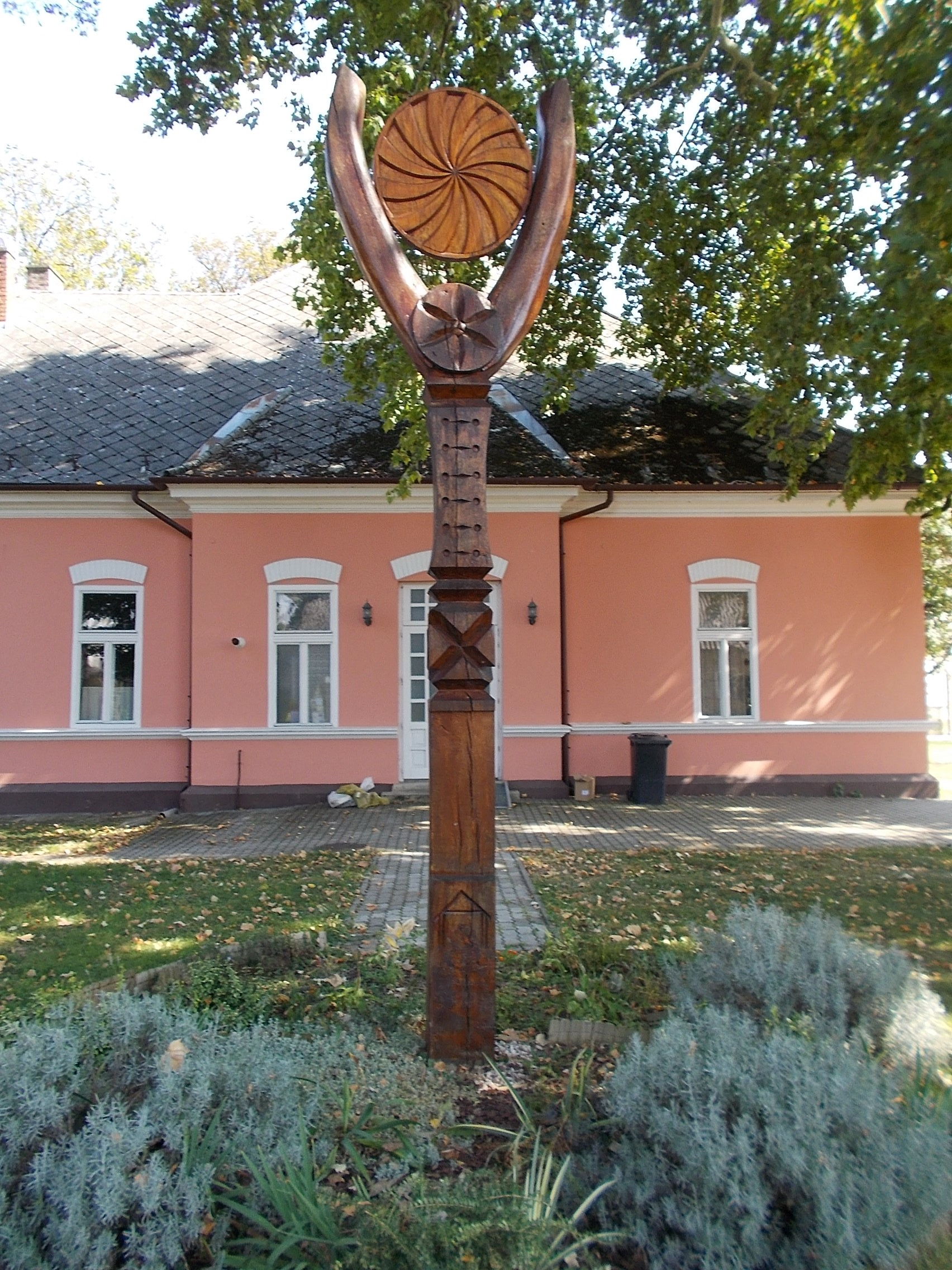
Napkorongos életfa
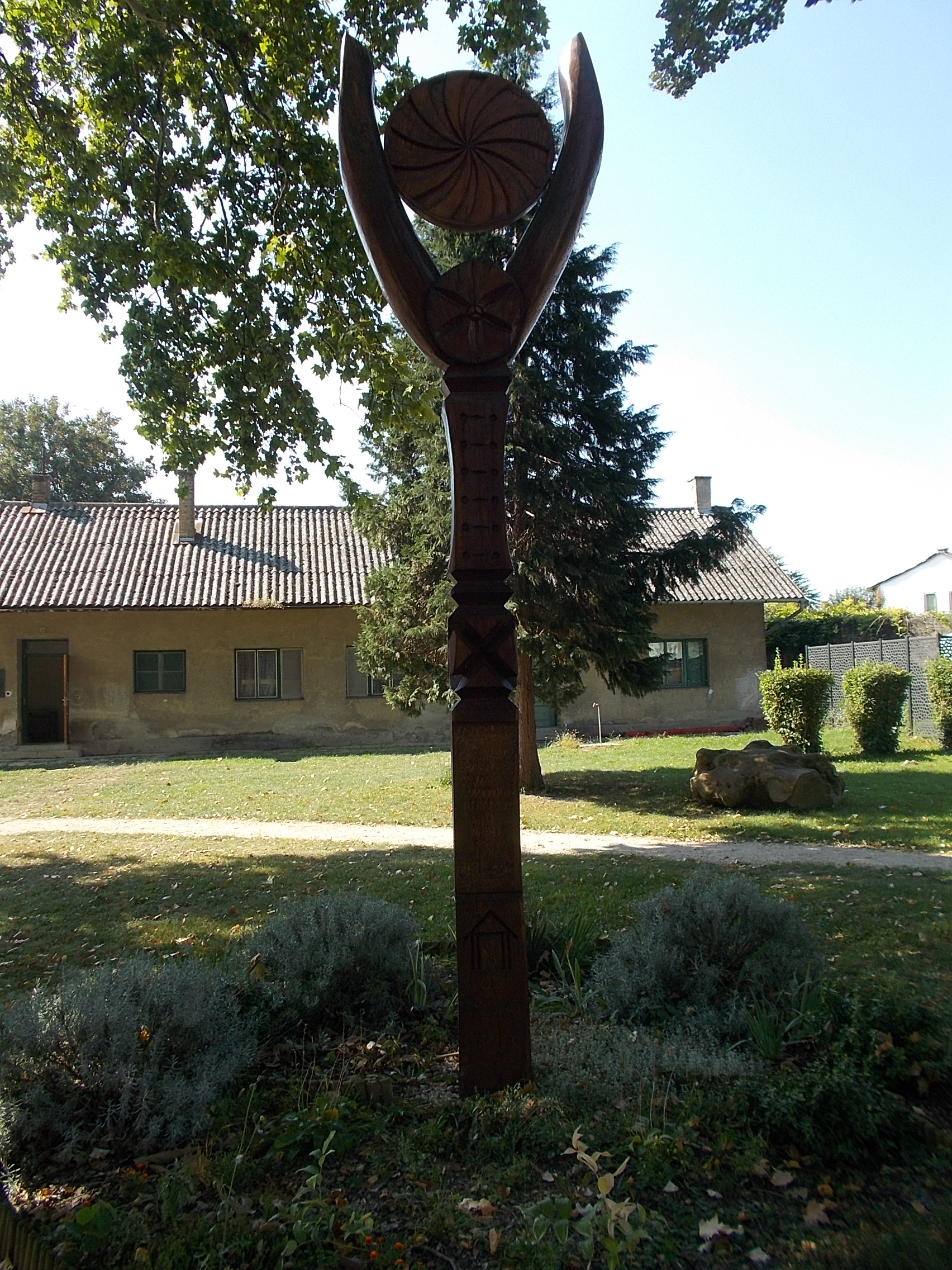
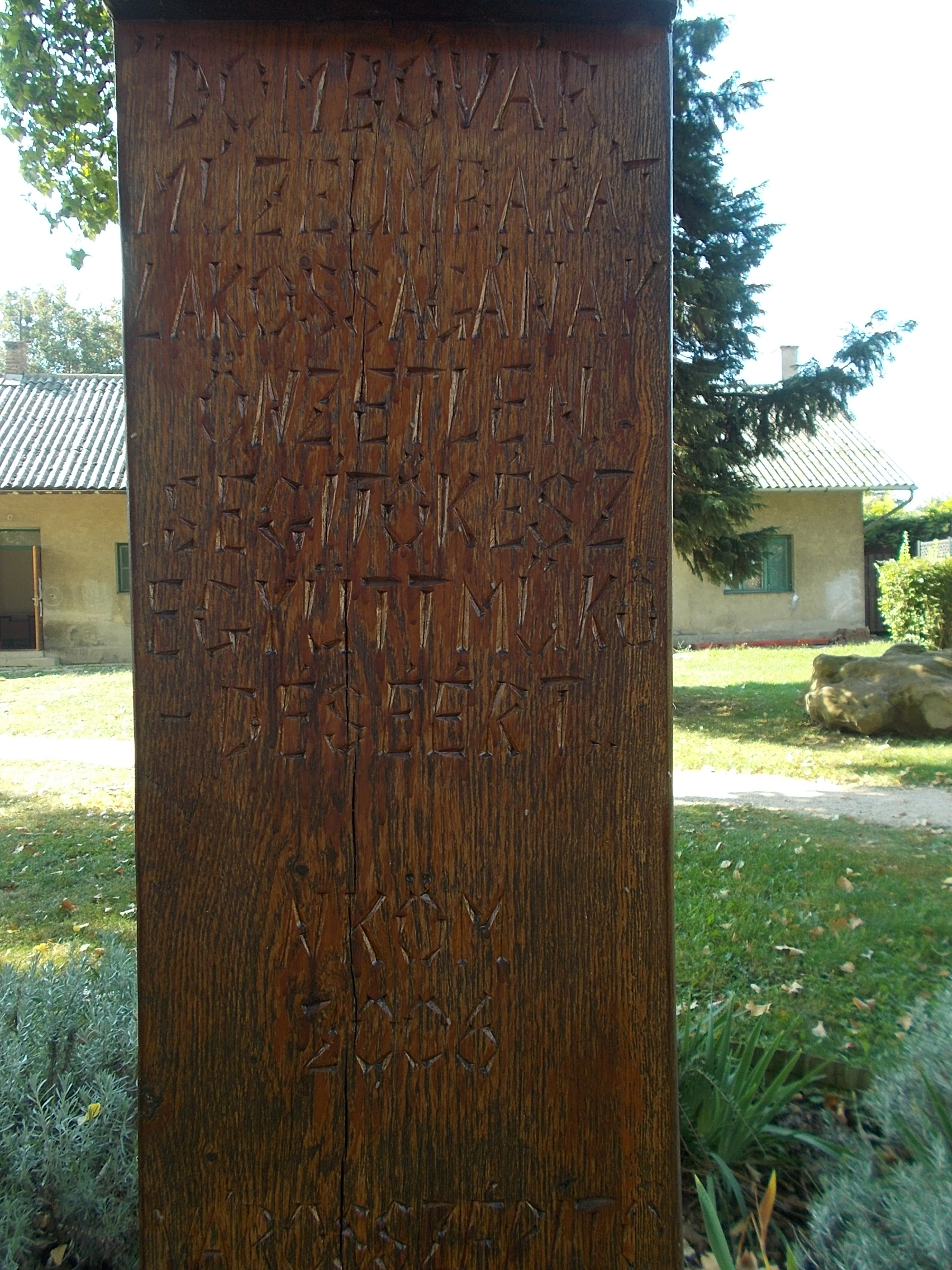
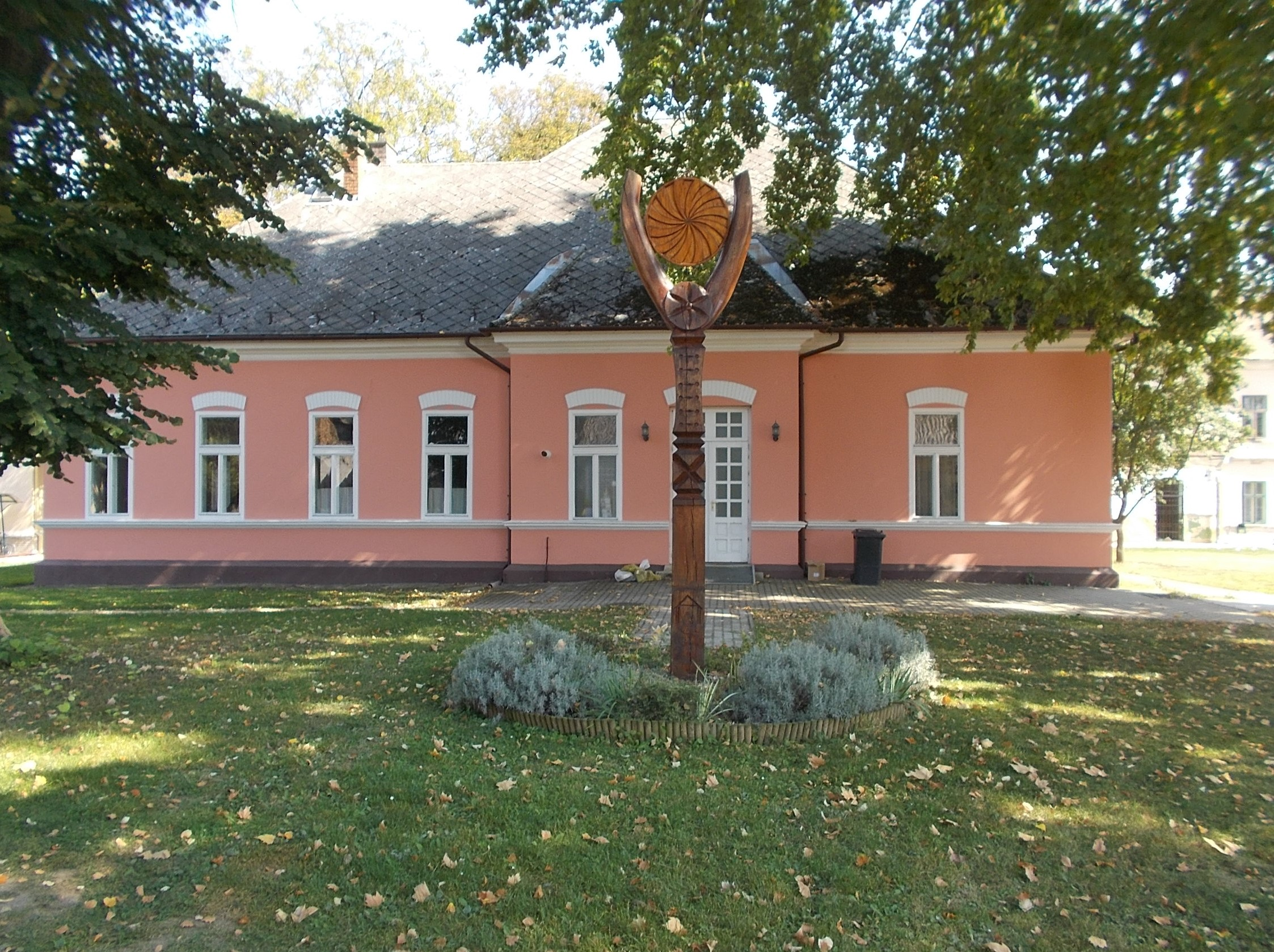

### Borsos Miklós
dr. Riesz József mellszobra - Szent Lukács Kórház épületén belül.

### Csikós Nagy István
A munkás-szobor fából

### Farkas Pál

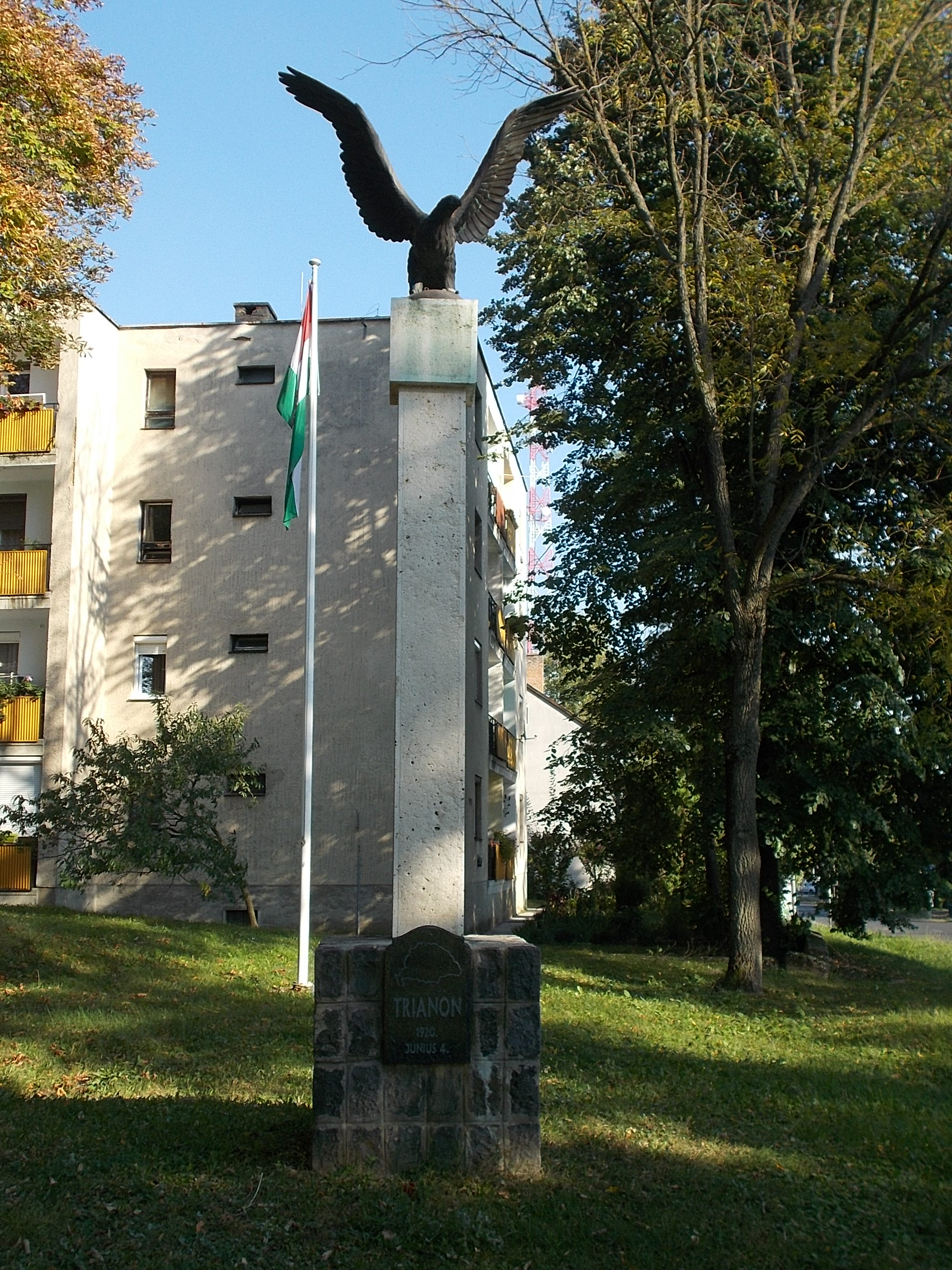
Trianoni emlékmű
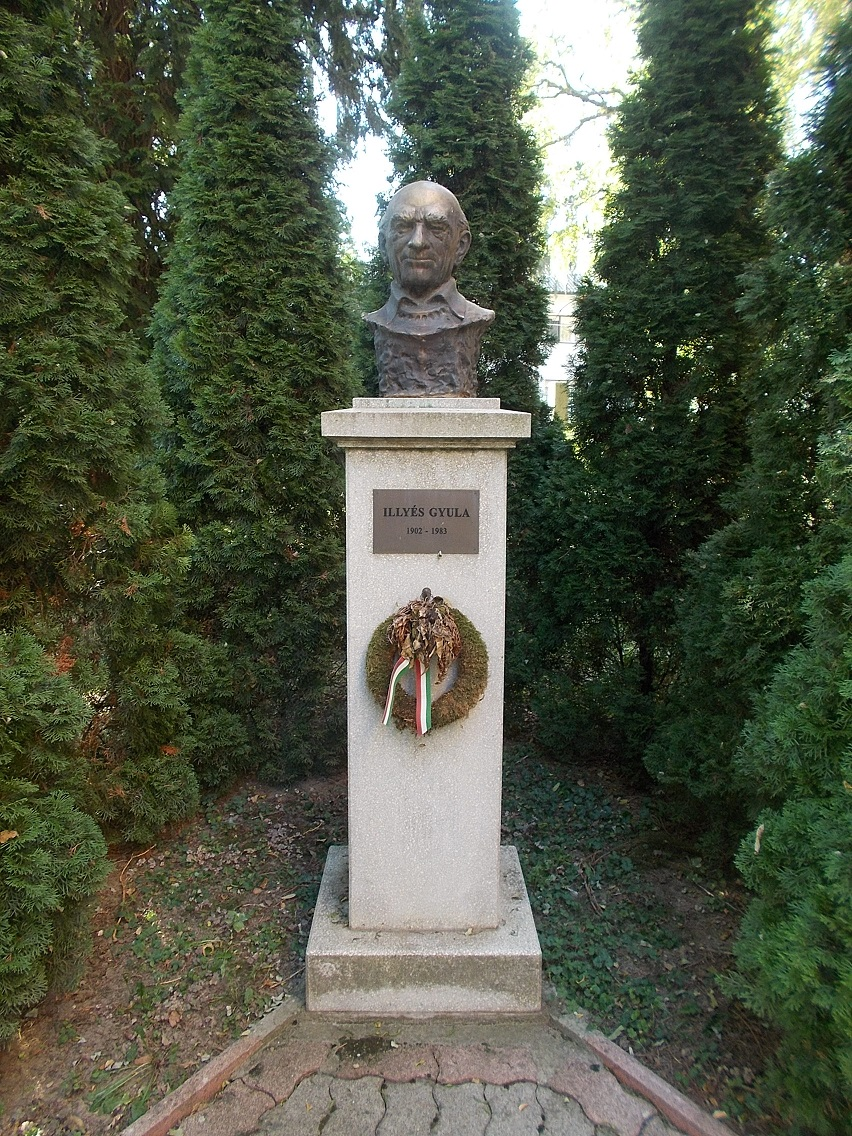
Illyés Gyula mellszobor- 2001
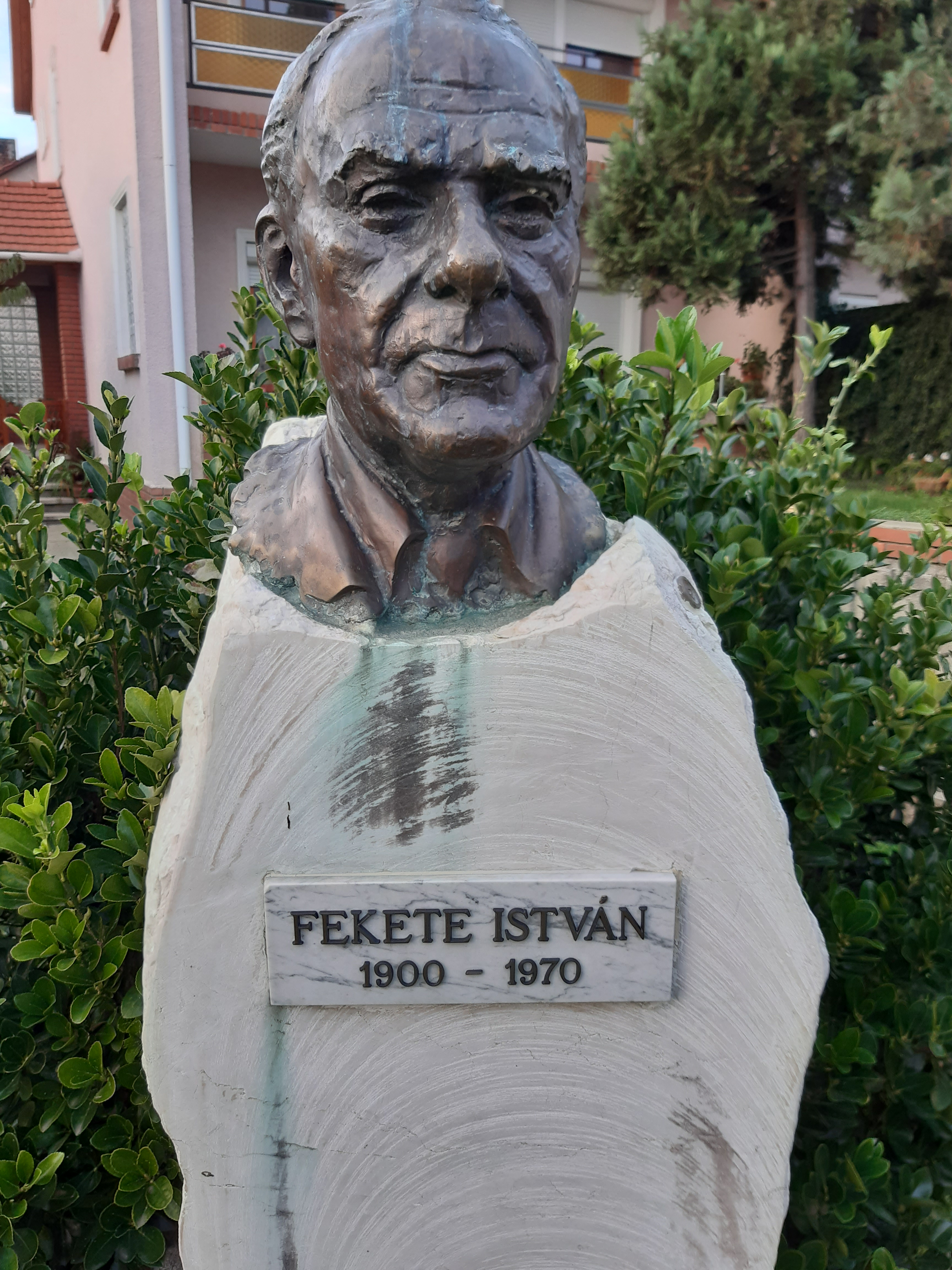
Fekete István mellszobor

### Fetter Károly

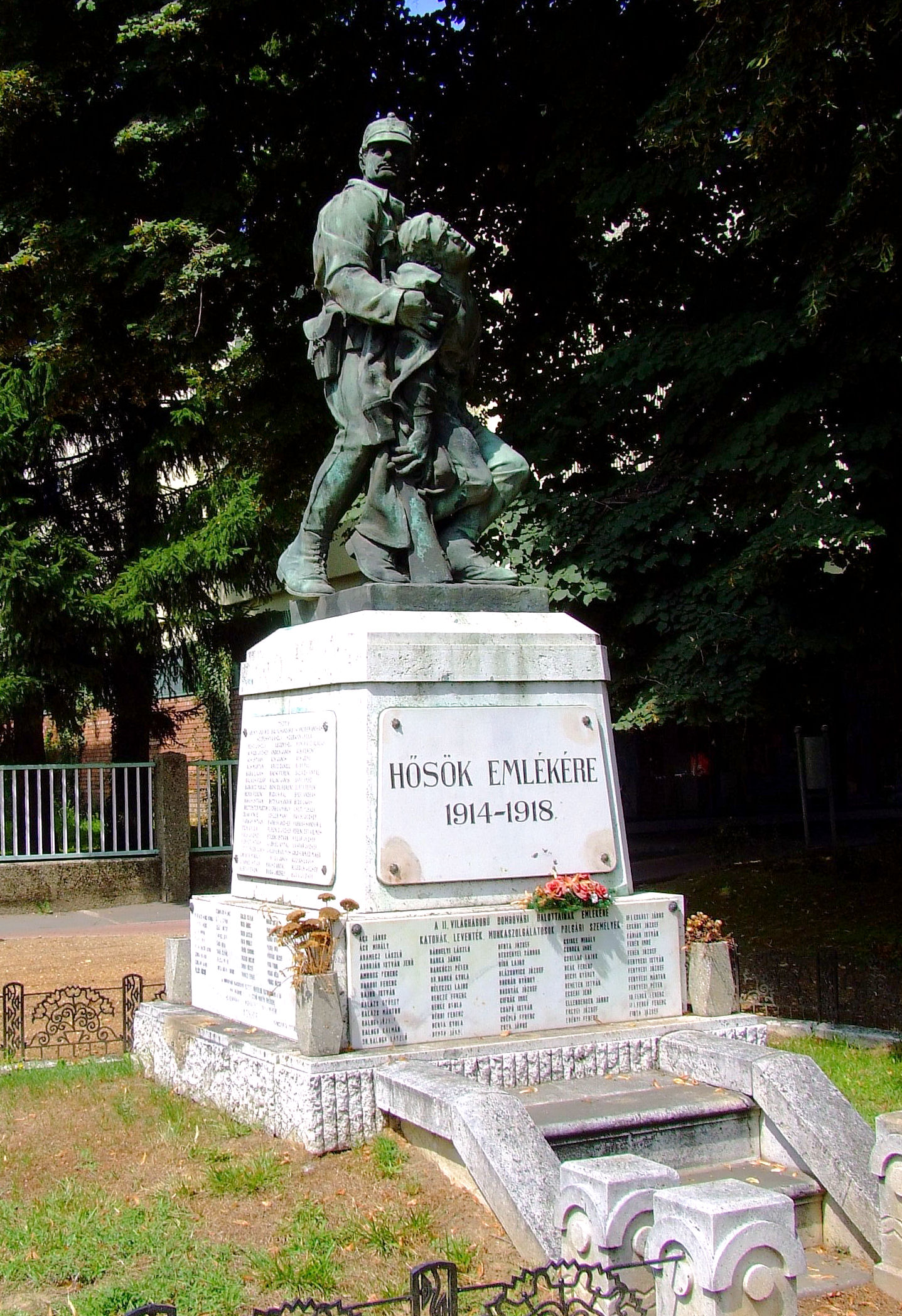
Hősök szobra Dombóváron (1926)
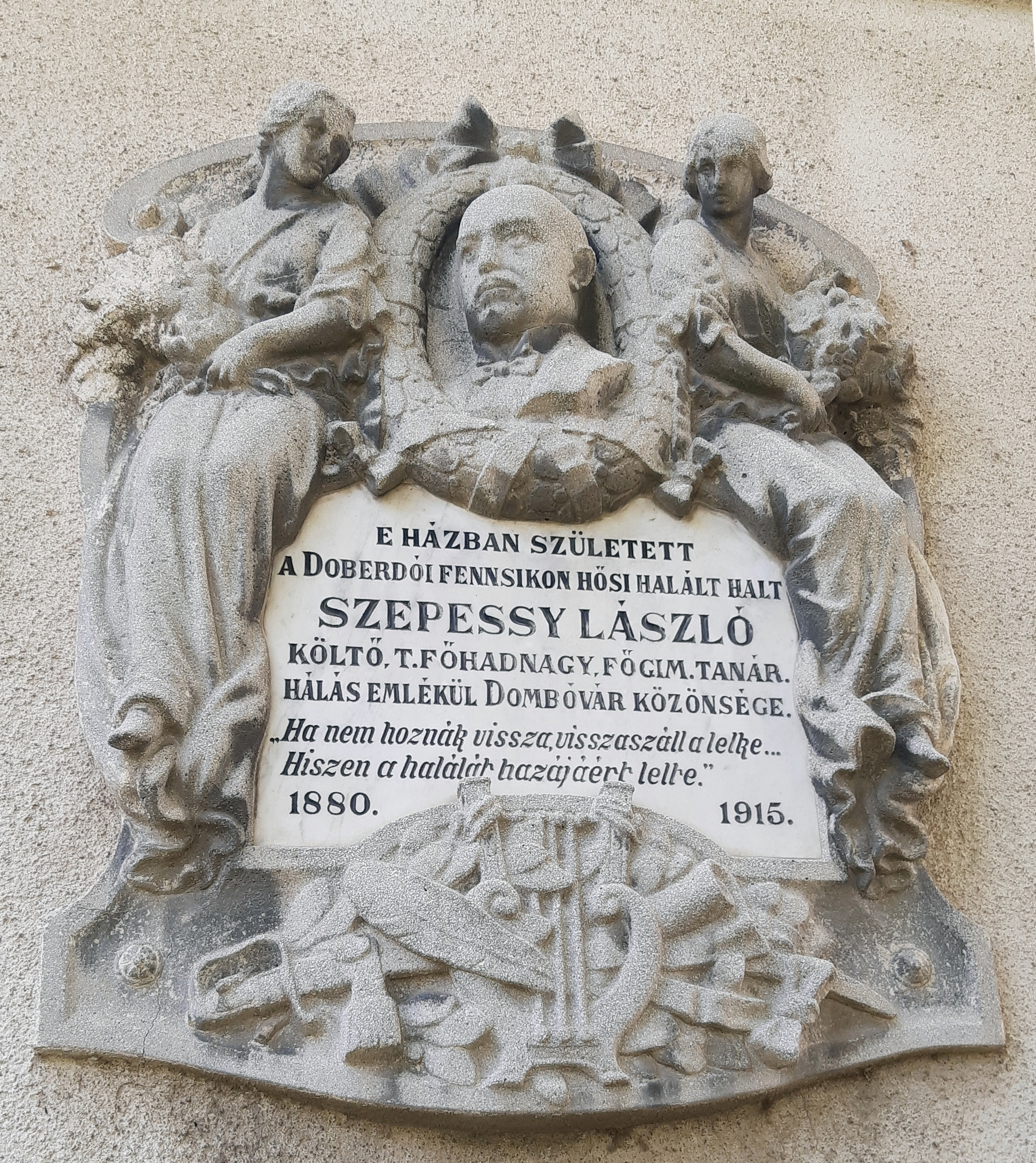
Szepessy László tanár, költő, újságíró emlékére, Dombóvár (1927)
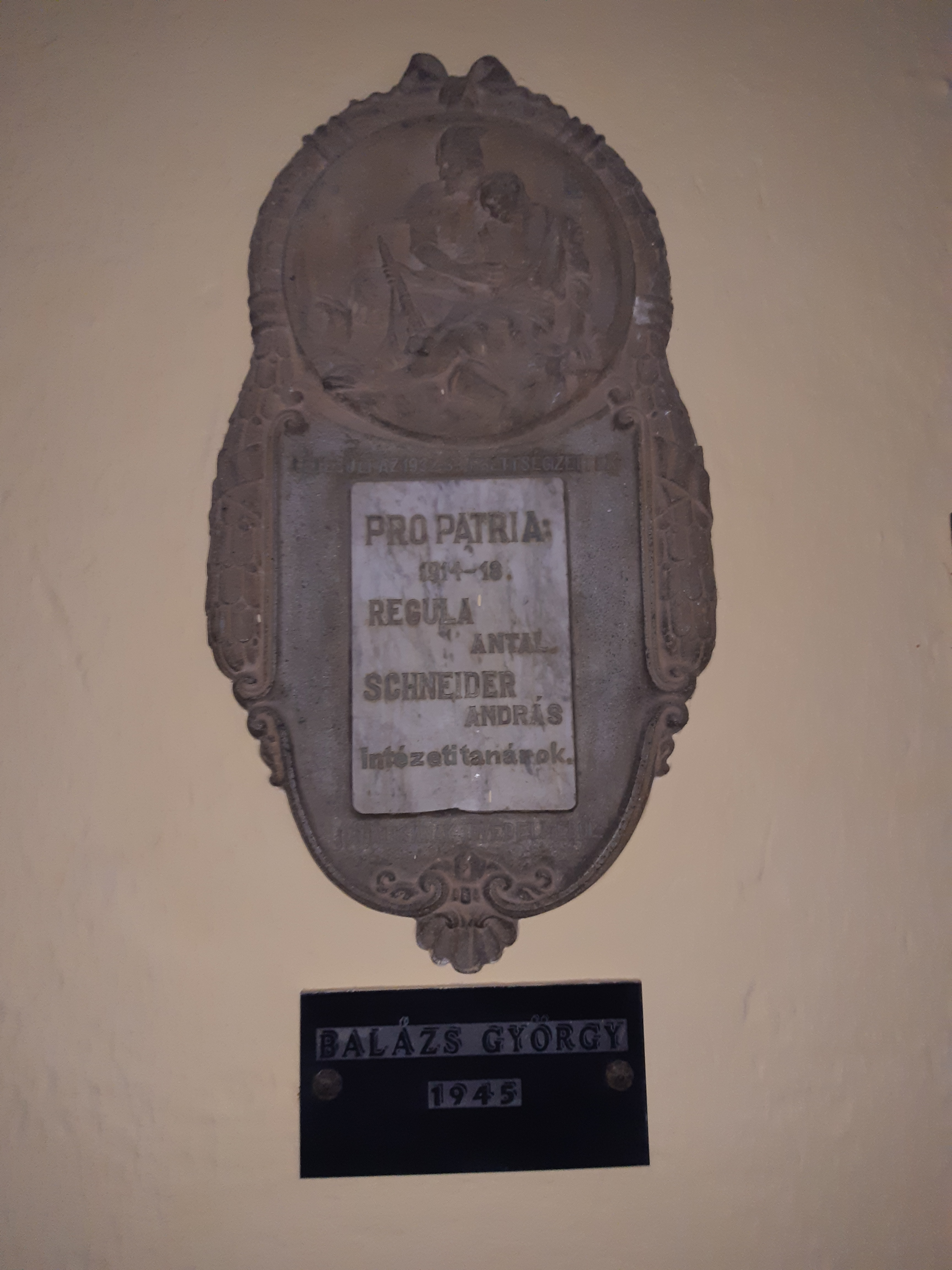
Hősi halált halt gimnáziumi tanárok emlékére
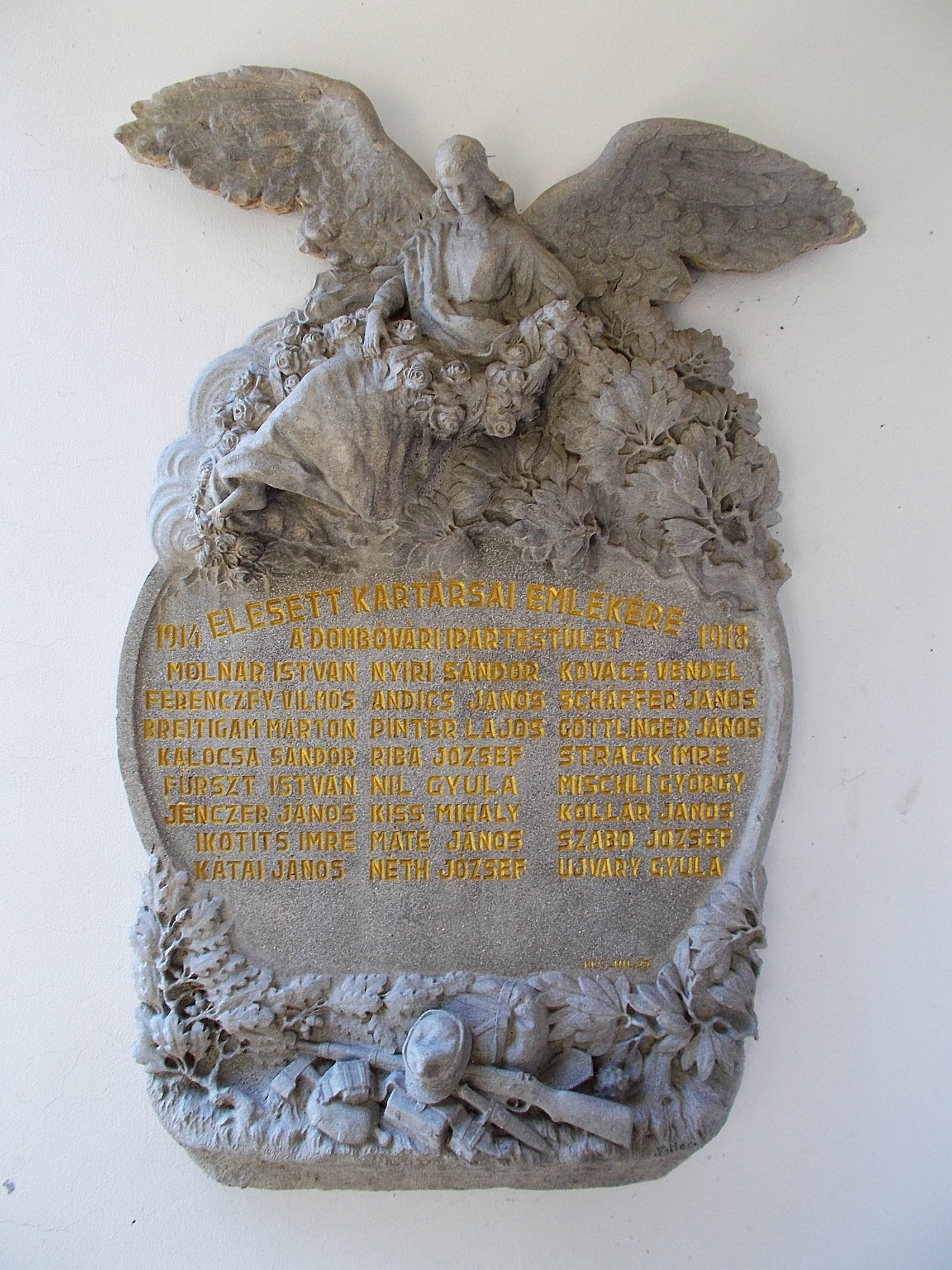
Az Ipartestület domborműves emléktáblája
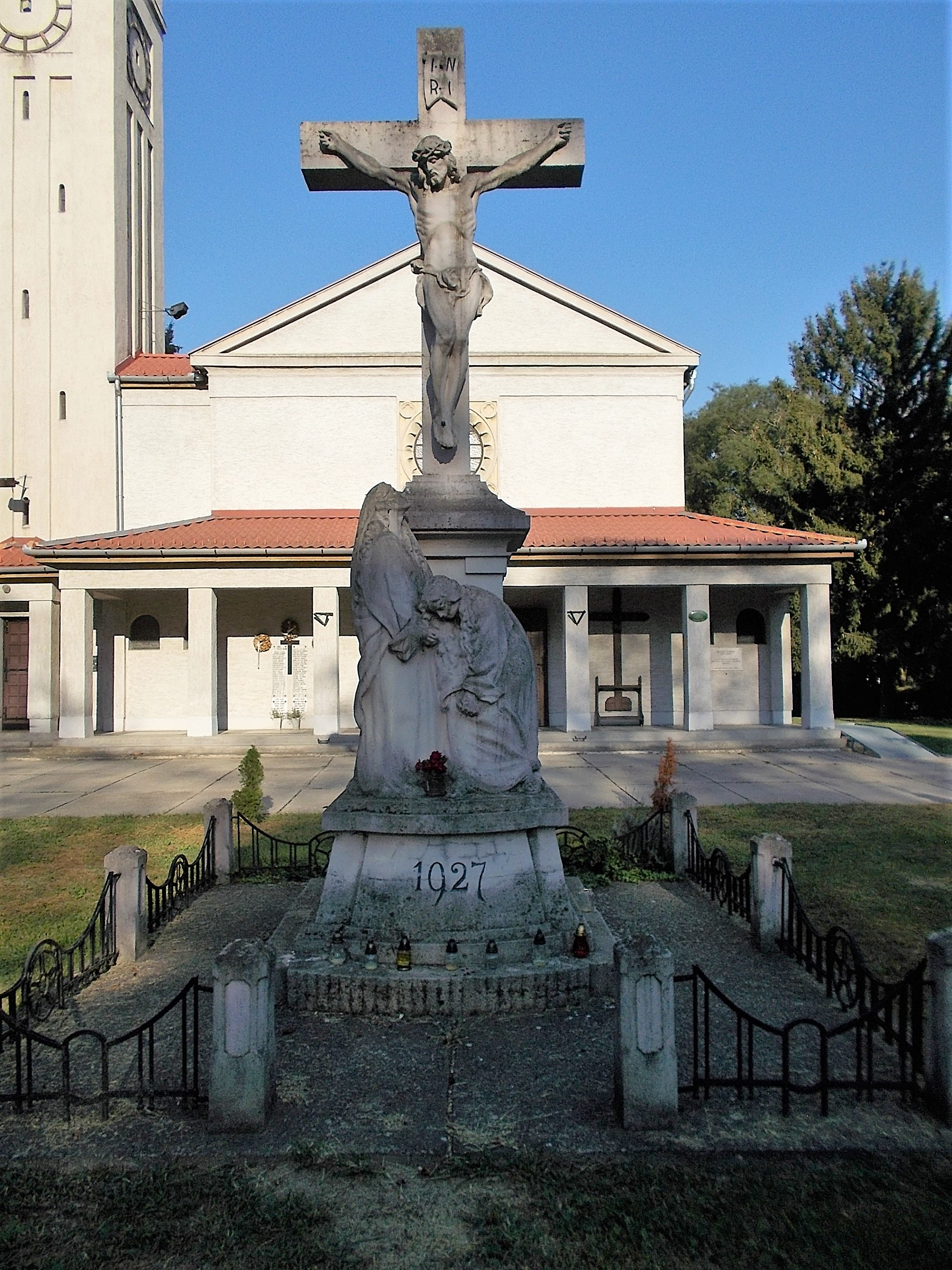
Újdombóvár kőkeresztje
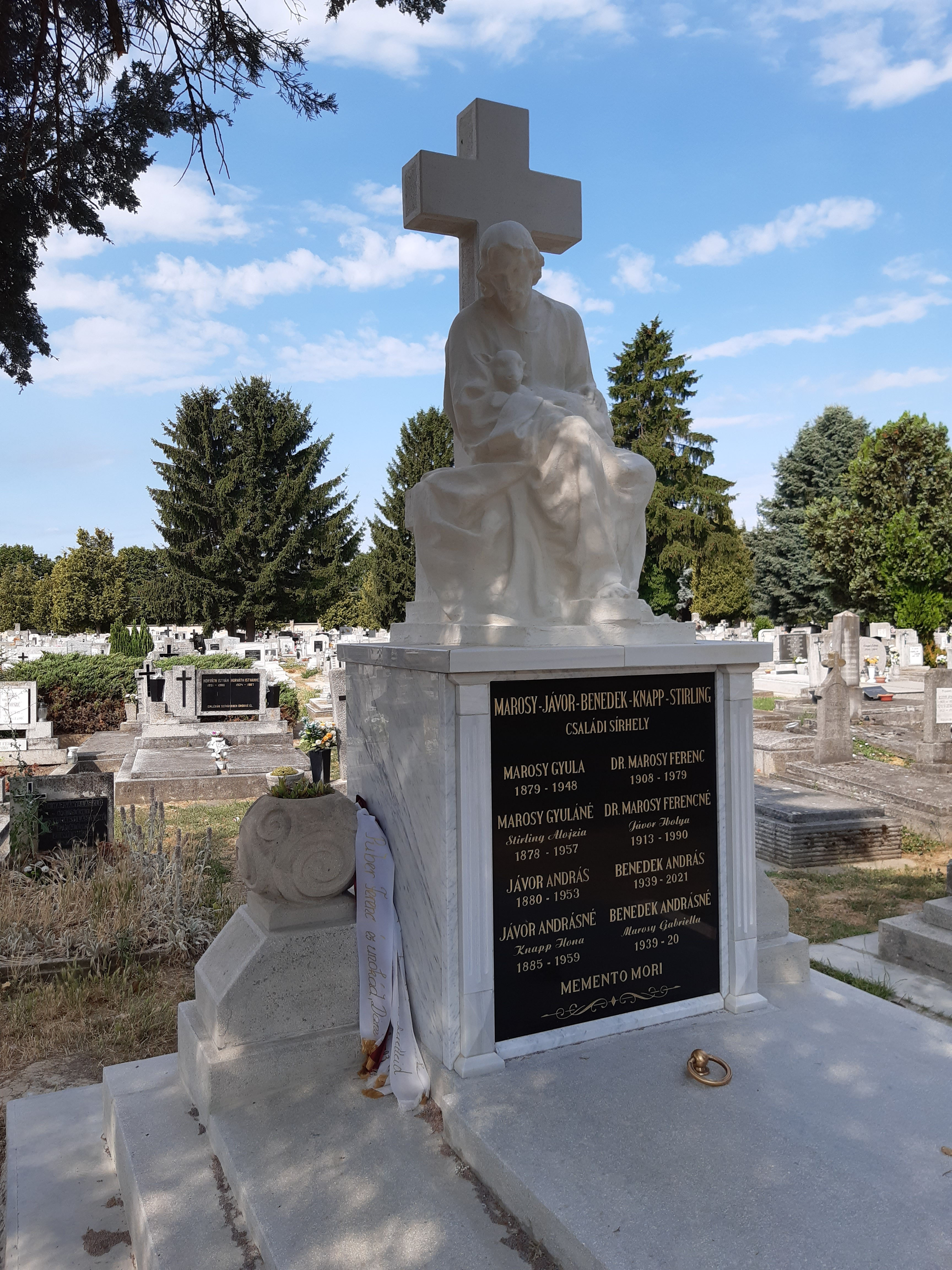
Dombóvár, Fetter Károly szobrászművész, Katolilkus temető, Marosy-Jávor családi sírhely
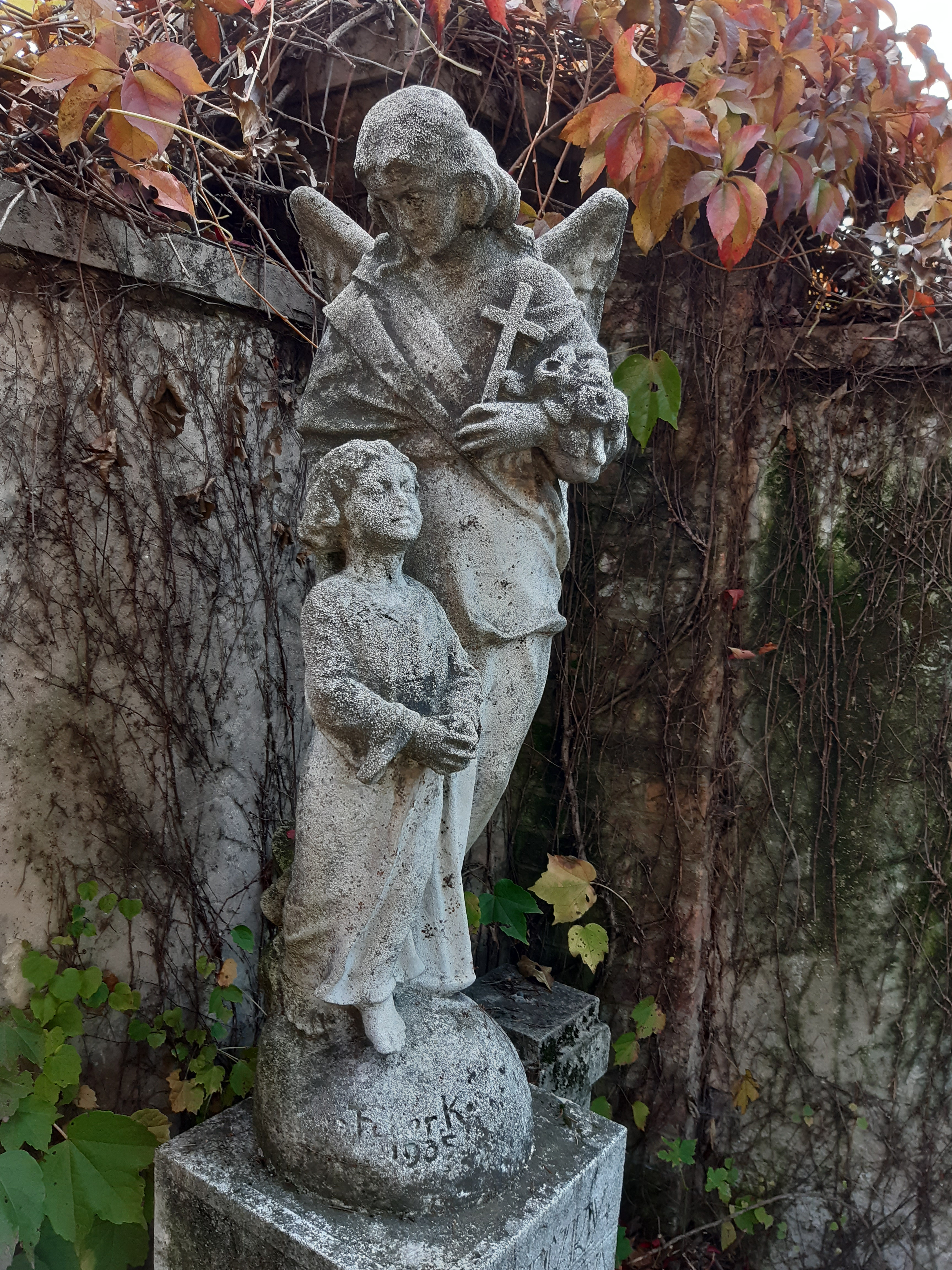
Cilleszky Klárika egyedi síremléke Dombóváron - 1935
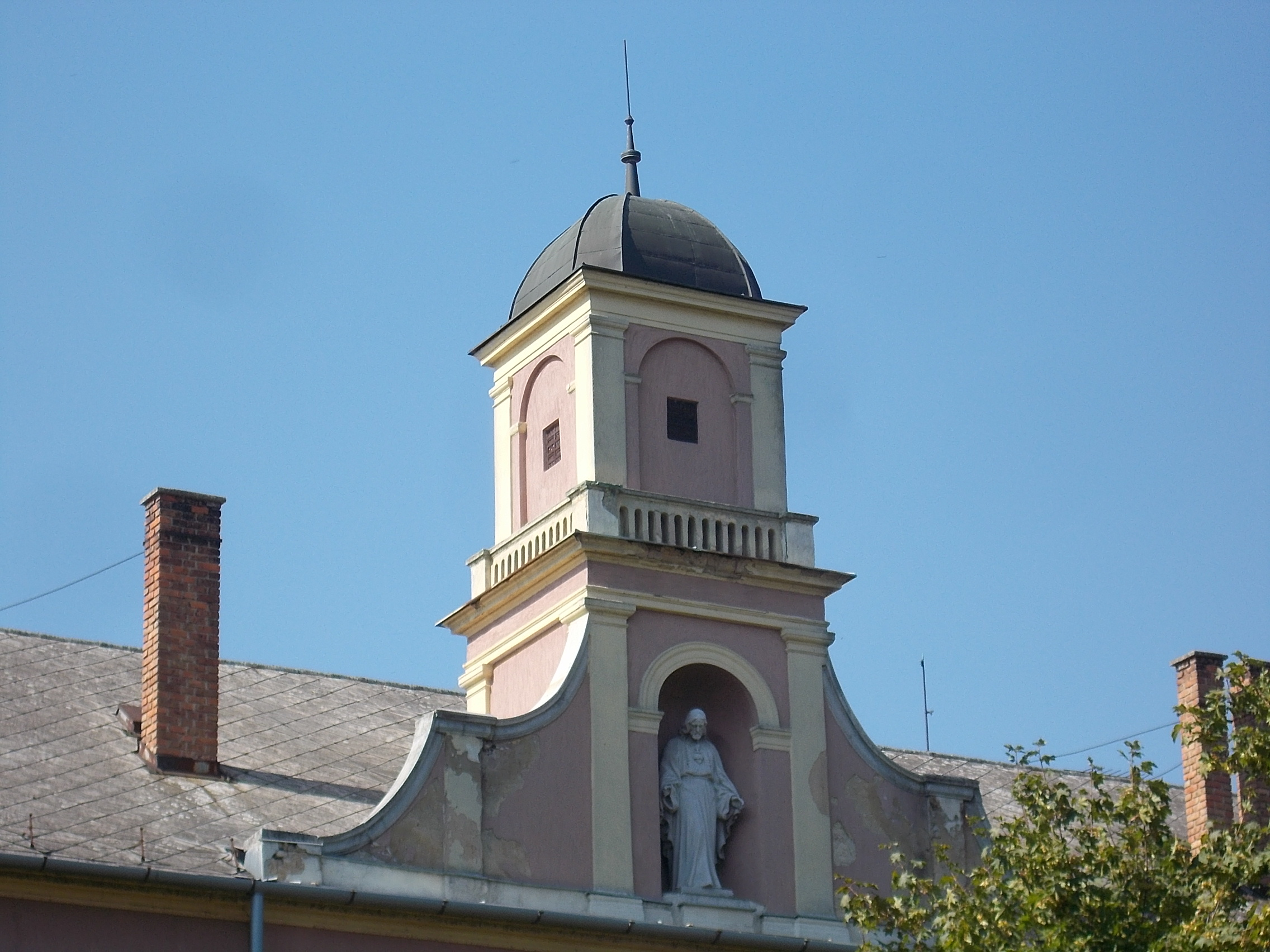
Jézus szíve Krisztus szobor - Dombóvár

### Horvay János
A Kossuth-szoborcsoport Dombóváron:
további képek

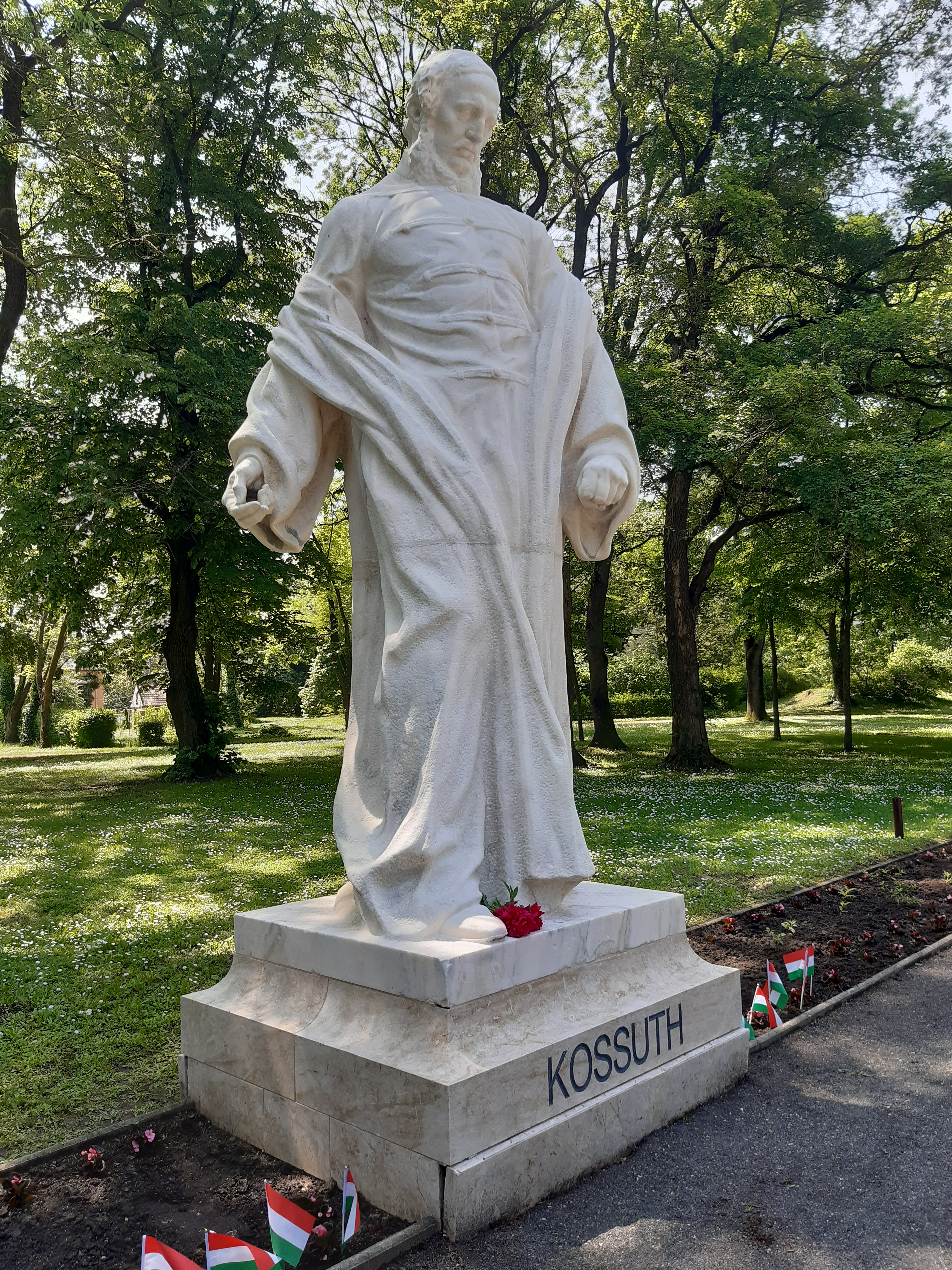
Kossuth Lajos
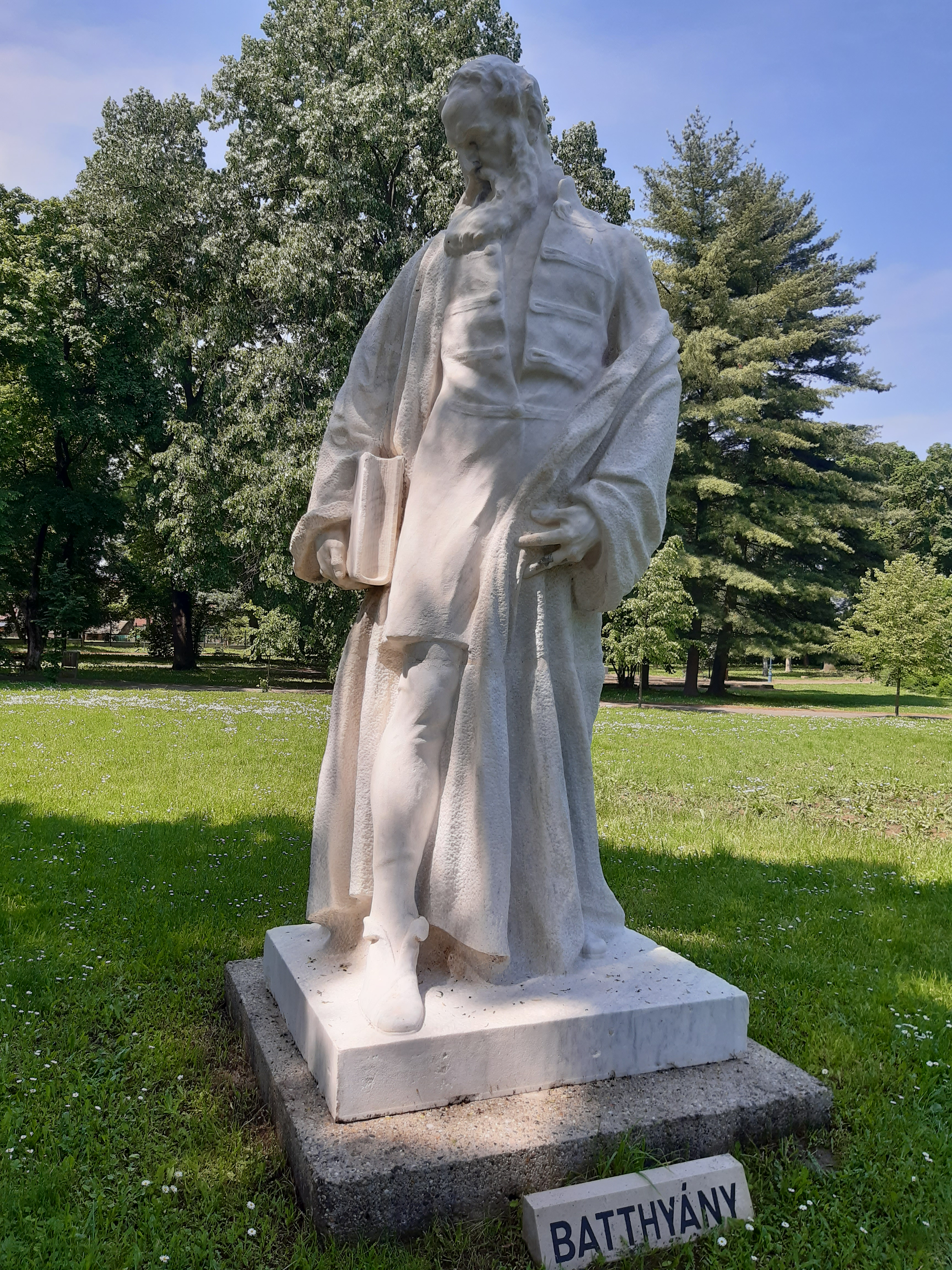
Batthyány Lajos
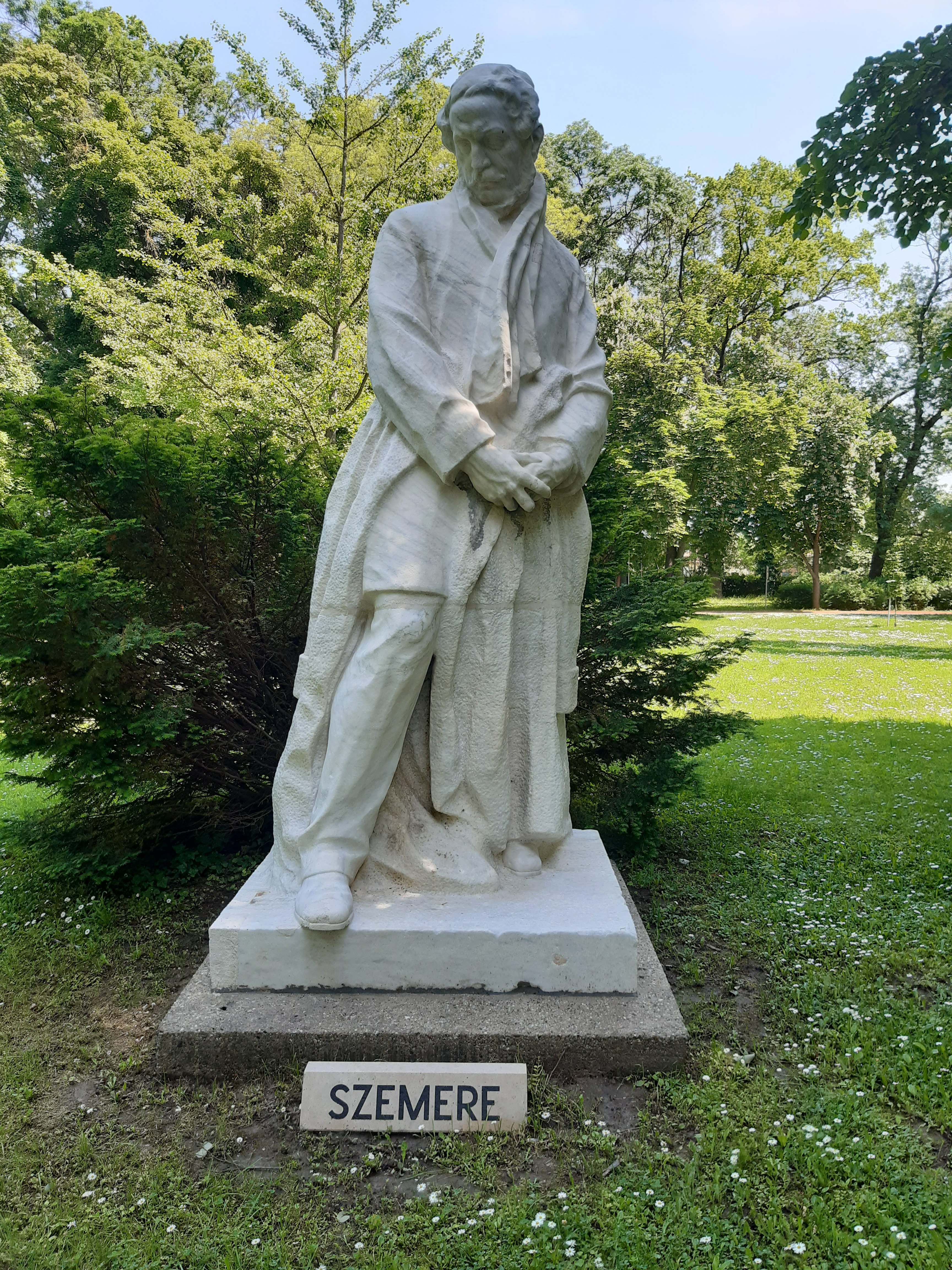
Szemere Bertalan
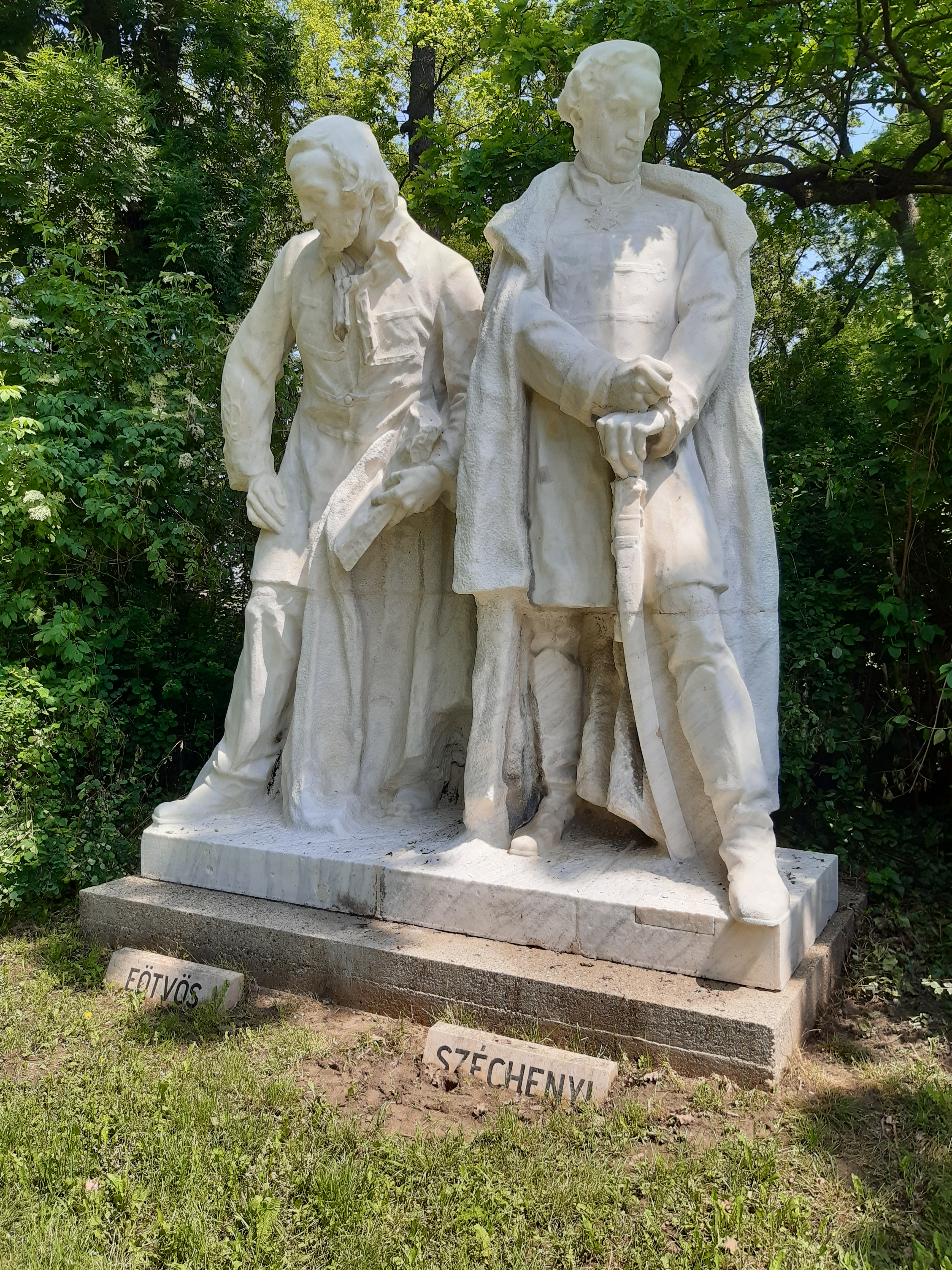
Eötvös József és Széchenyi István
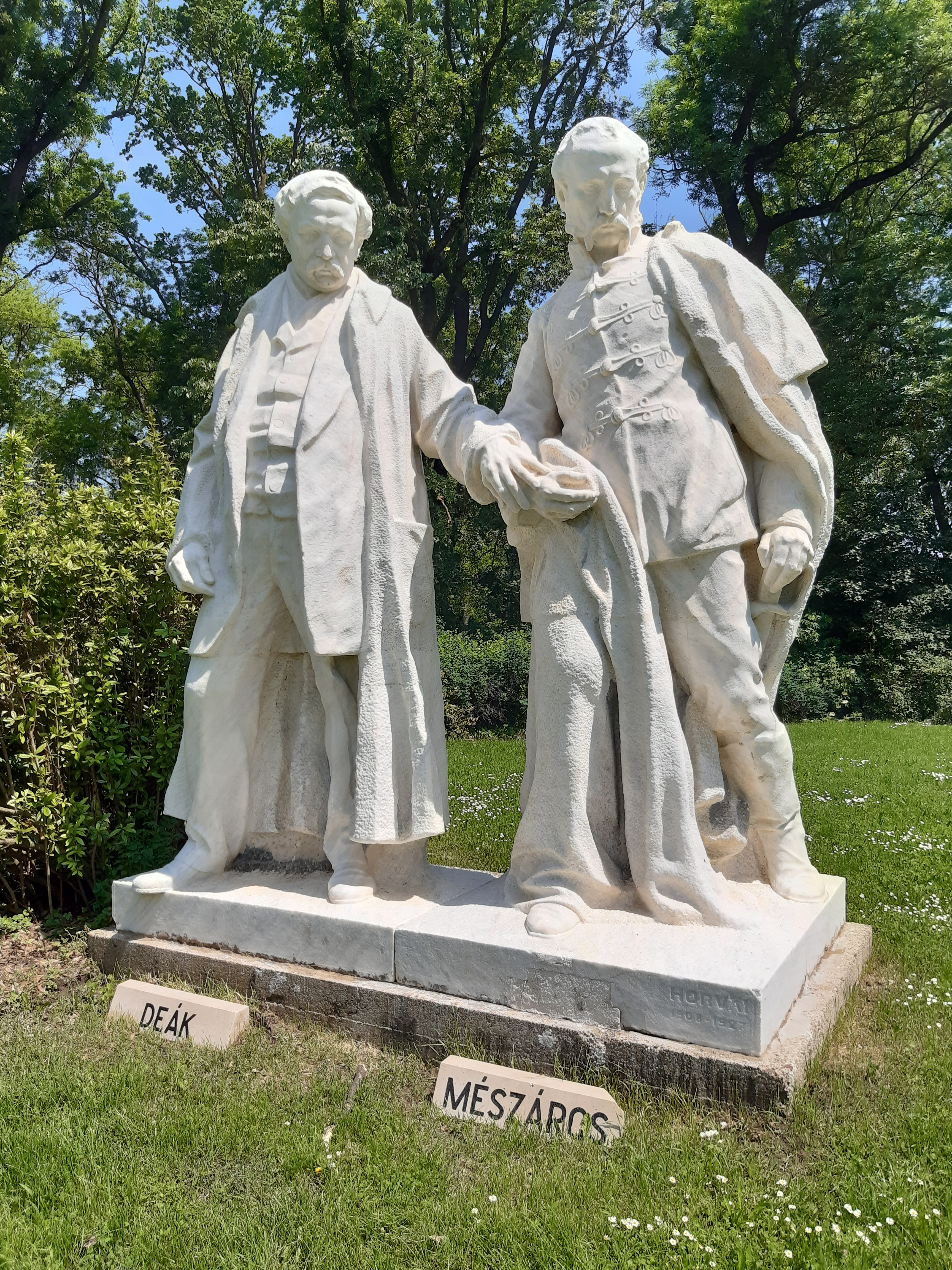
Deák Ferenc és Mészáros Lázár
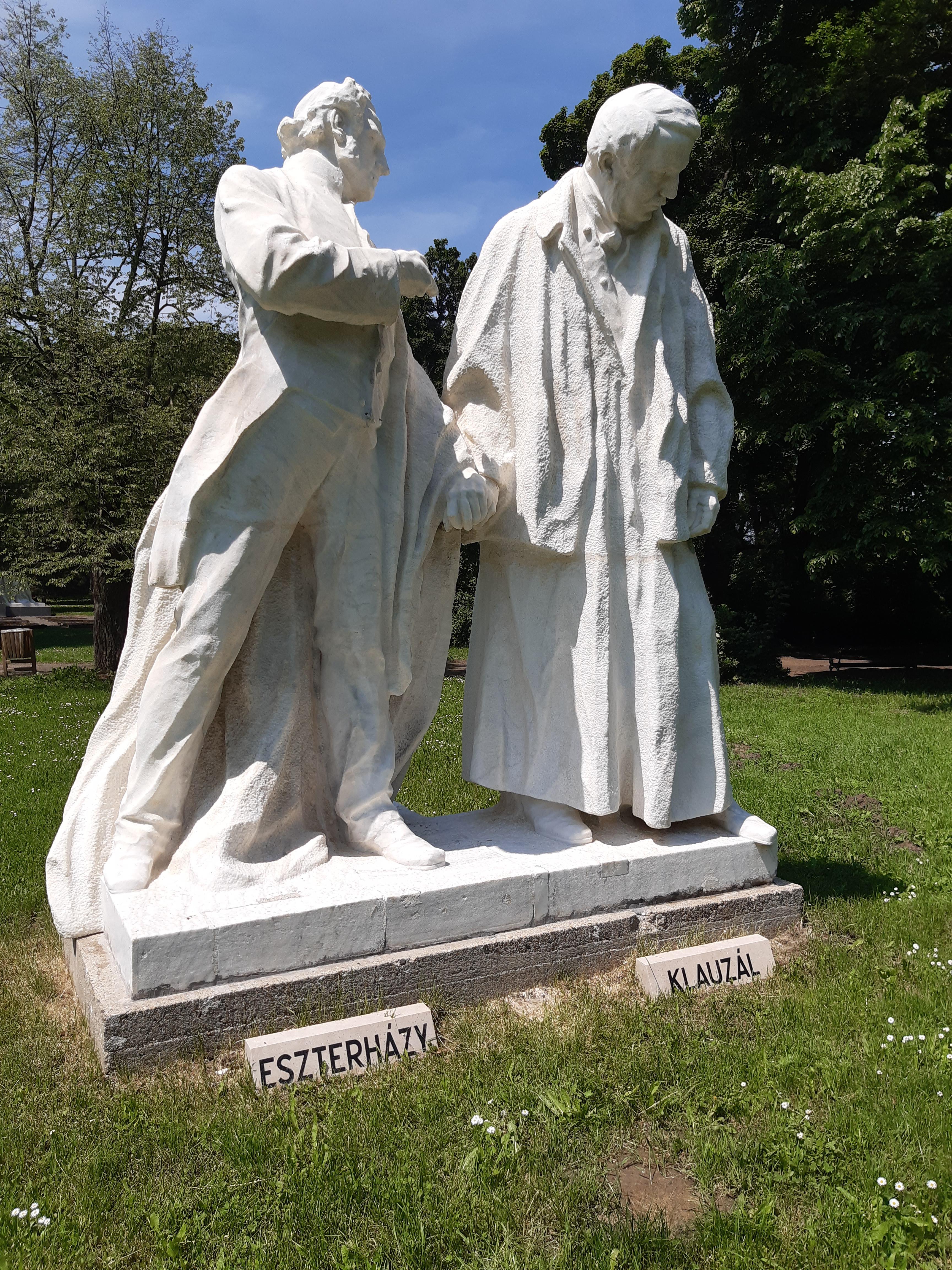
Eszterházy Pál Antal és Klauzál Gábor
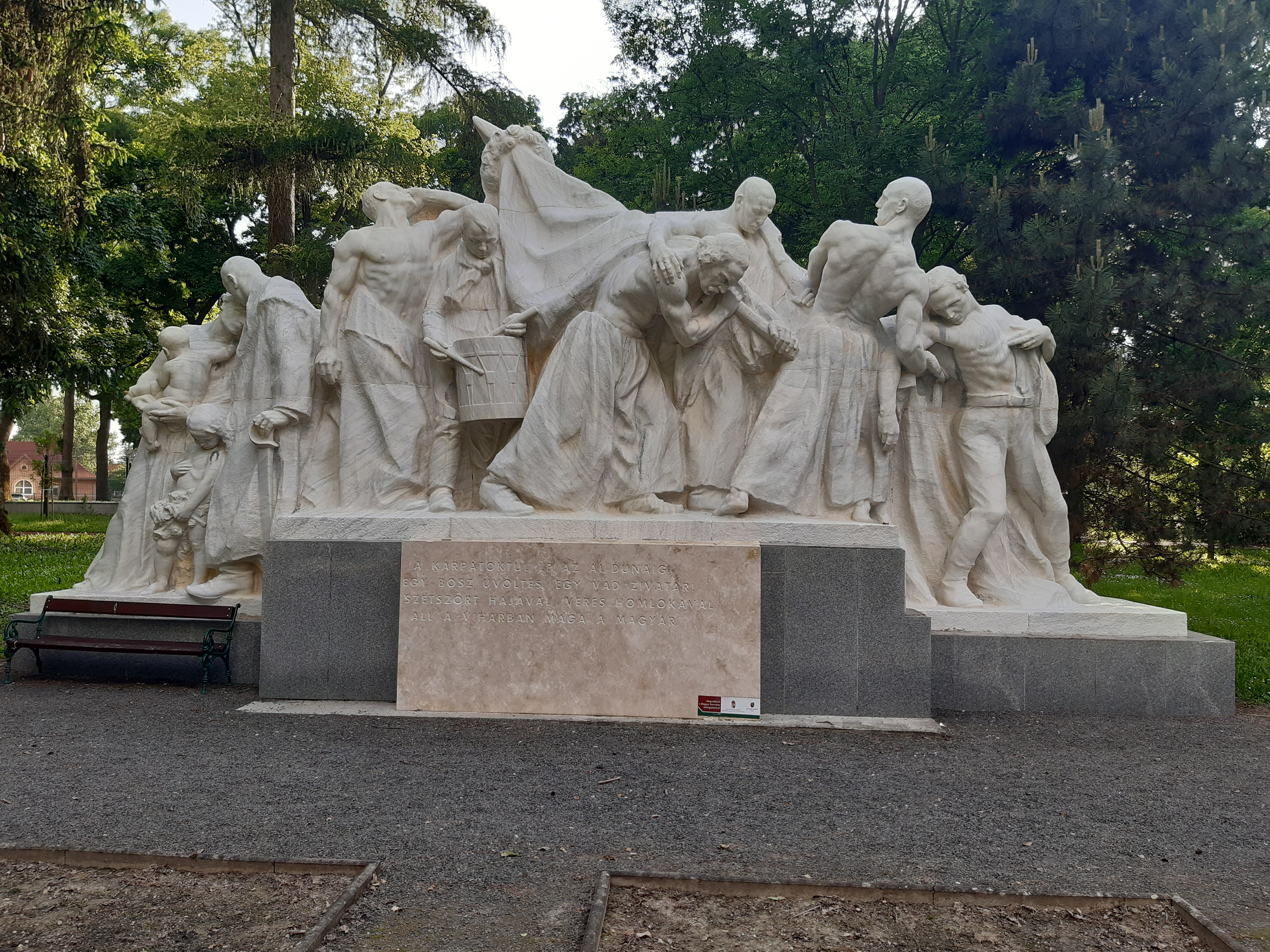
A Kossuth-szoborcsoport, eredetileg: volt hátulja

további képek

### Ismeretlen alkotó

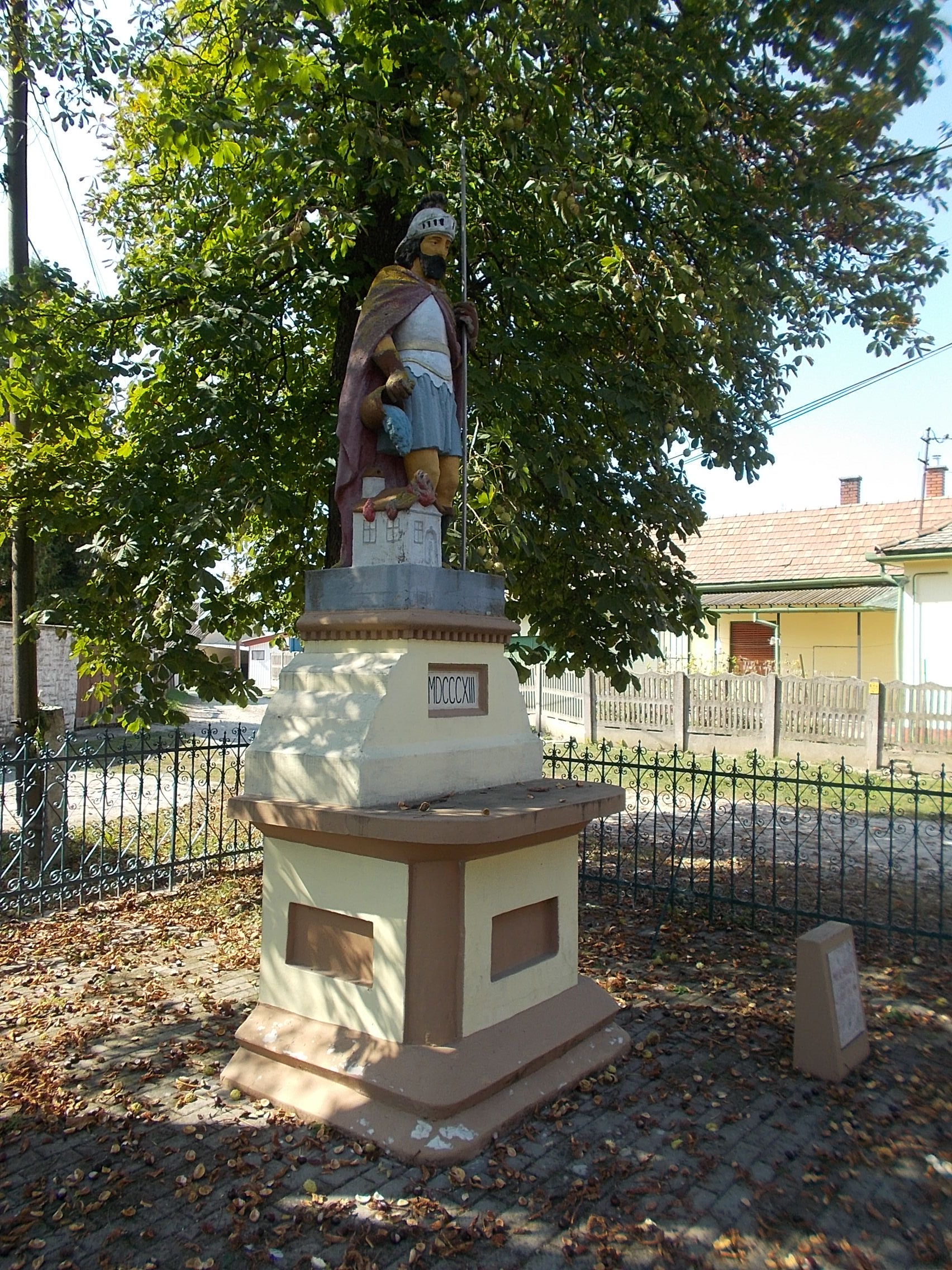
Szent Flórián-szobor
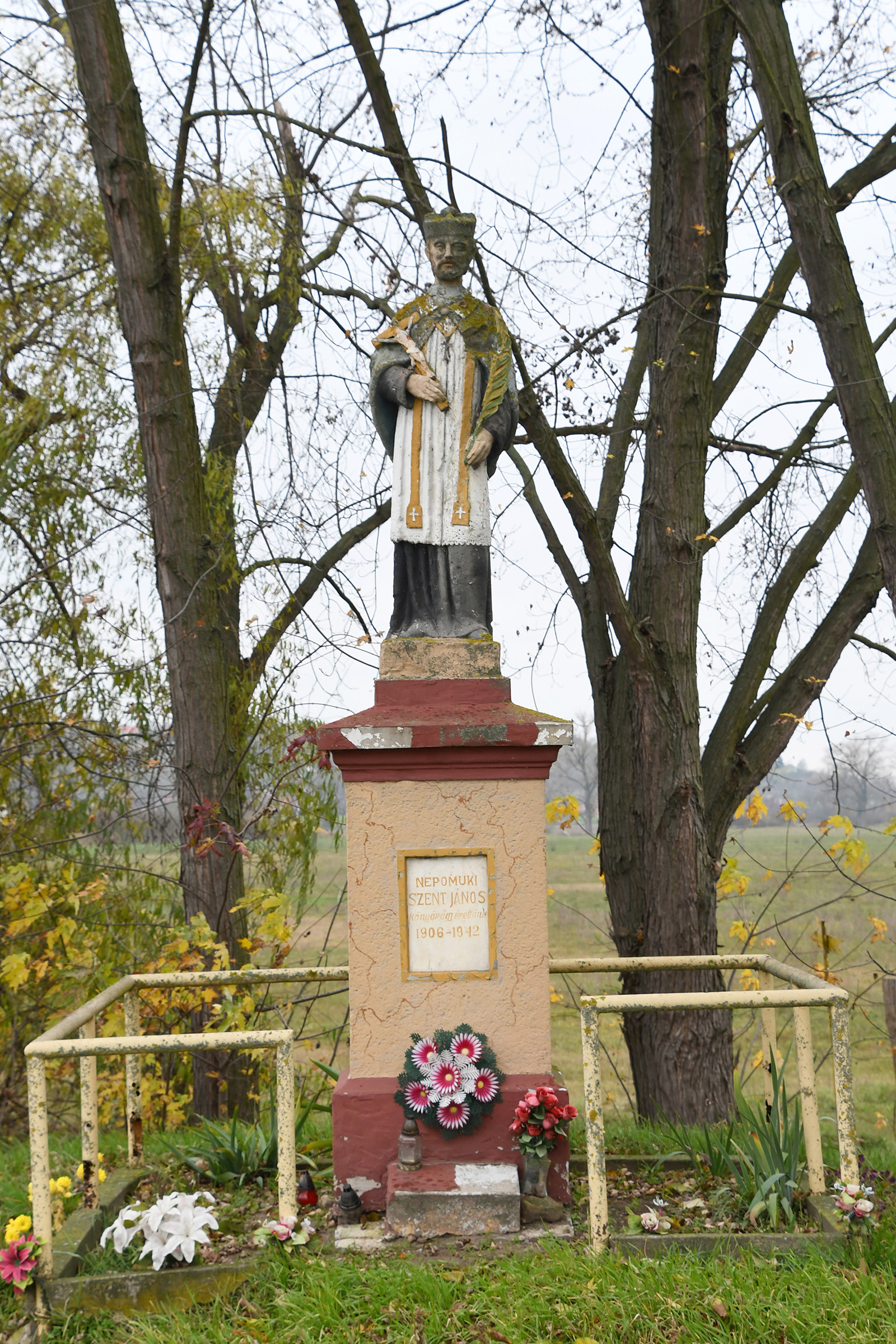
Nepomuki Szent János-szobor[19] (további képek)
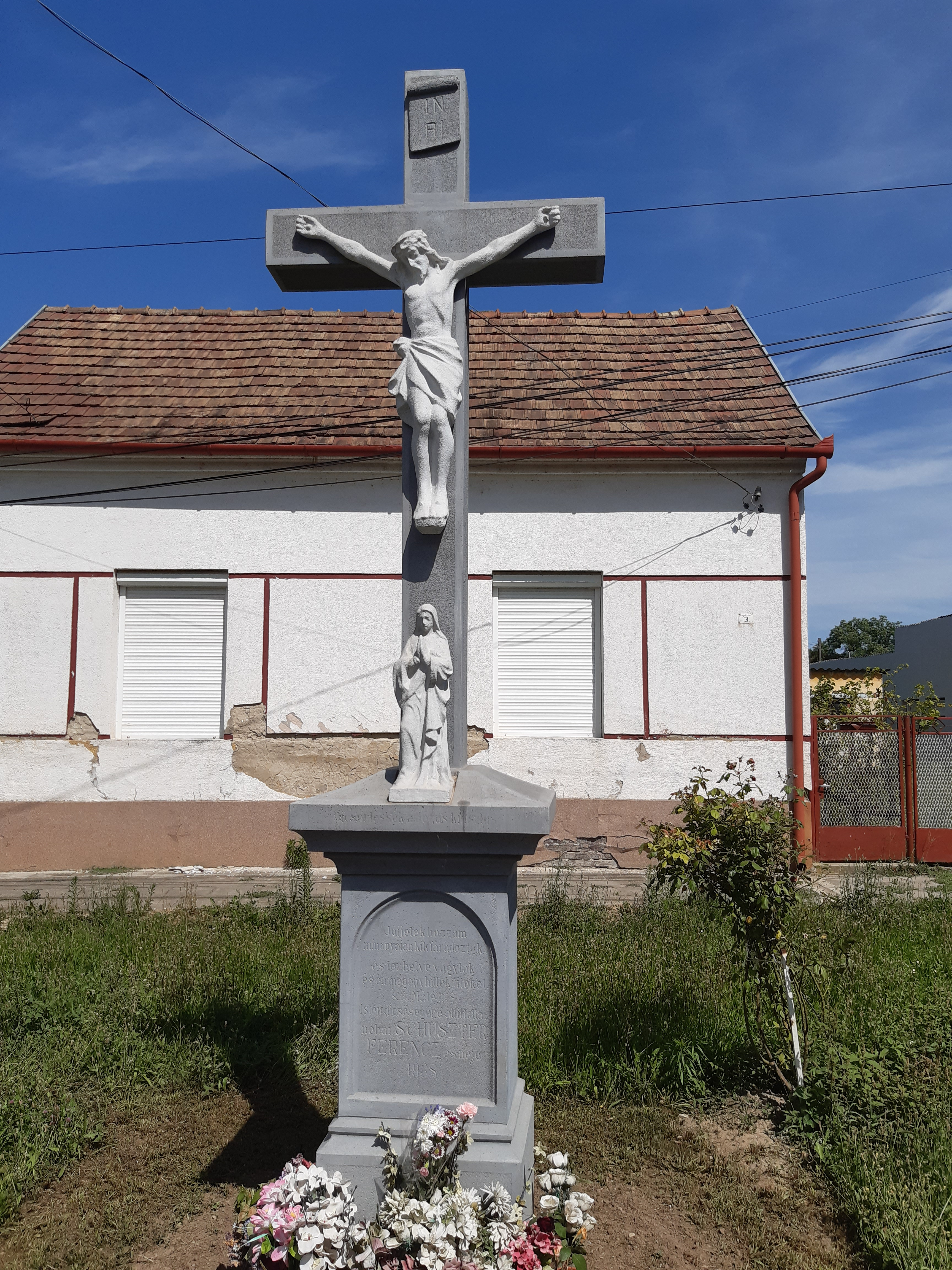
Szuhay-dombi kereszt
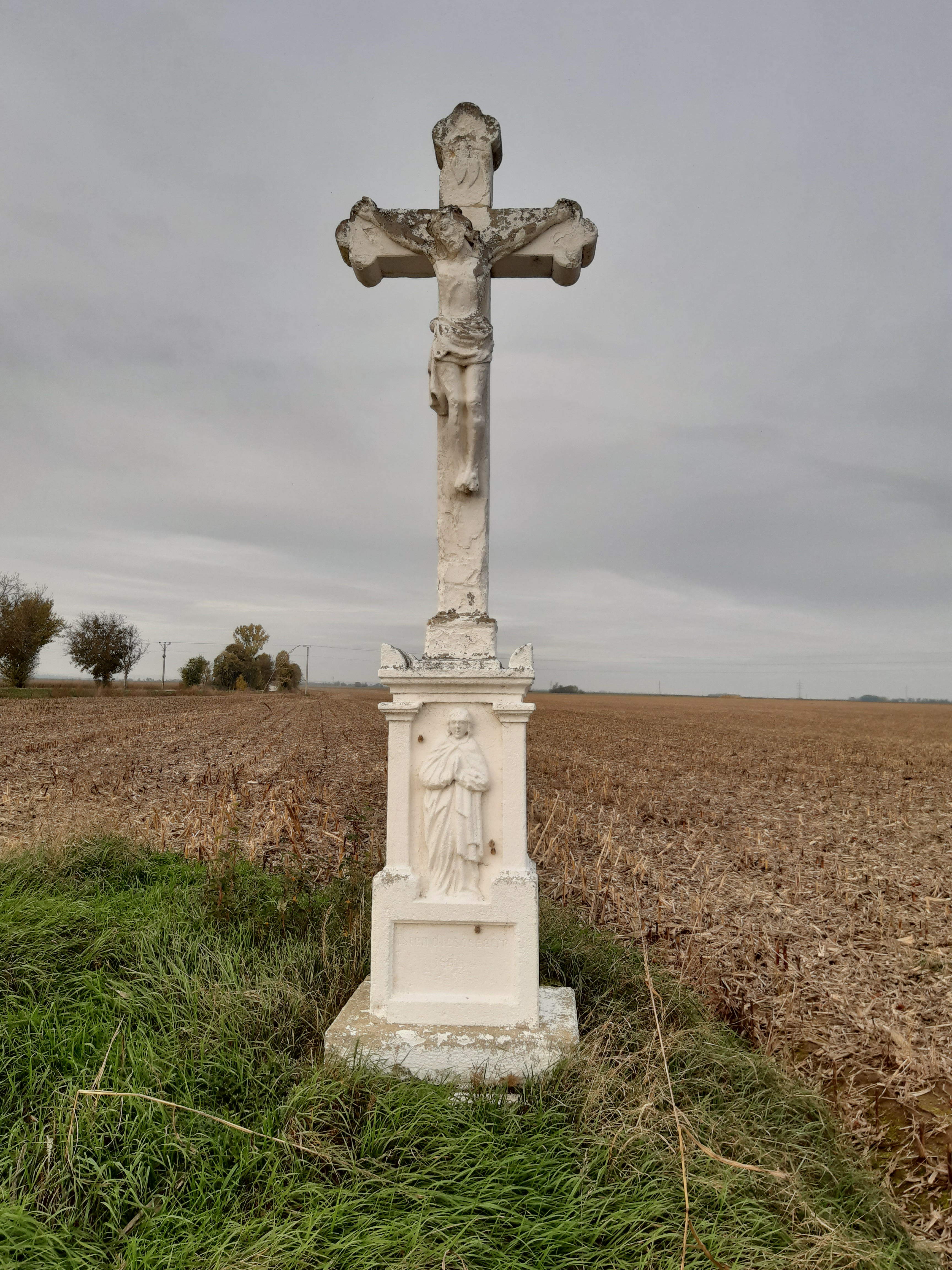
Hetényi fogadalmi kereszt
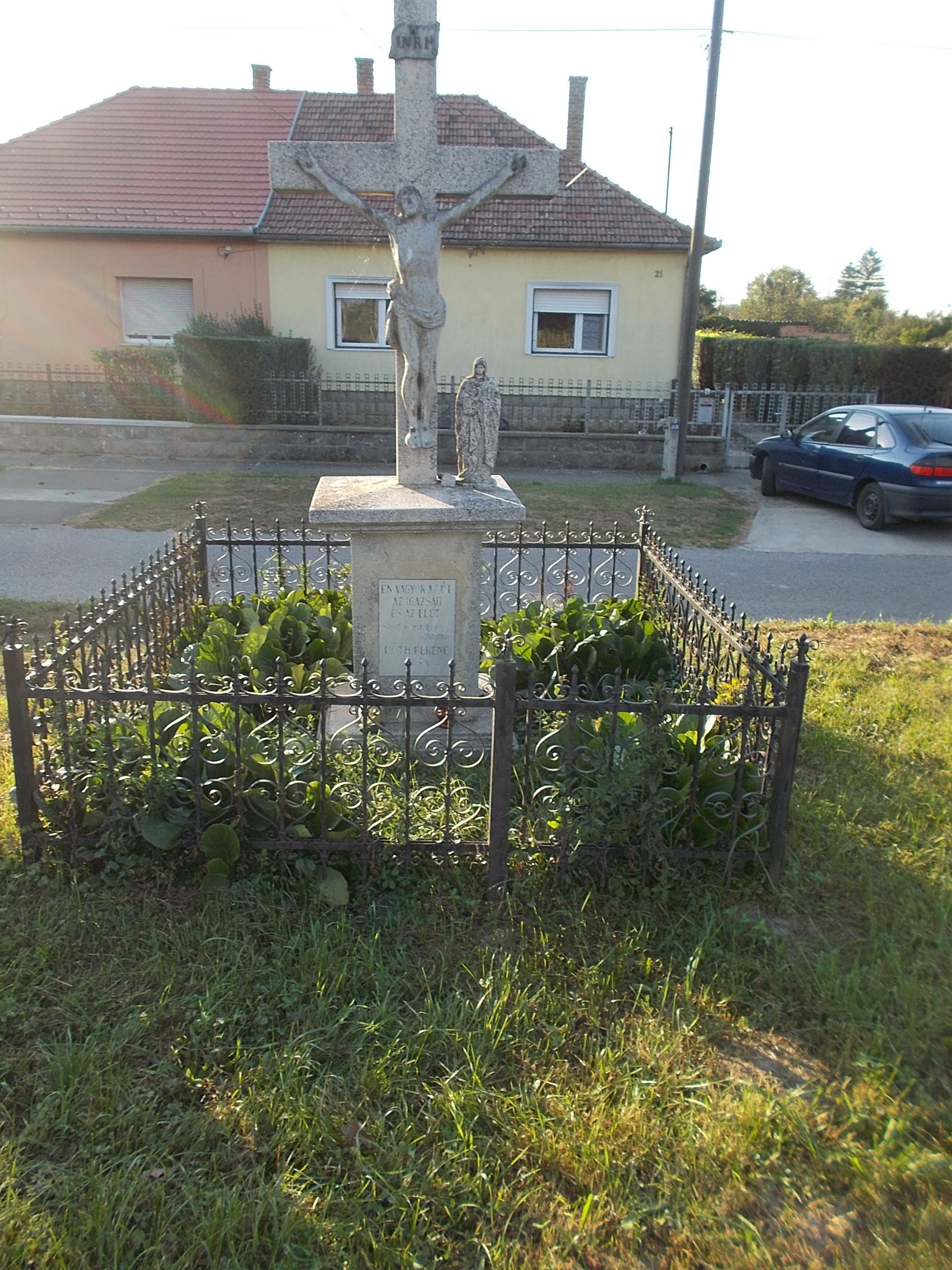
Tüskei fogadalmi kereszt
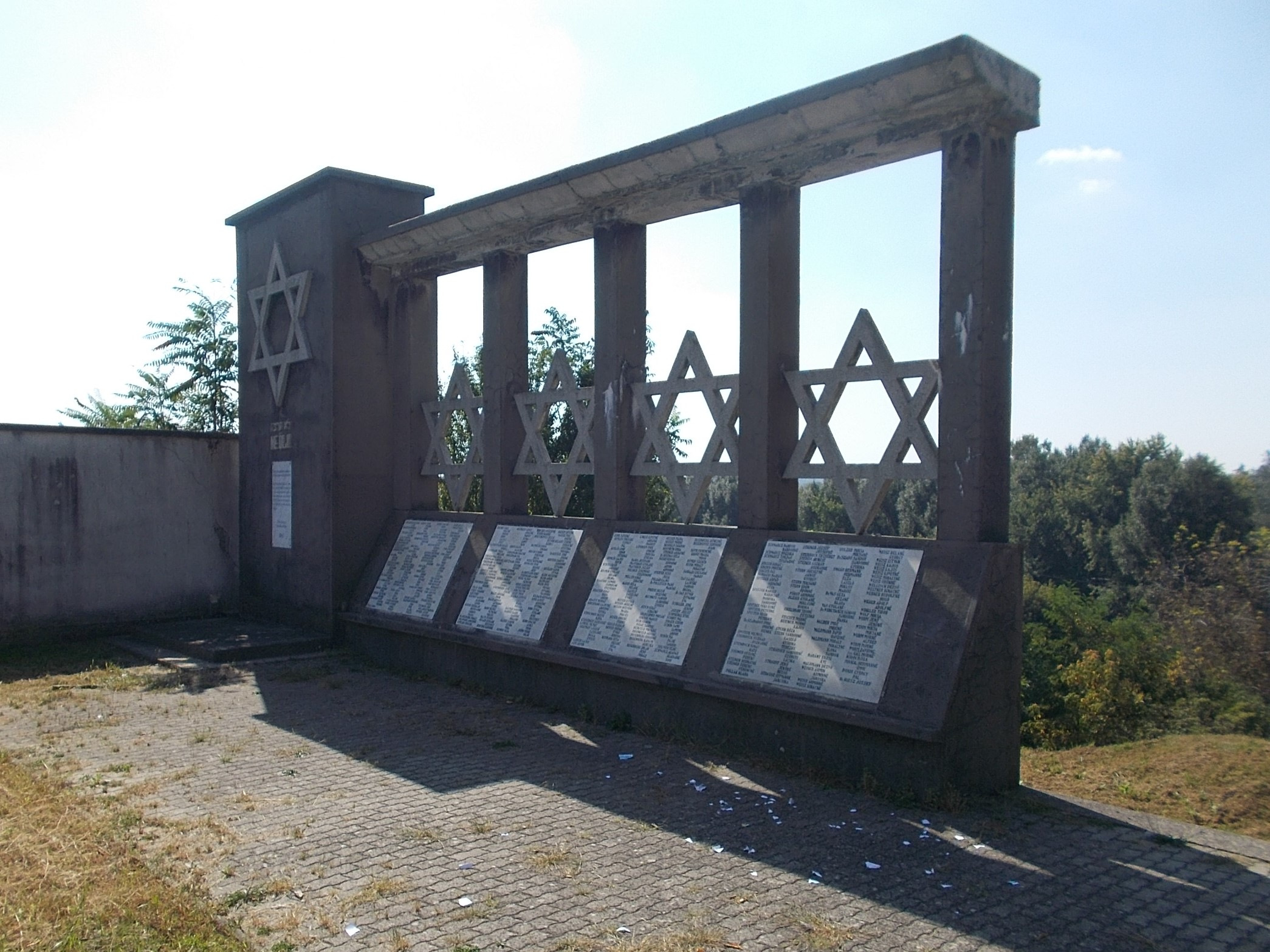
Holokauszt emlékmű
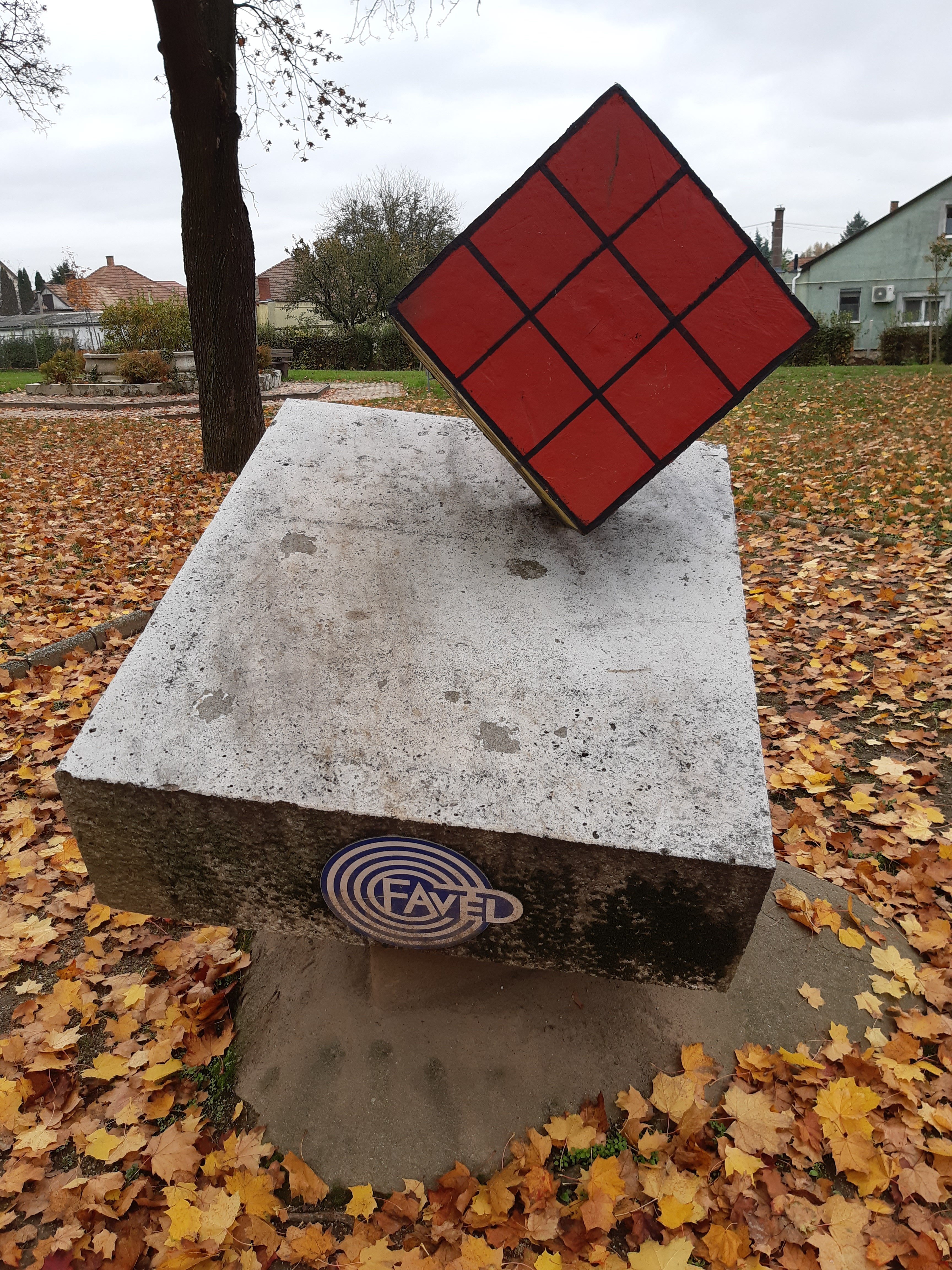
Rubik-kocka
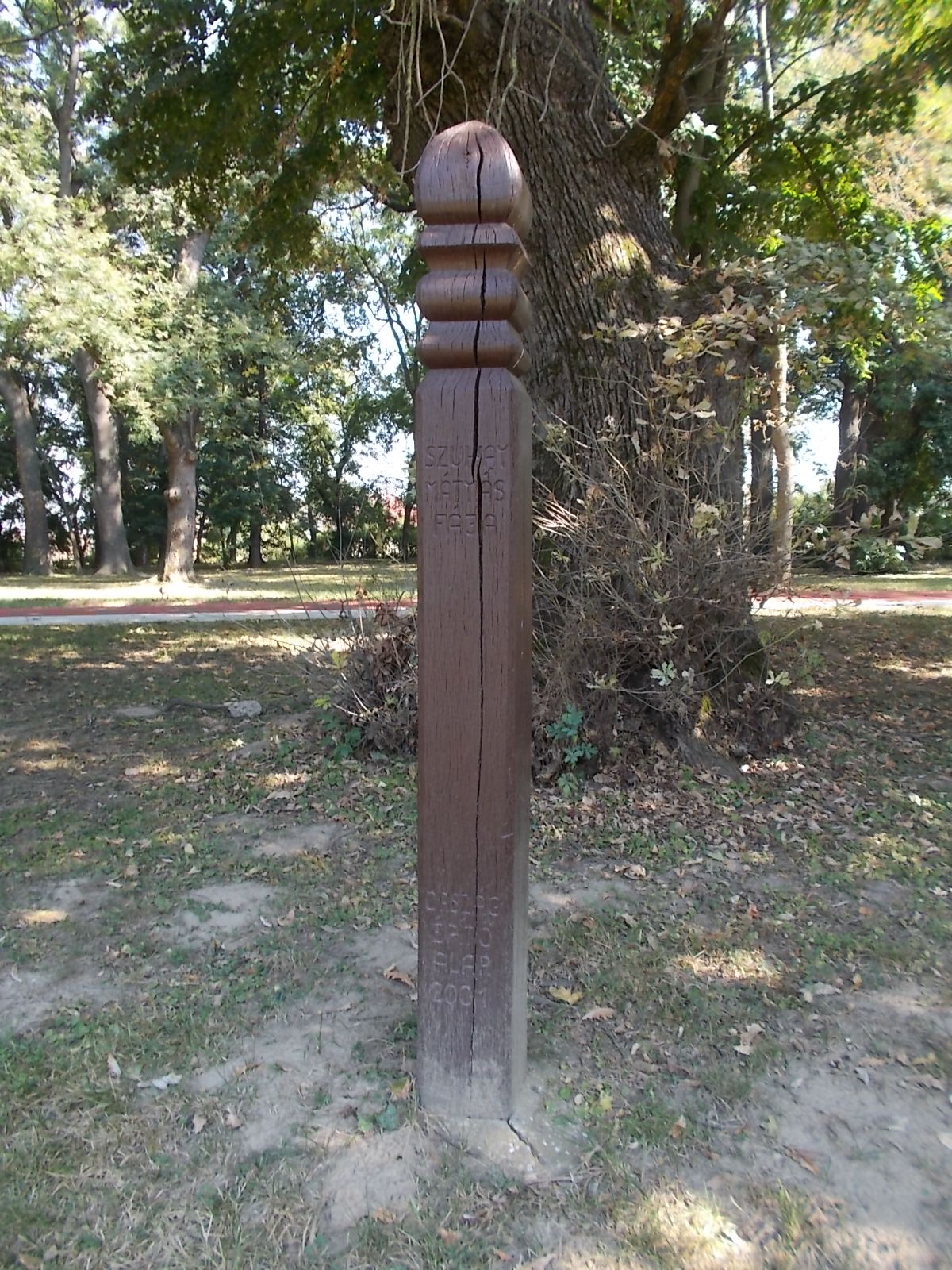
Szuhay Mátyás kopjafa
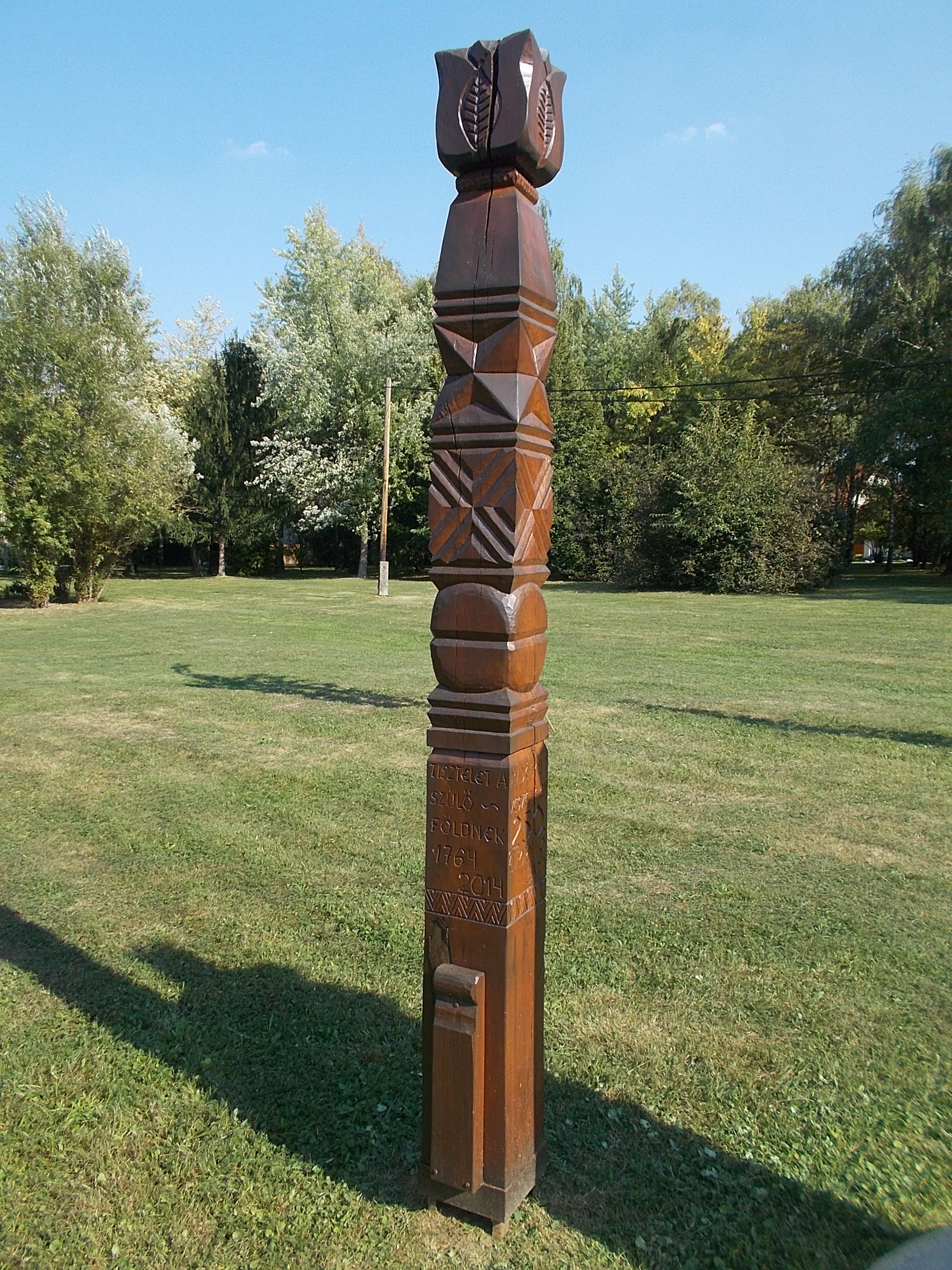
Madéfalvi vérengzés kopjafa
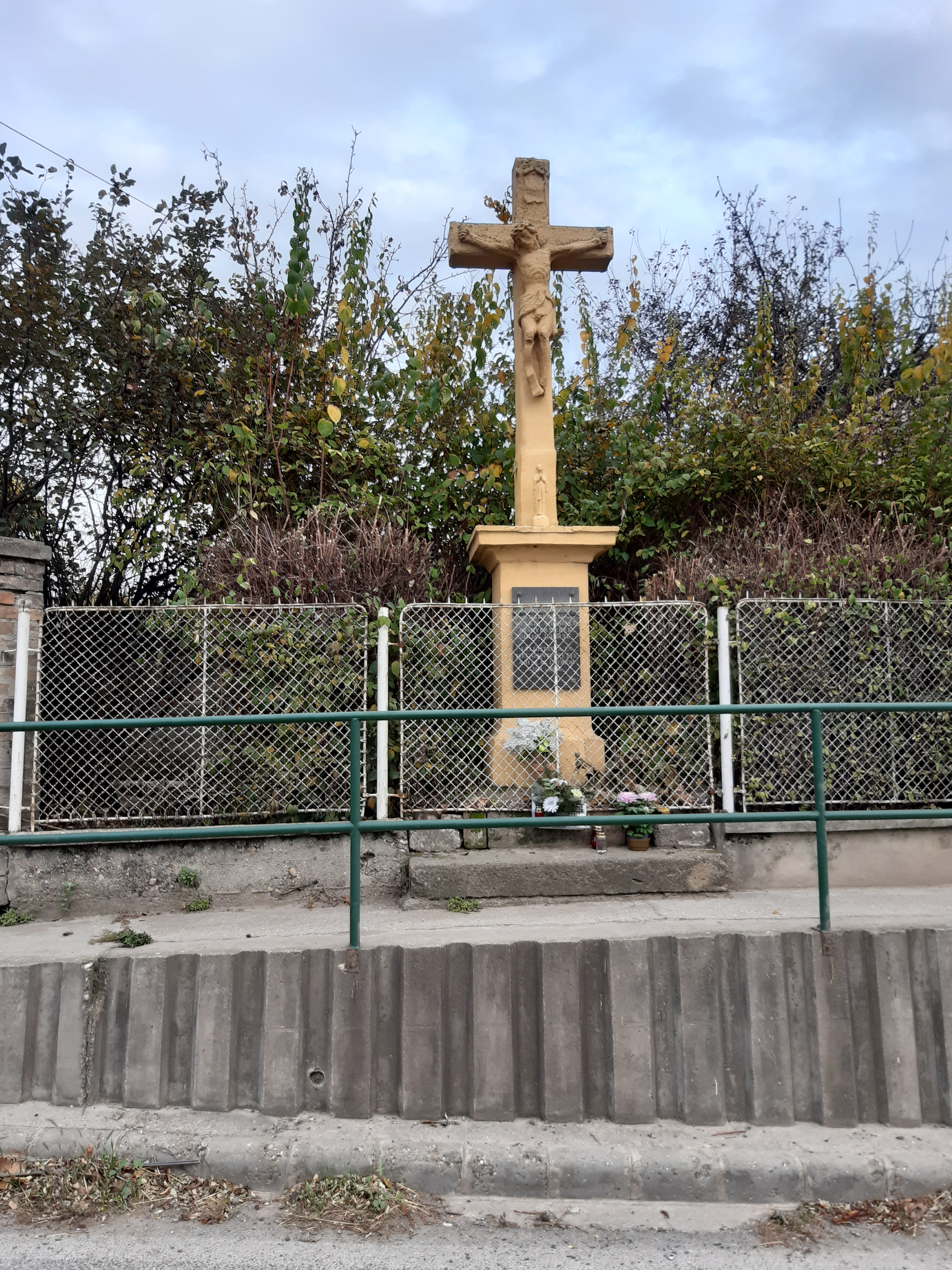
A kereszteletlenül meghalt gyermekek emlékére állított kereszt
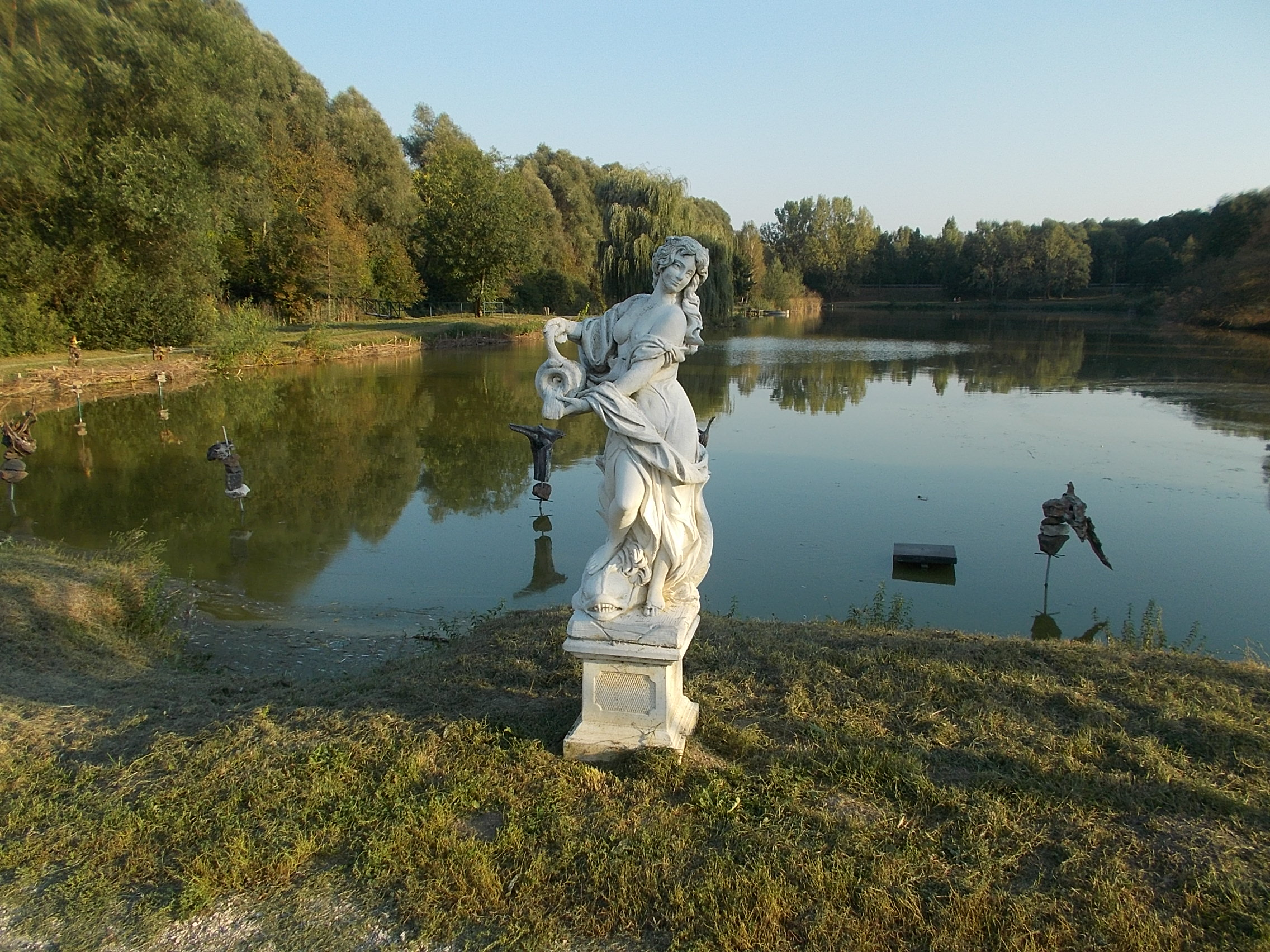
Vízöntő-szobor a Szállásréti tó partján
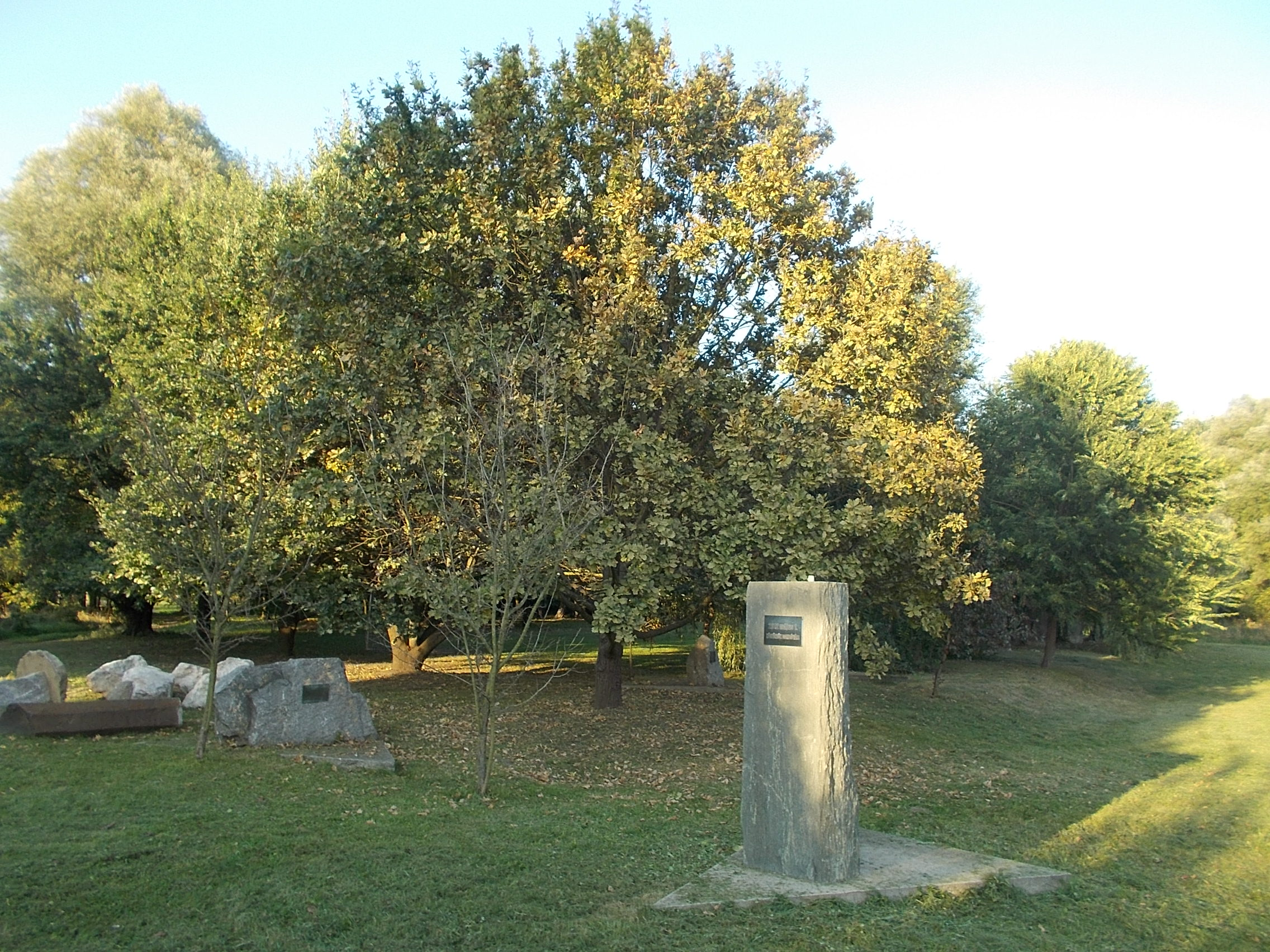
Emlékkövek a Szállásréti-tónál
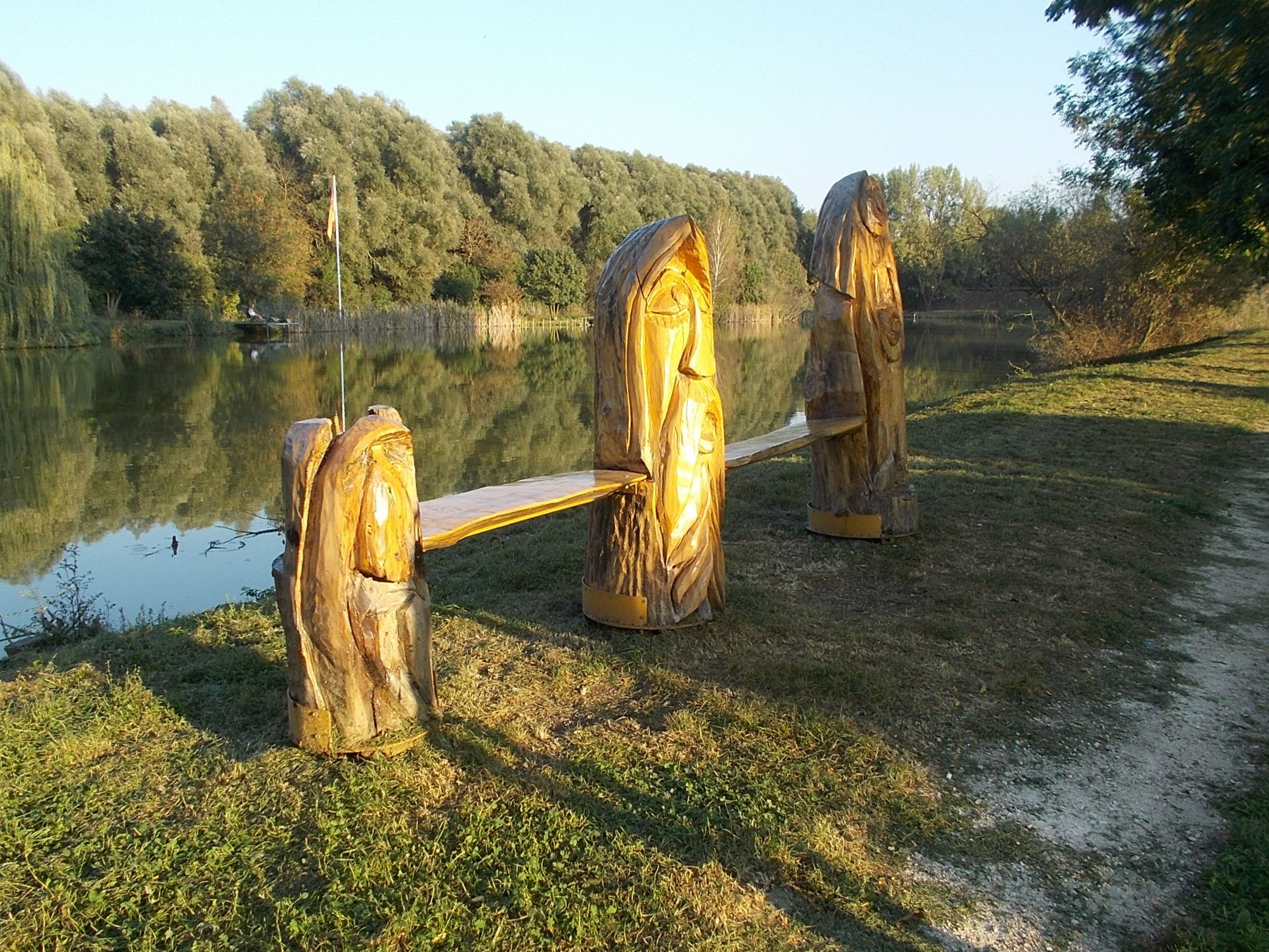
Szobor-pad
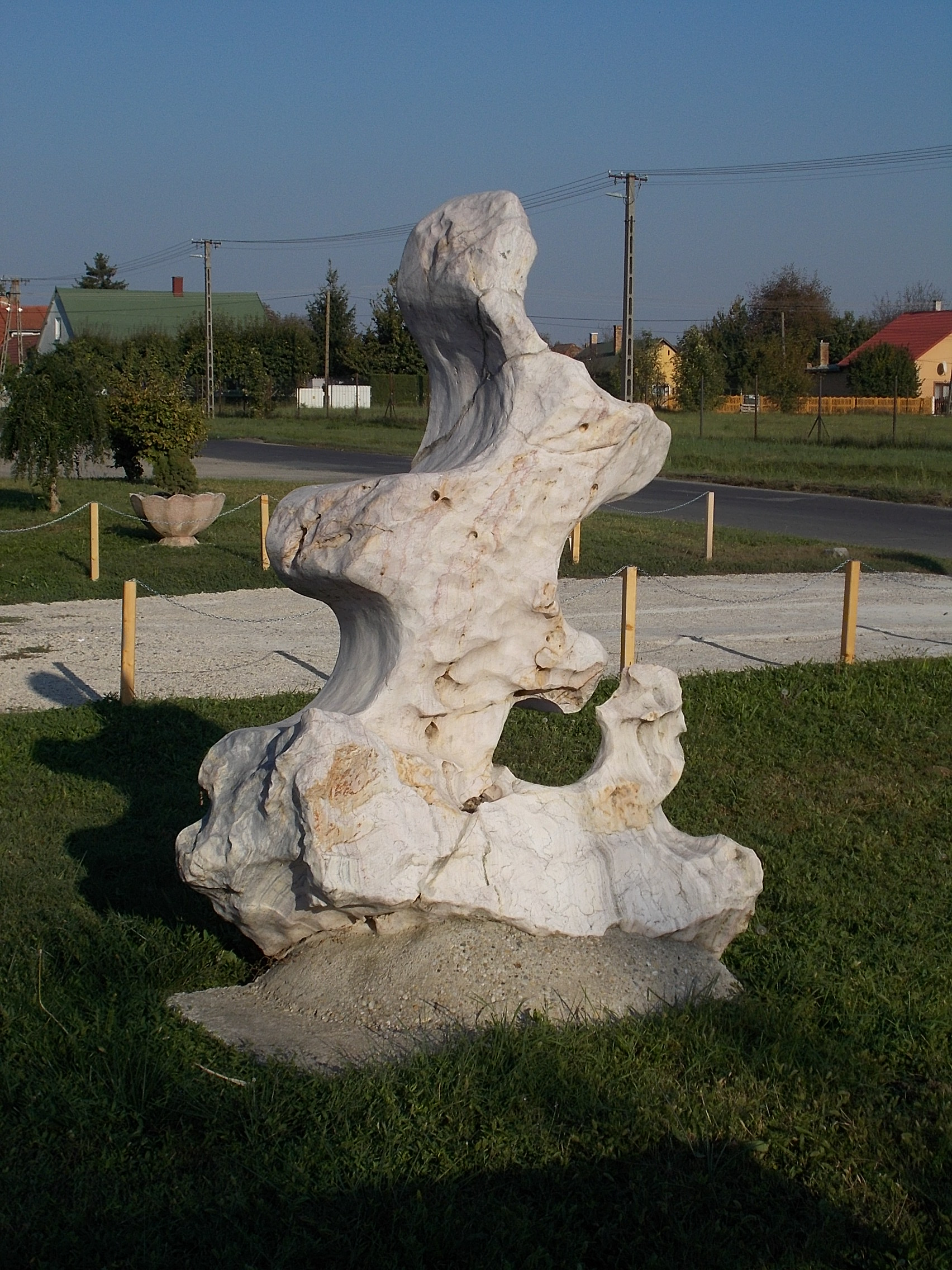
Dísz-kő
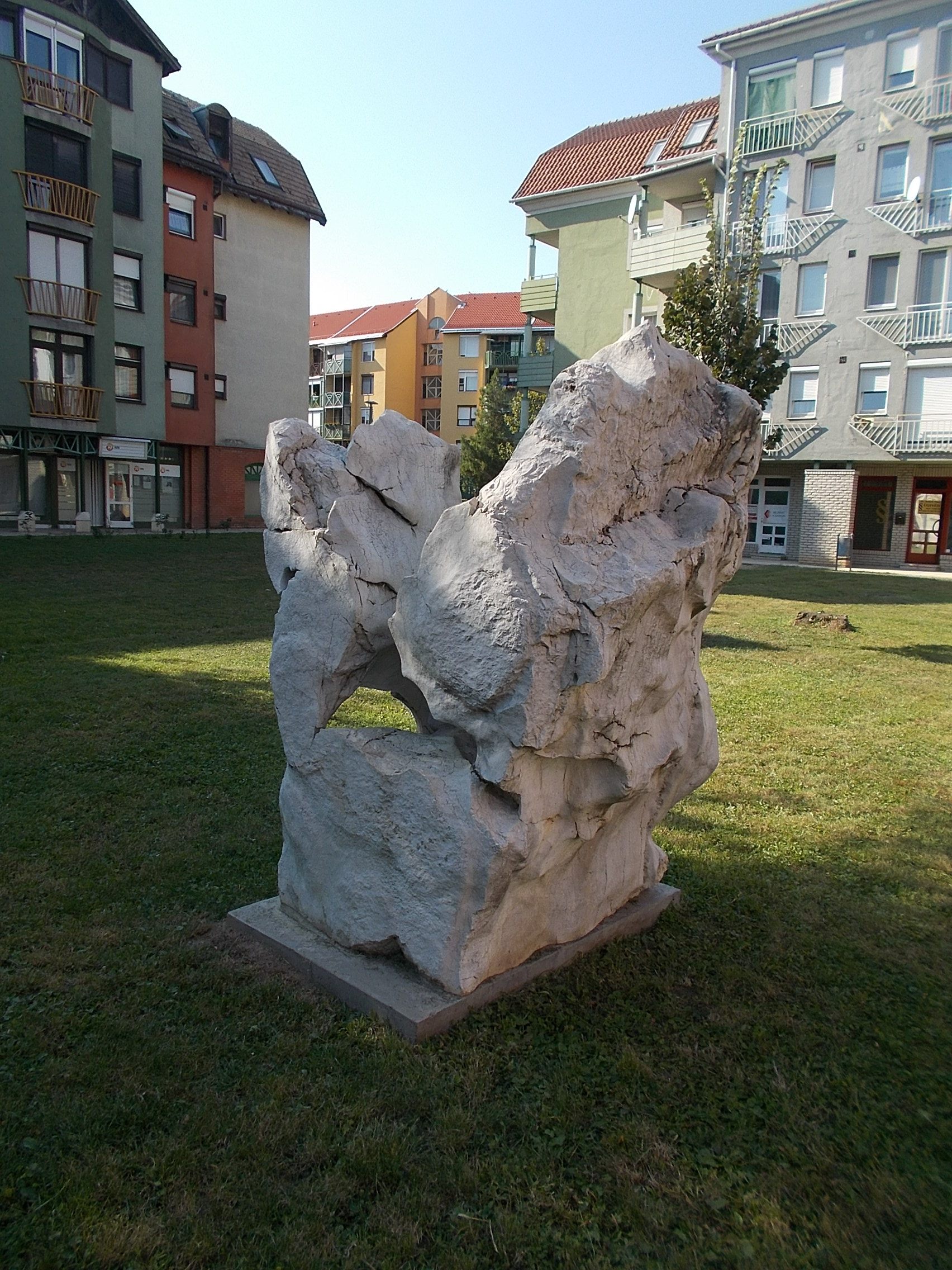
Klek díszkő

### Máriahegyi János

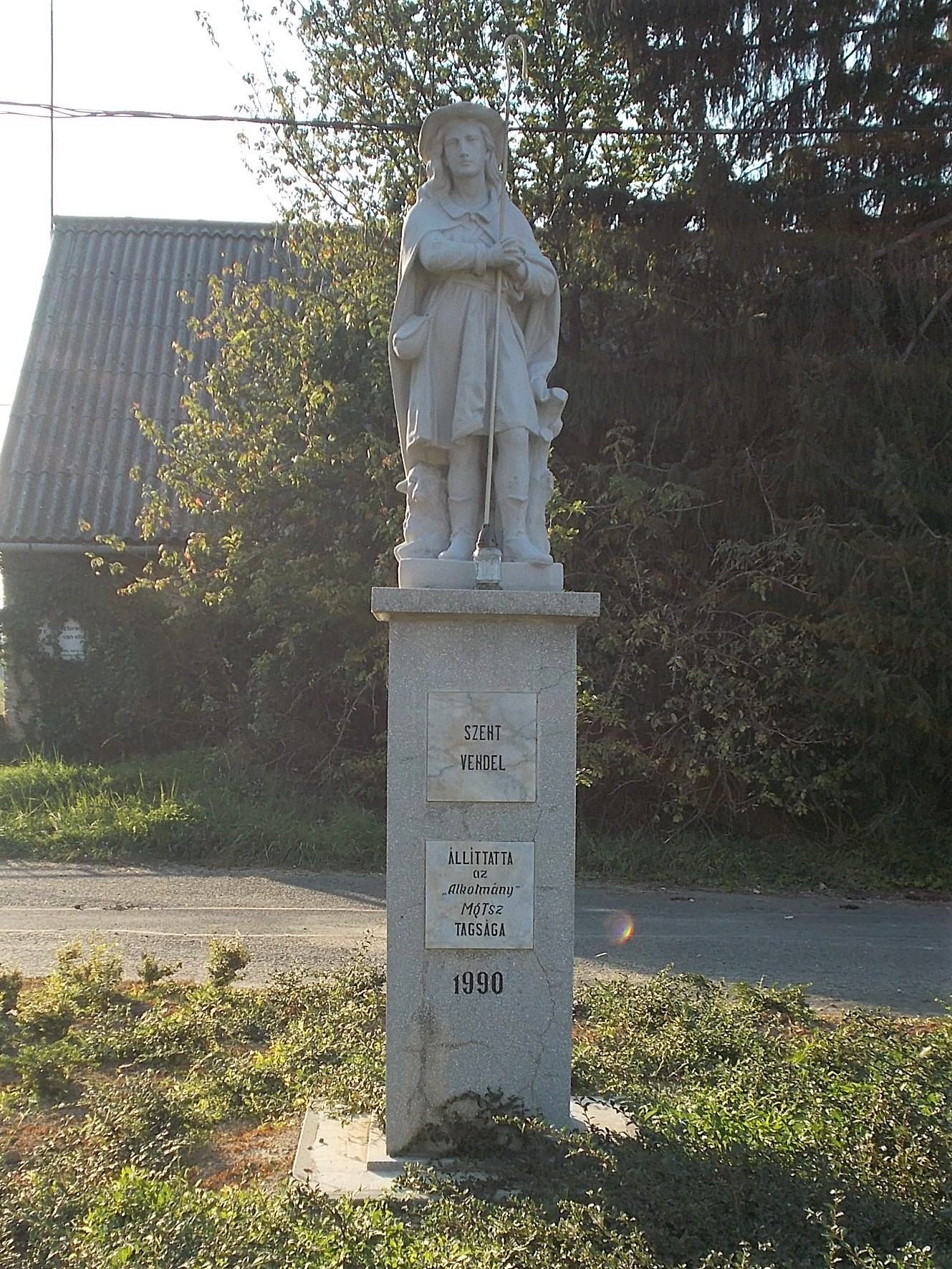
Szent Vendel-szobor

### Móra Ágota

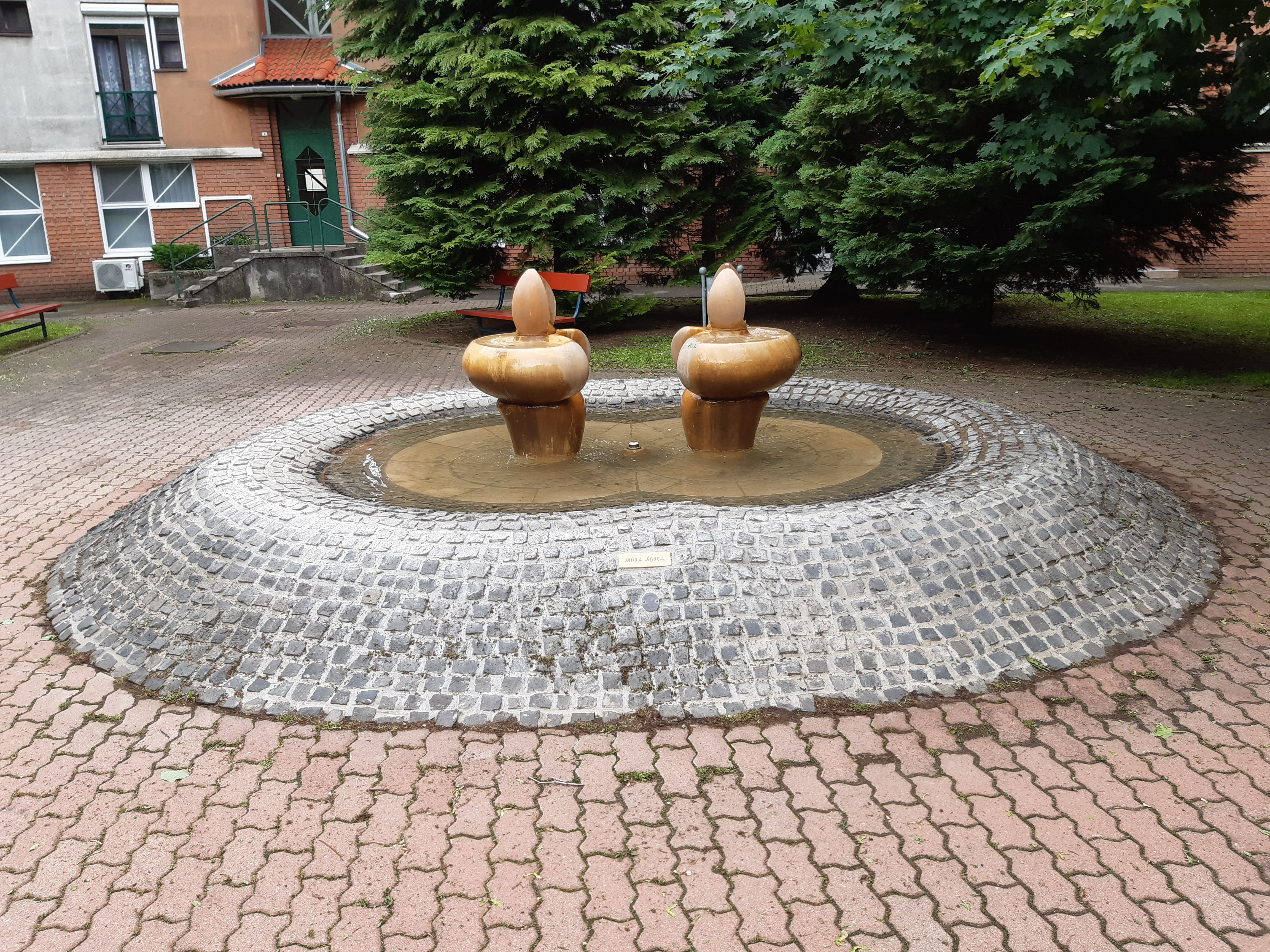
Díszkút

- Díszkút[28][29]

### Nagy Géza

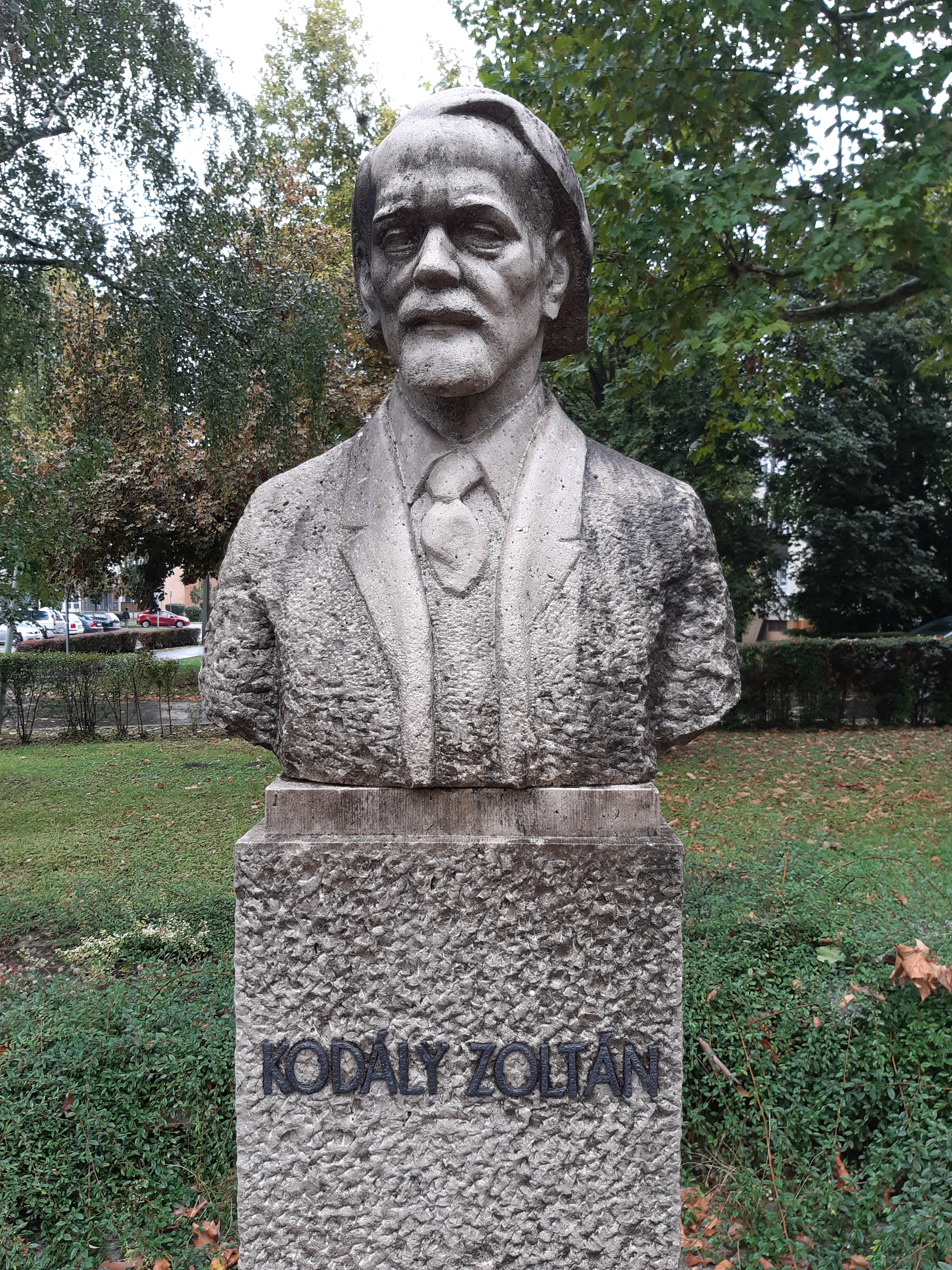
Kodály Zoltán mellszobor

### Nagy Miklós

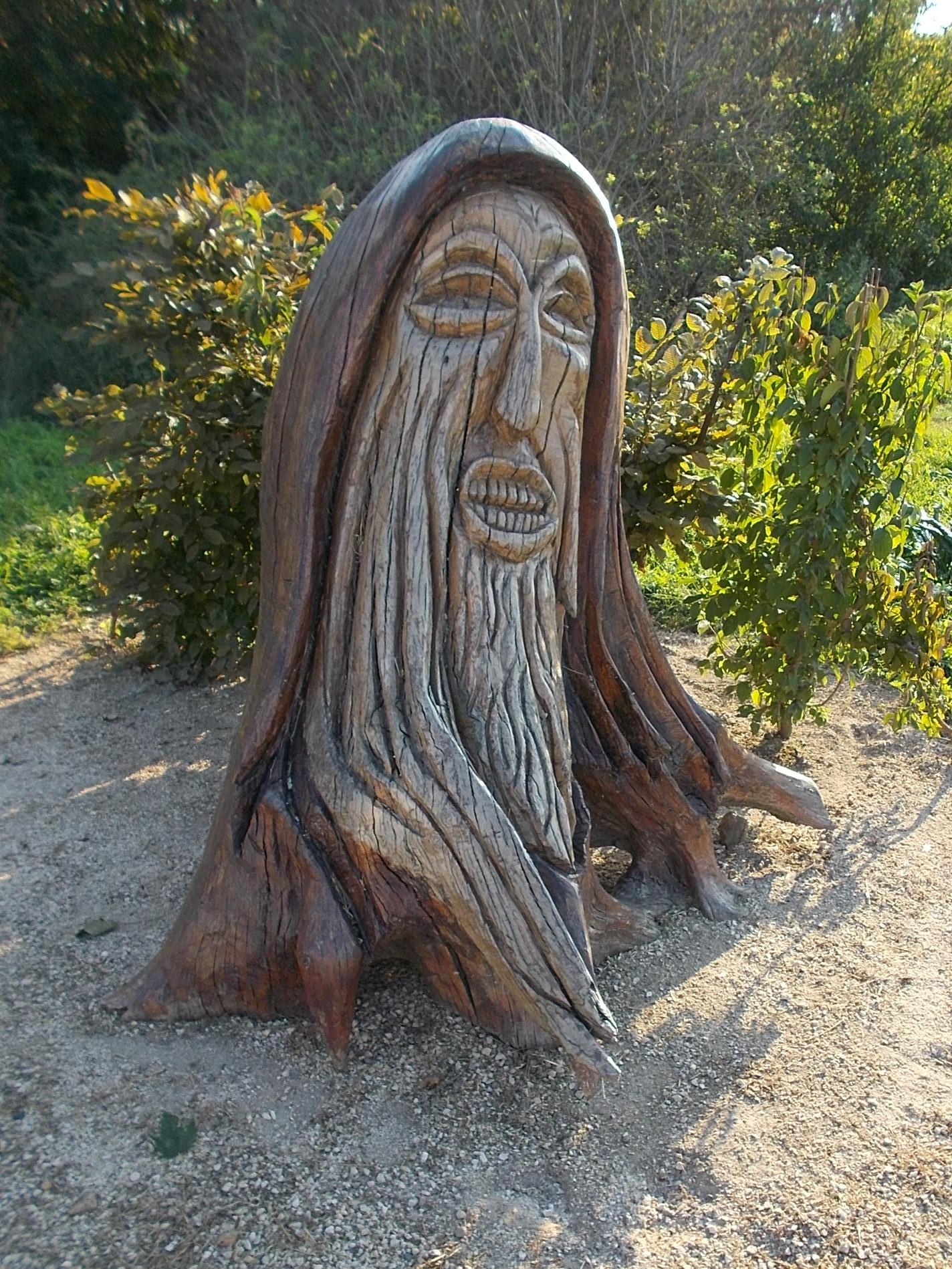
Konda-völgy őrzője

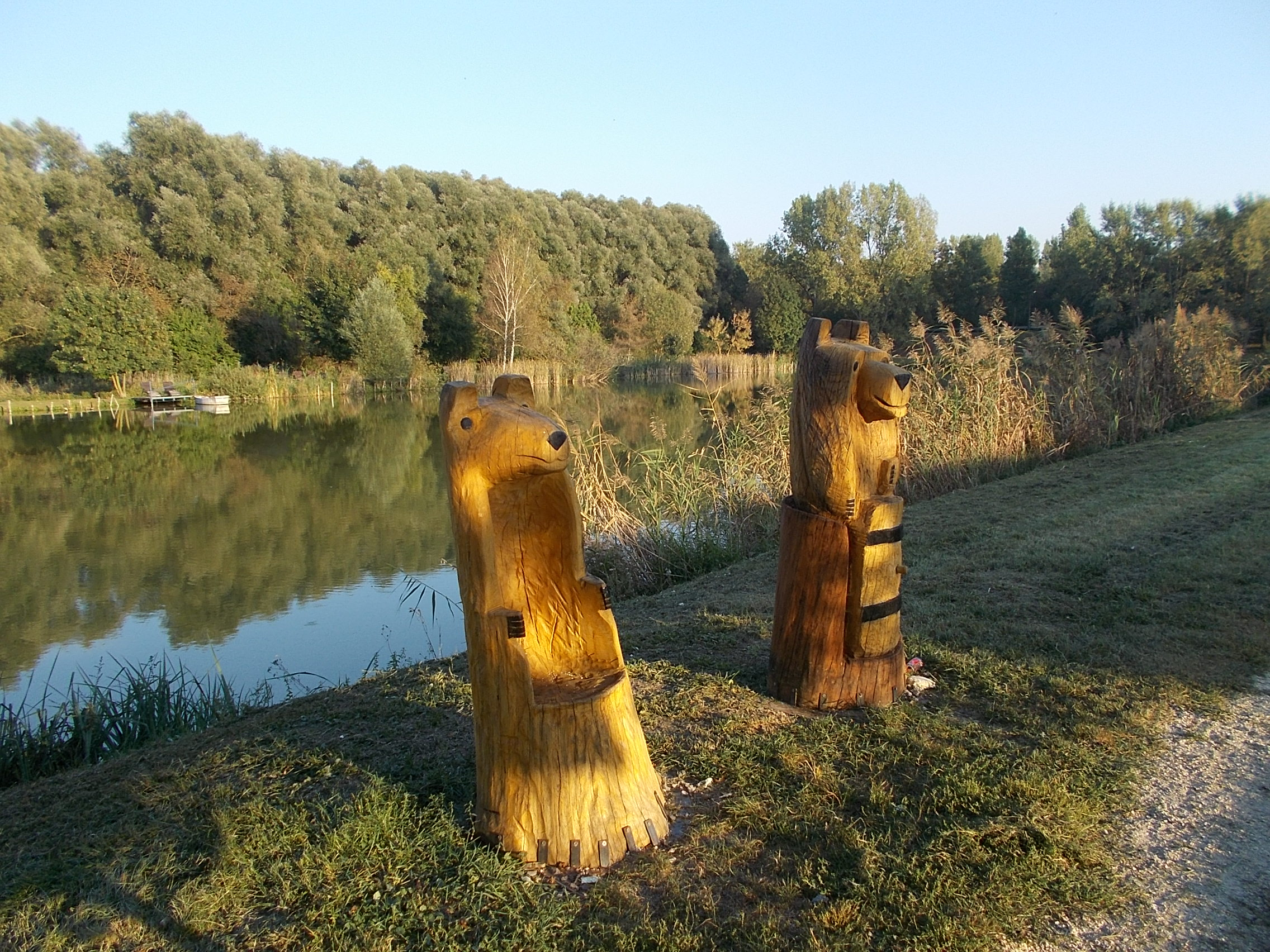
Fa medveszobrok a szállásréti tó partján

### Ömböli Zoltán

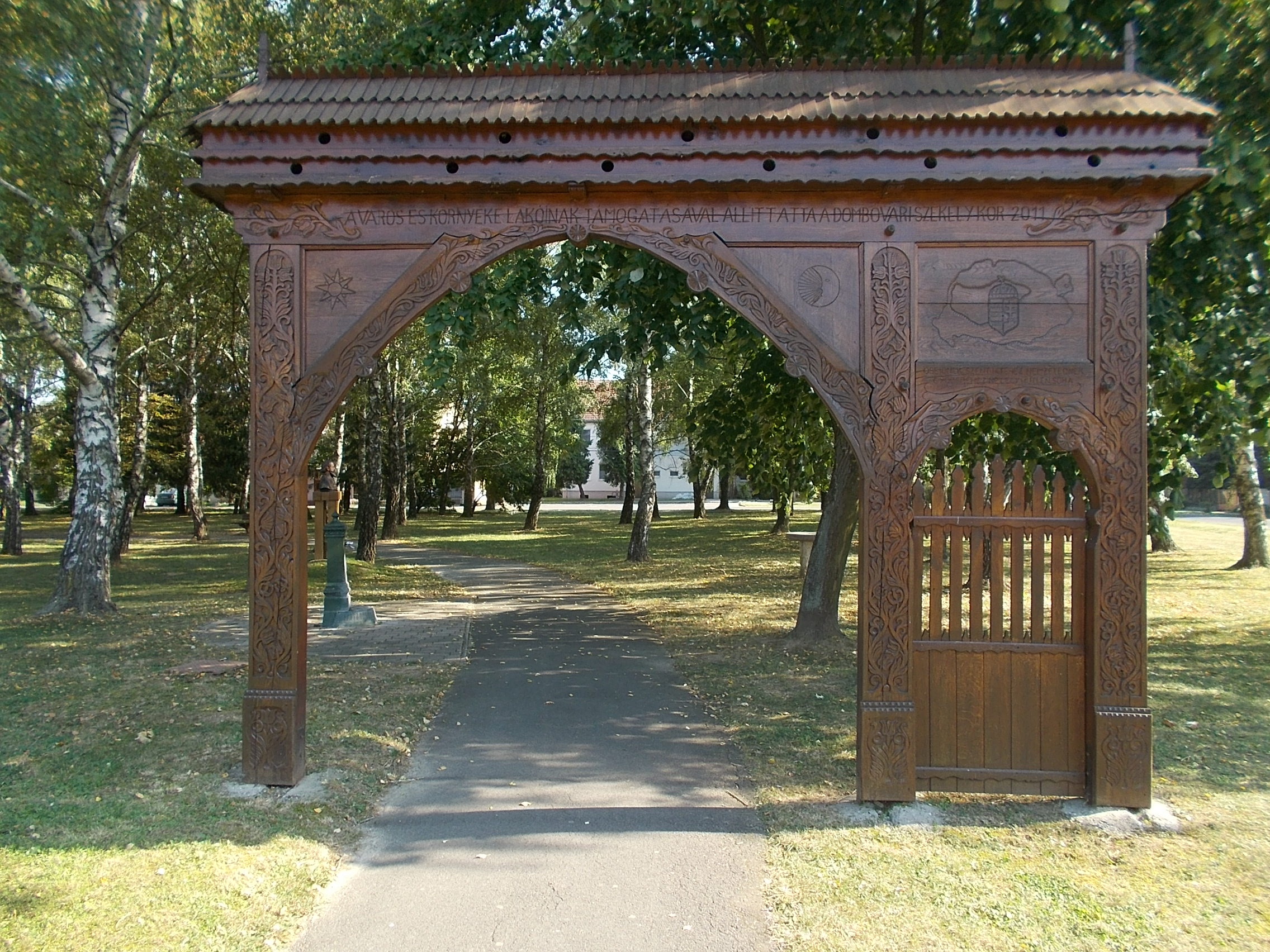
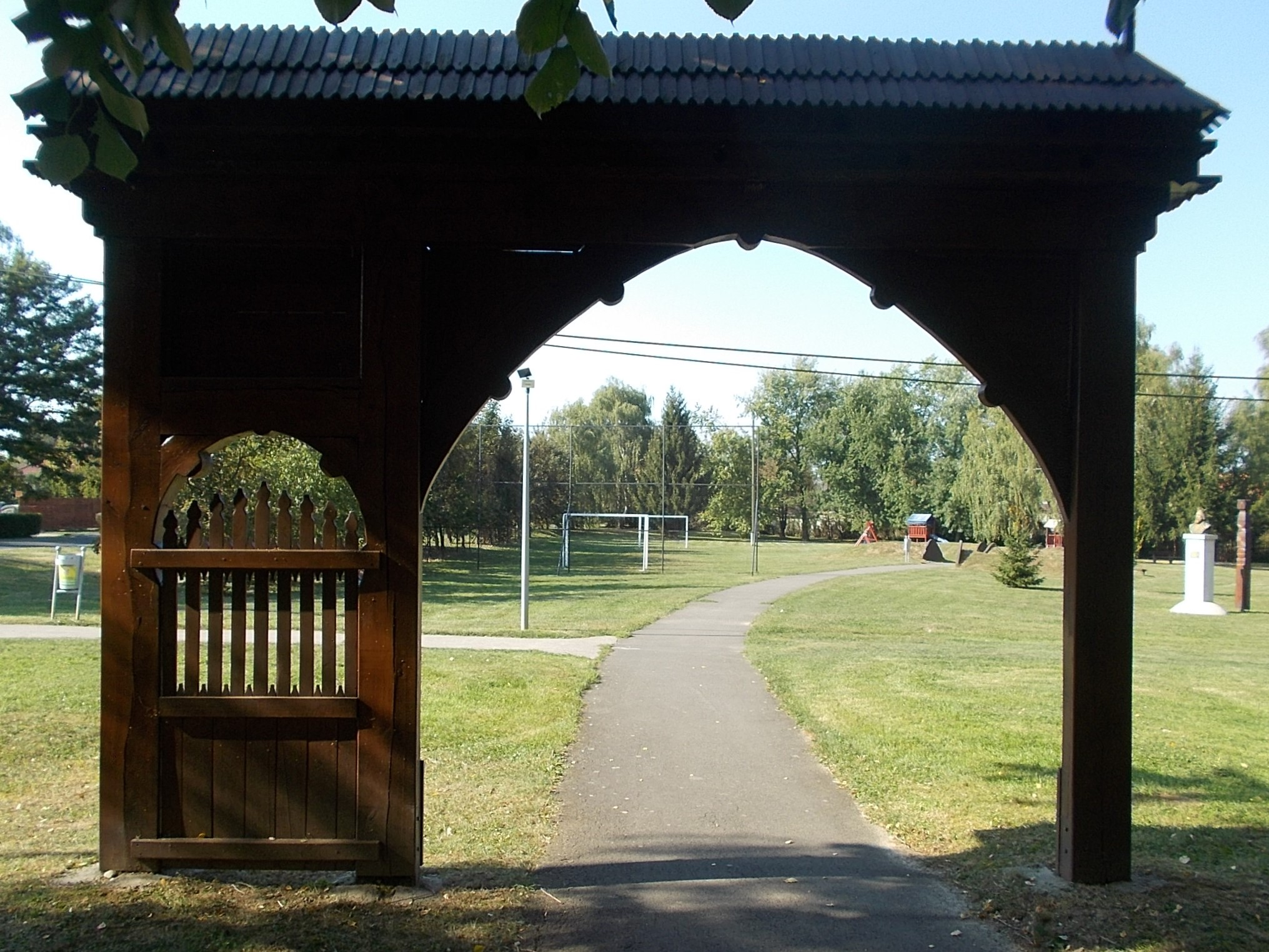
Székelykapu
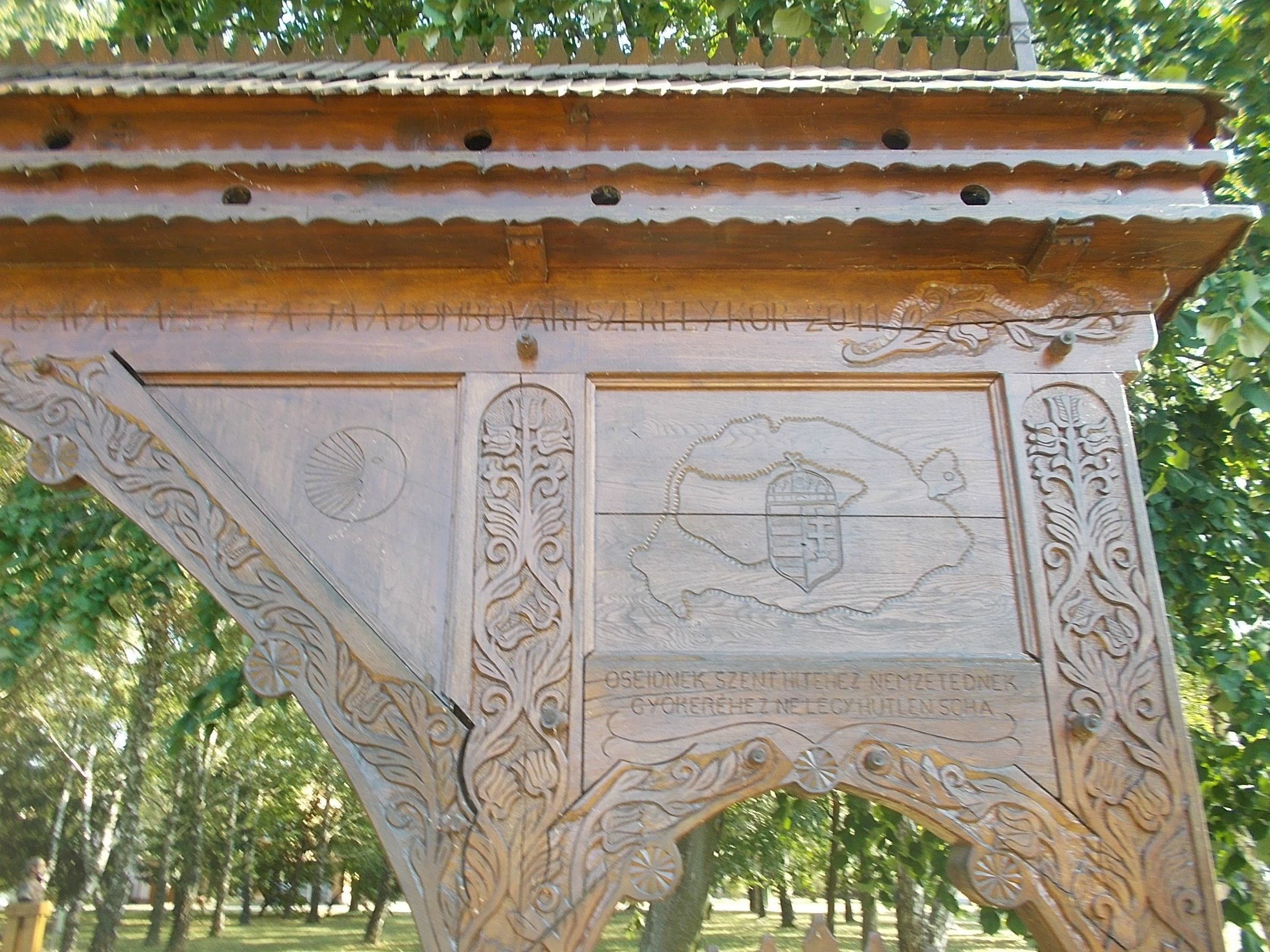

- Székelykapu[33][34]

### Párkányi Raab Péter

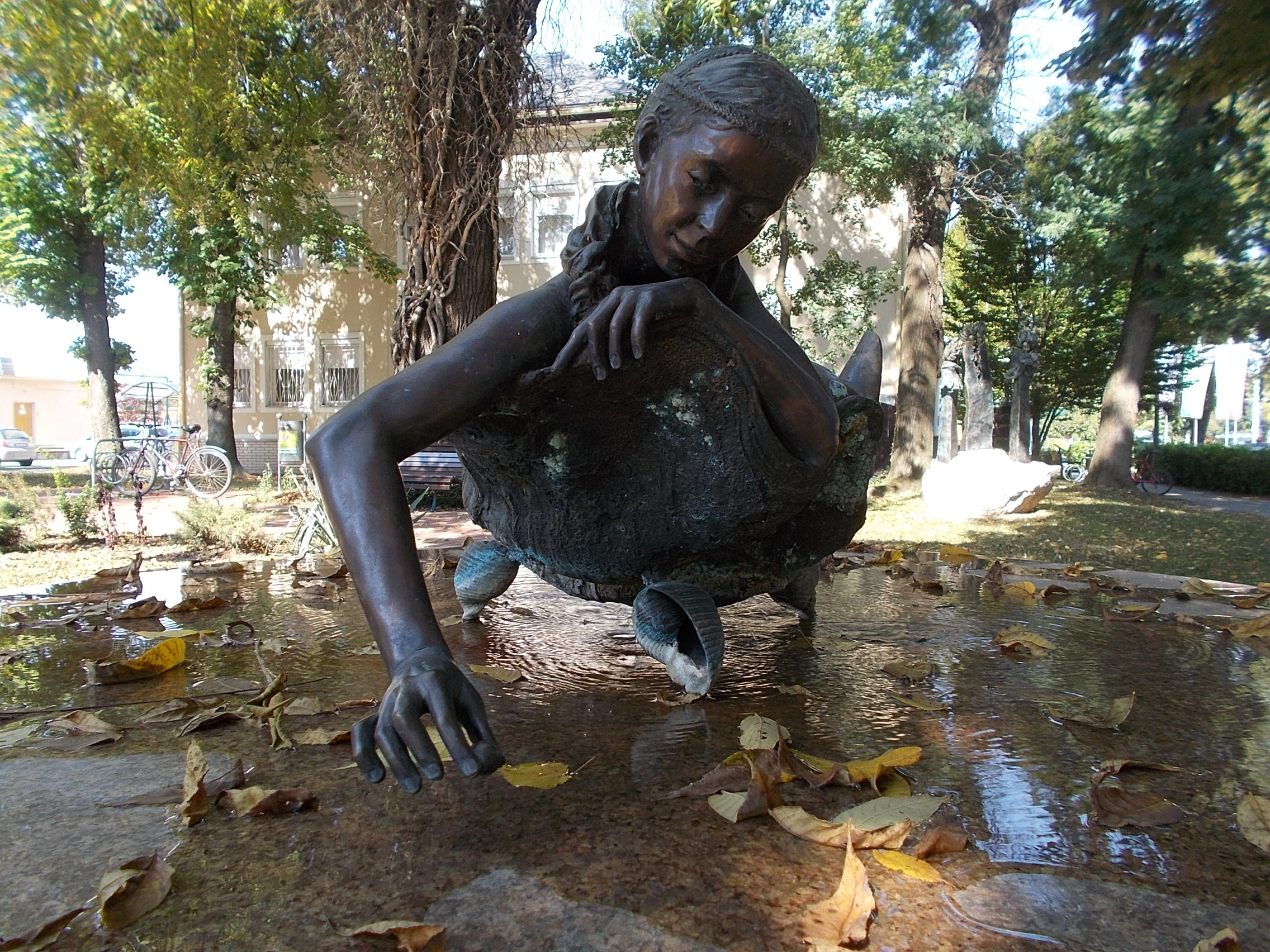
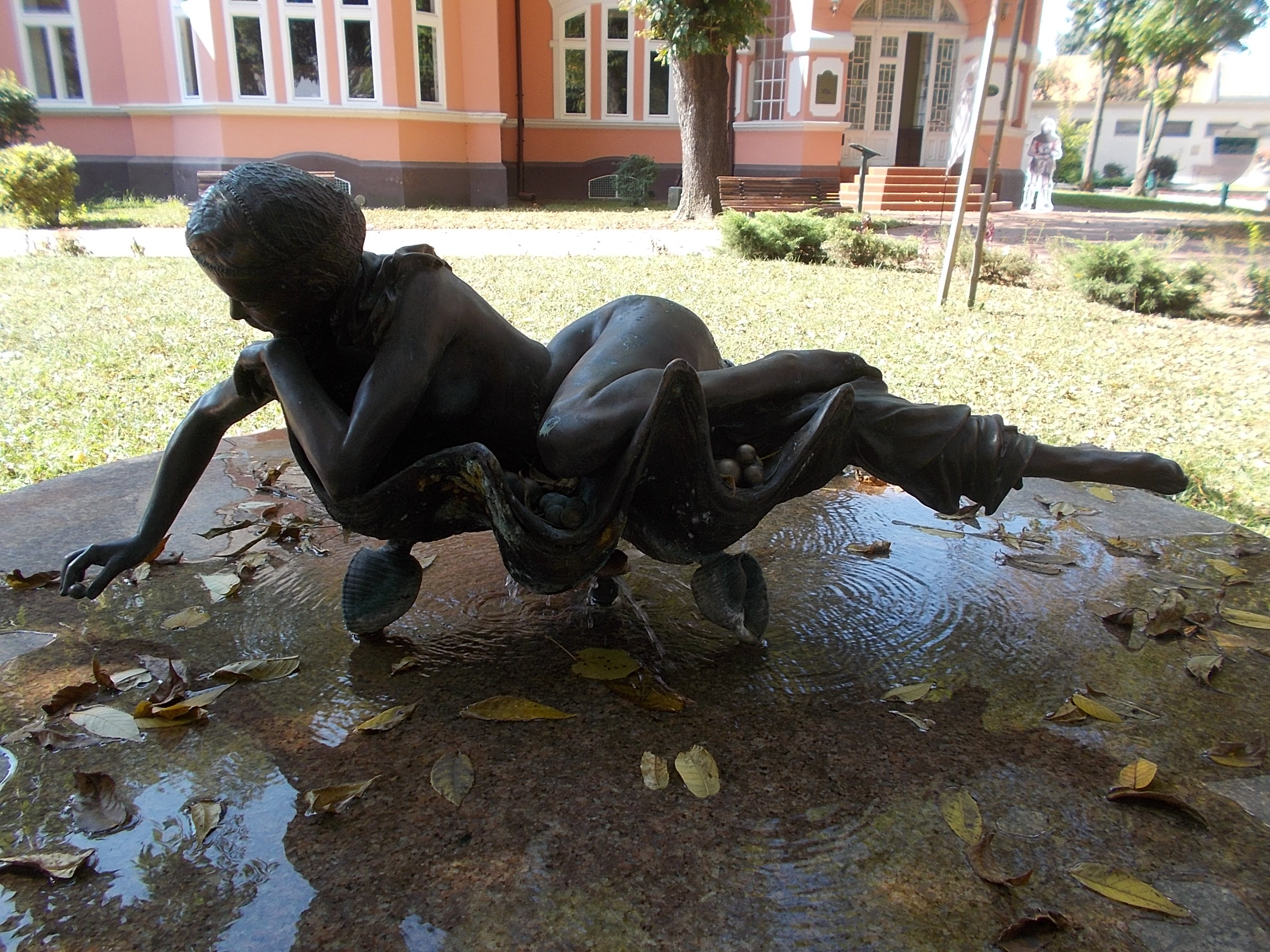
Gyöngy születése
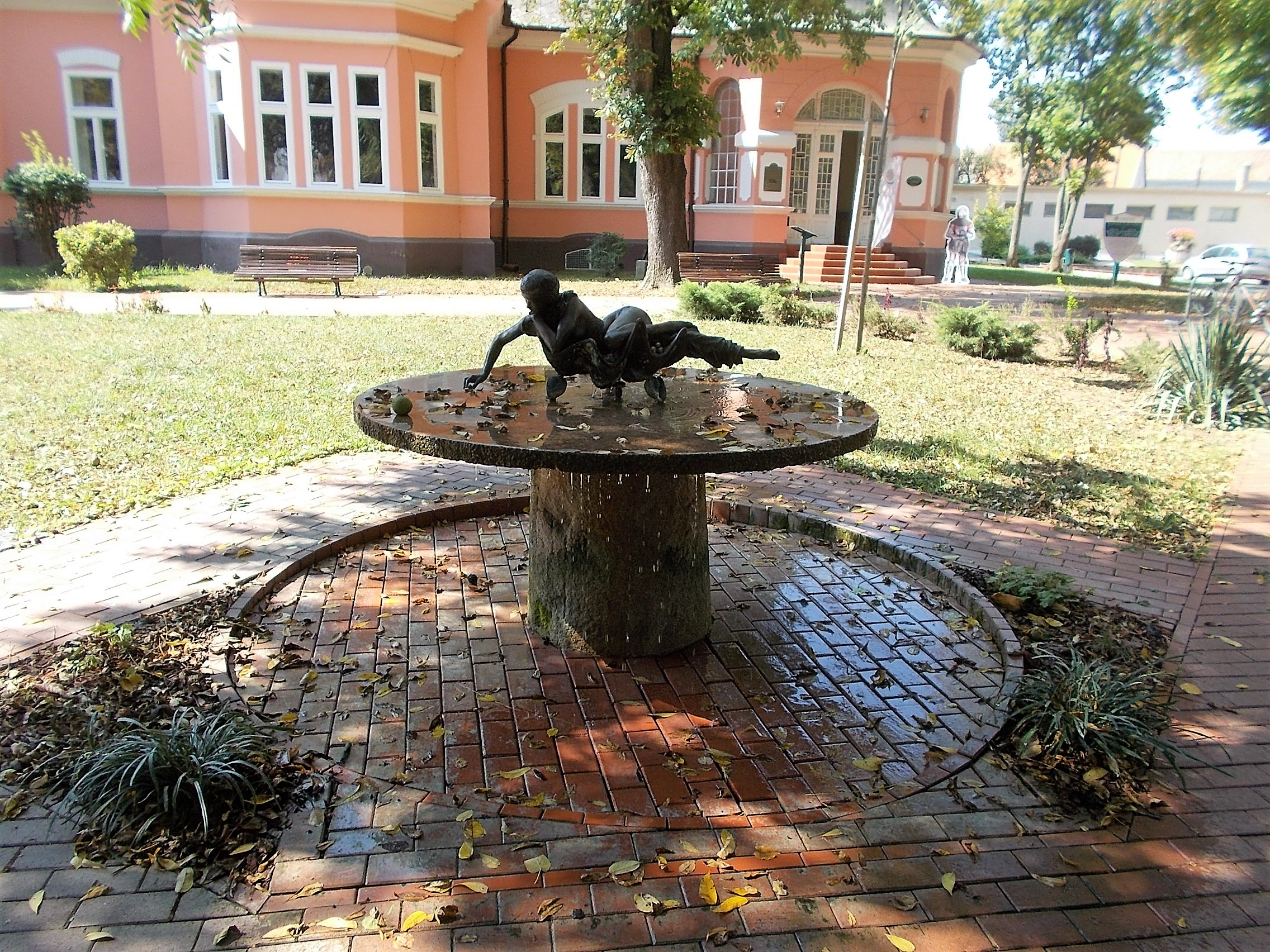

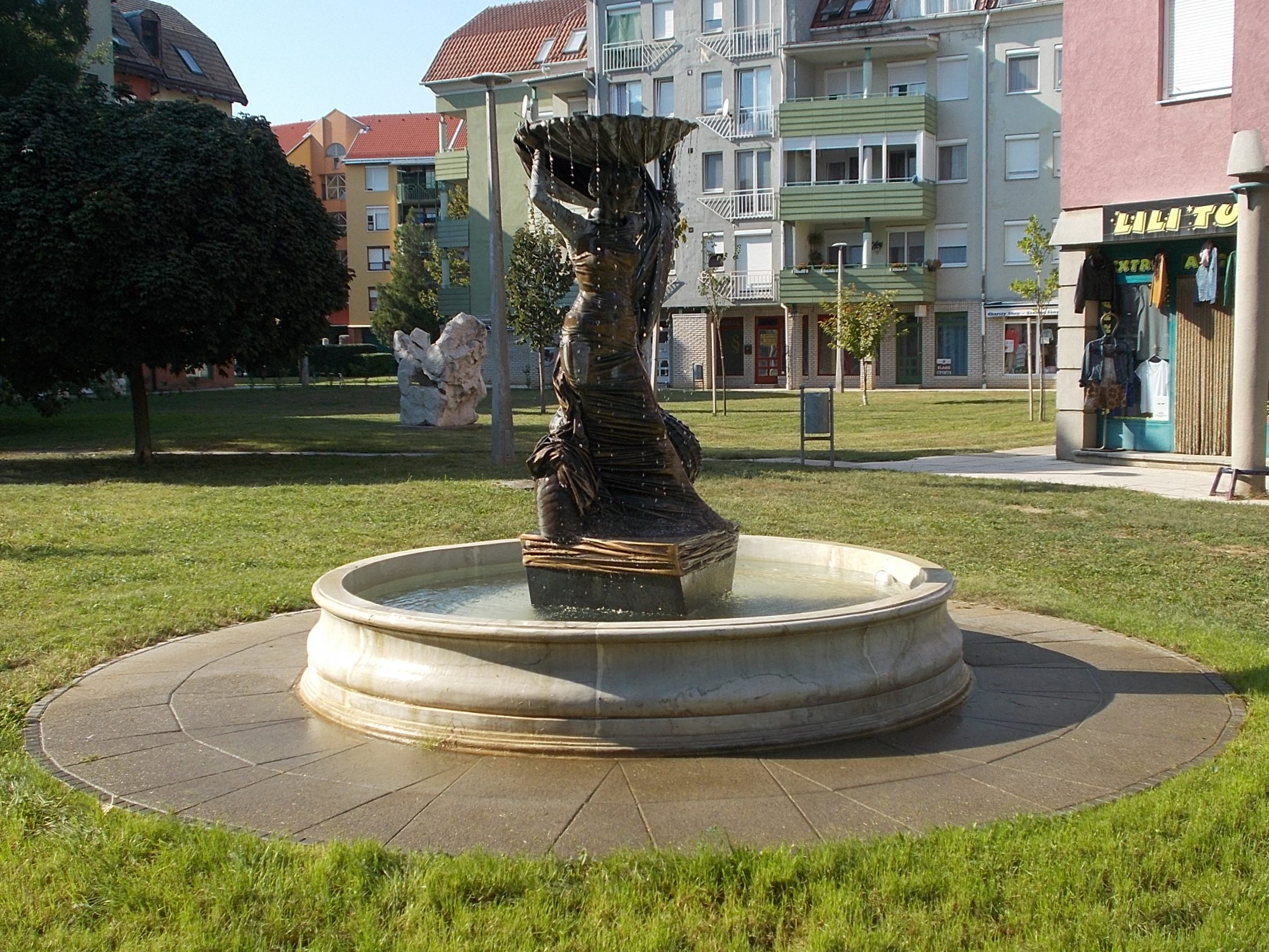
Forrás szökőkút

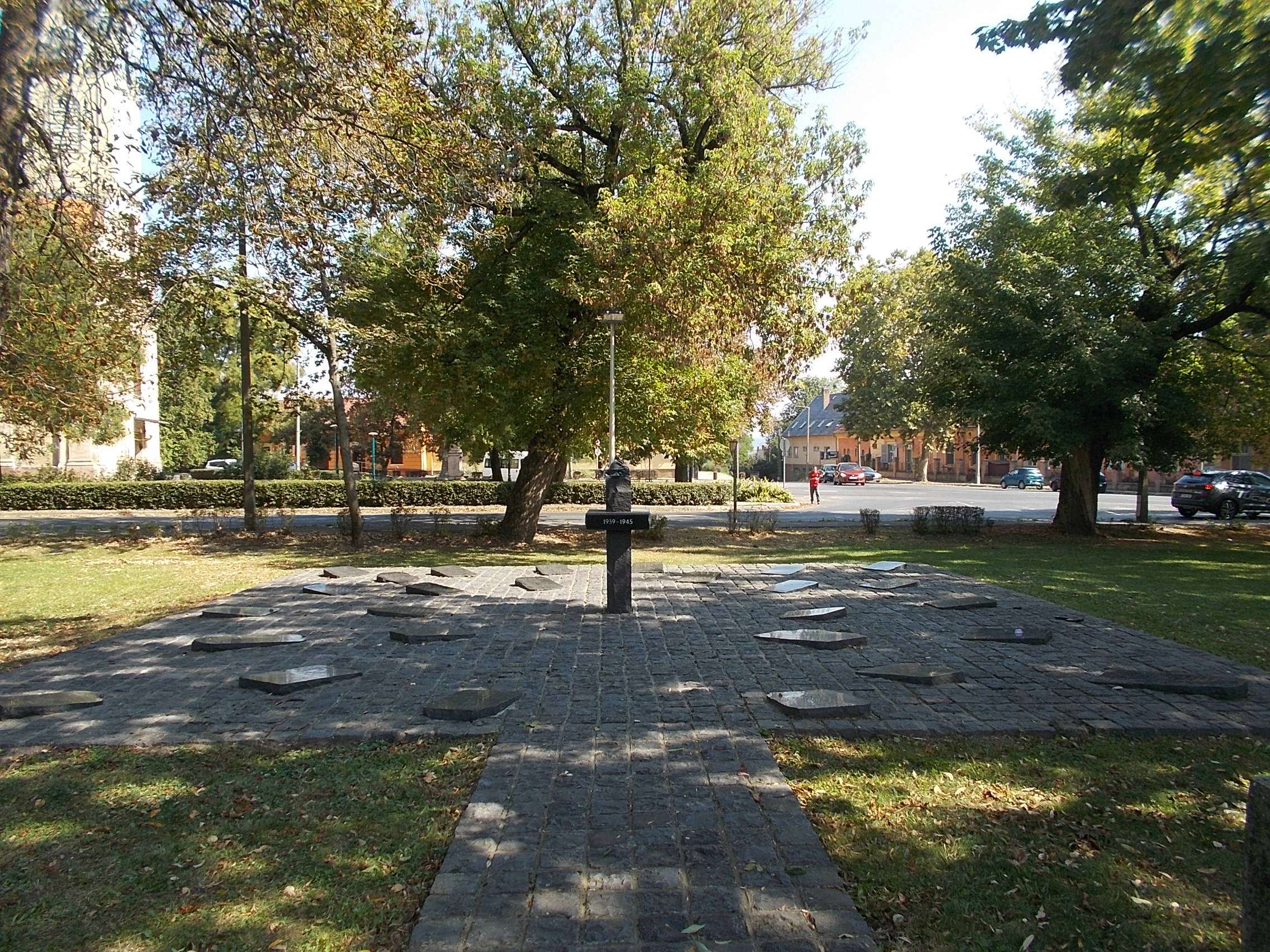
II. világháborús emlékmű
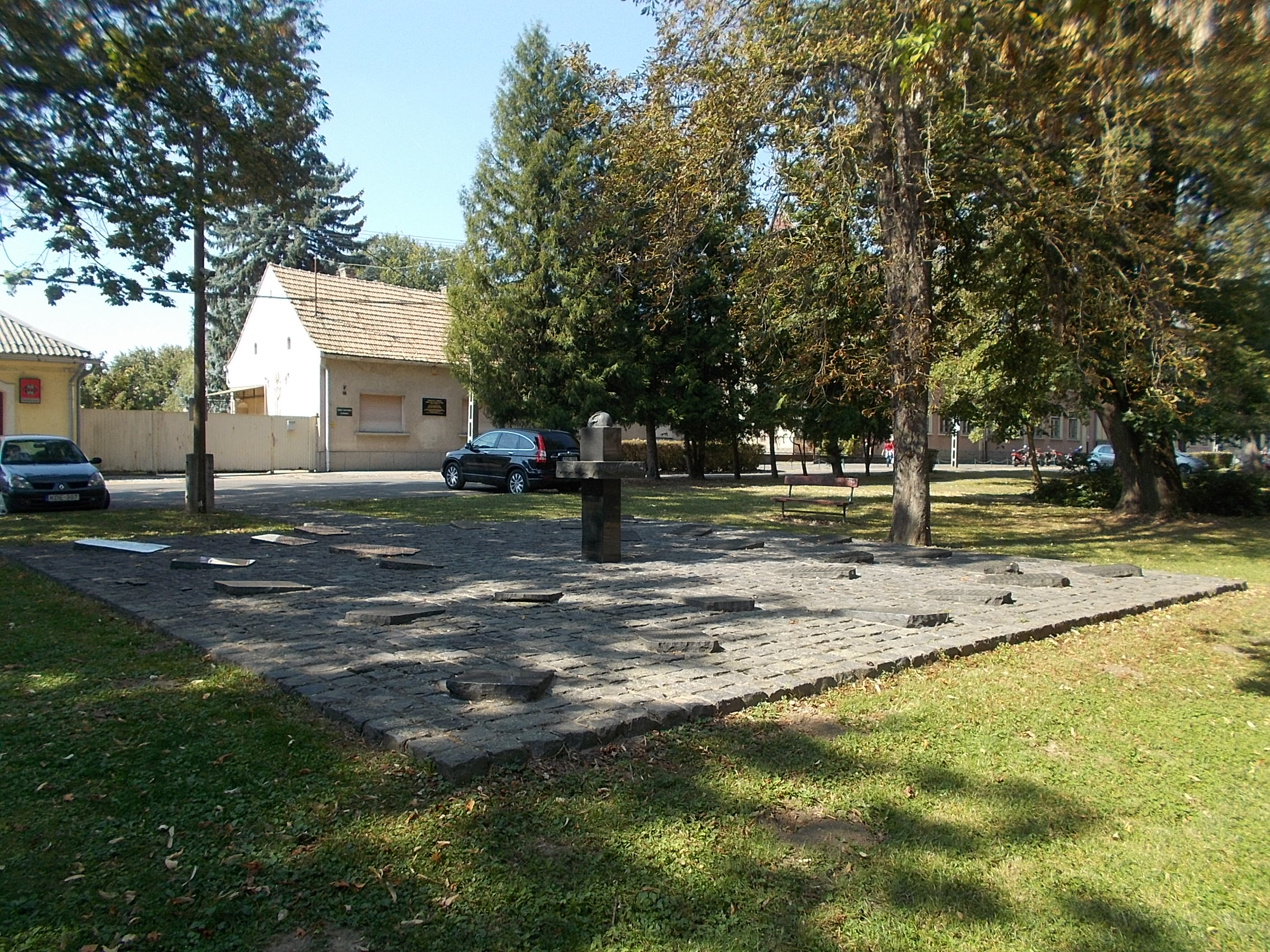
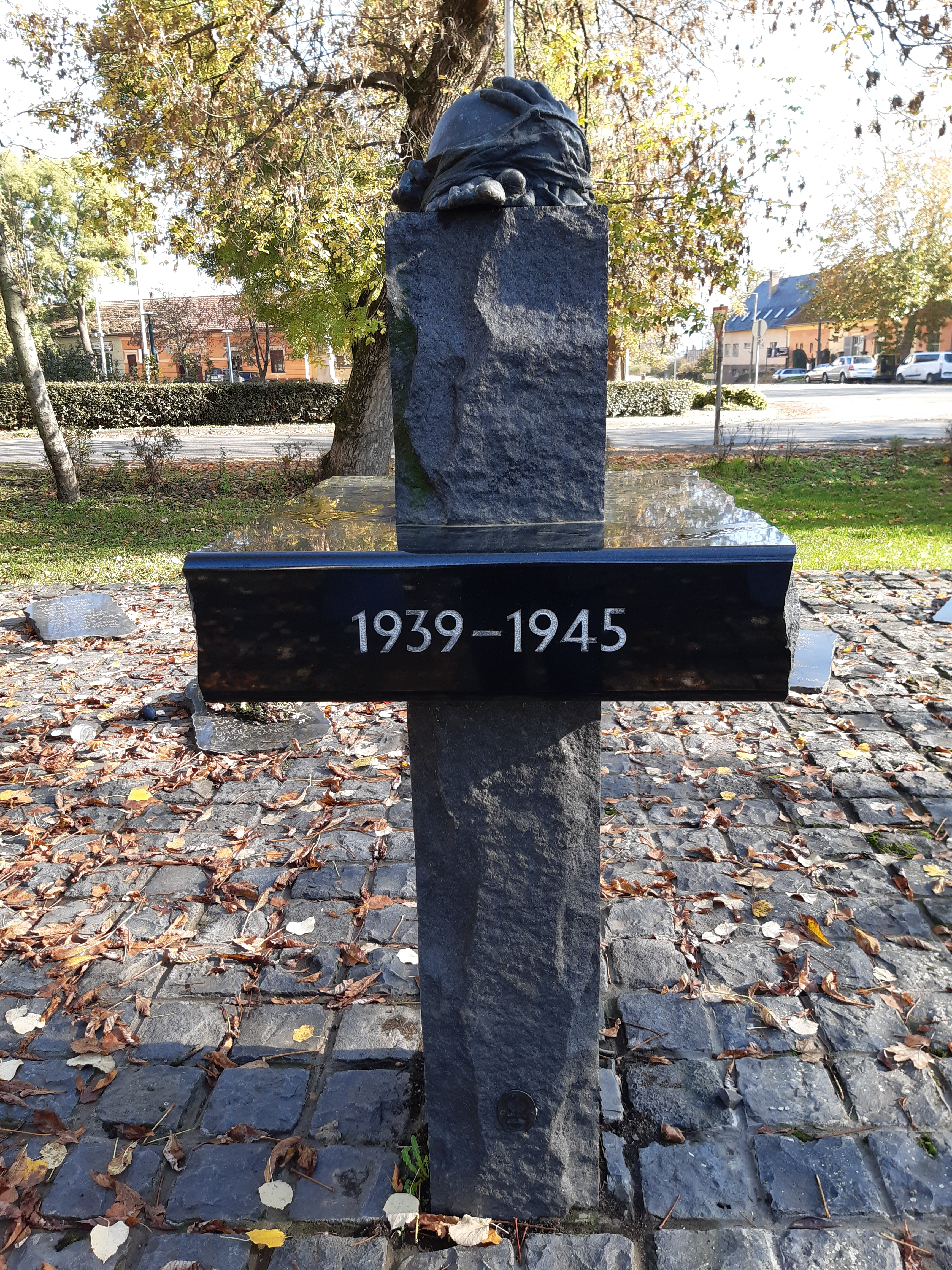
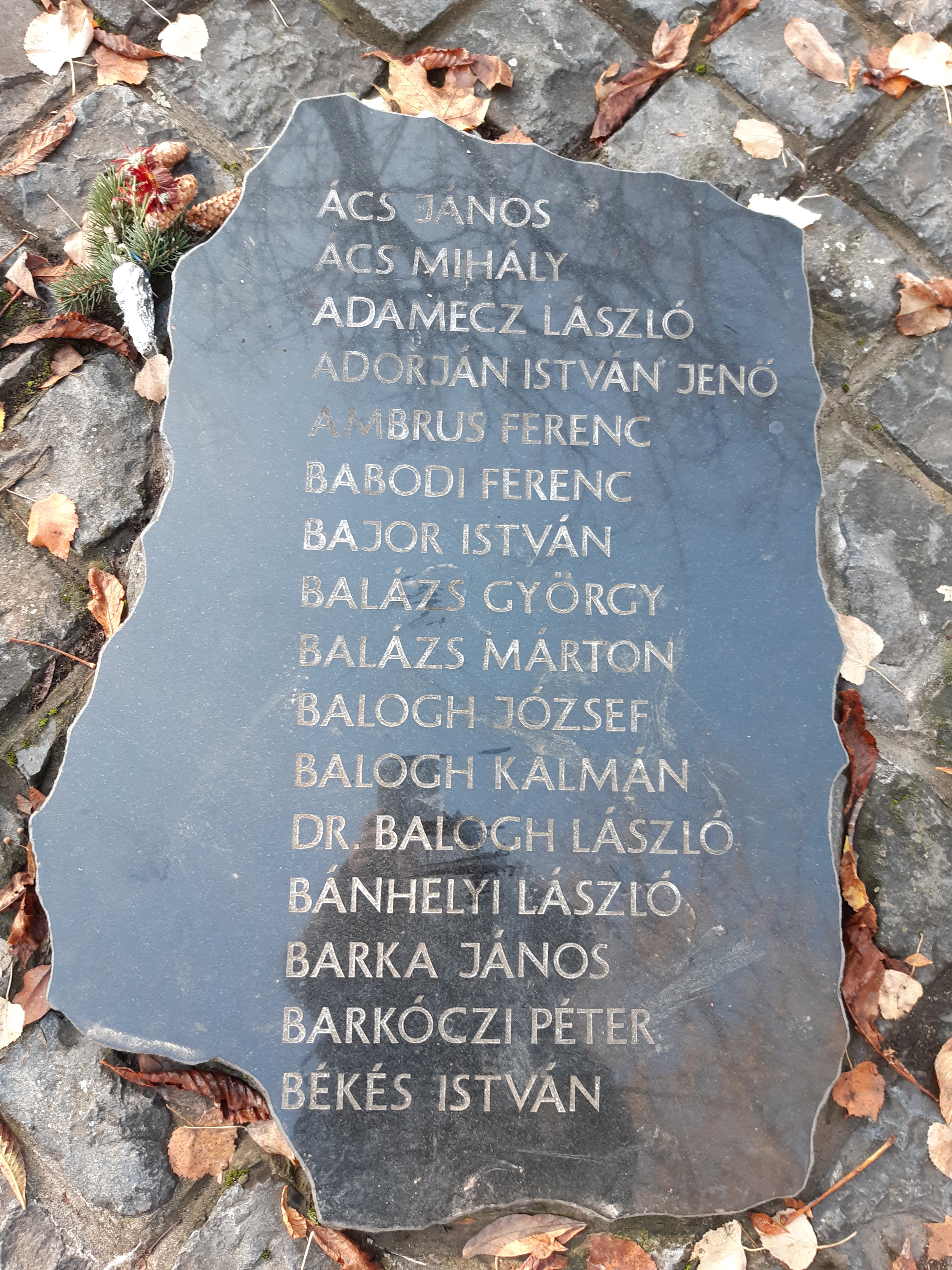
Hősi halottak A-B
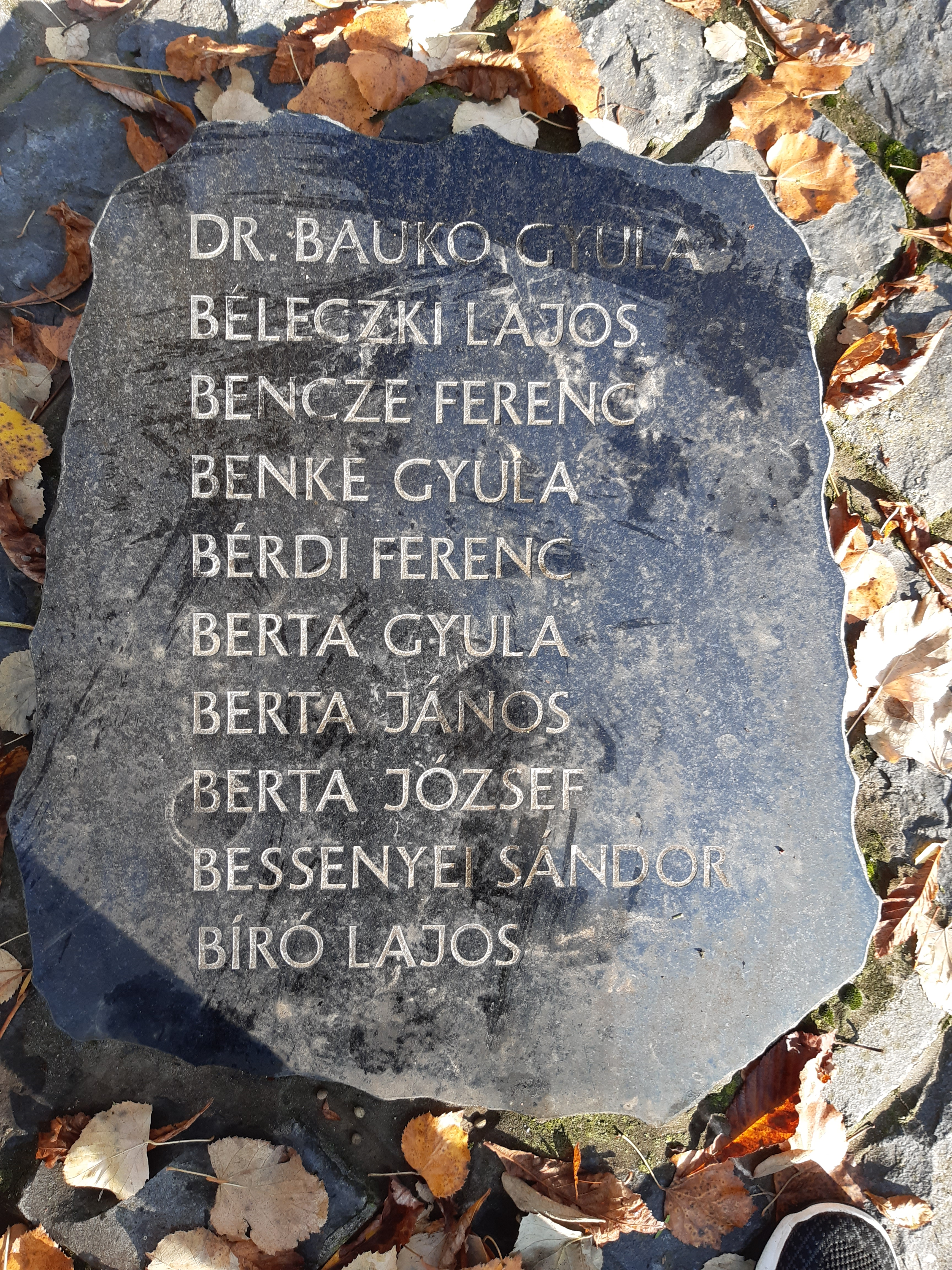
Hősi halottak B
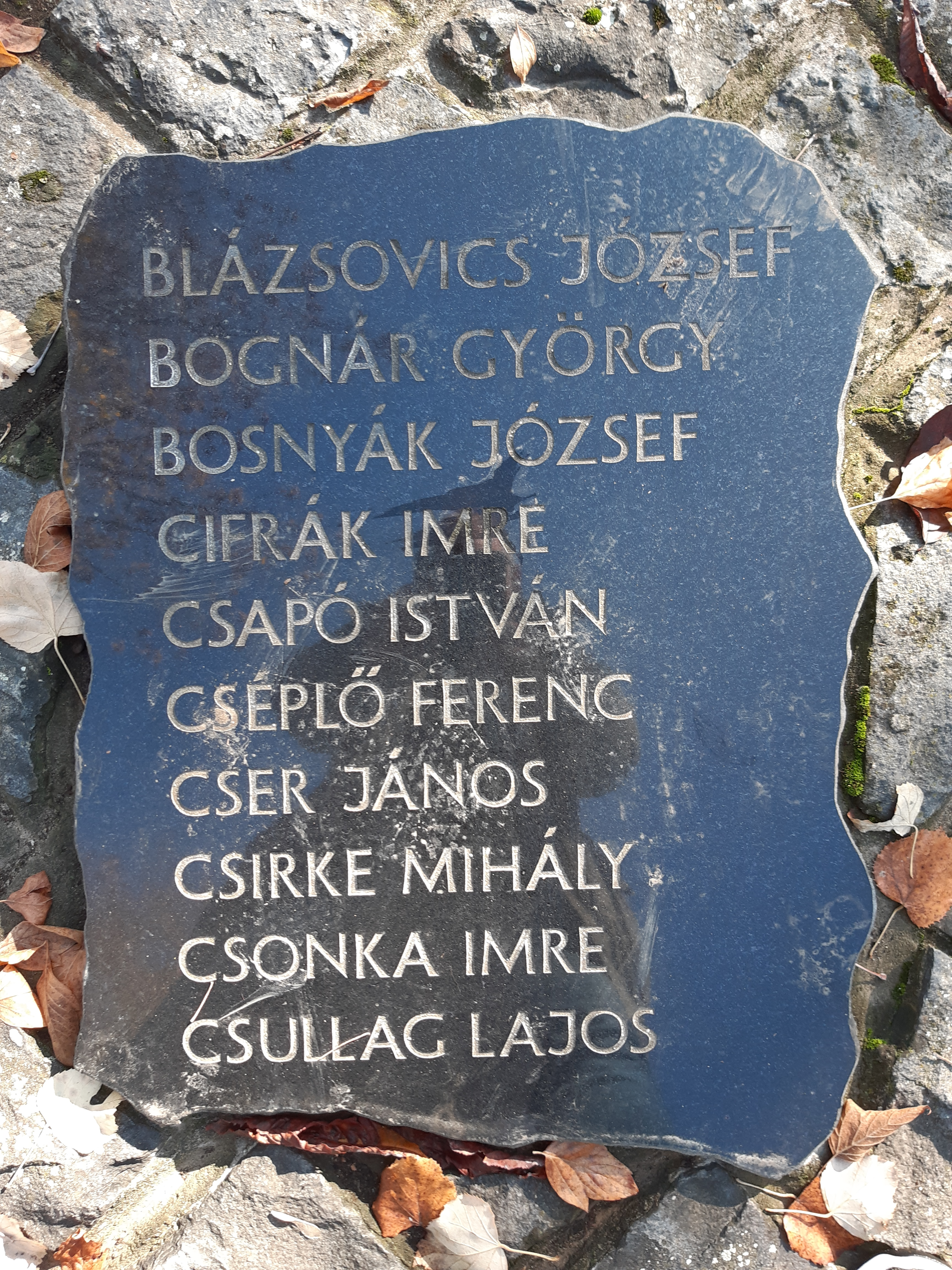
Hősi halottak B-Cs
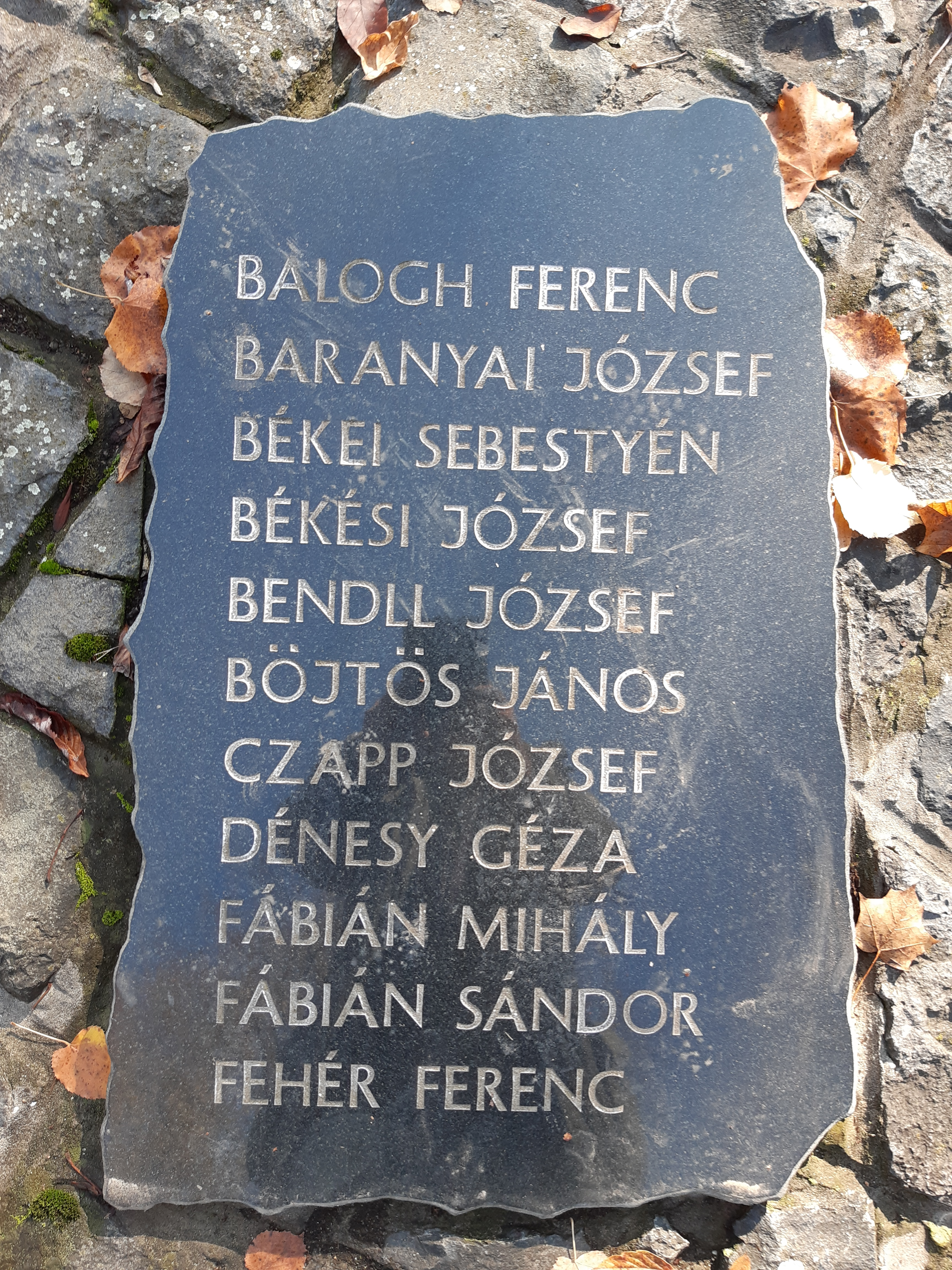
Hősi halottak B-F
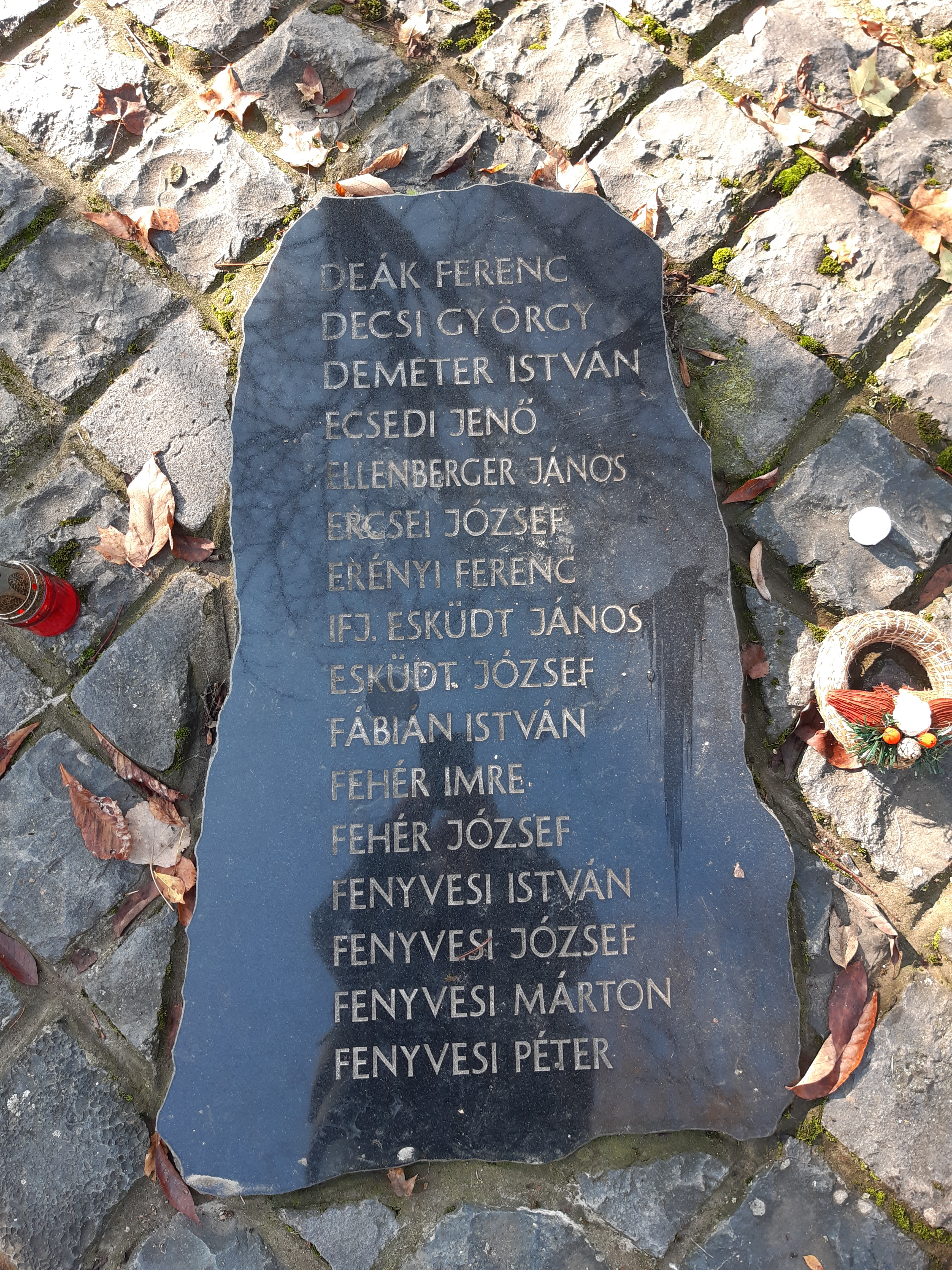
Hősi halottak D-F
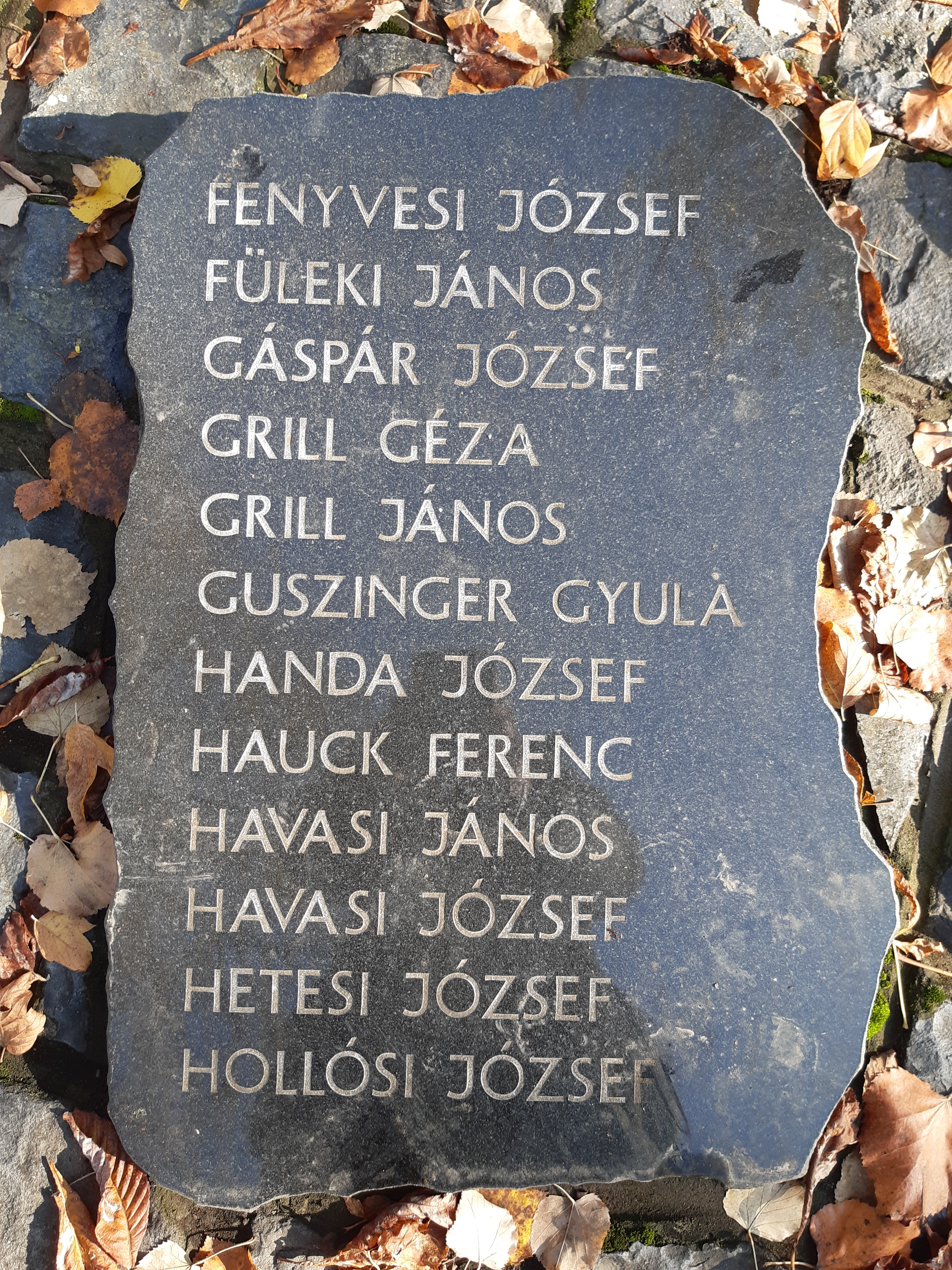
Hősi halottak F-H
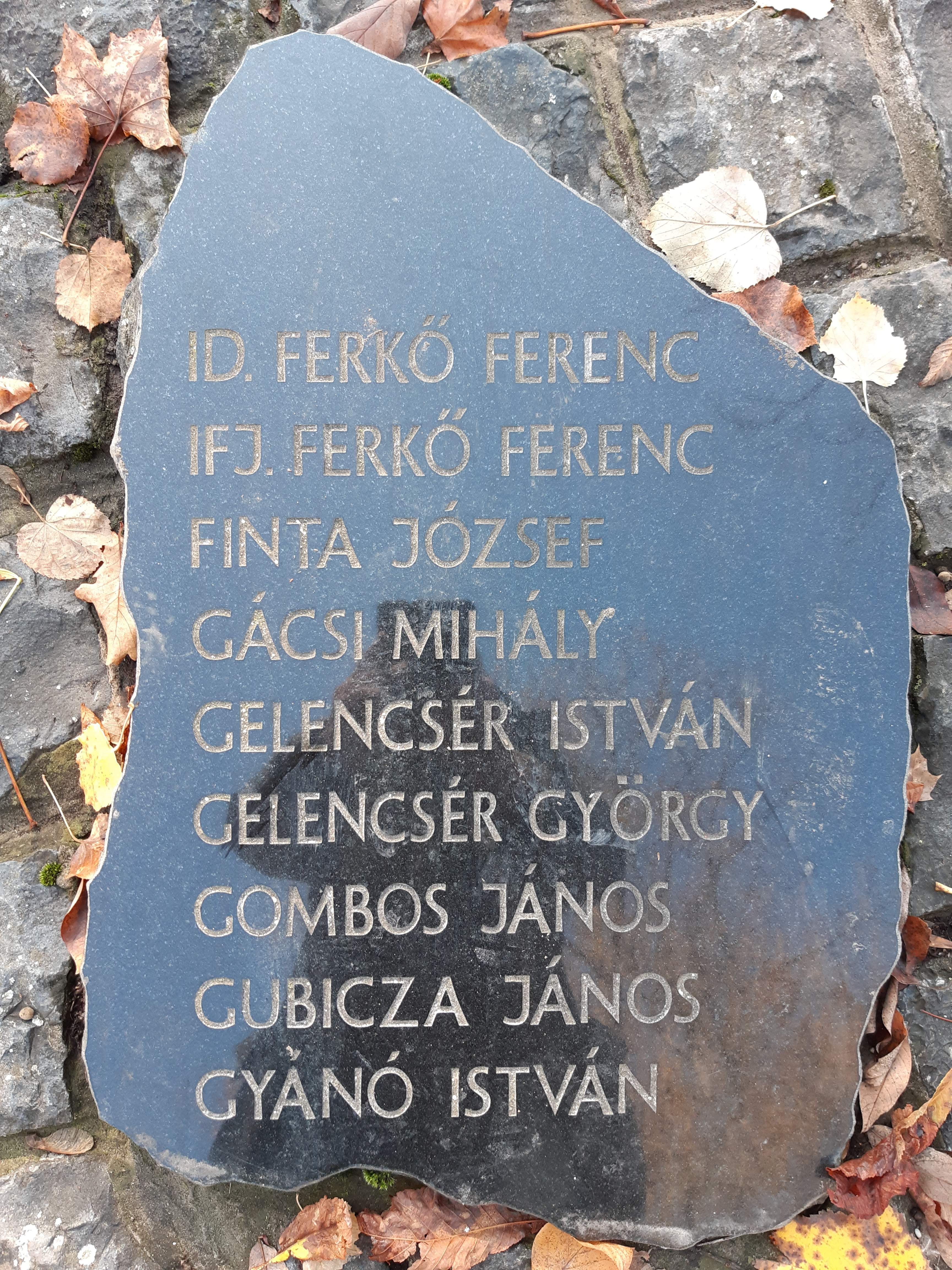
Hősi halottak F-Gy
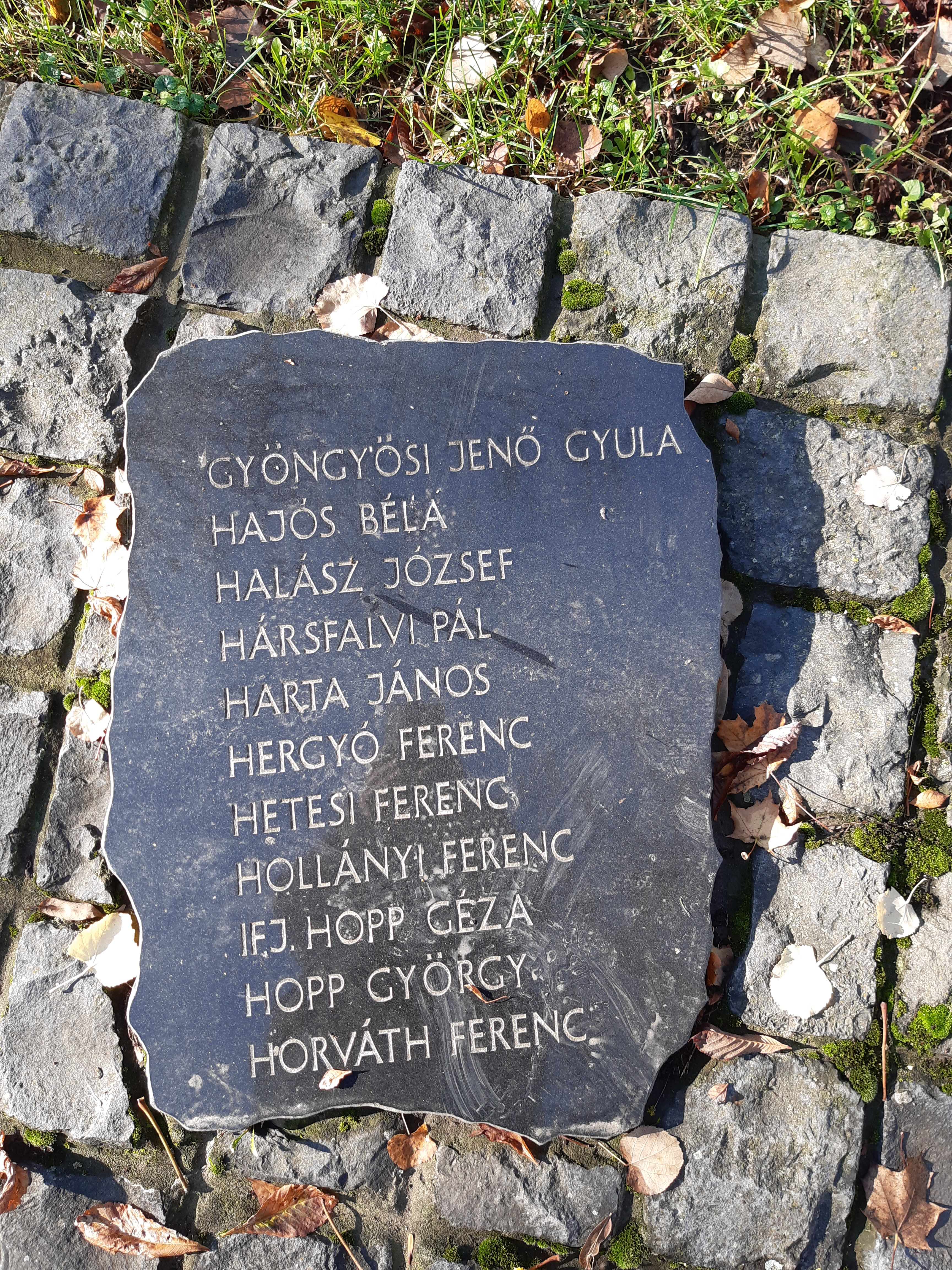
Hősi halottak Gy-H
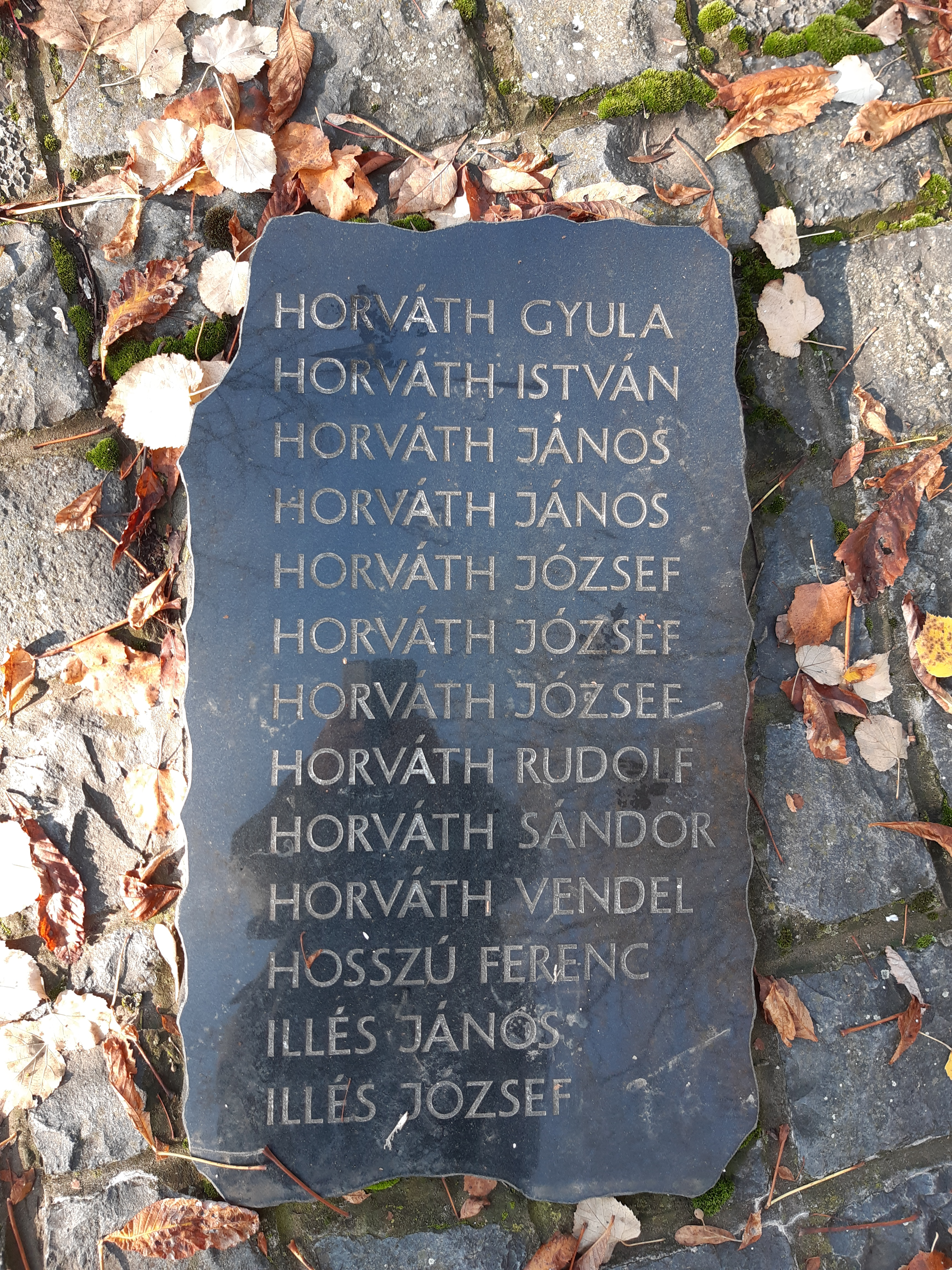
Hősi halottak H-I
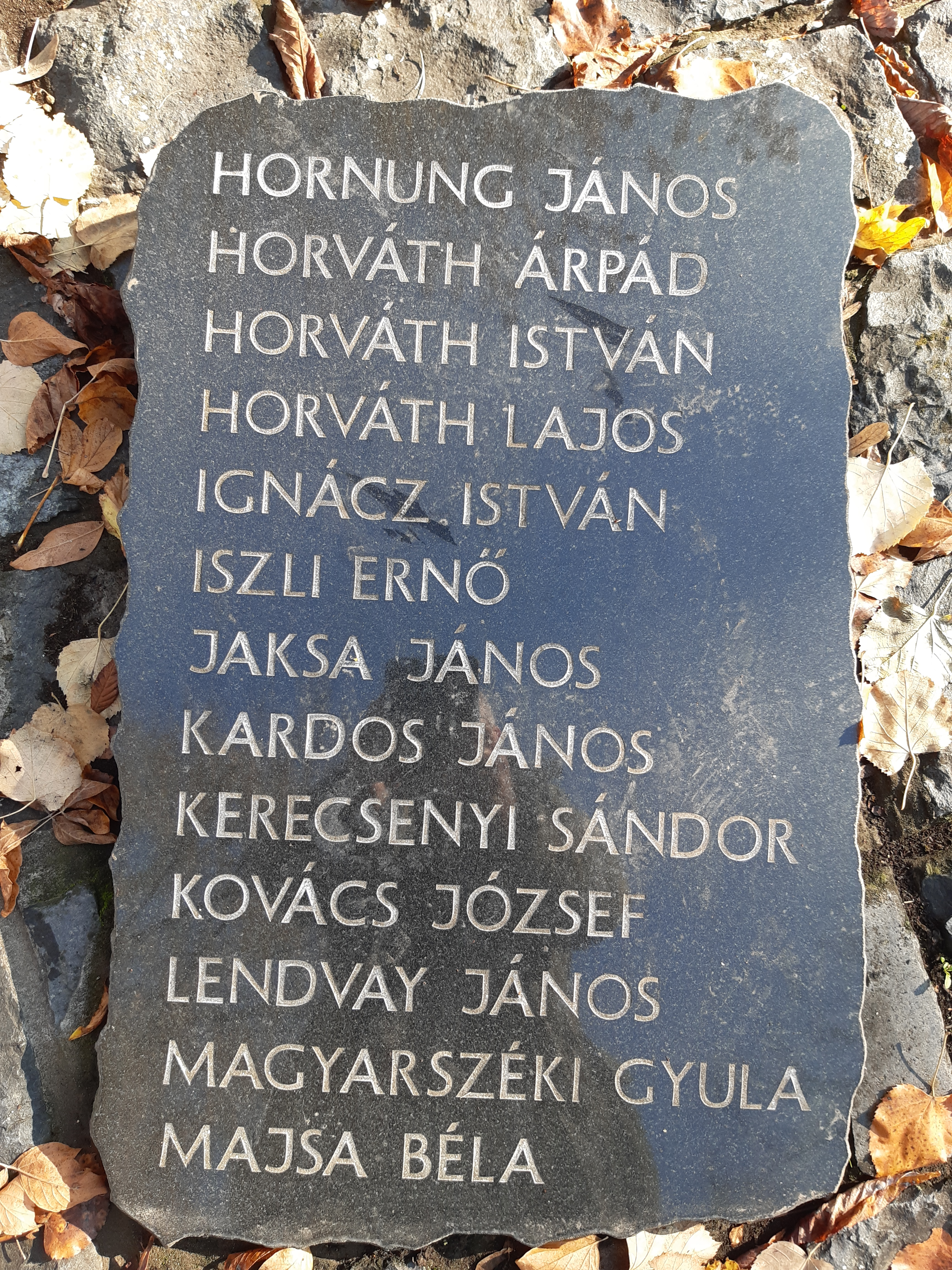
Hősi halottak H-M
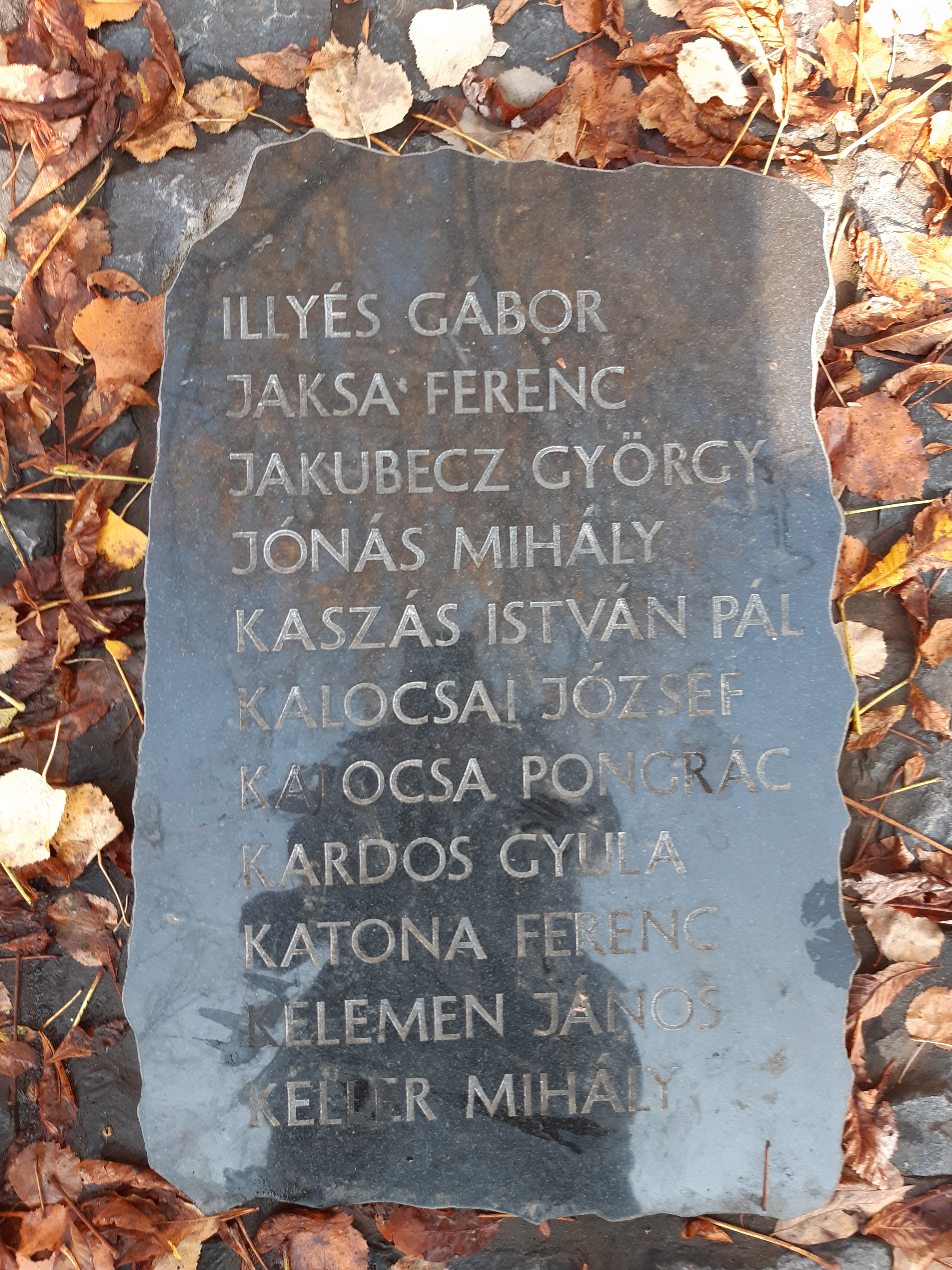
Hősi halottak I-K
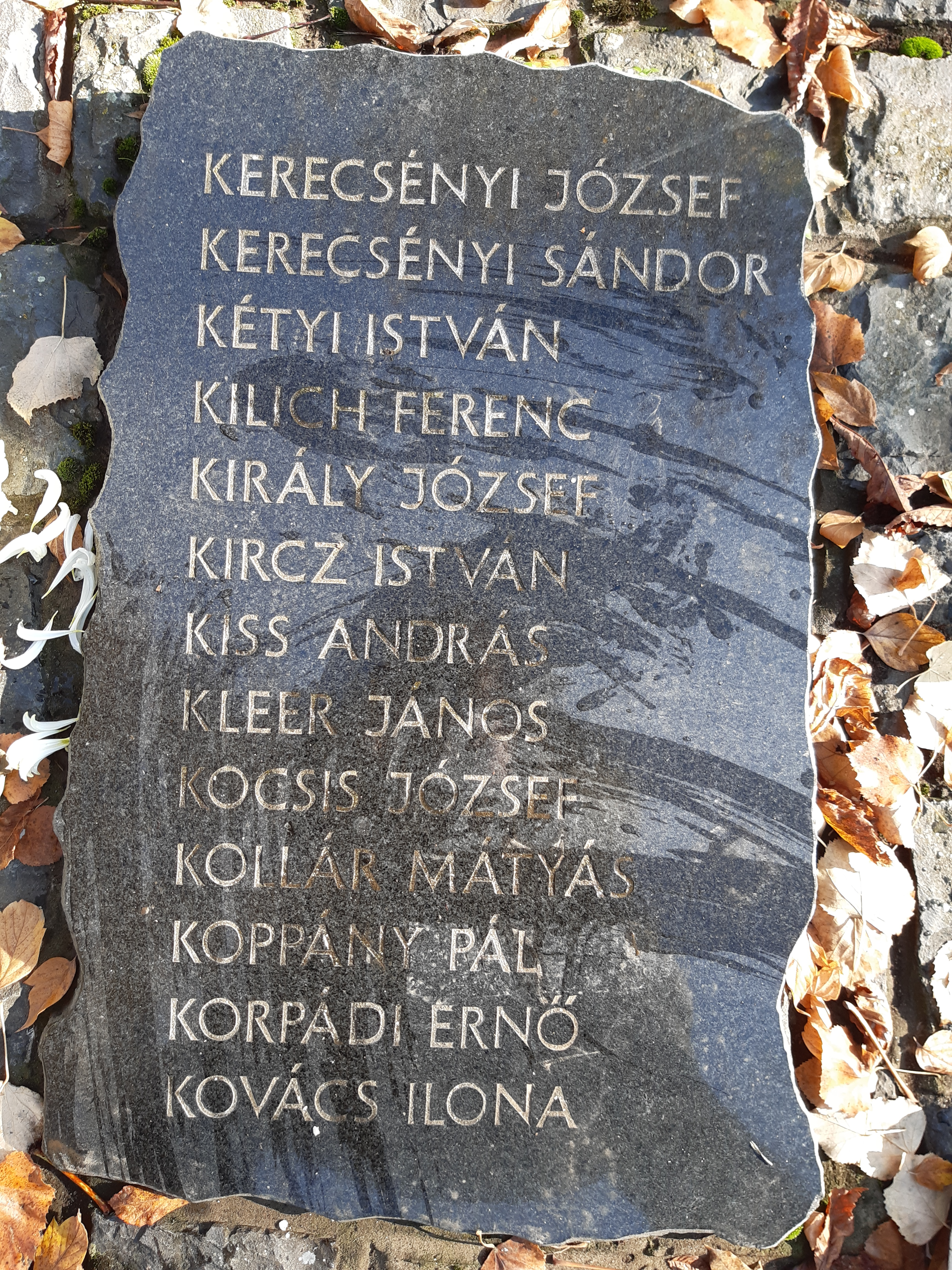
Hősi halottak K
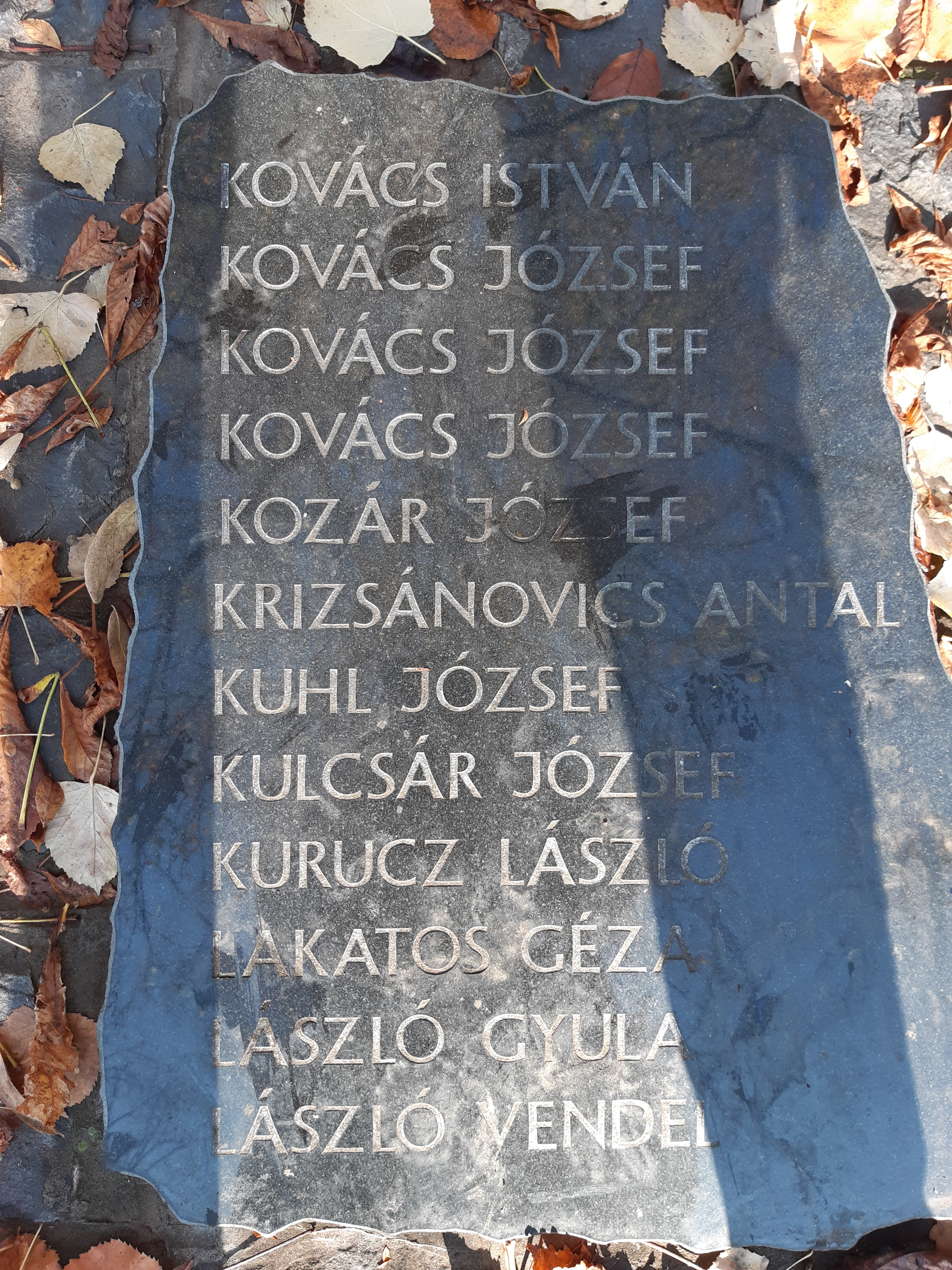
Hősi halottak K-L
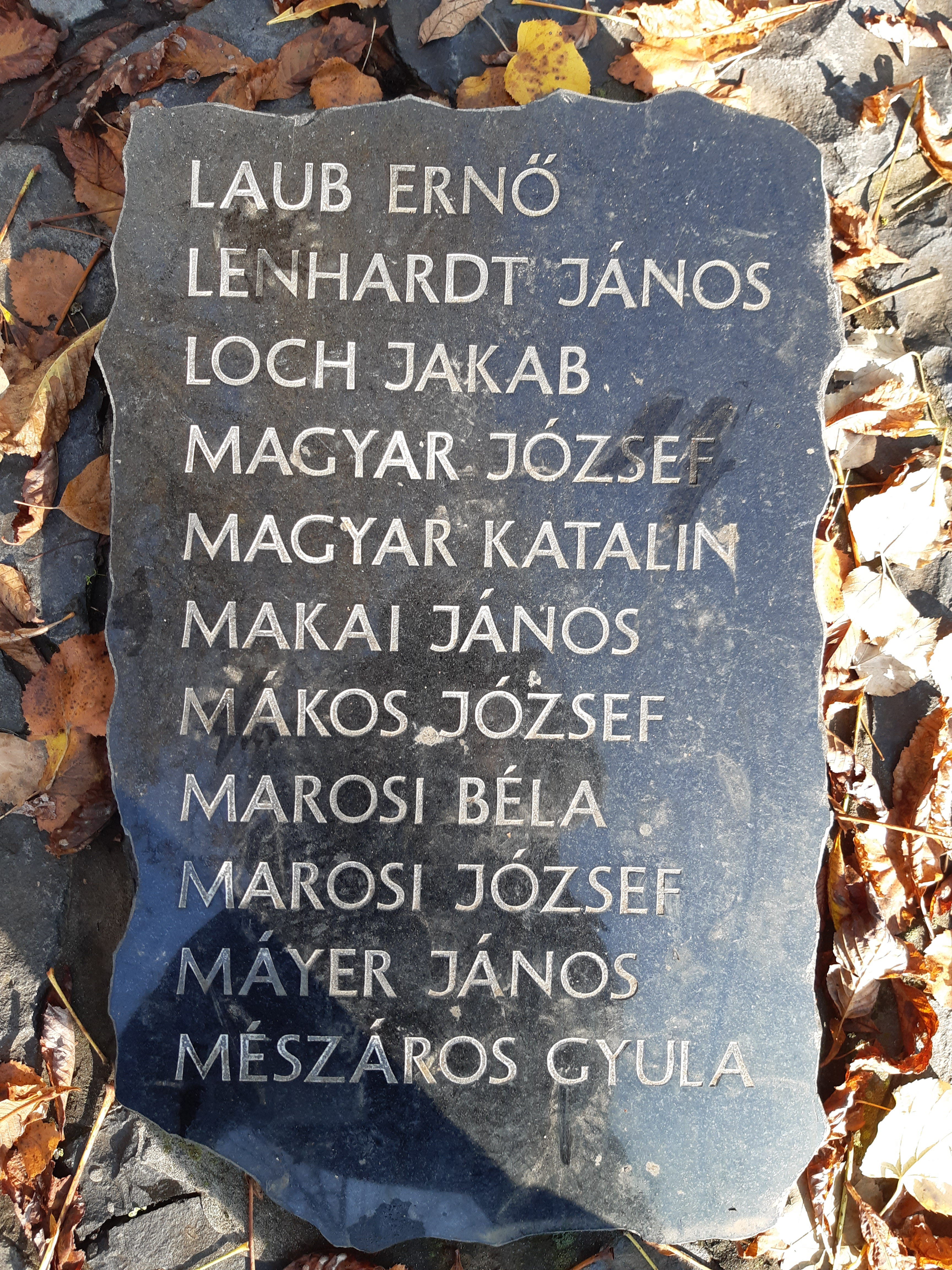
Hősi halottak L-M
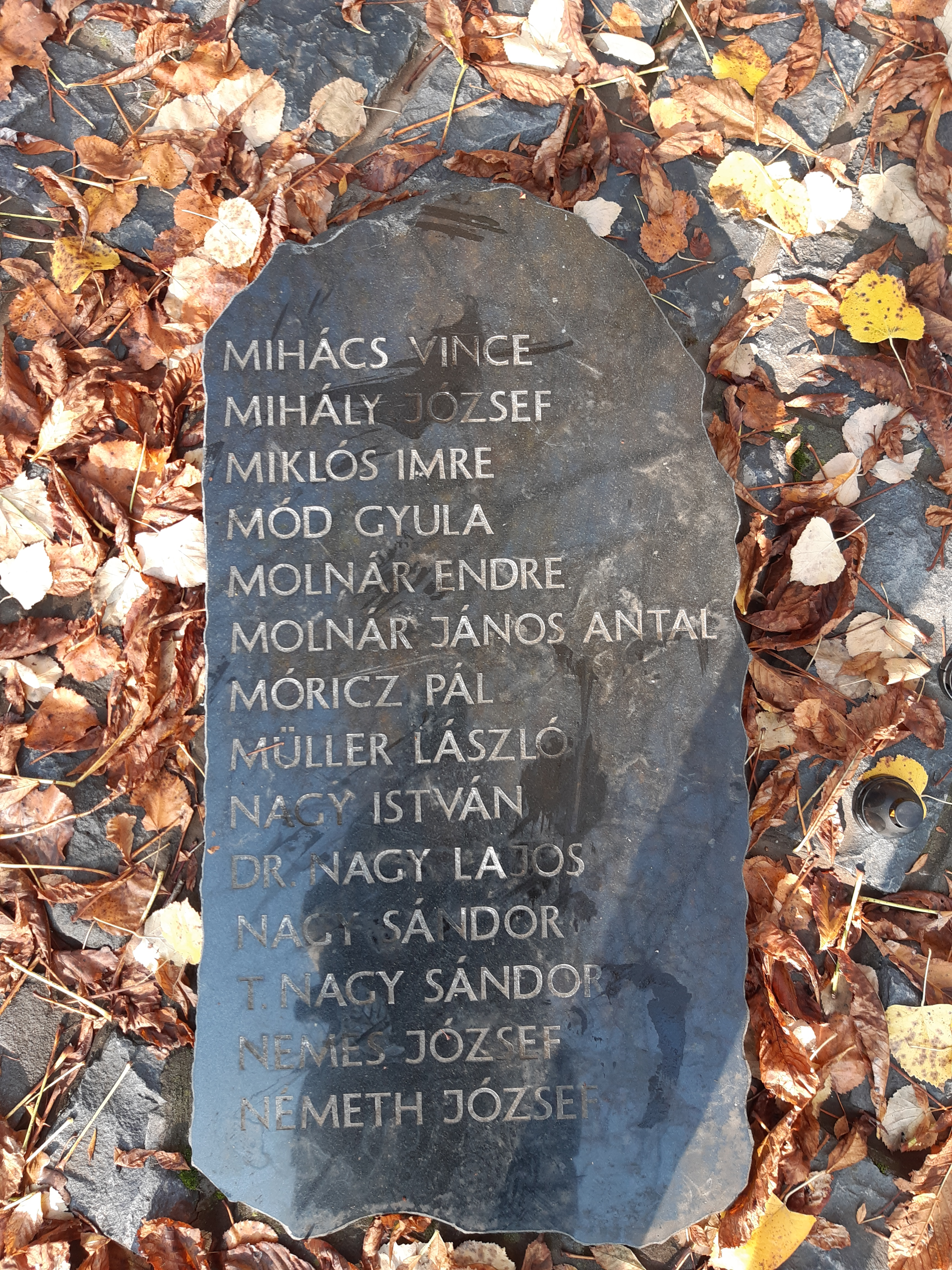
Hősi halottak M-N
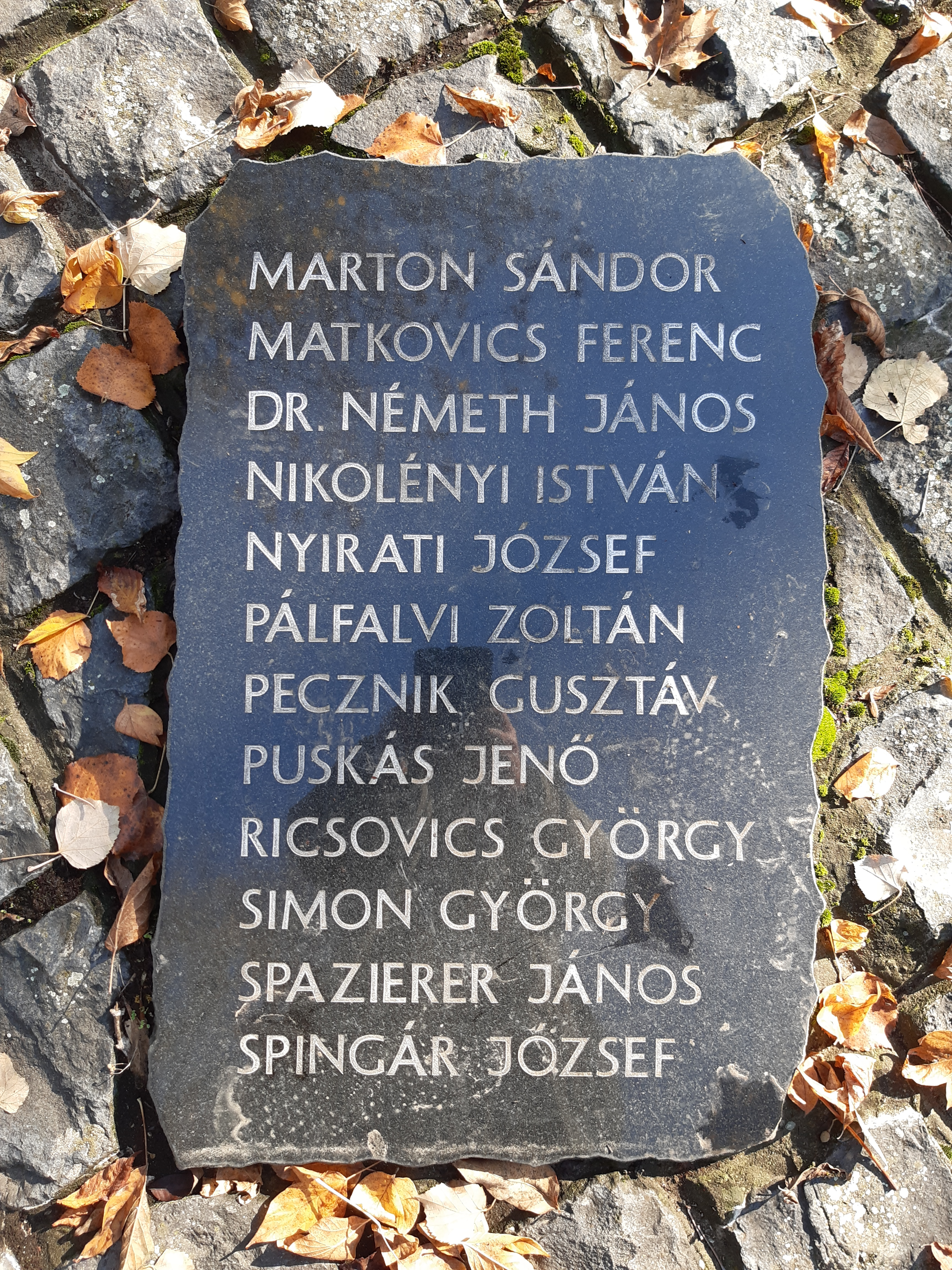
Hősi halottak M-S
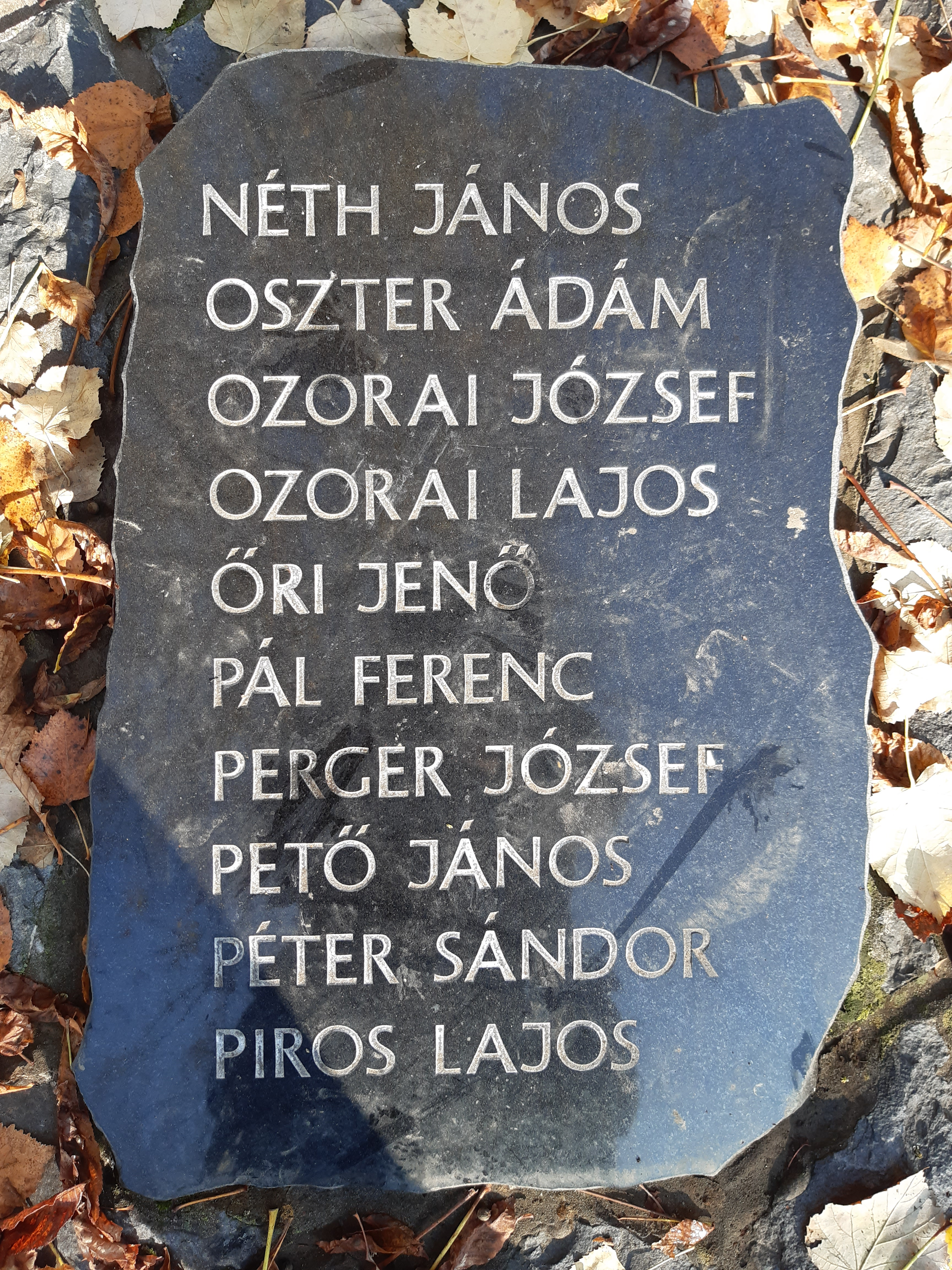
Hősi halottak N-P
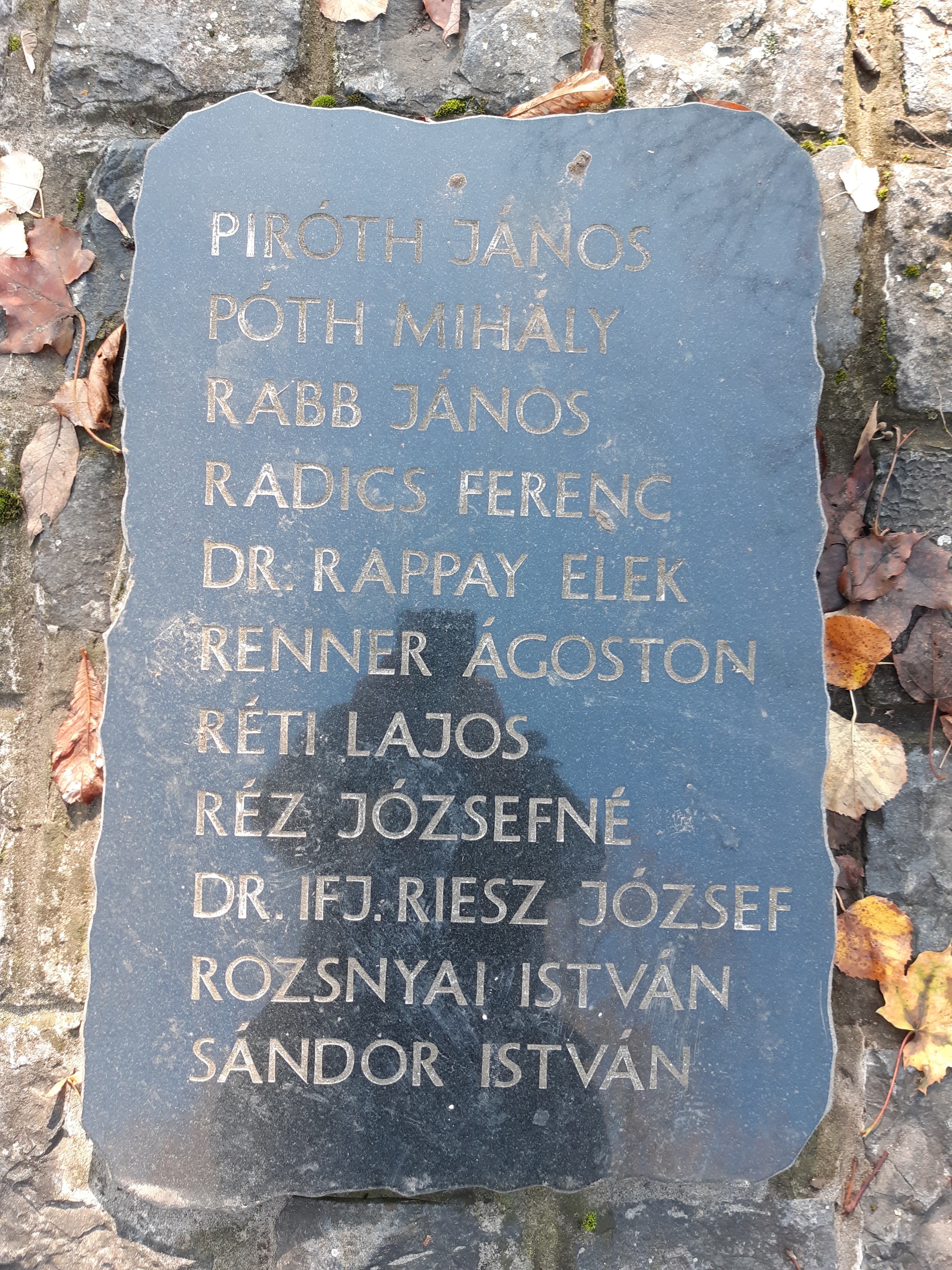
Hősi halottak P-S
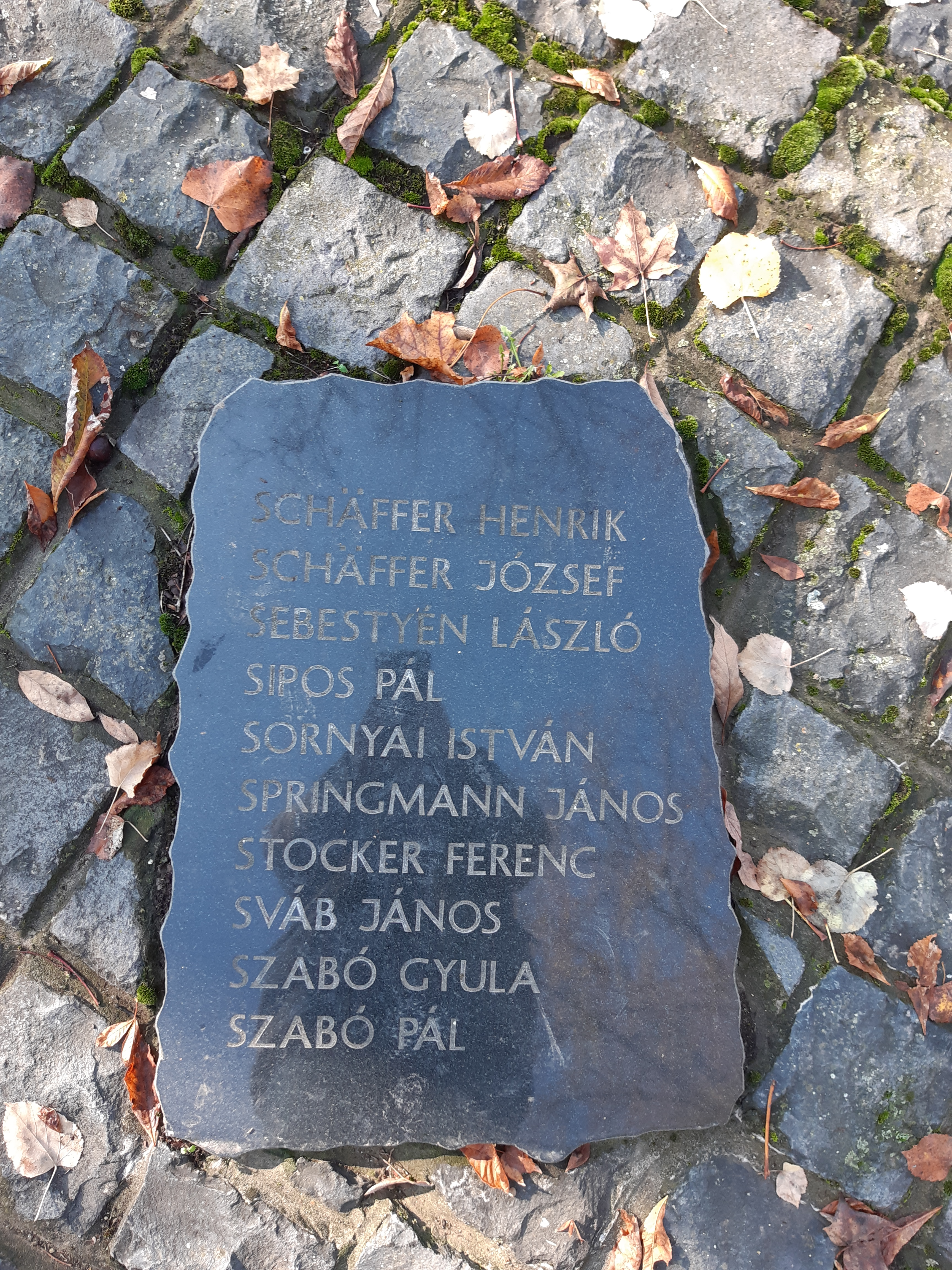
Hősi halottak S-Sz
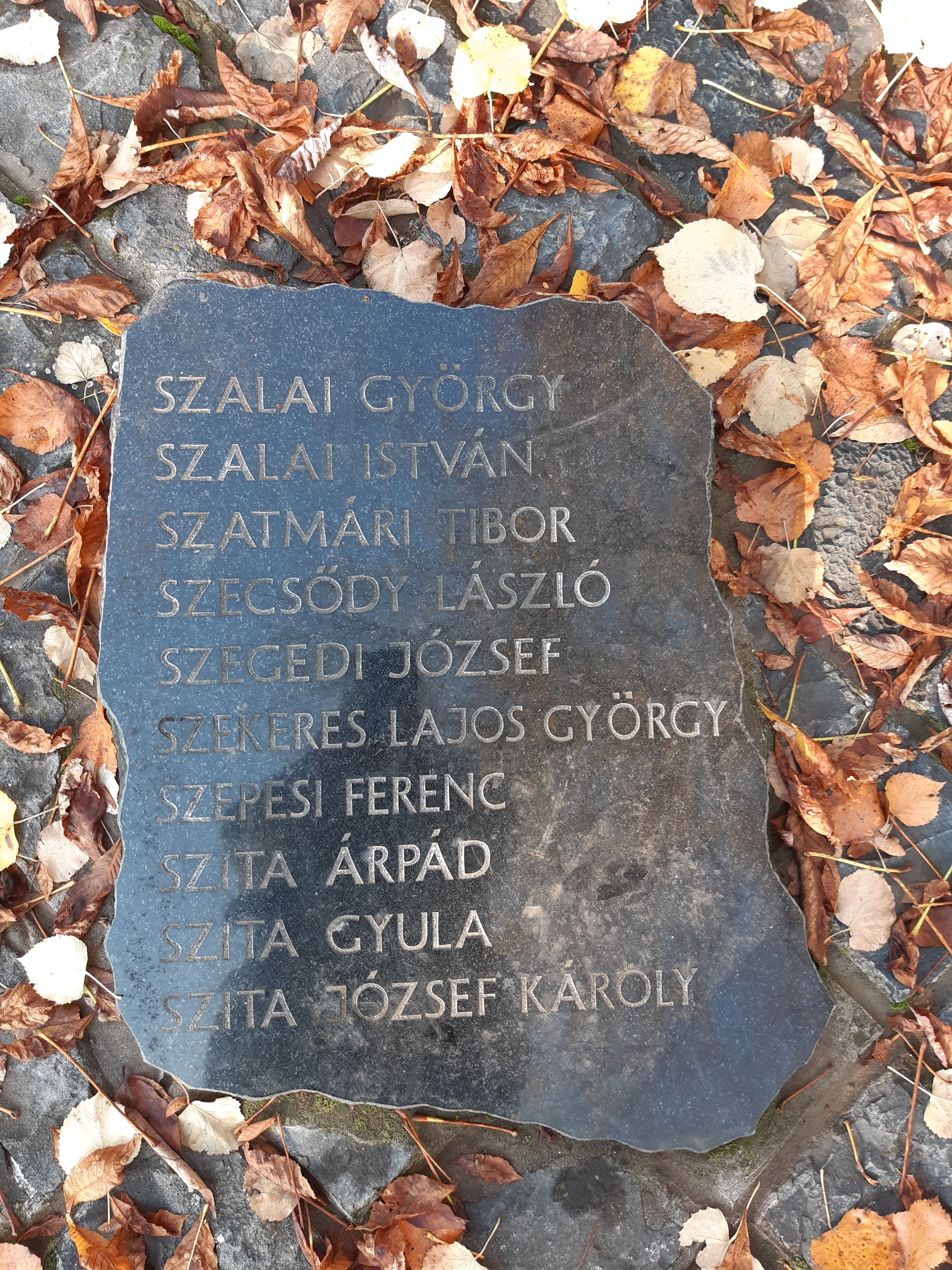
Hősi halottak Sz
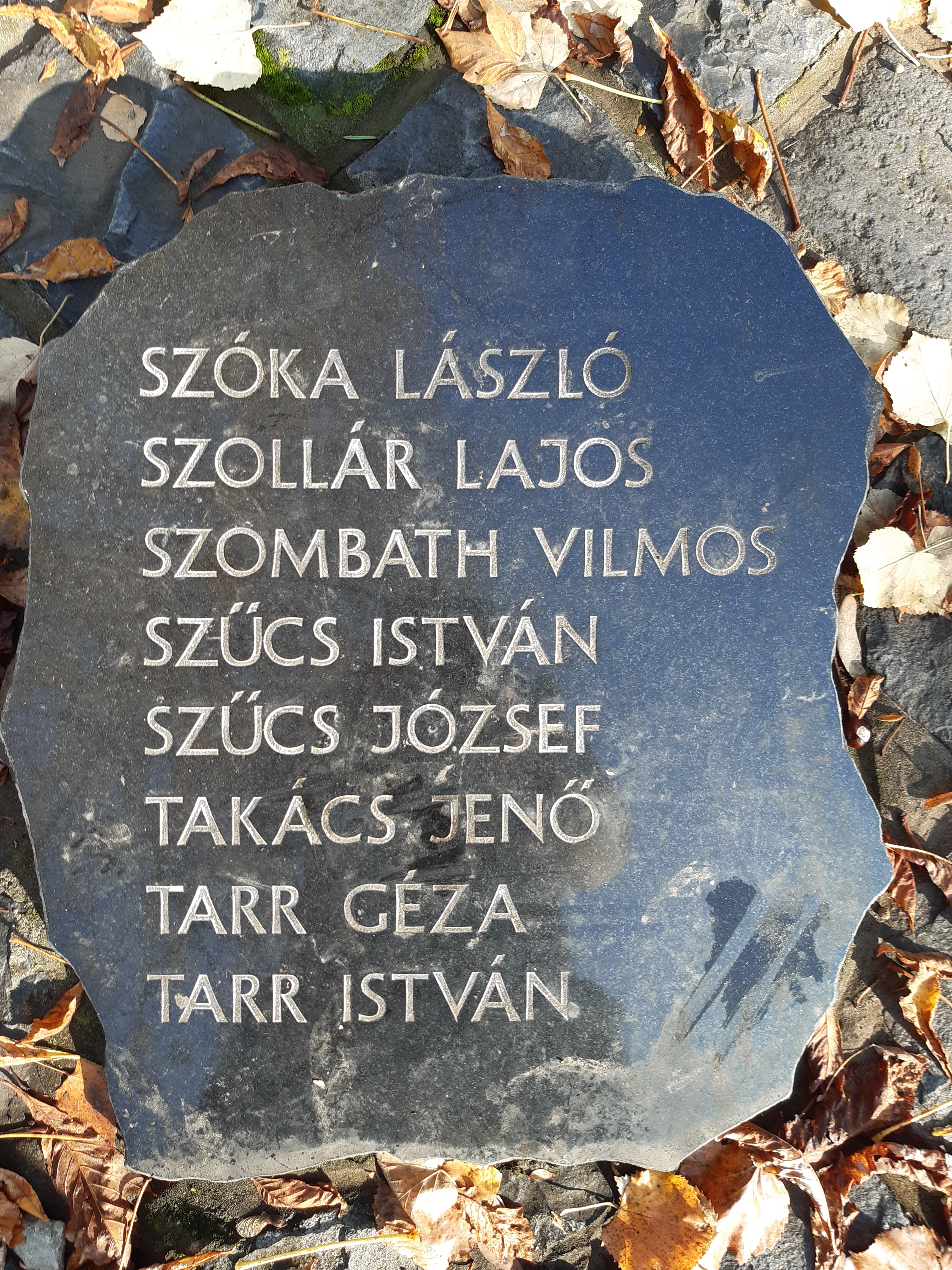
Hősi halottak Sz-T
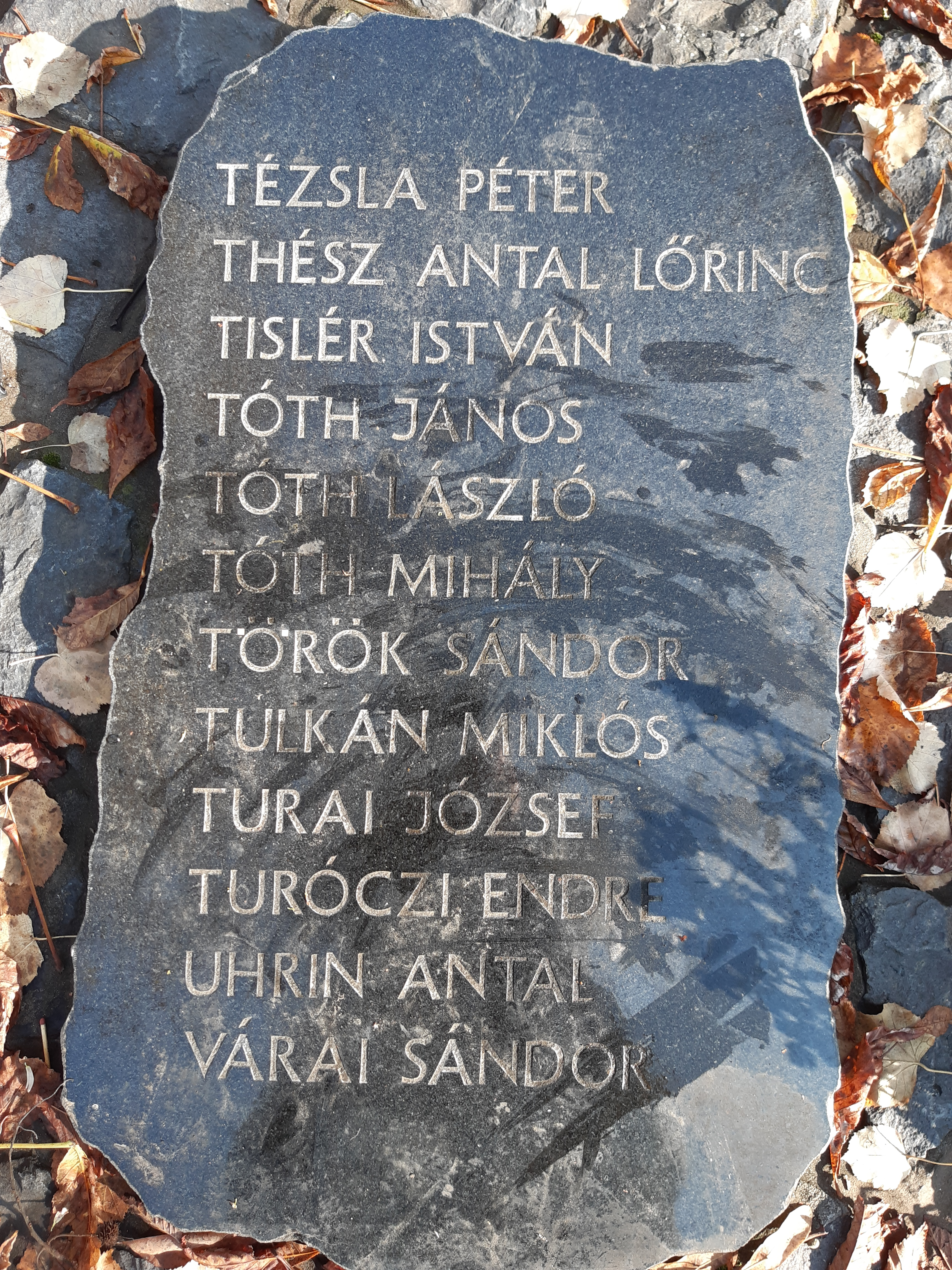
Hősi halottak T-V
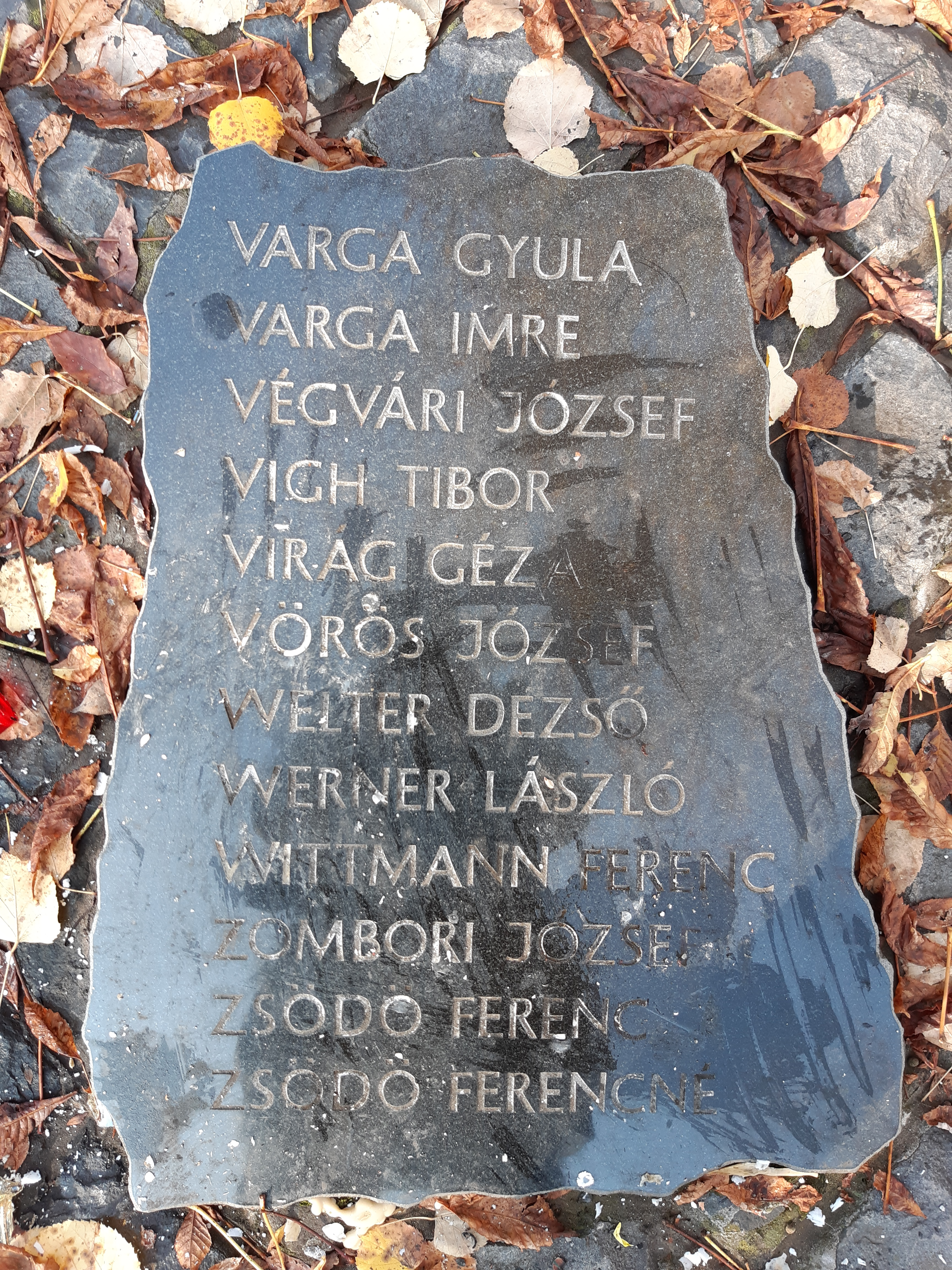
Hősi halottak V-Zs
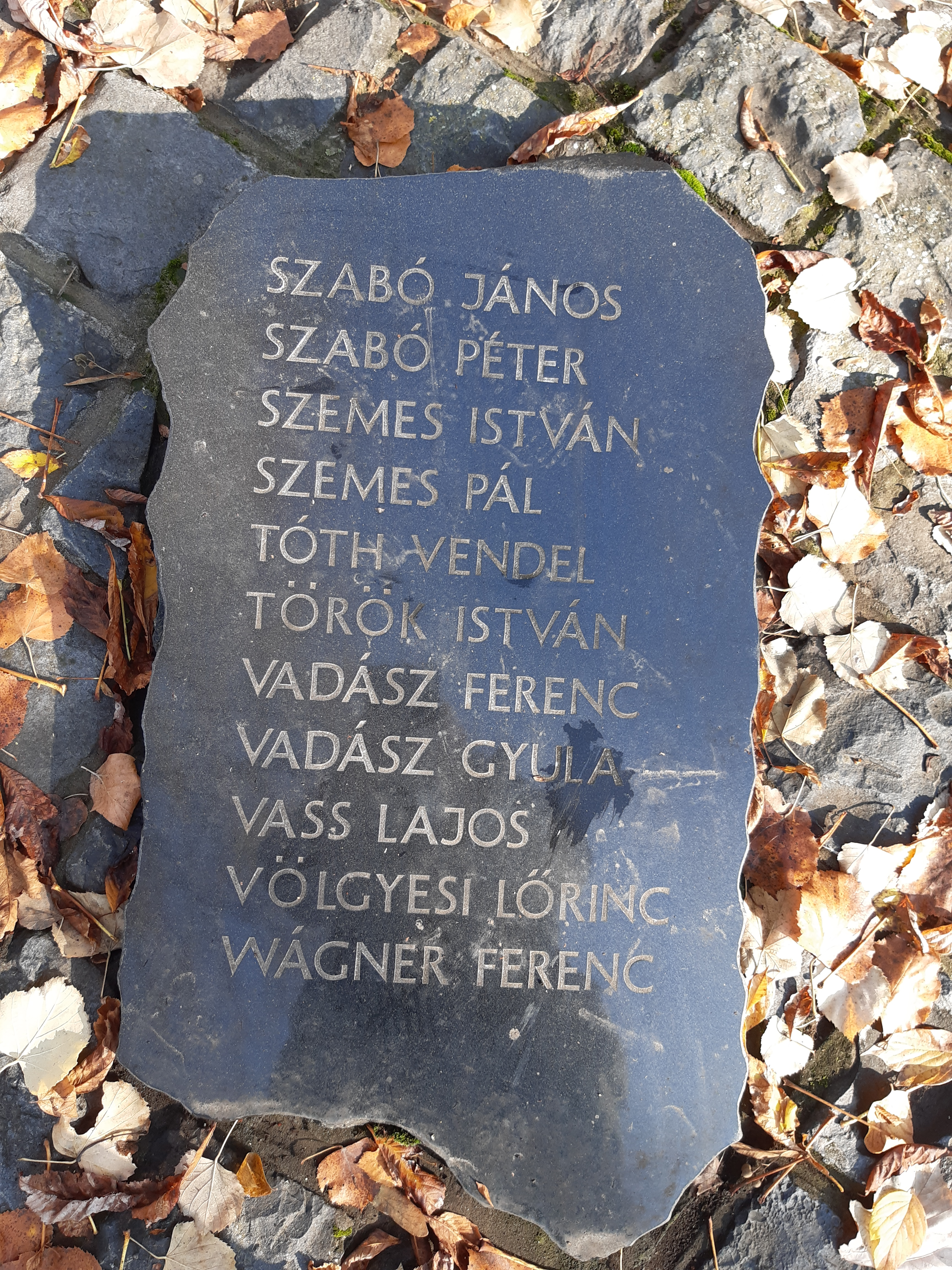
Hősi halottak Sz-W

- Gyöngy születése[36]

- Forrás szökőkút[37]

### Pianono János

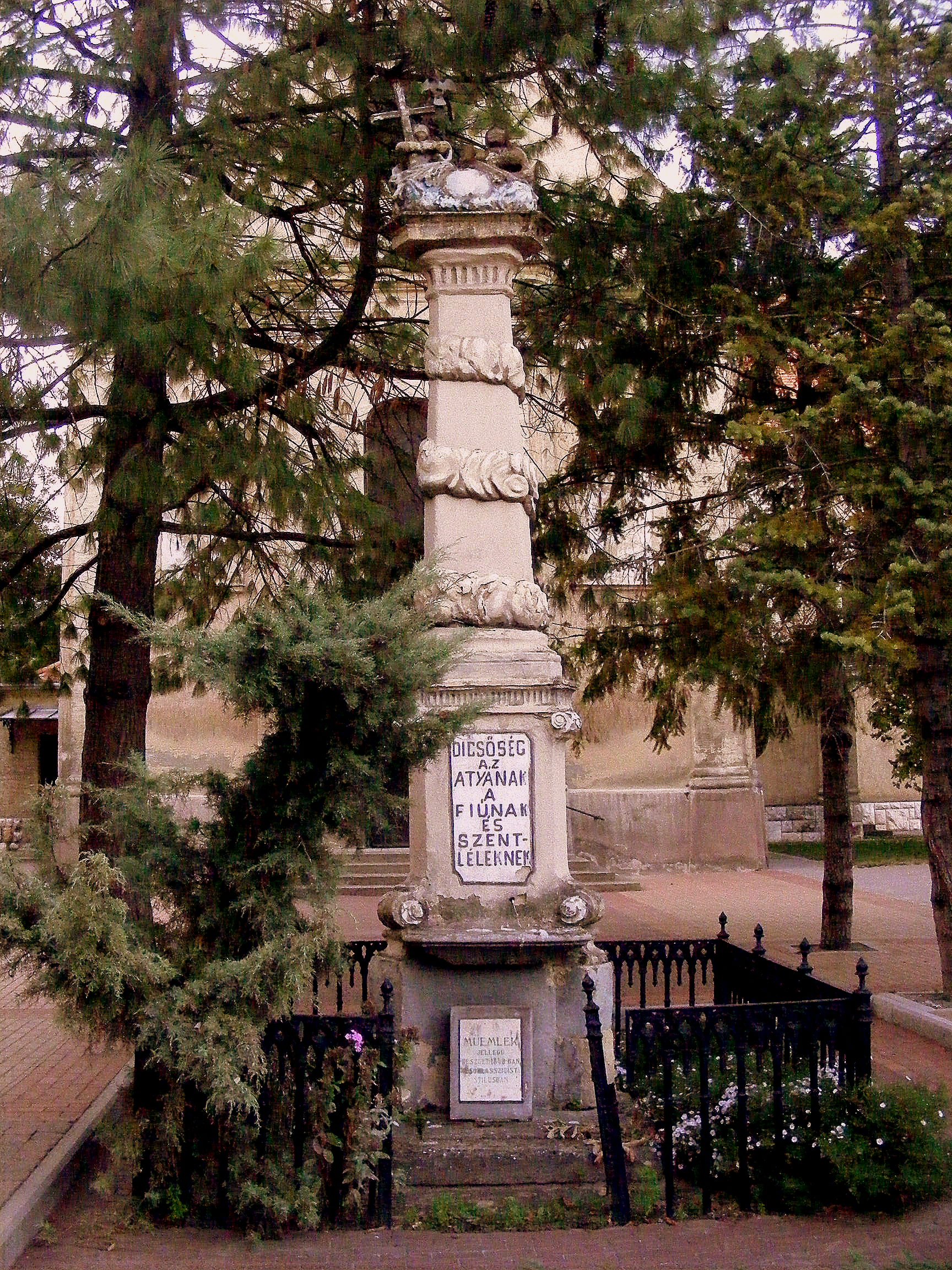
Szentháromság-szobor

### Radó Károly

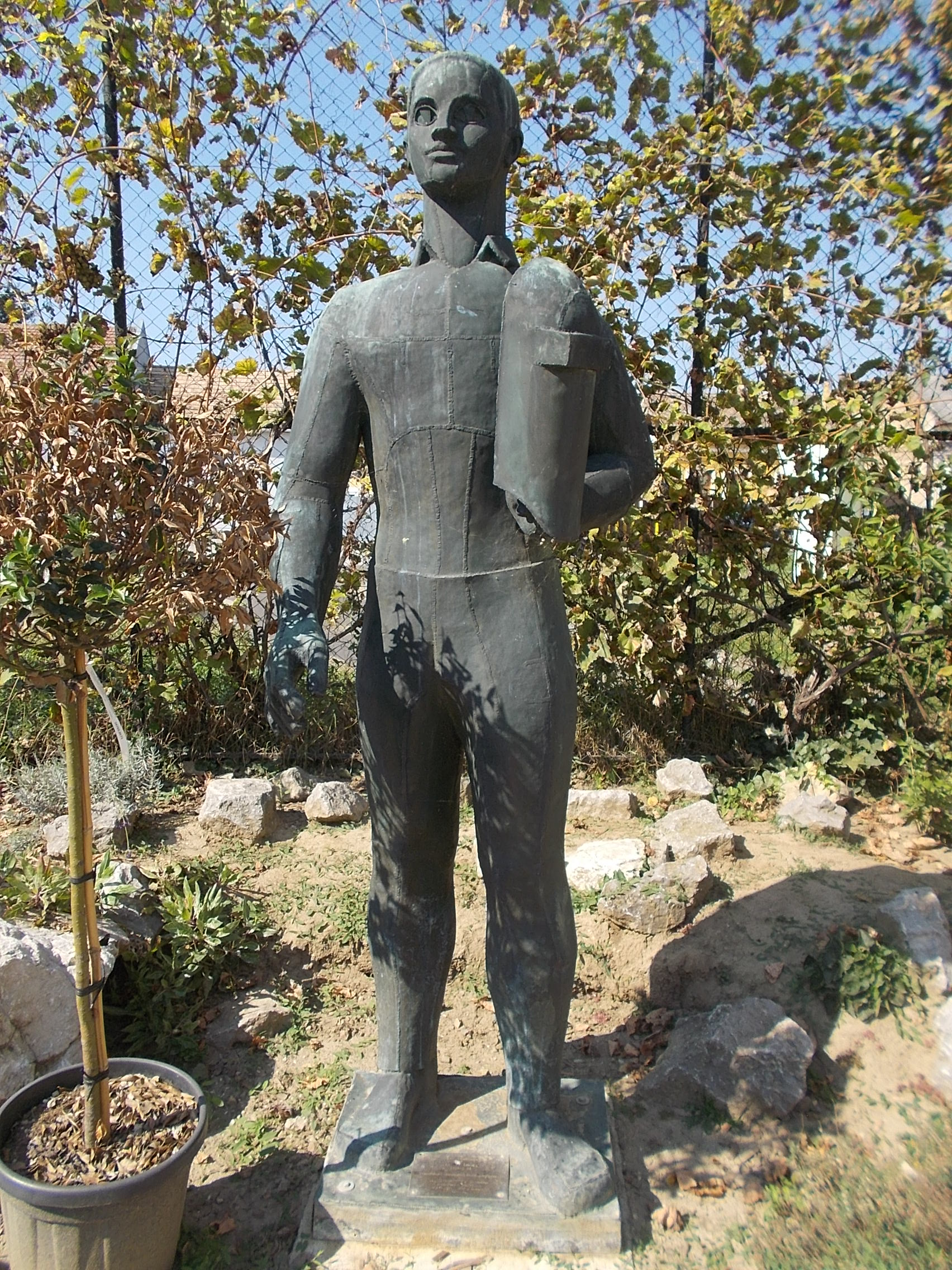
Munkás-szobor

### Raffay Dávid

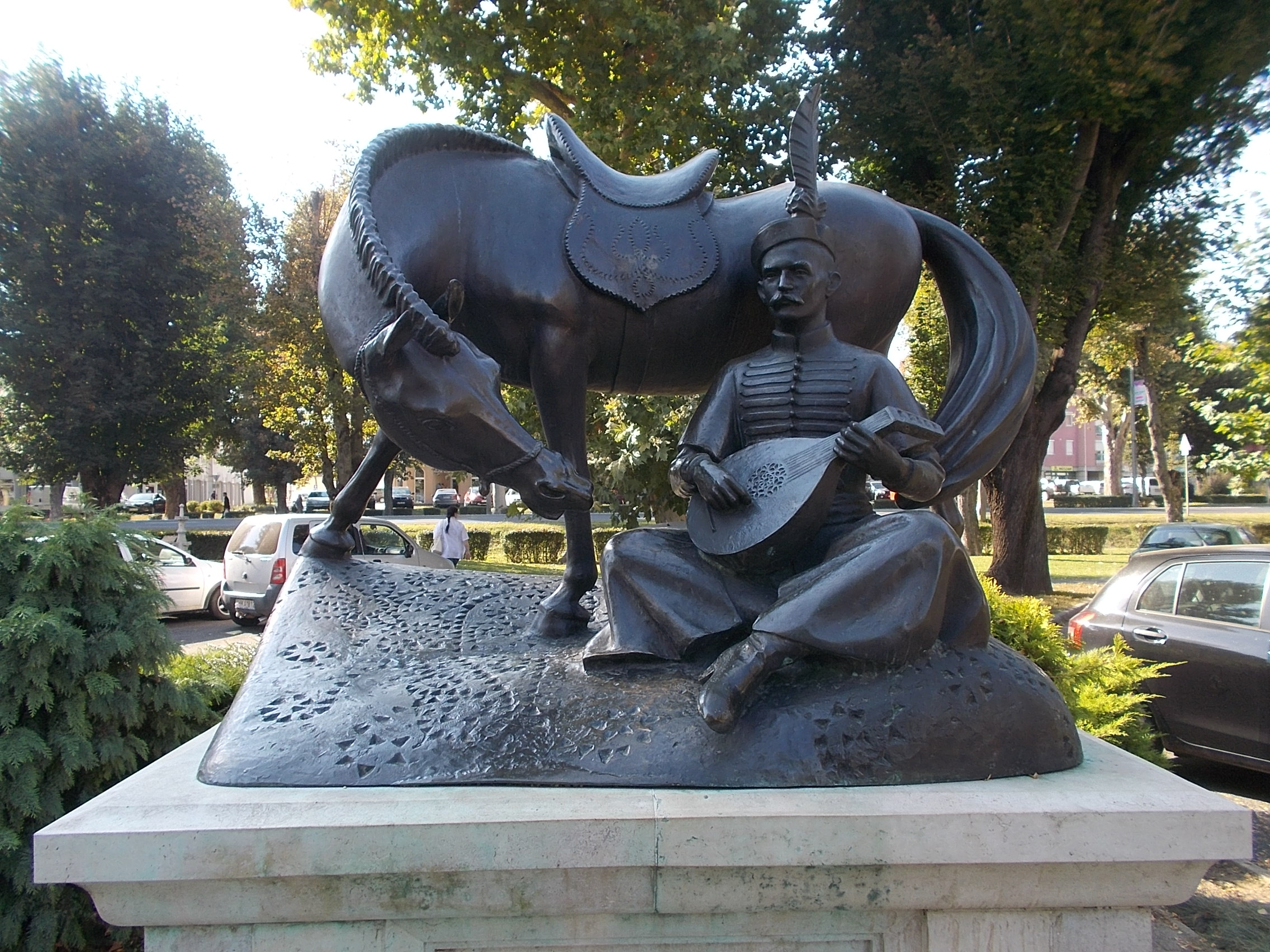
Tinódi Lantos Sebestyén-szobor

### Rácz Edit

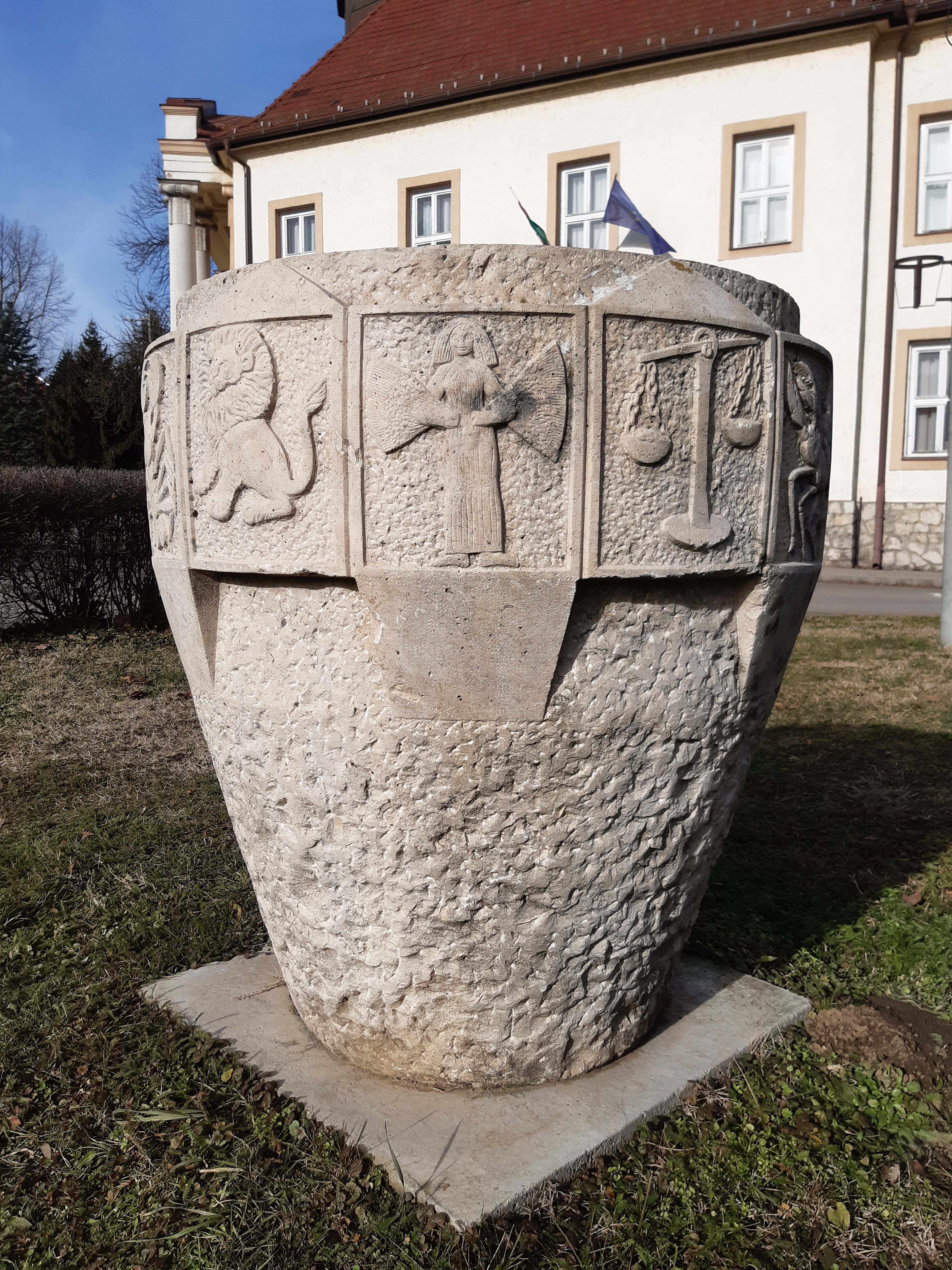
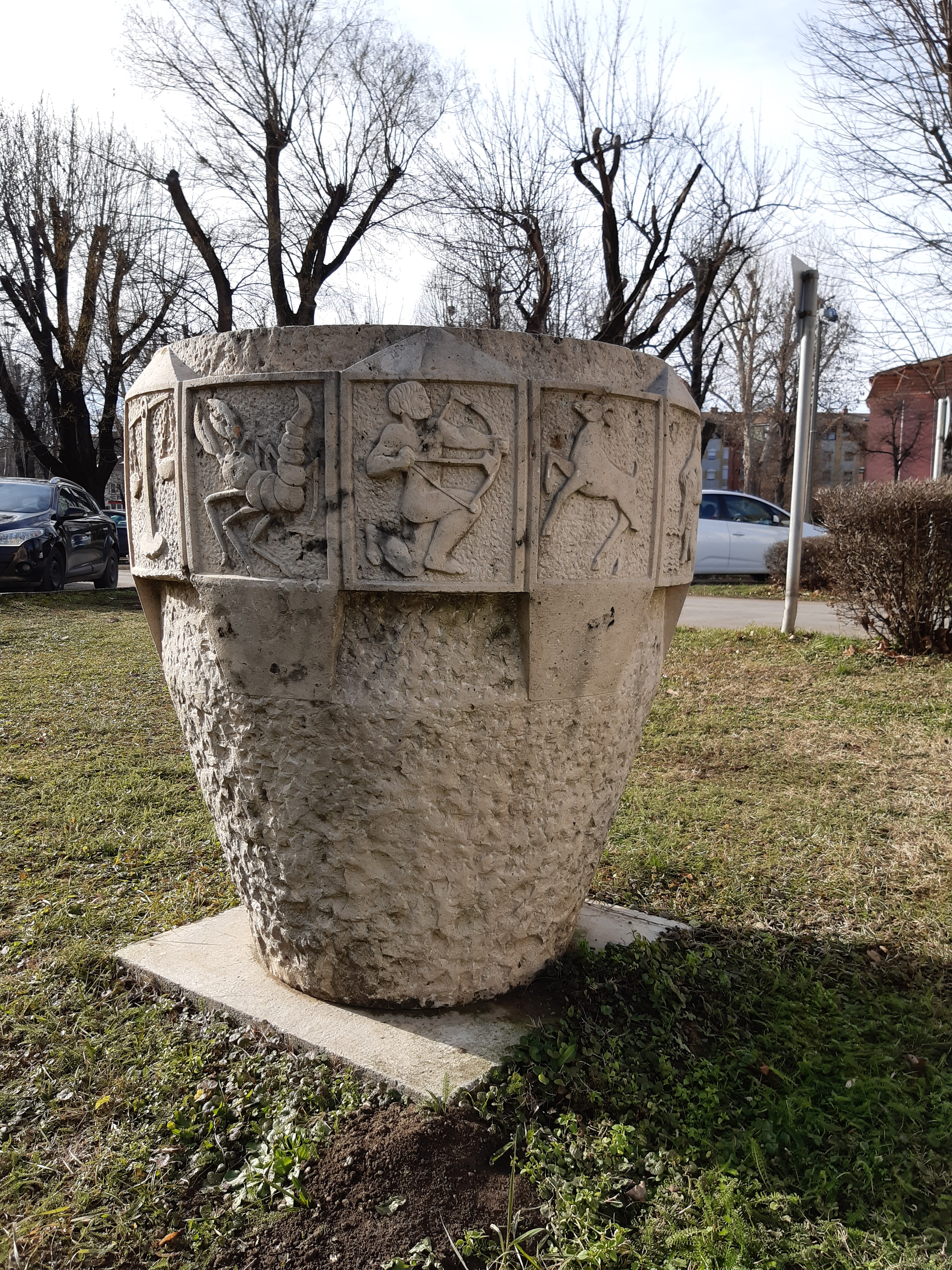
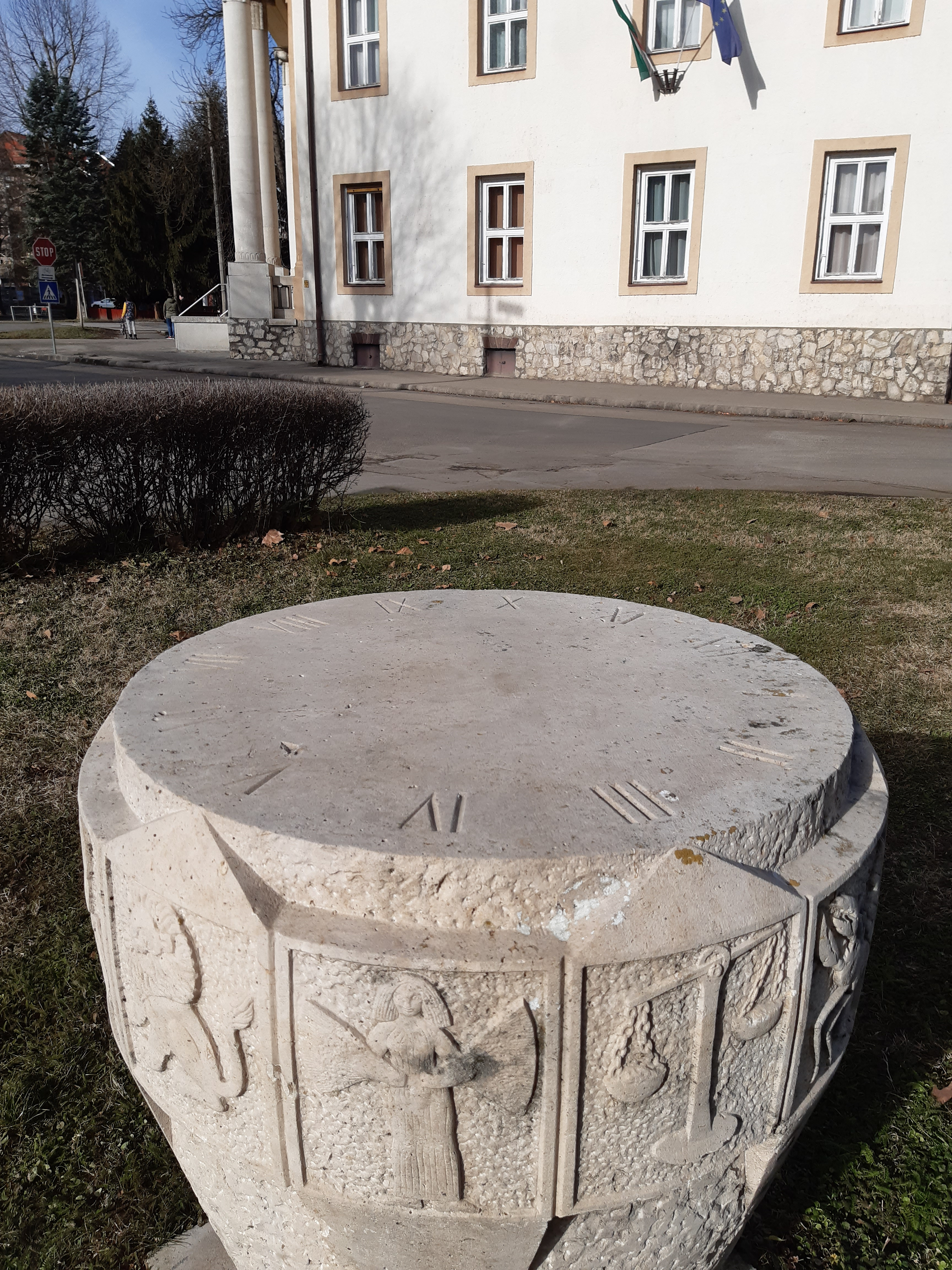
Napóra zodiákus jegyekkel
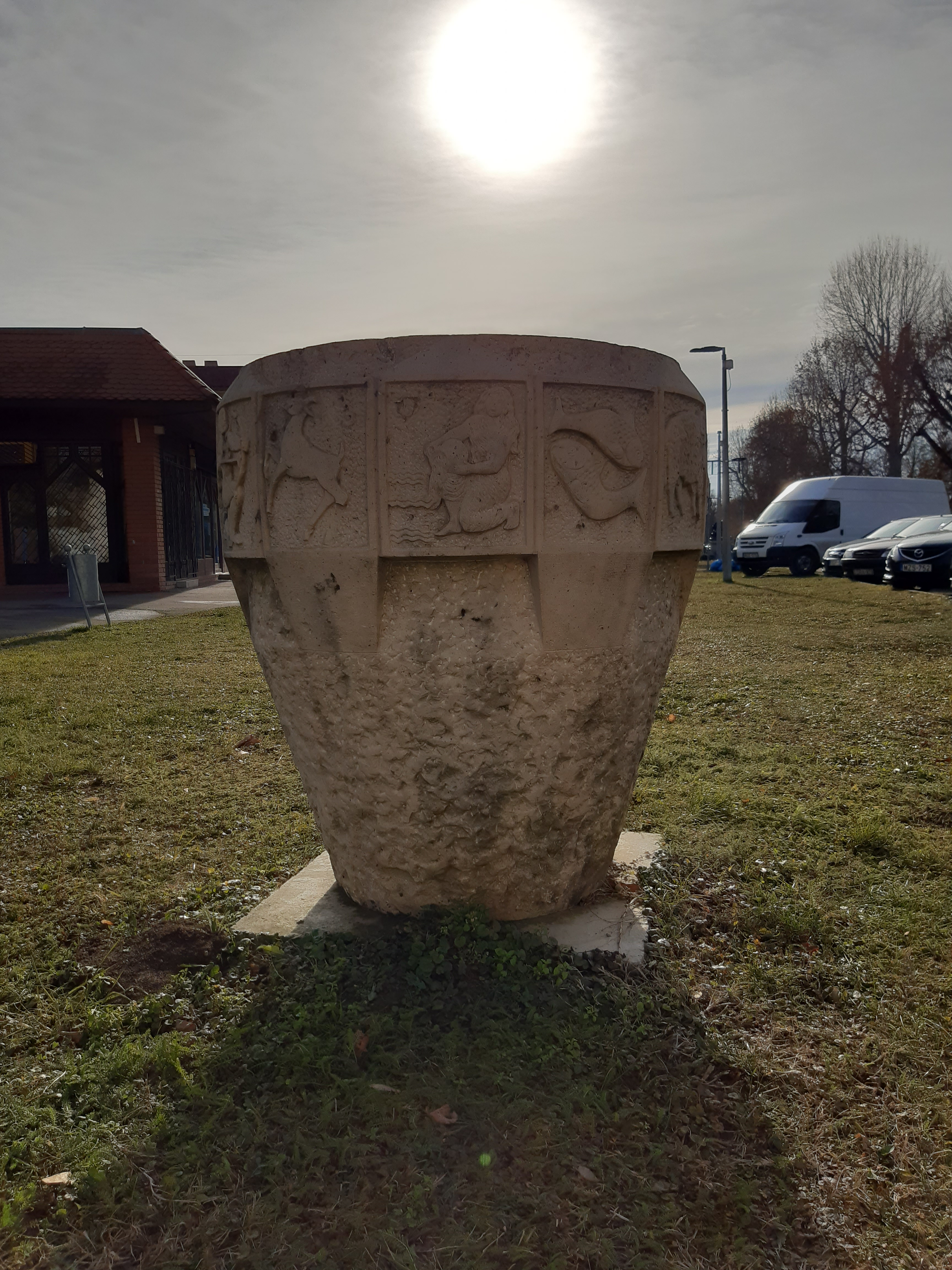
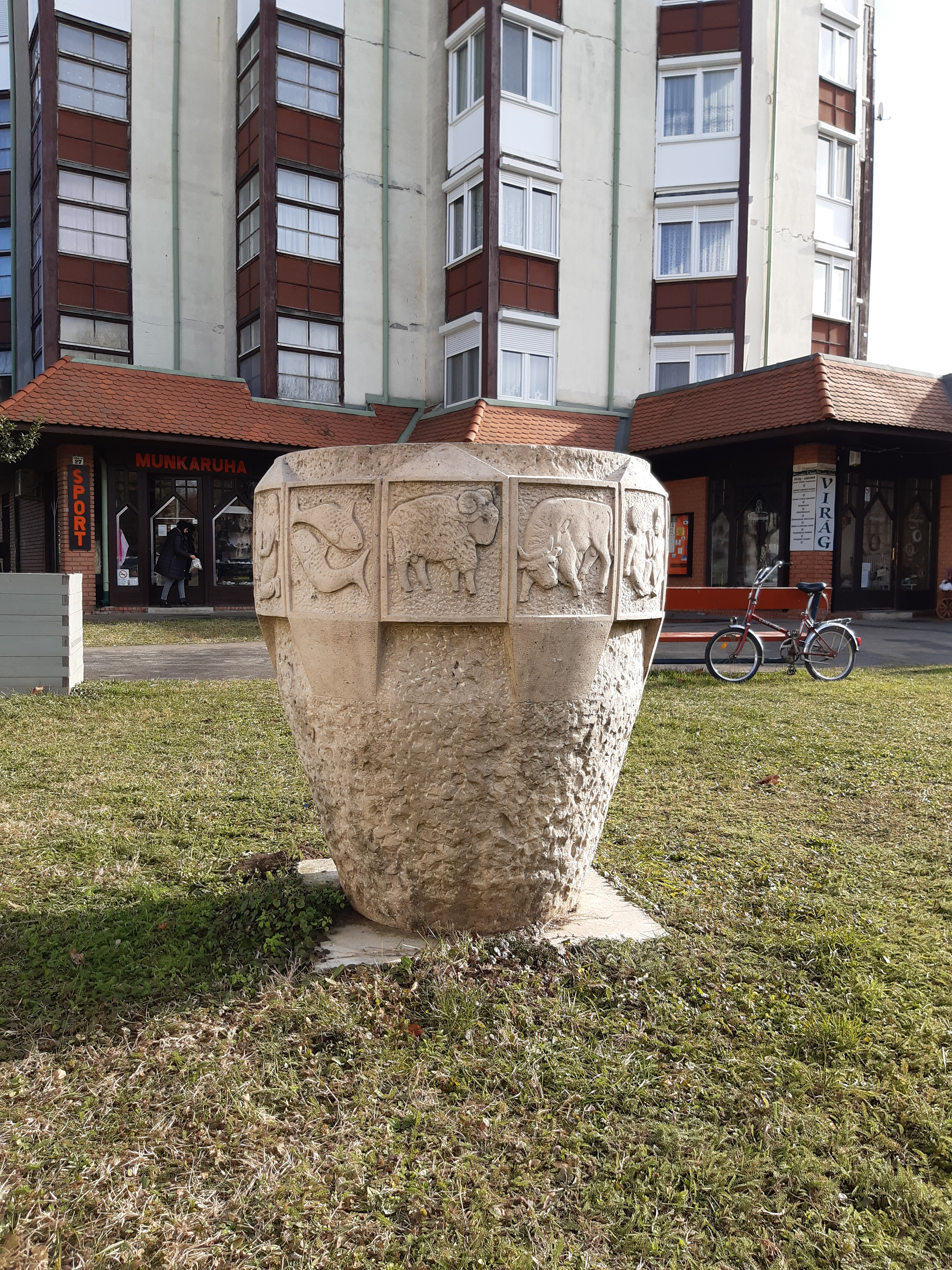

### Samu Géza

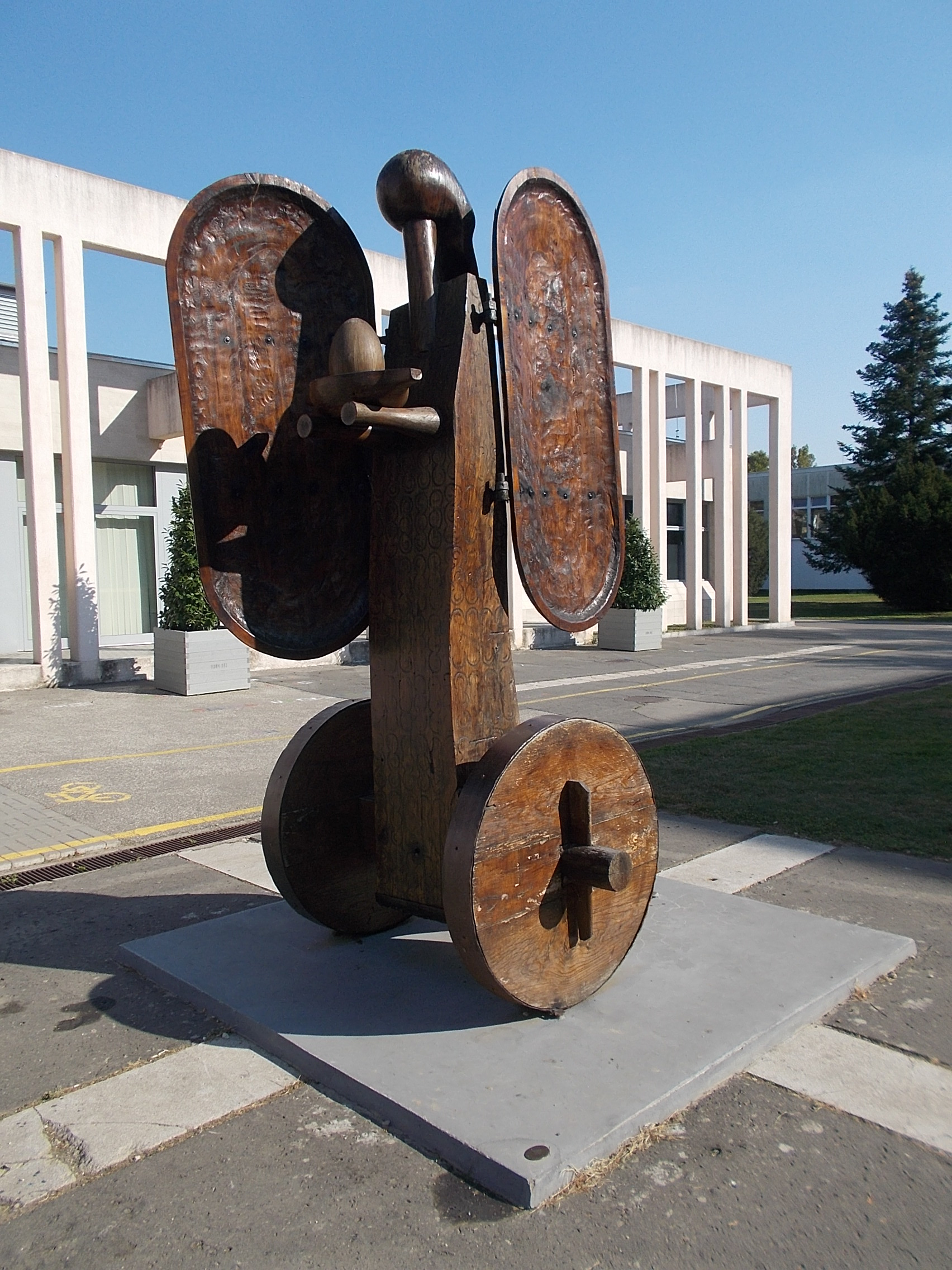
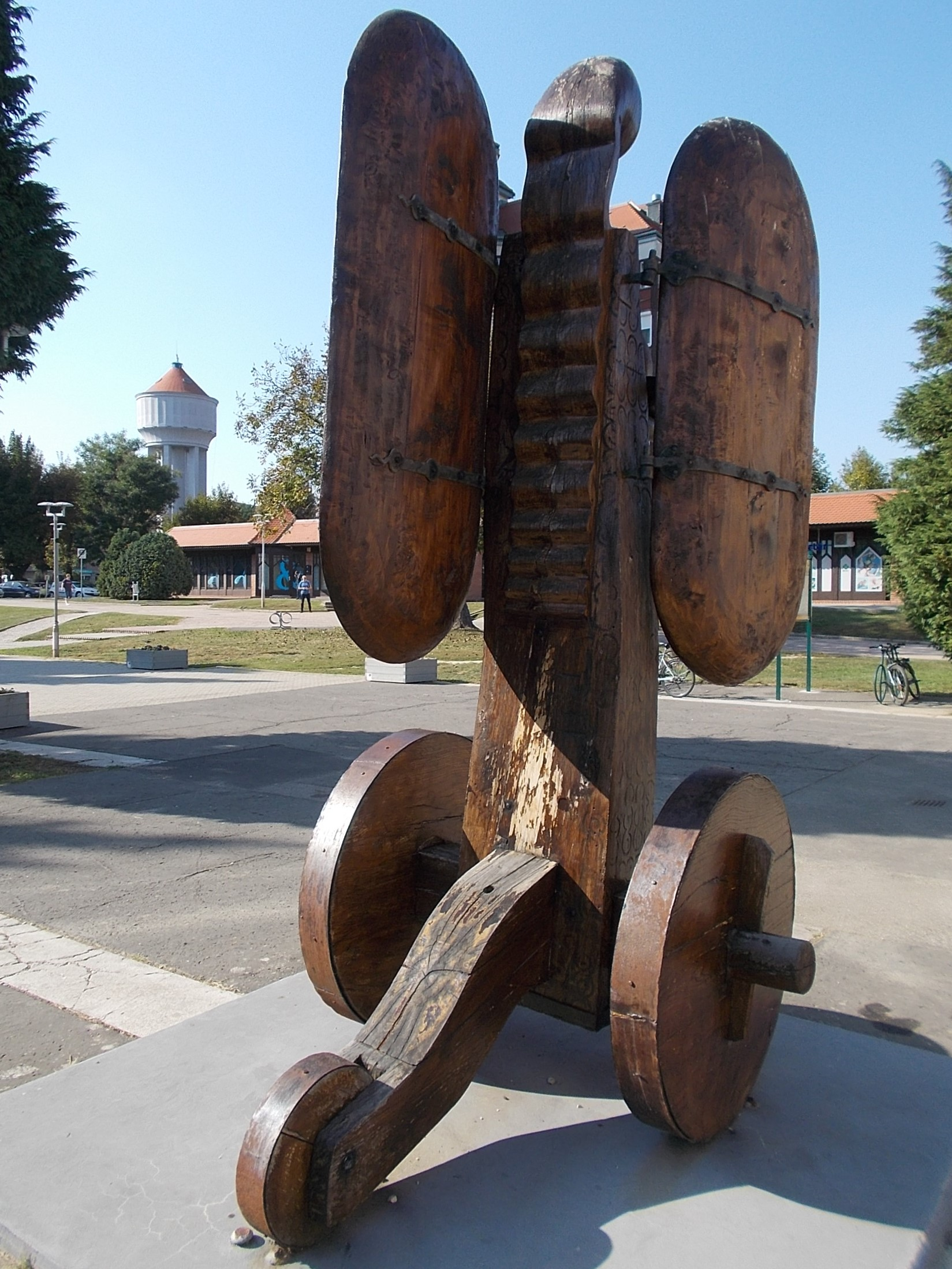
Pogány mitológia
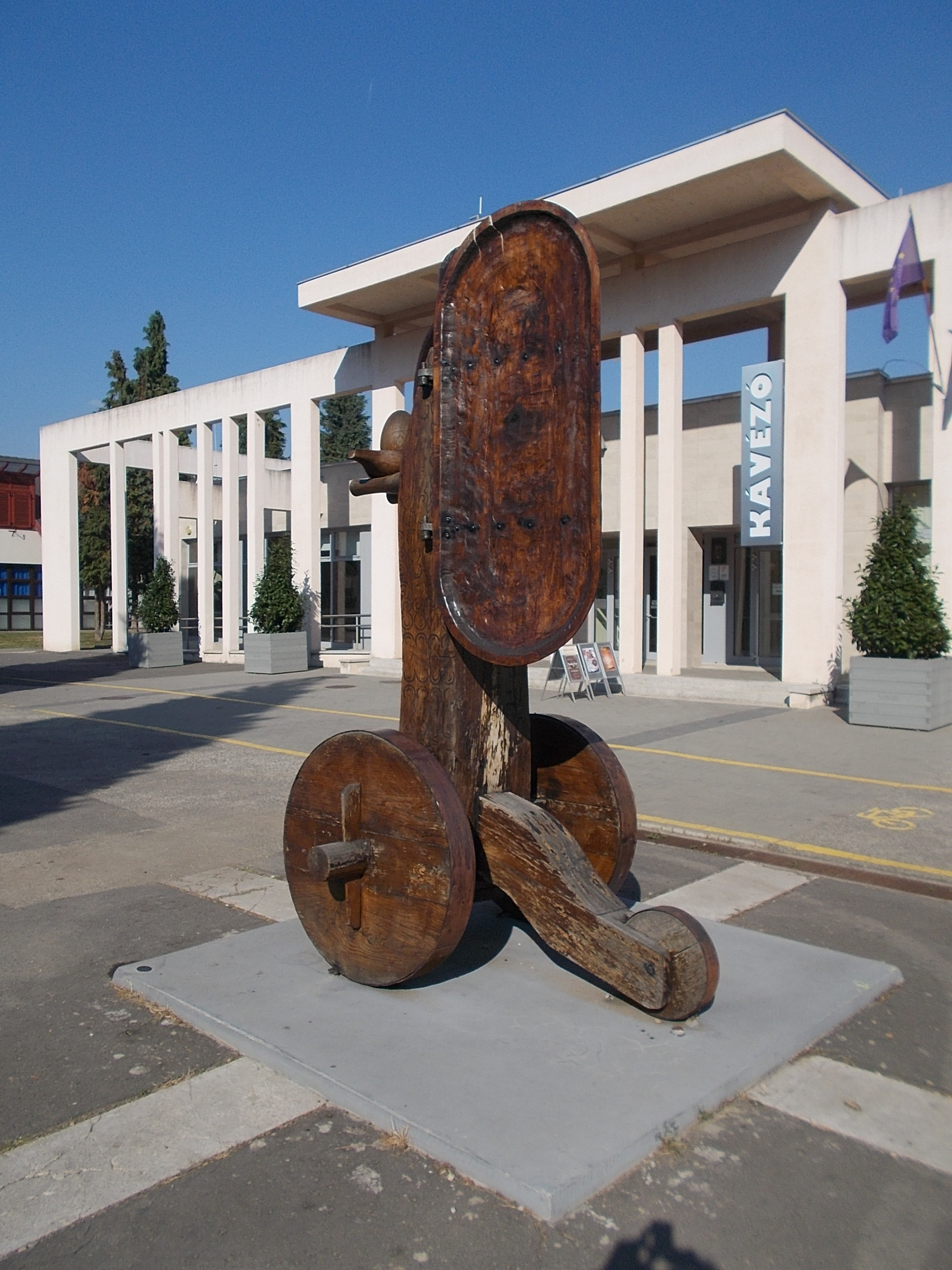

### Szabó Iván

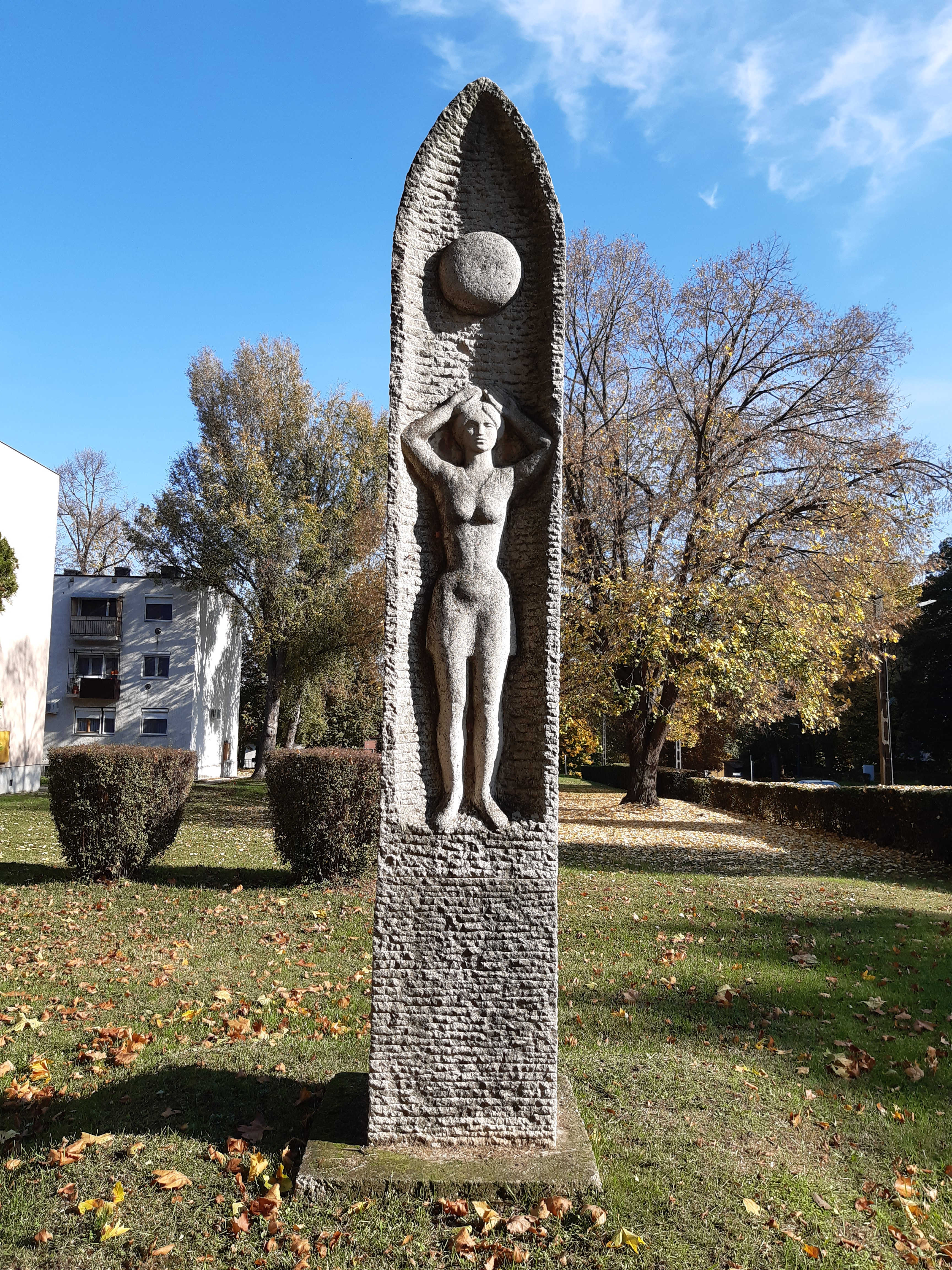
Nap és
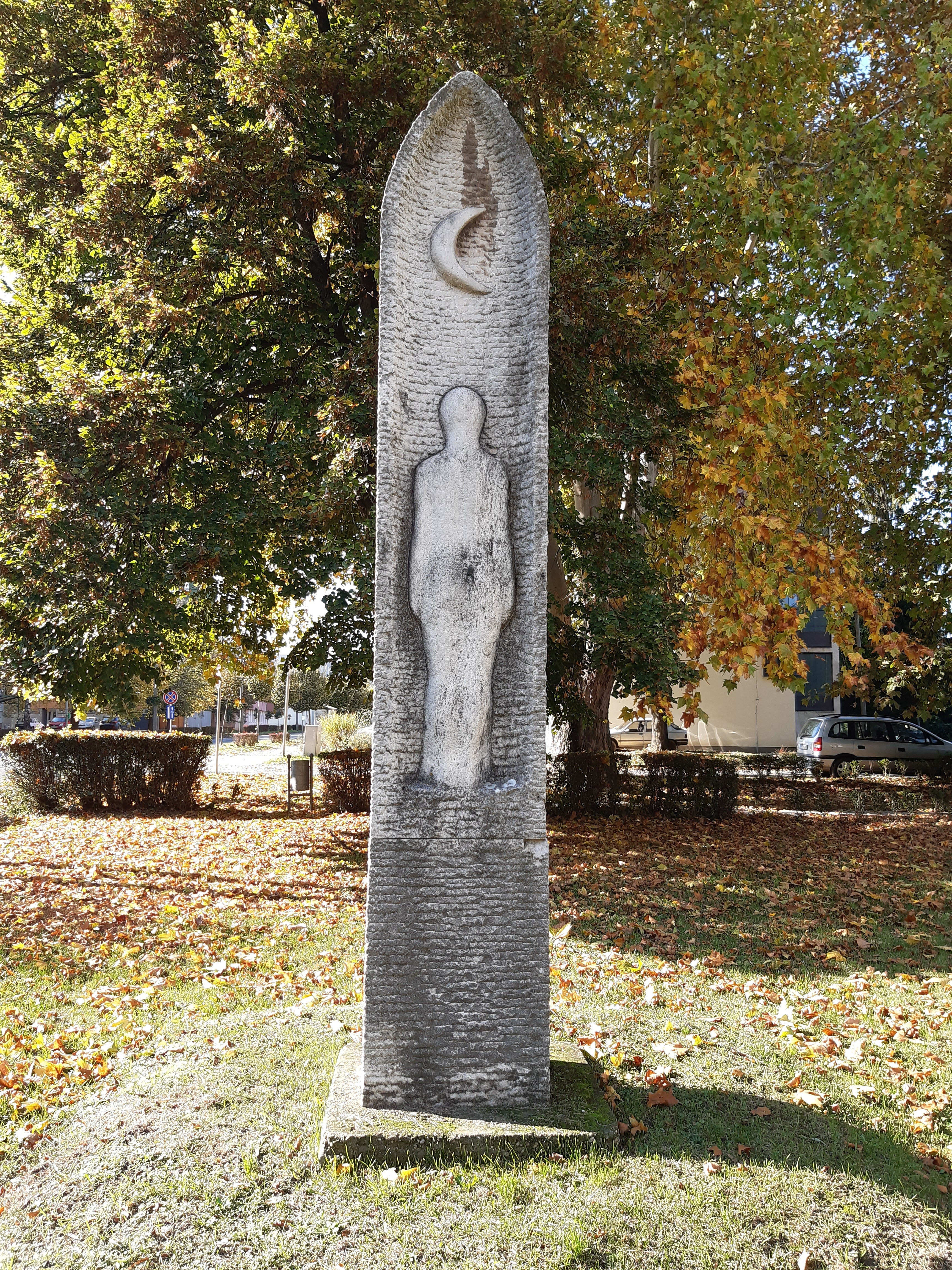
Hold

### Tolna Megyei Fafaragók

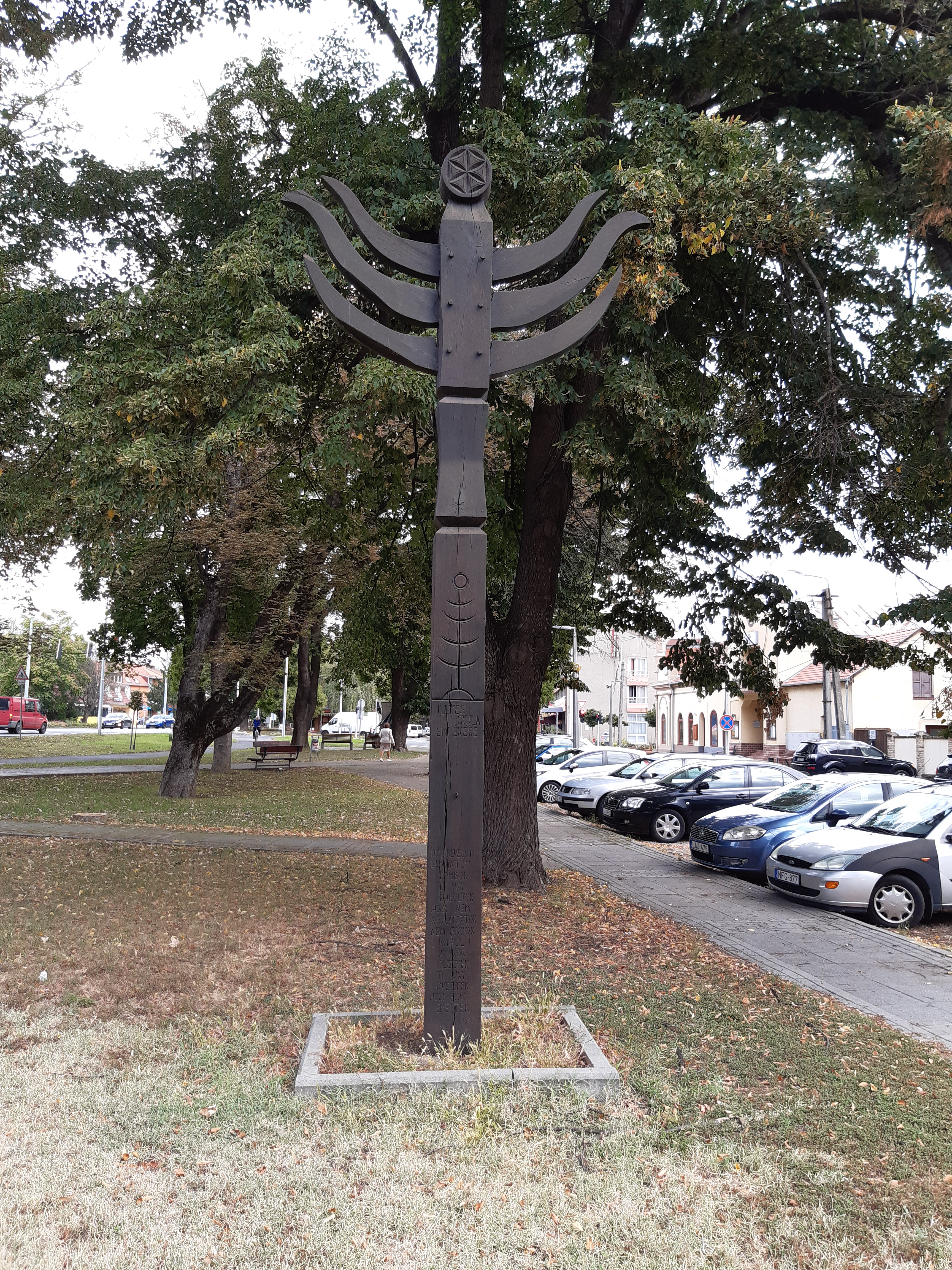
Illyés-emlékoszlop

### Varga Gábor

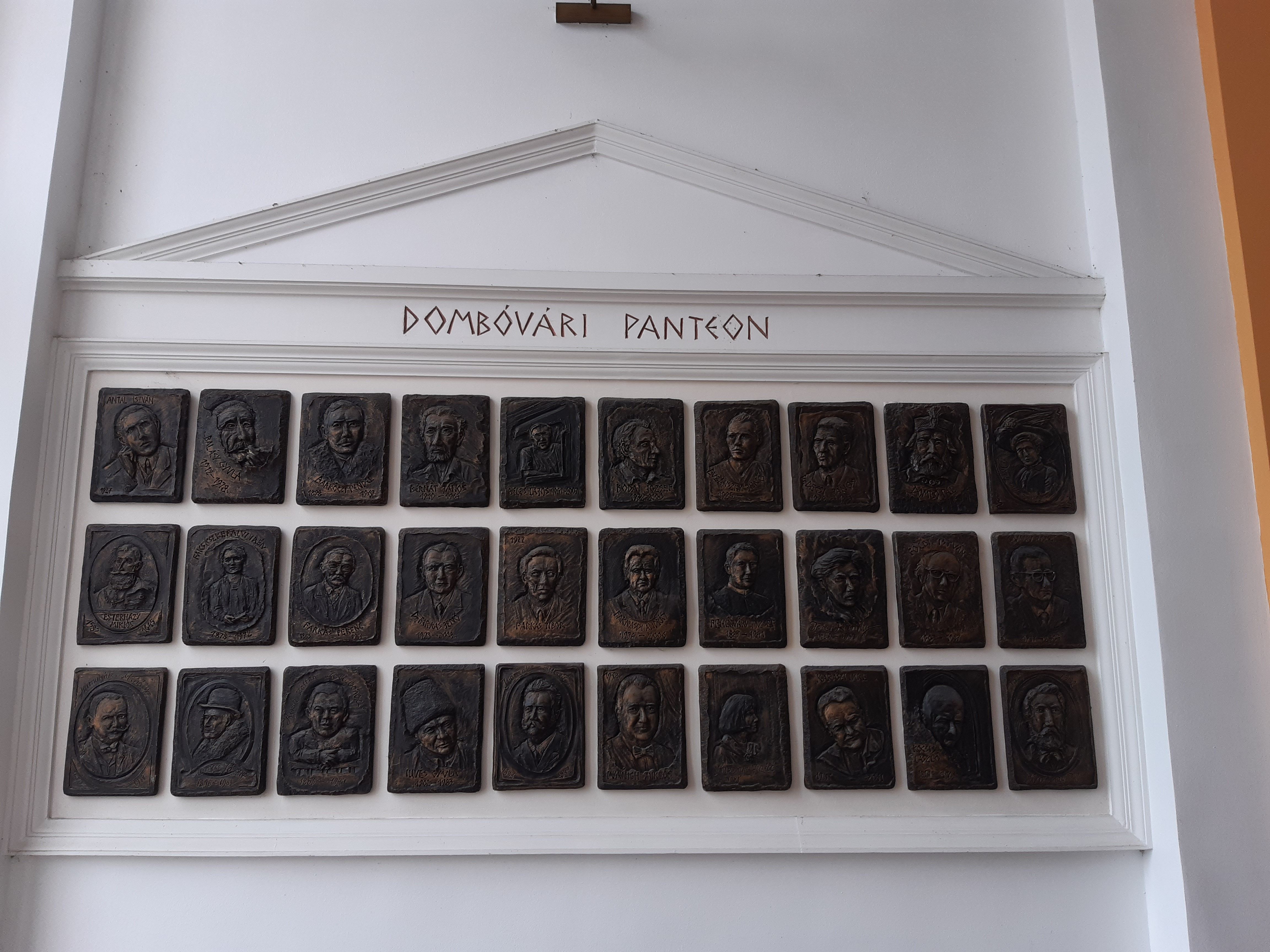
A - K
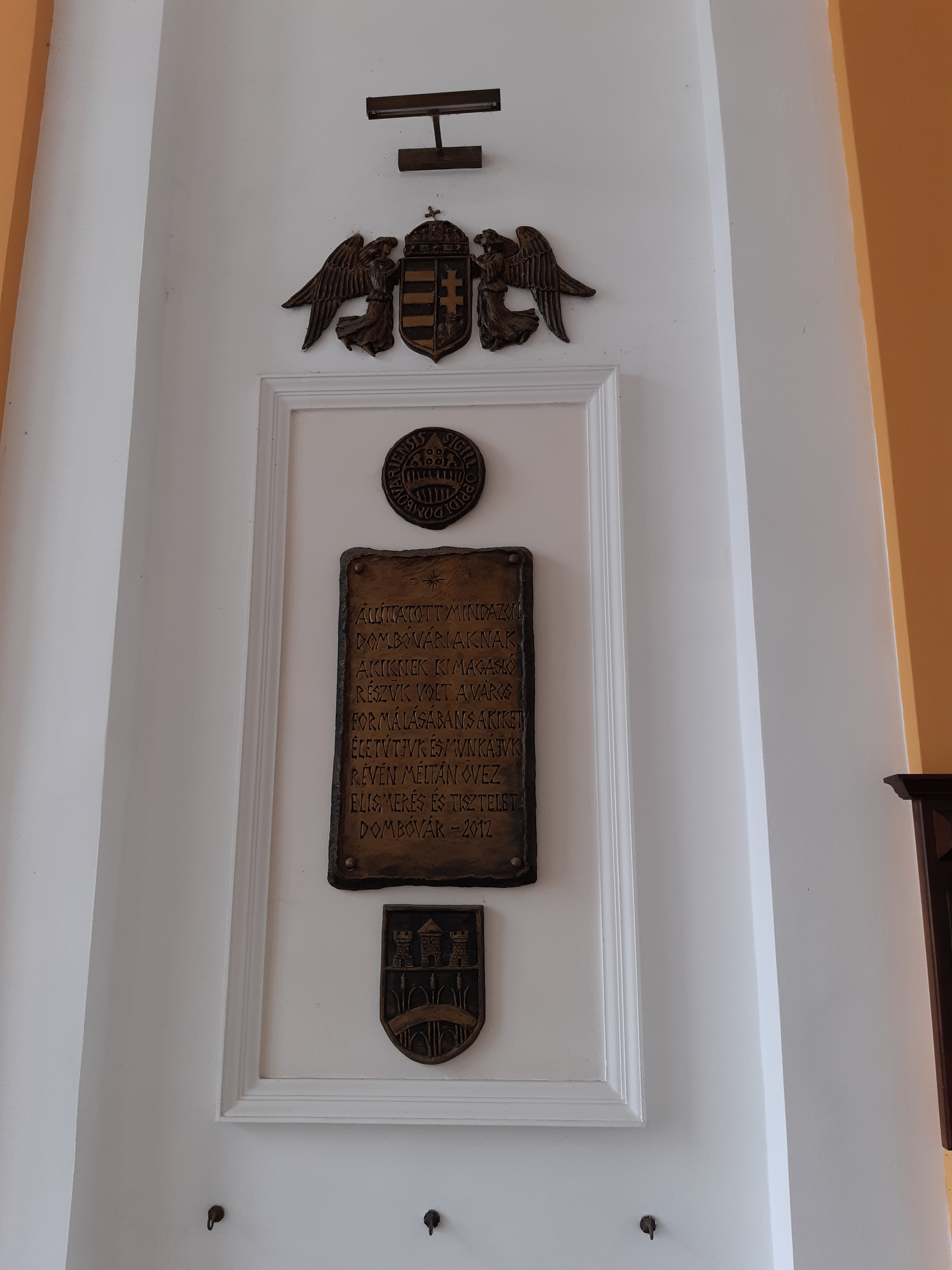
Dombóvári Pantheon - 2012
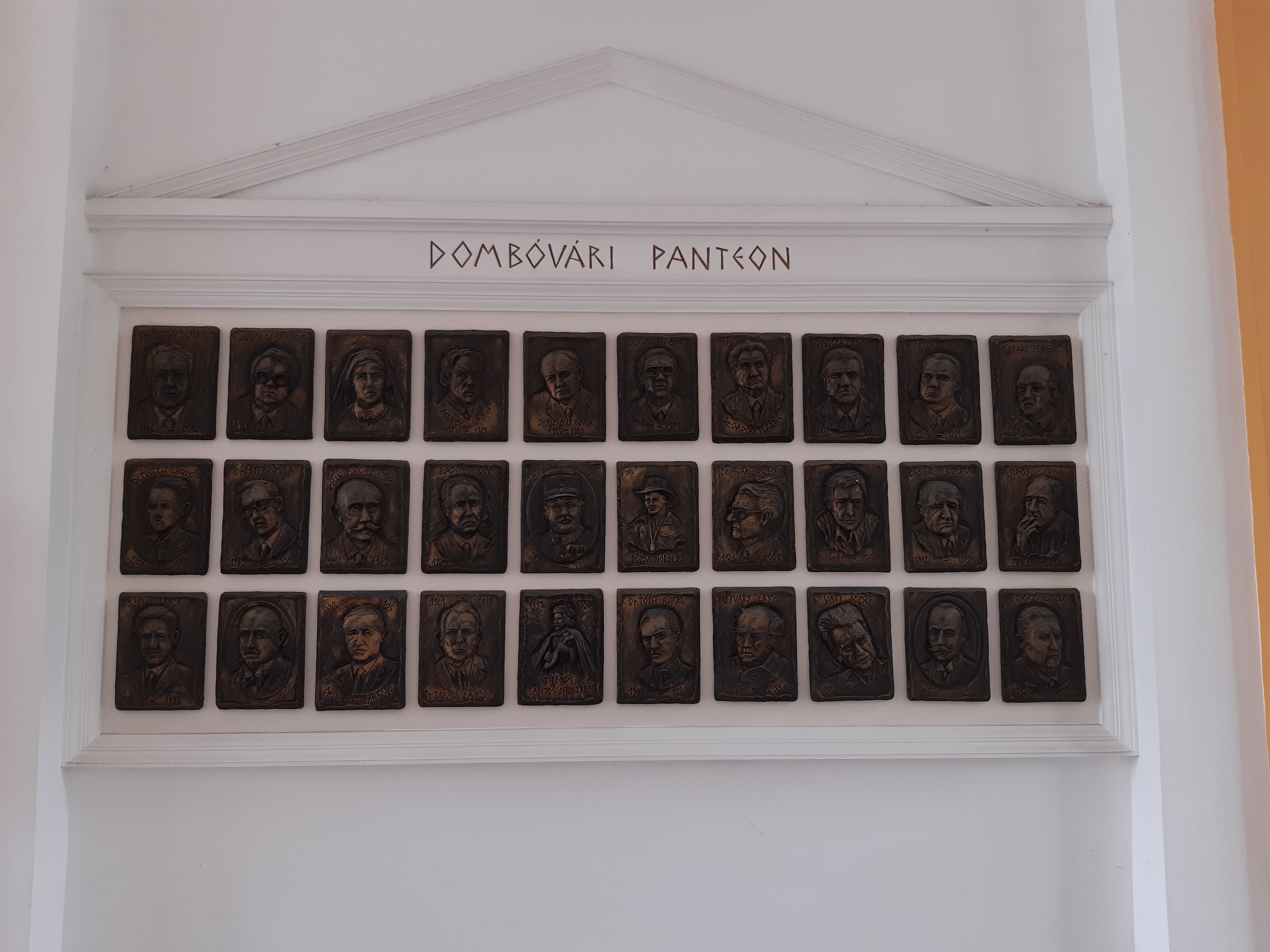
M - V

Két mellszobra található még a Dombóvári Illyés Gyula Gimnáziumban: Vér Vencel és Szanyi István.
A Tinódi Házban található a Tinódi Lantos Sebestyén megsebesülése kompozíció és a Majoros portré.
Pannoniai polgárváros, Dombó Pál szobra - Dombóvári Helytörténeti Gyűjtemény
Mindszenty József bíboros-hercegprímás mellszobra a Szent Orsolya-rendi Iskolaközpont udvarán

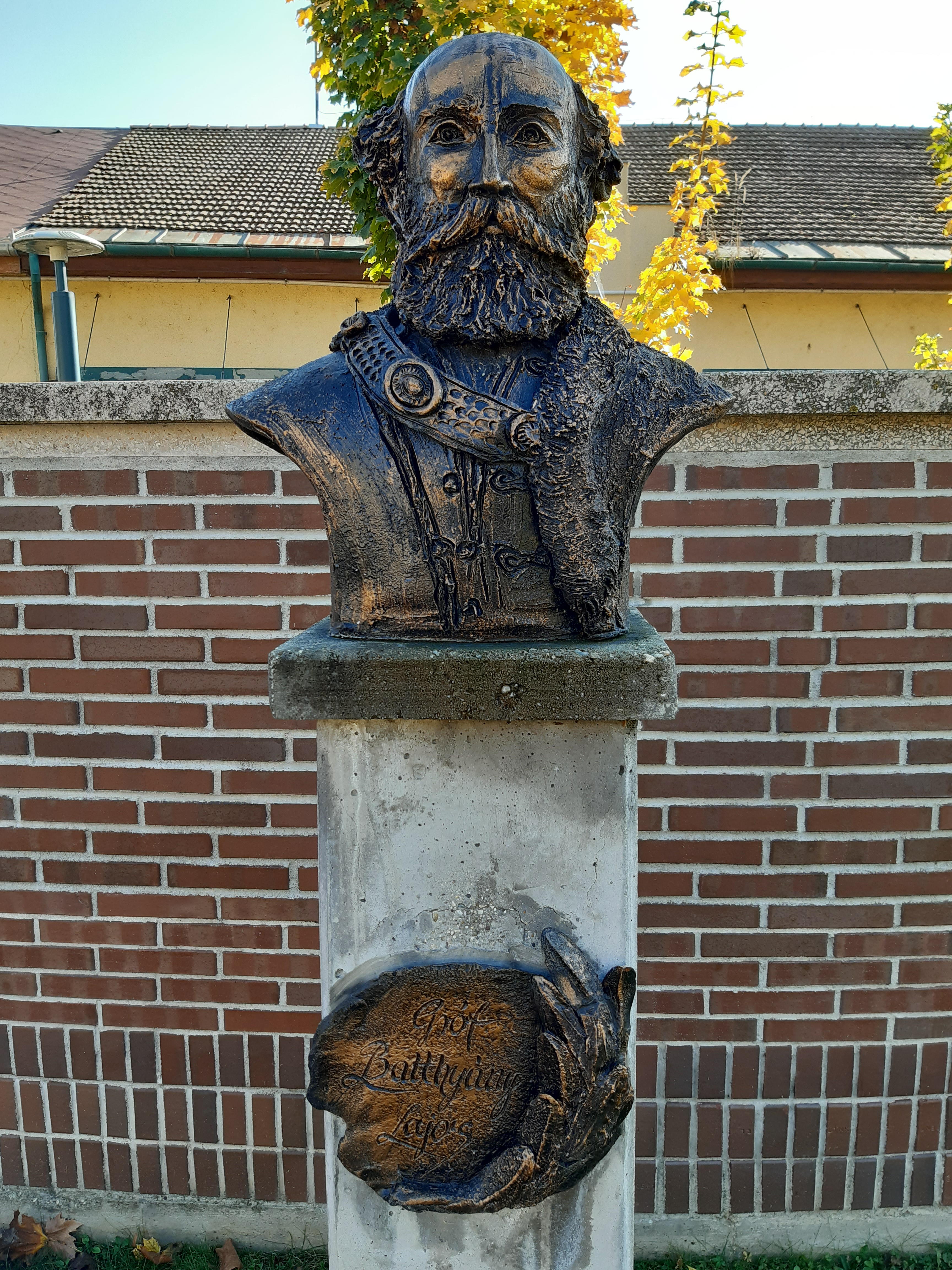
gróf Batthyány Lajos mellszobor
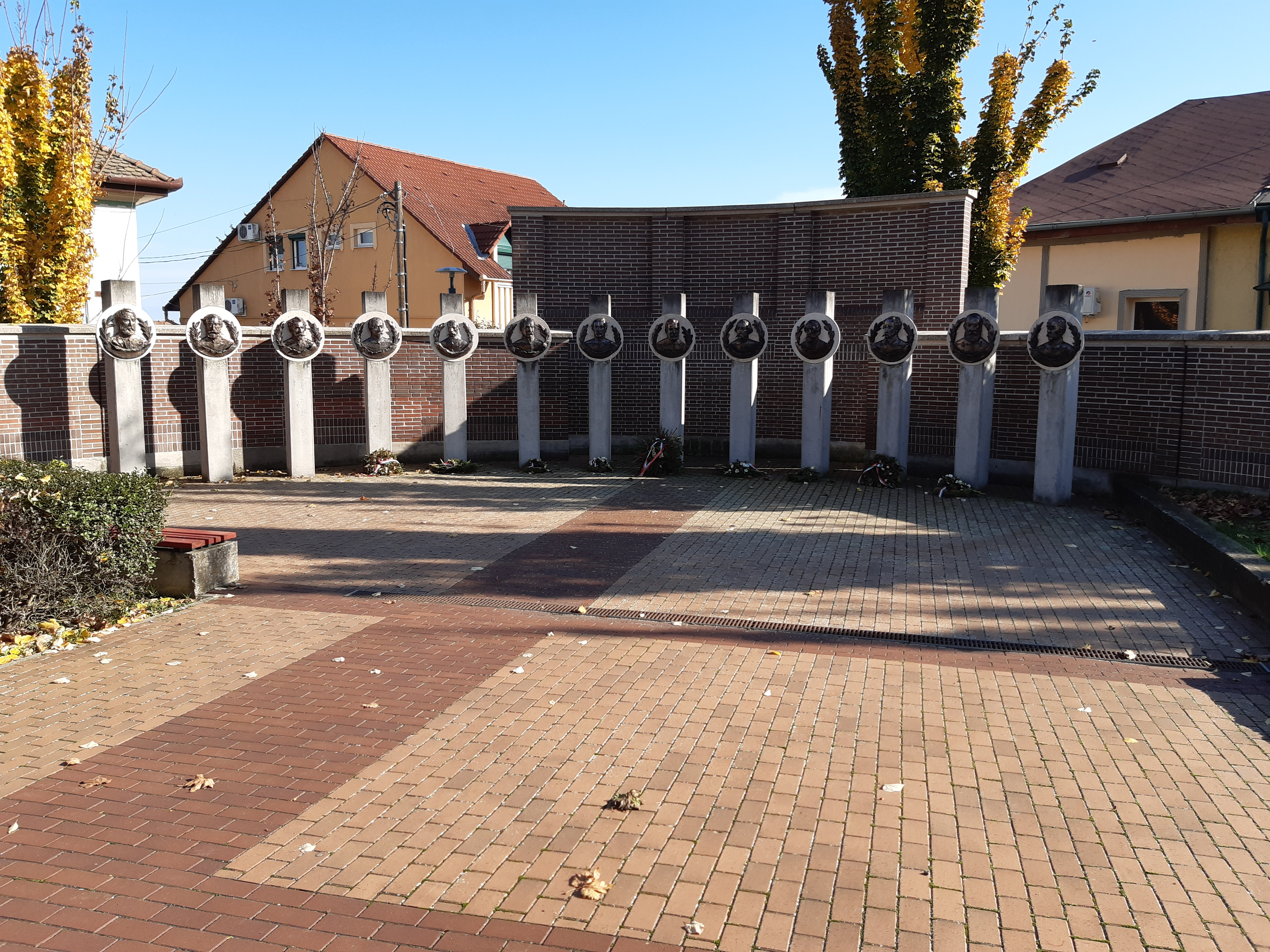
Aradi 13 vértanú dombormű
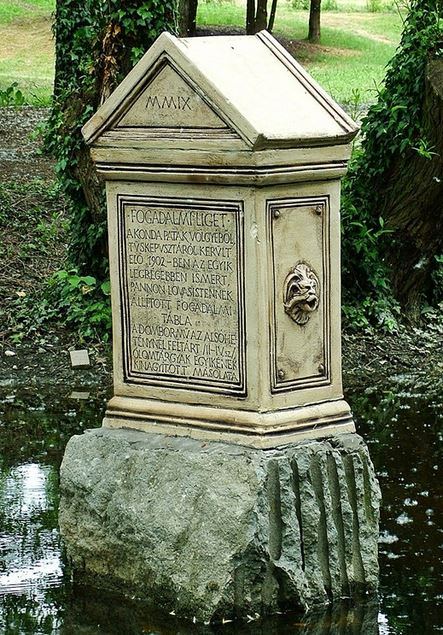
Pannon lovas Isten dombormű
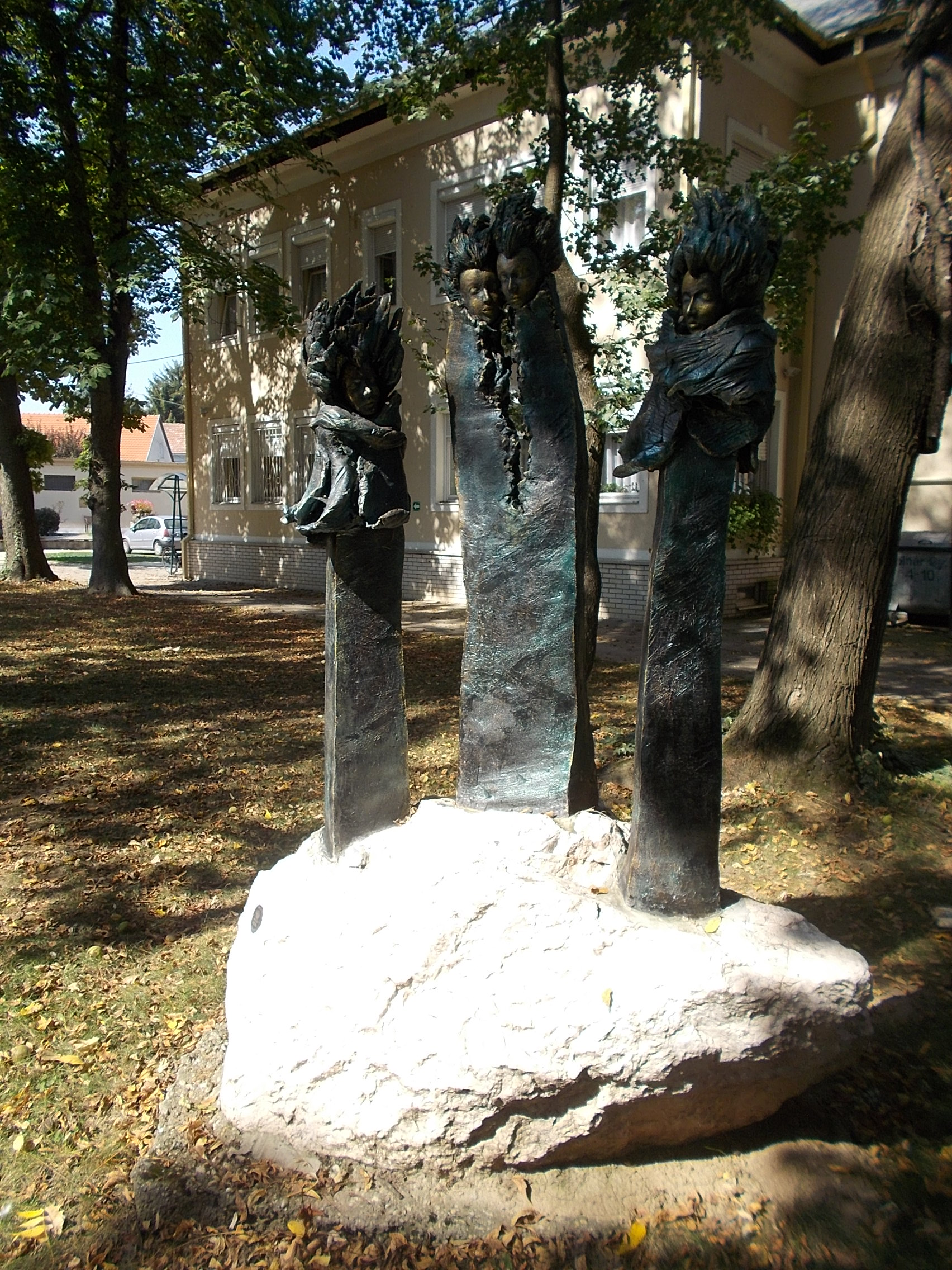
Álmodozók
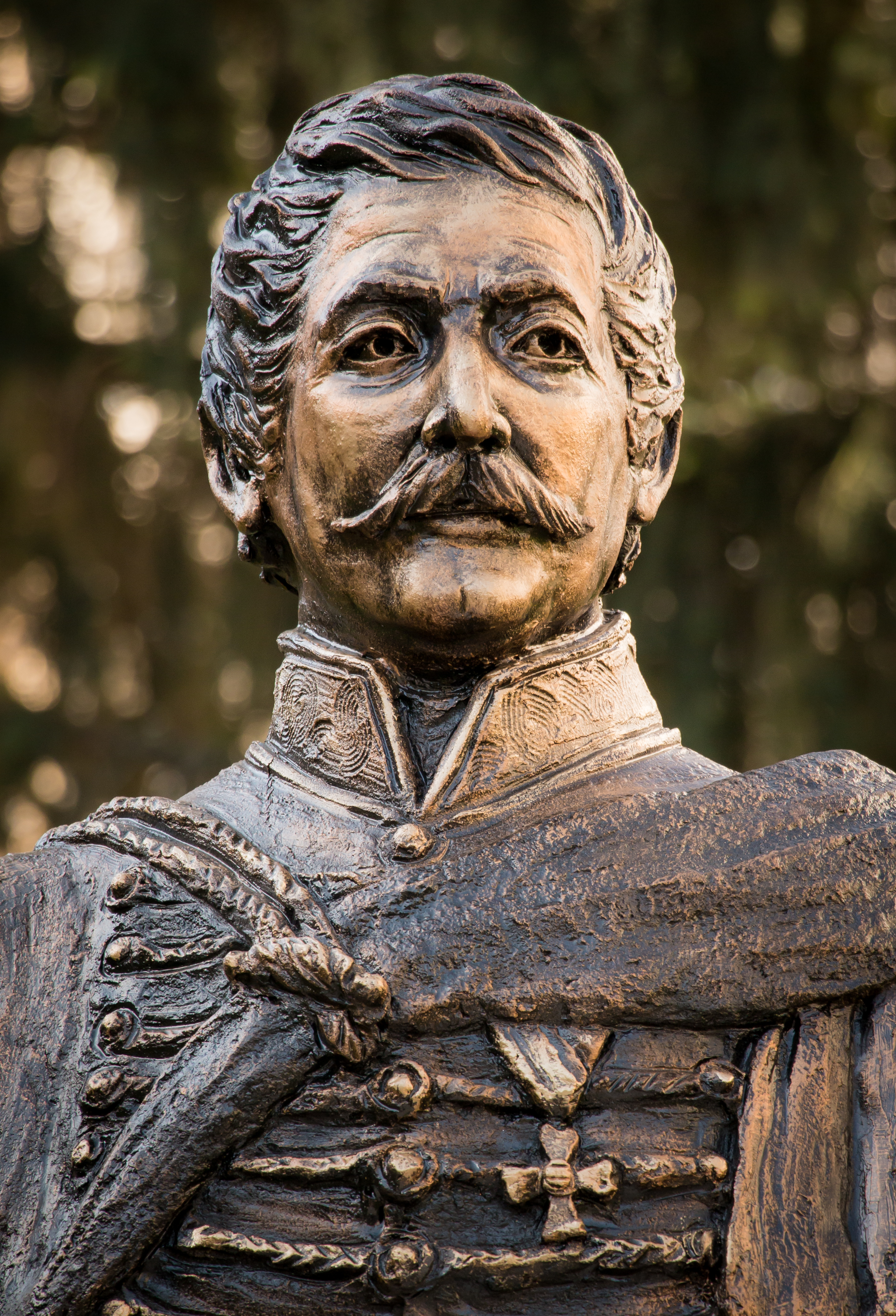
Franjo Vlašić mellszobor
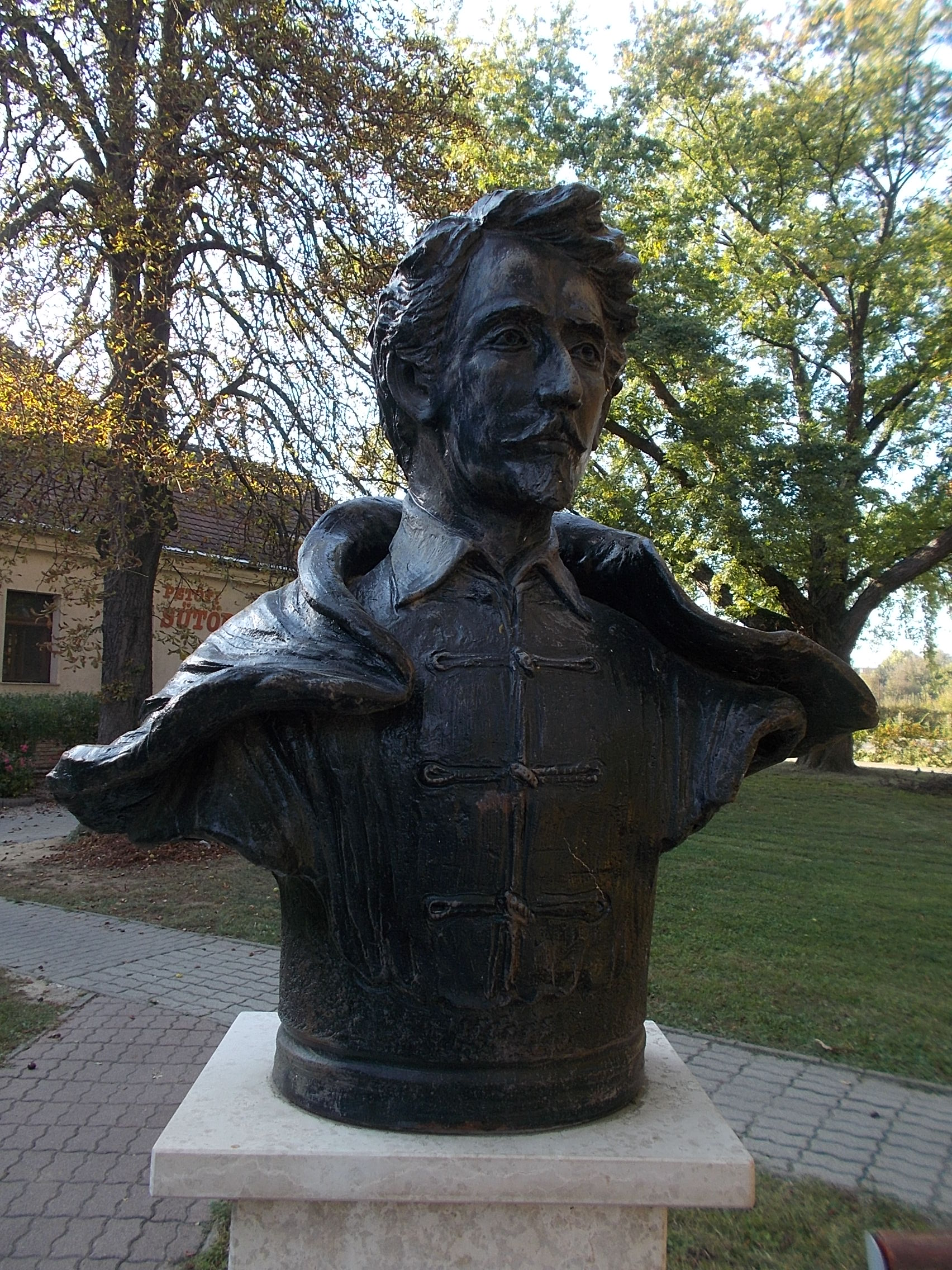
Petőfi mellszobor
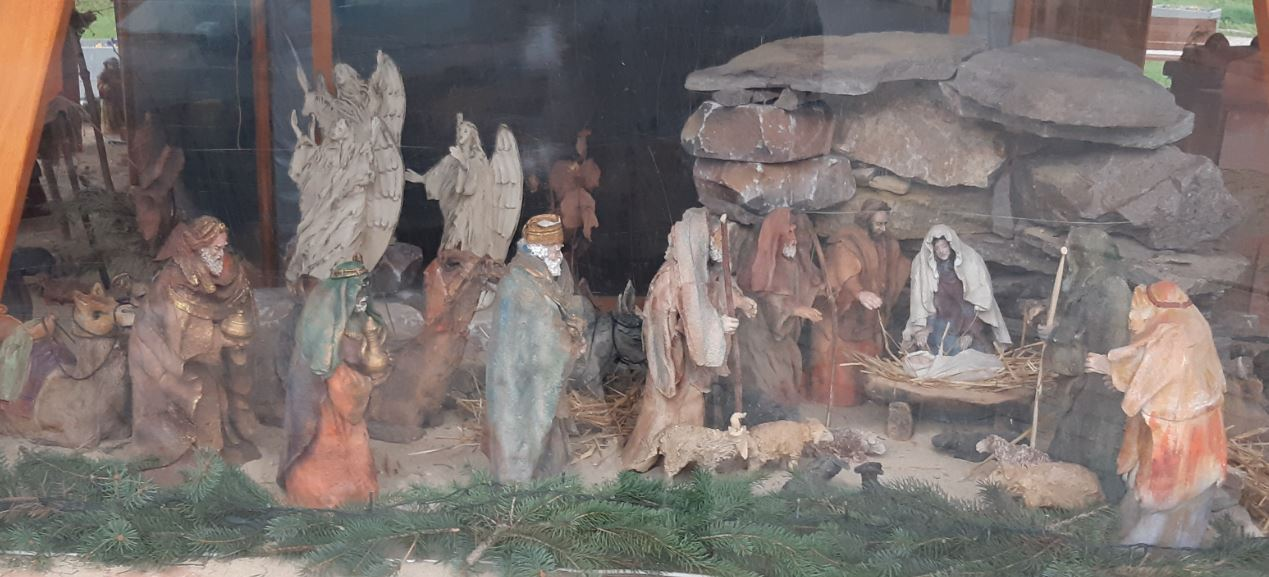
Betlehemi kompozíció
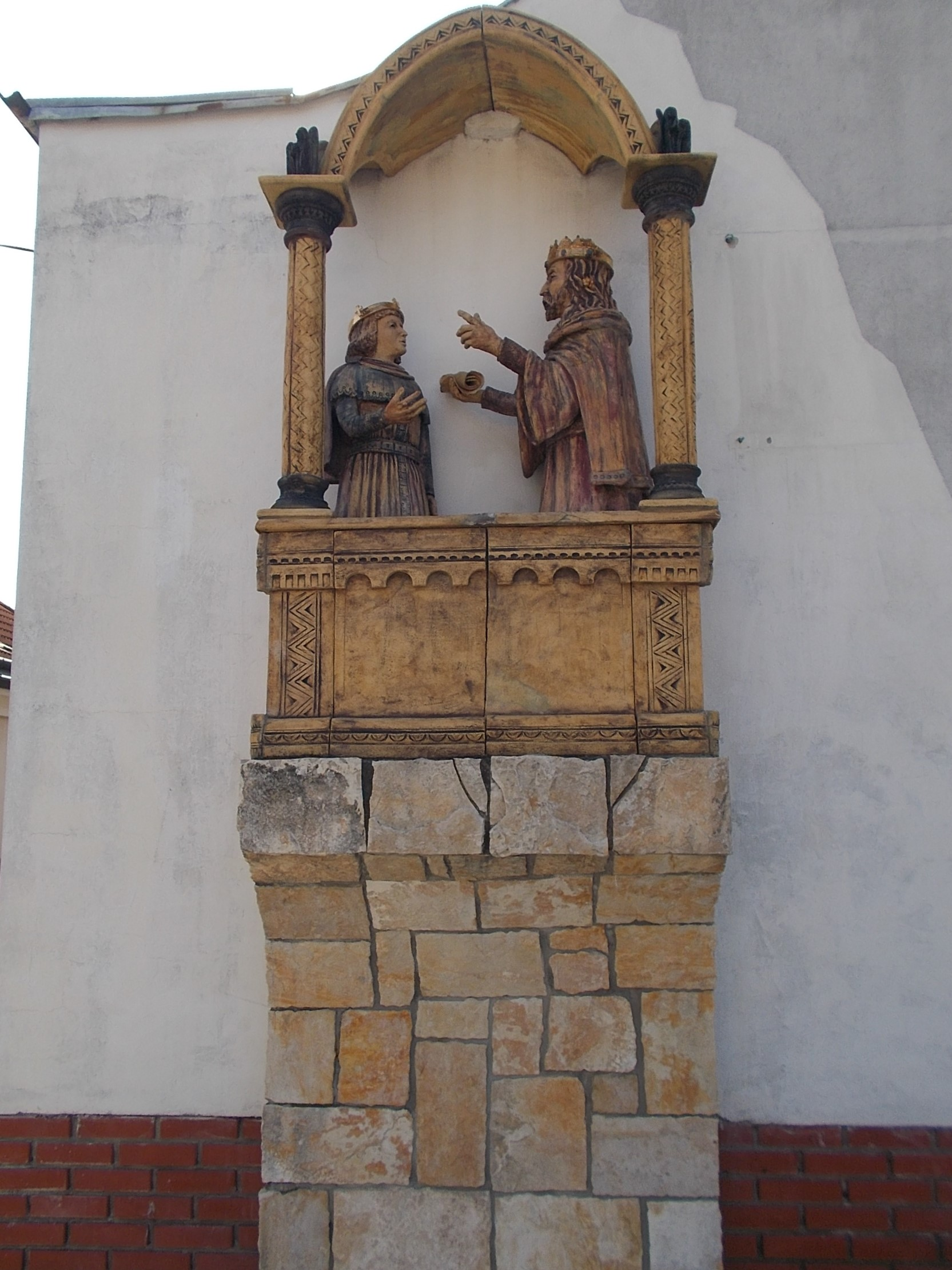
Szent István intelmei Imre fiához
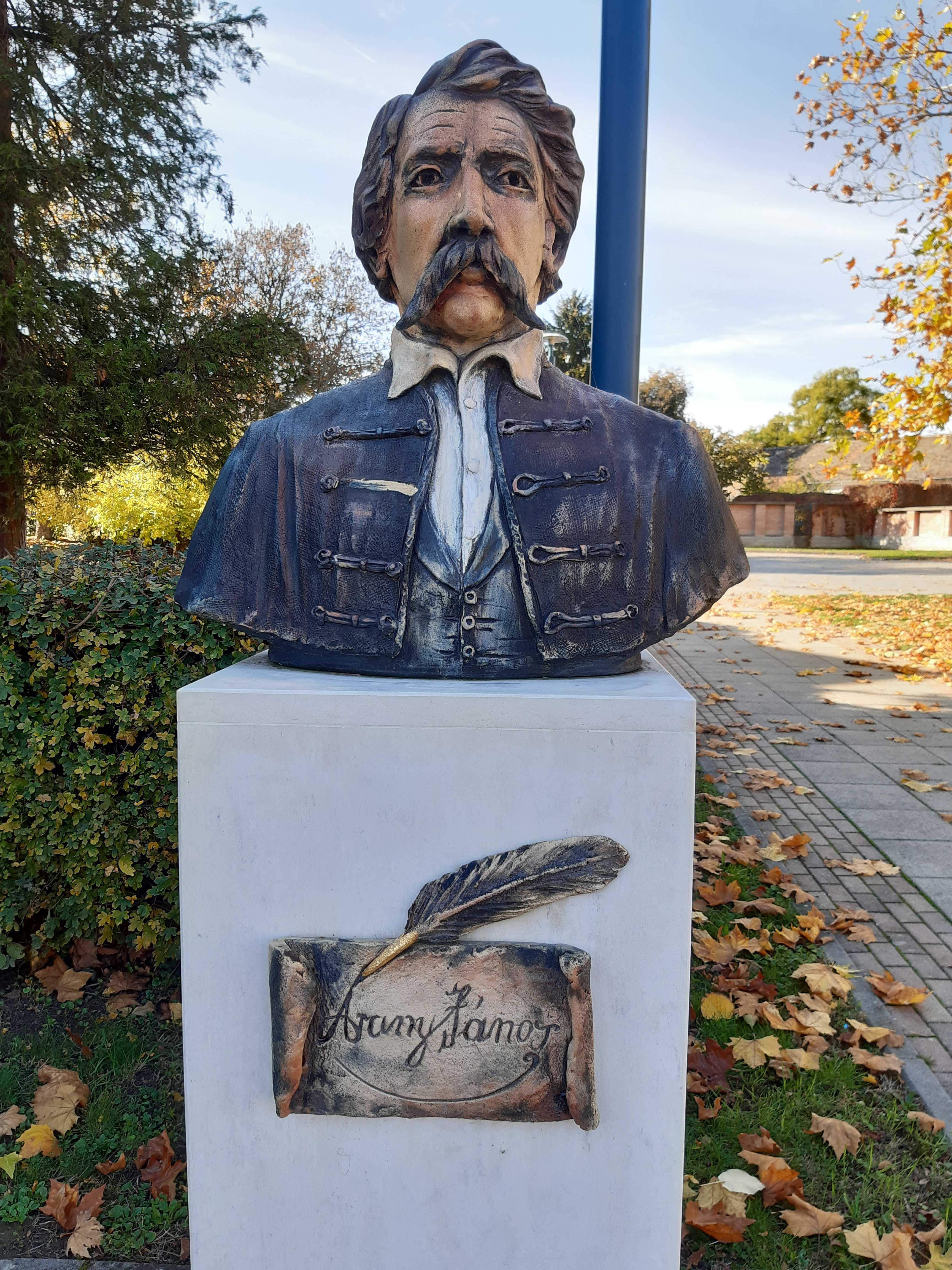
Arany János-szobor
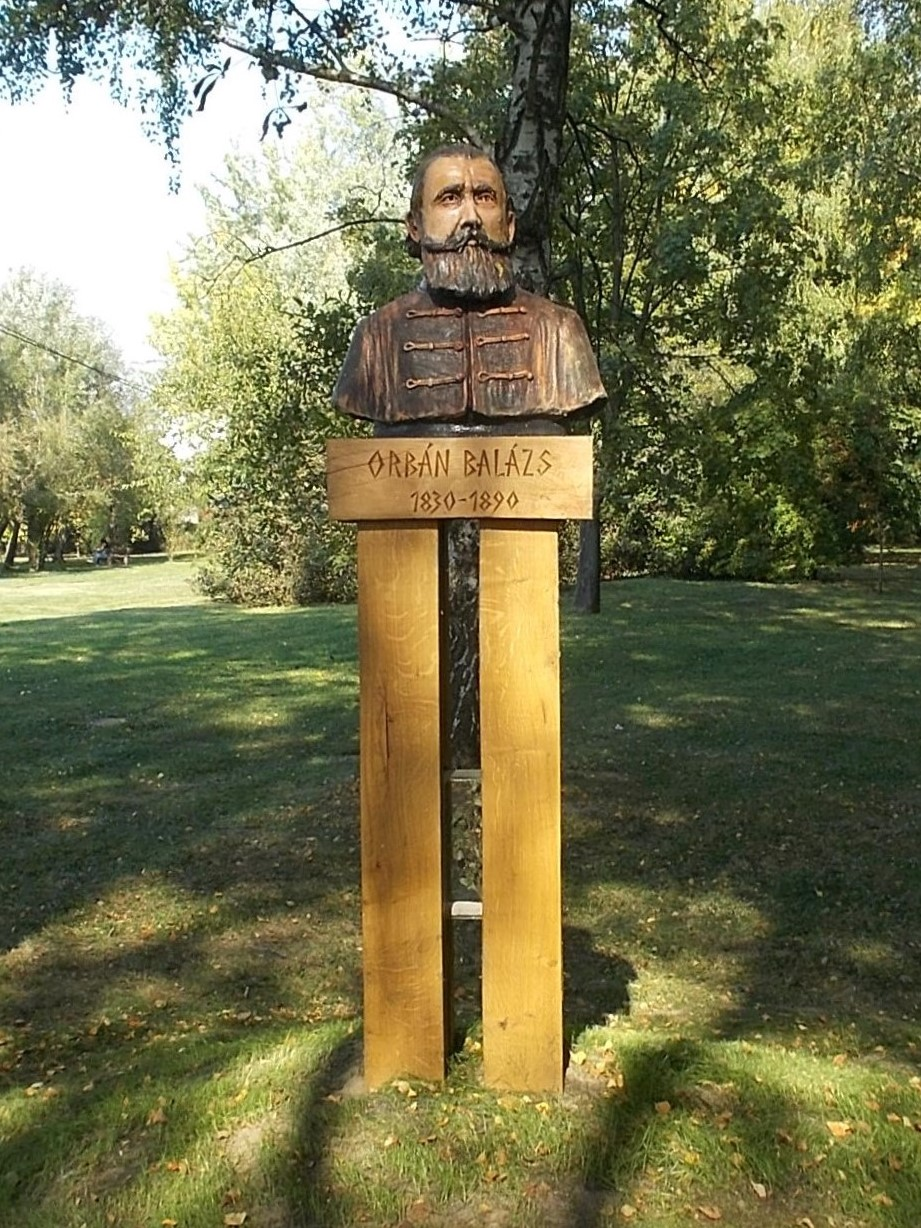
Orbán Balázs-szobor
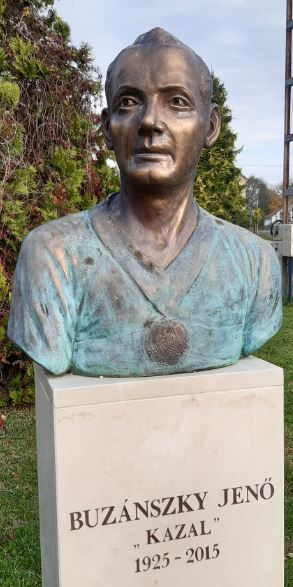
Buzánszky Jenő mellszobor
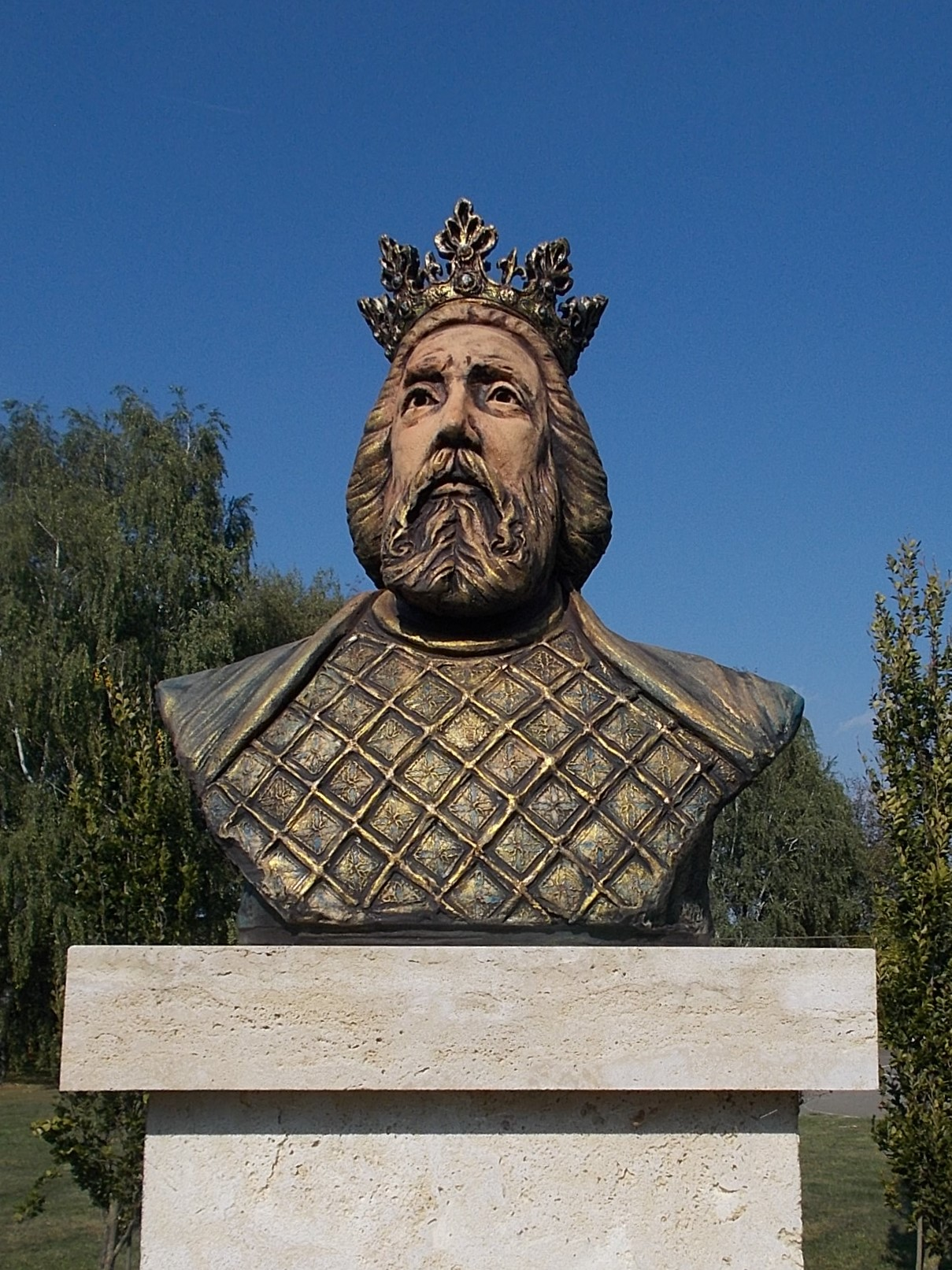
Szent László mellszobor
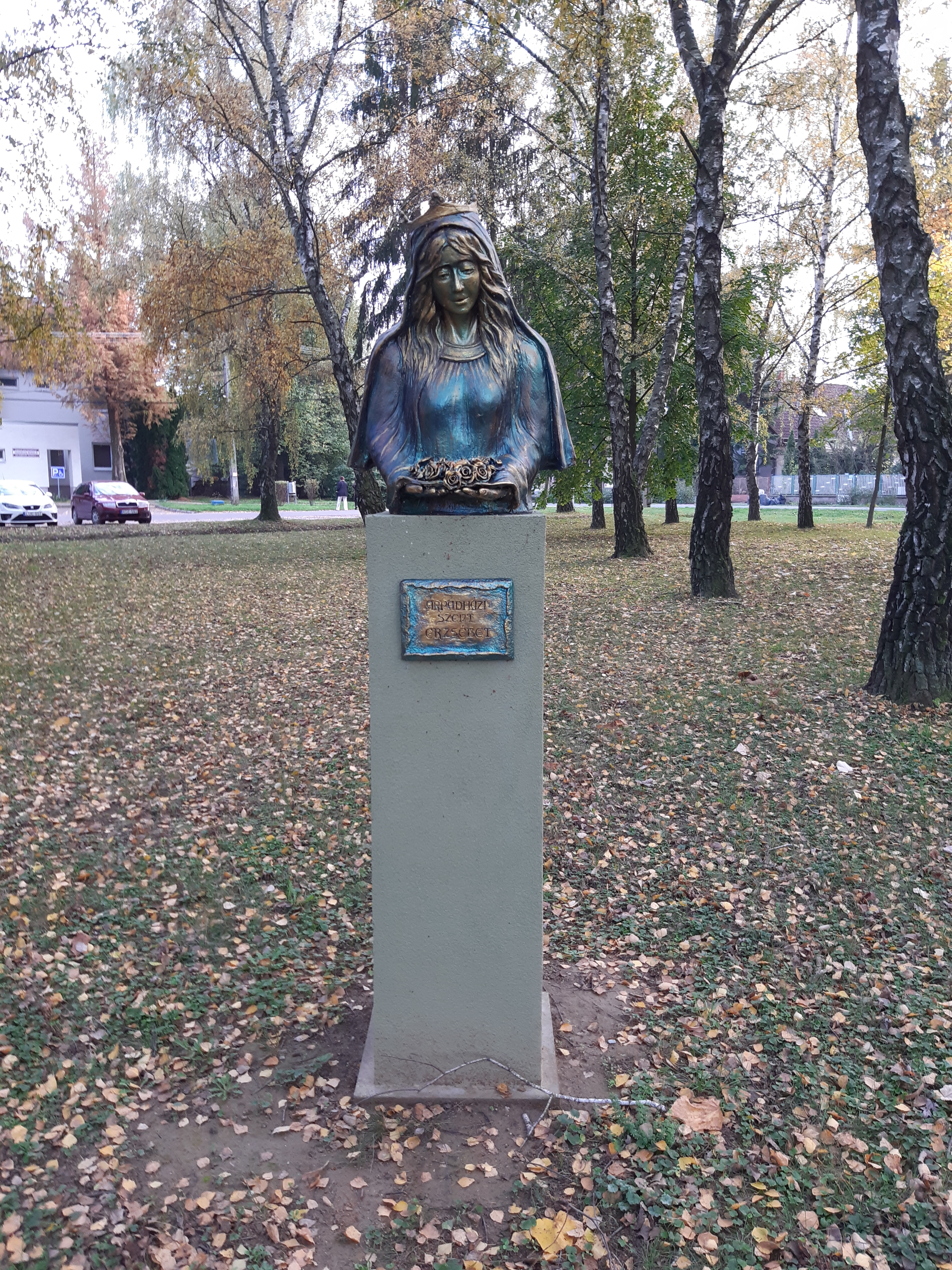
Árpád-házi Szent Erzsébet
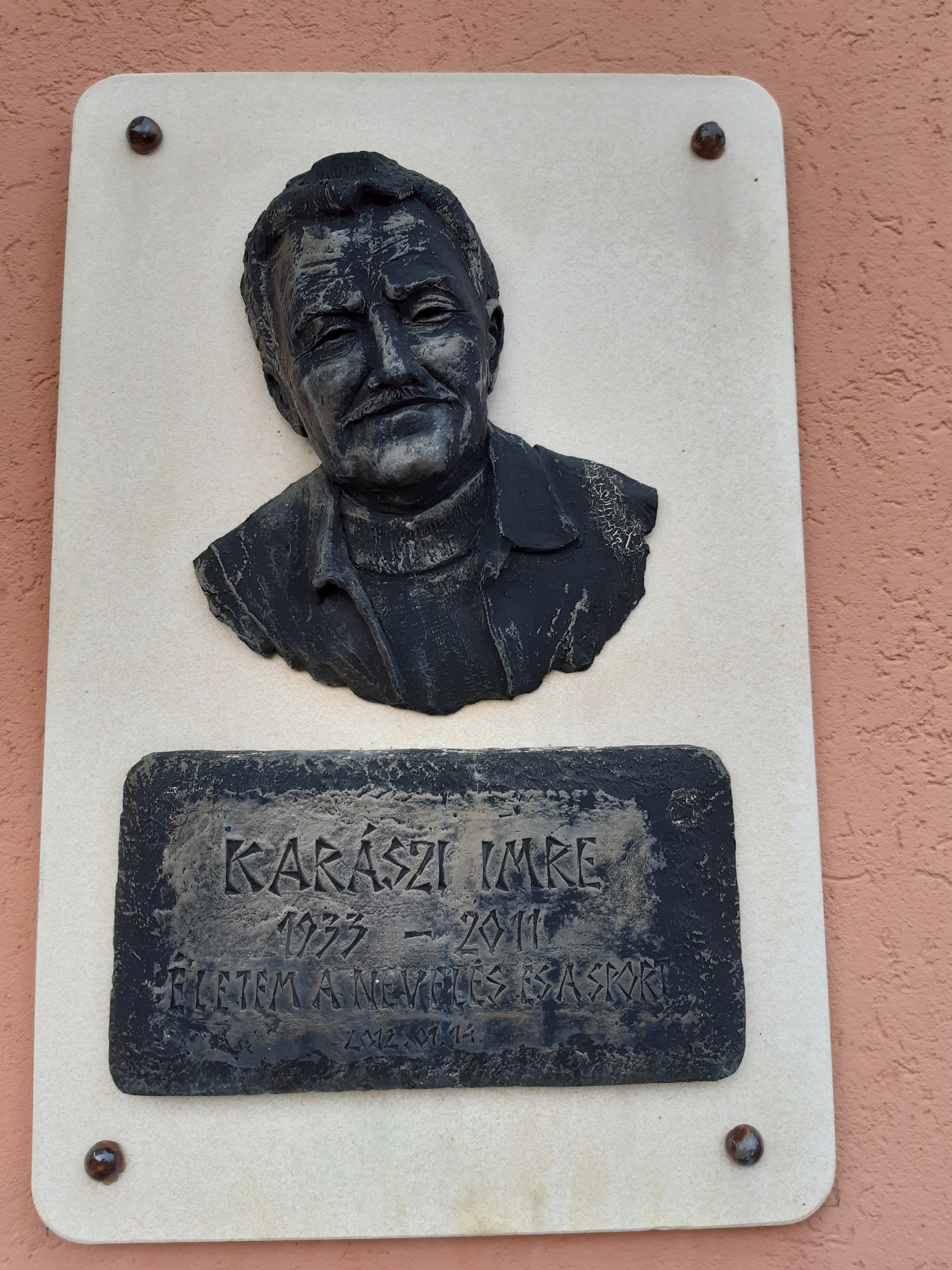
Karászi Imre dombormű
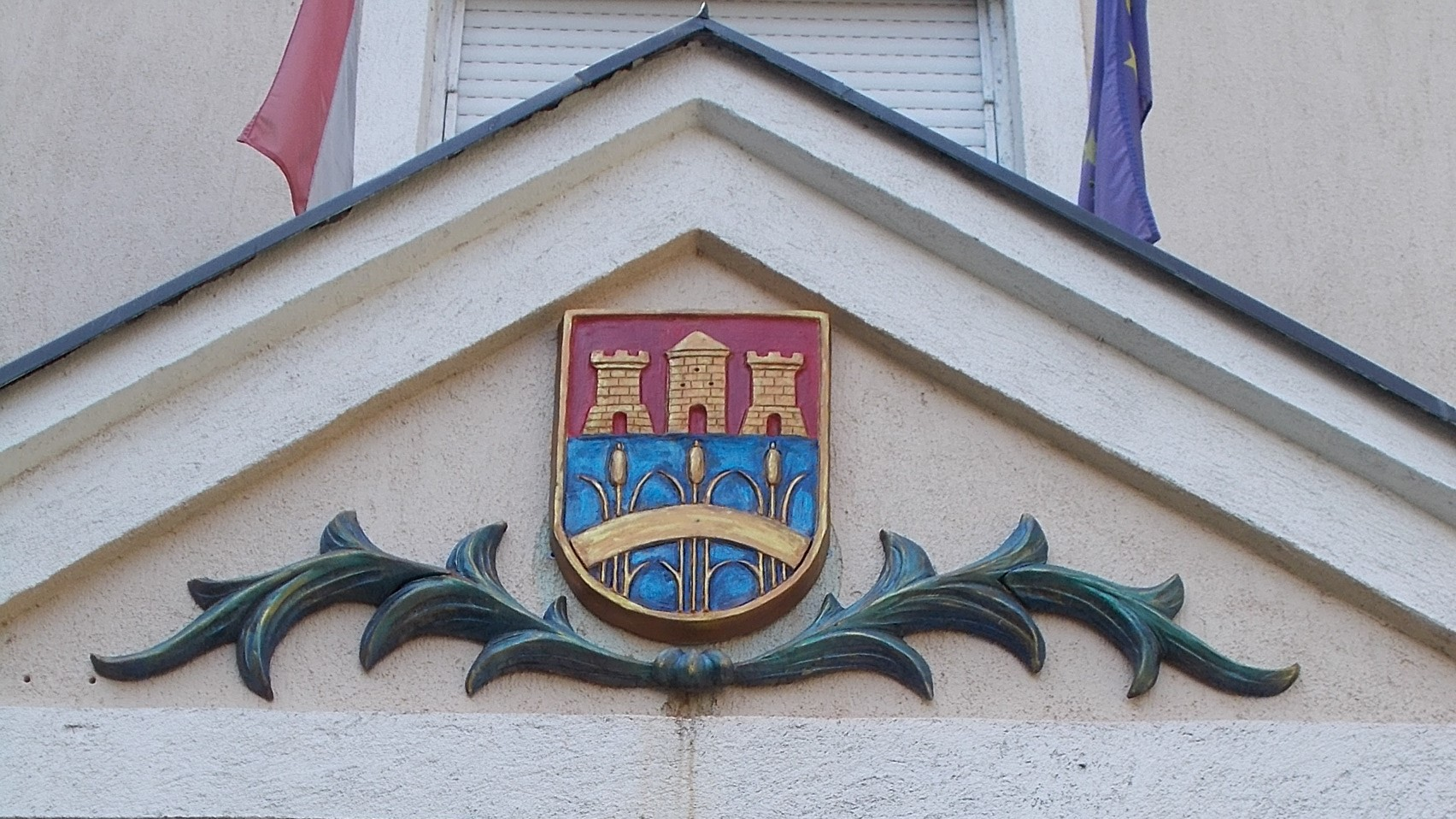
Városháza főbejárata

- A - K
- Dombóvári Pantheon - 2012[65]
- M - V

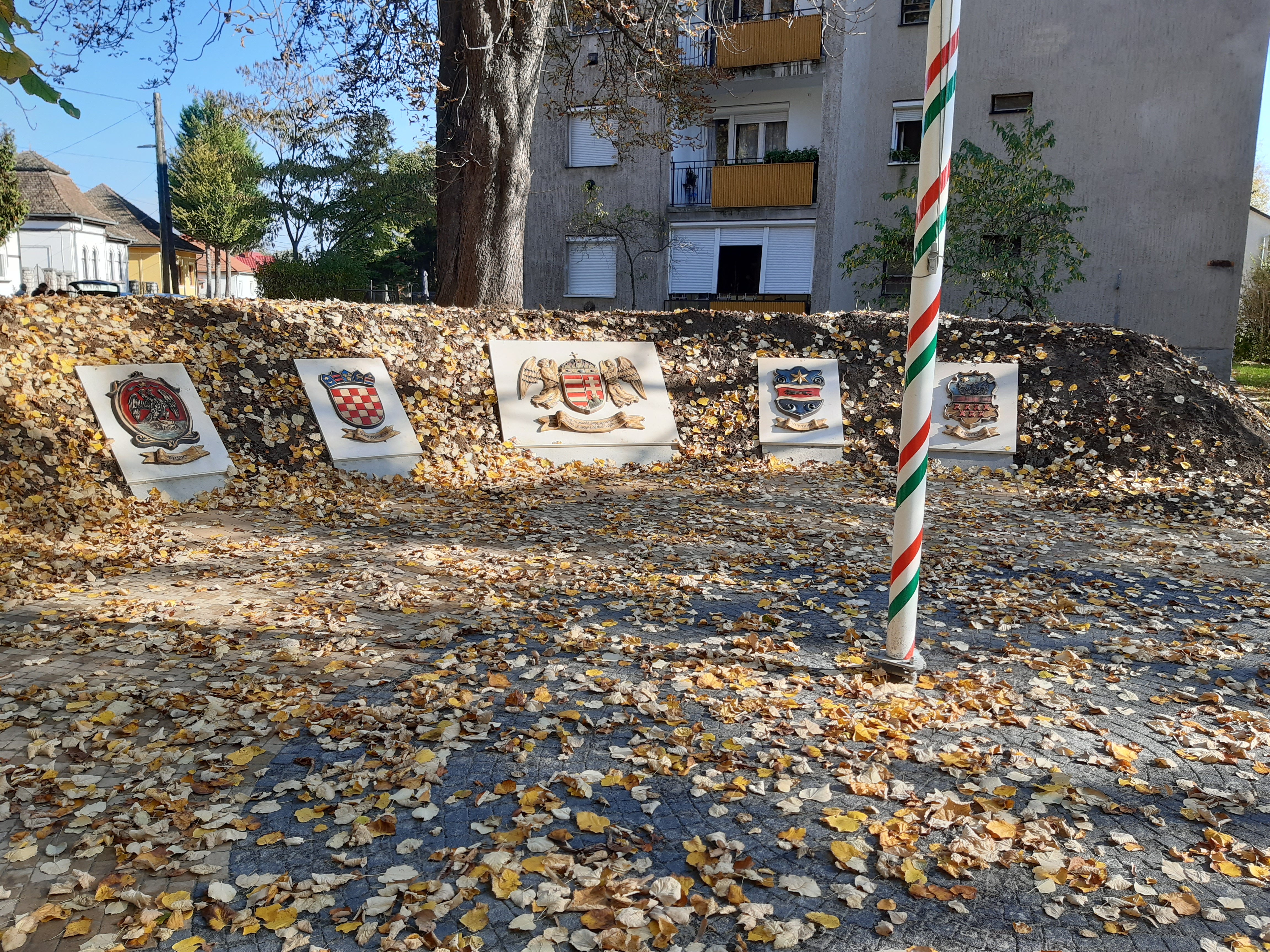
Nemzeti Összetartozás tere
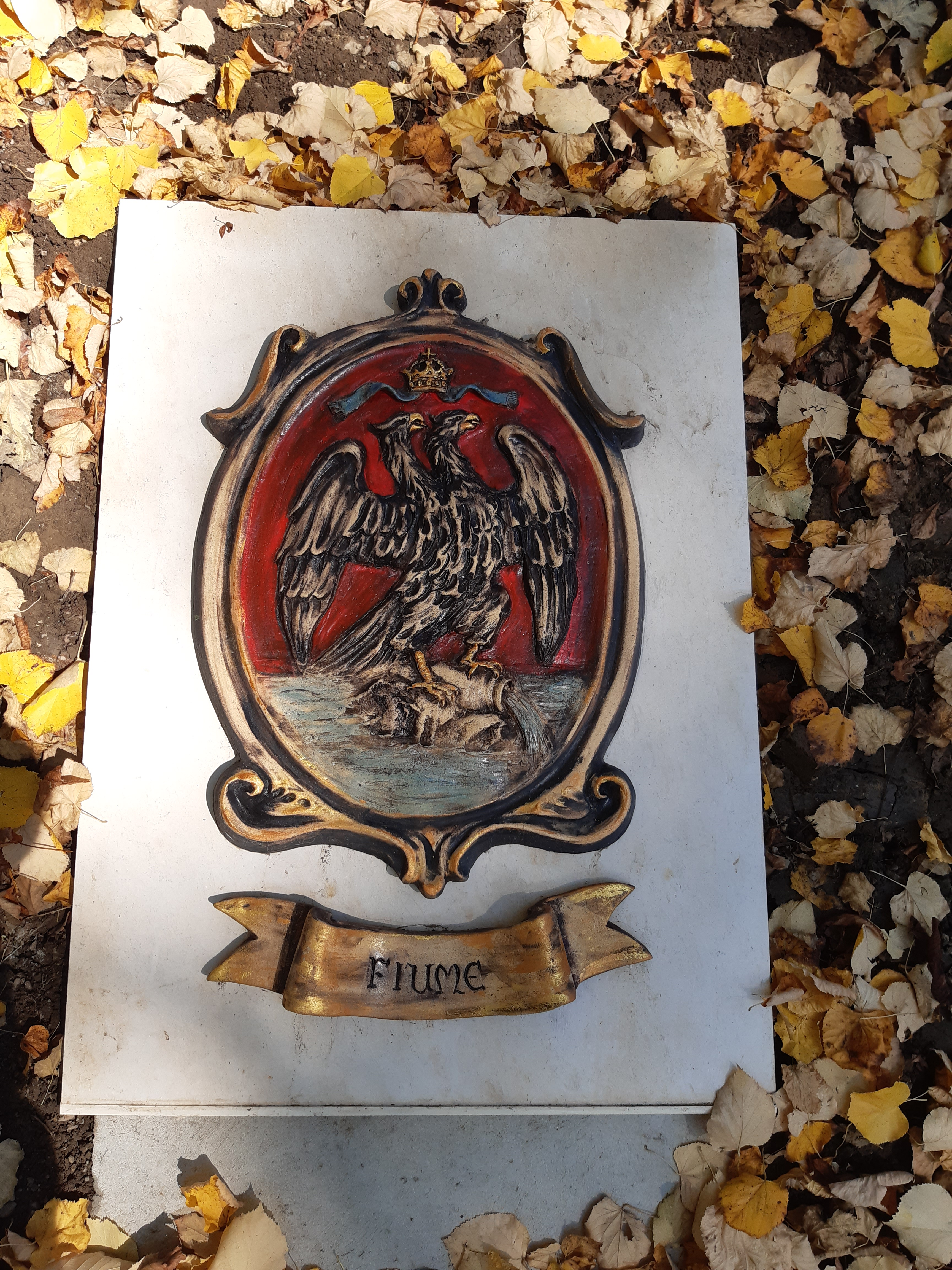
Fiume
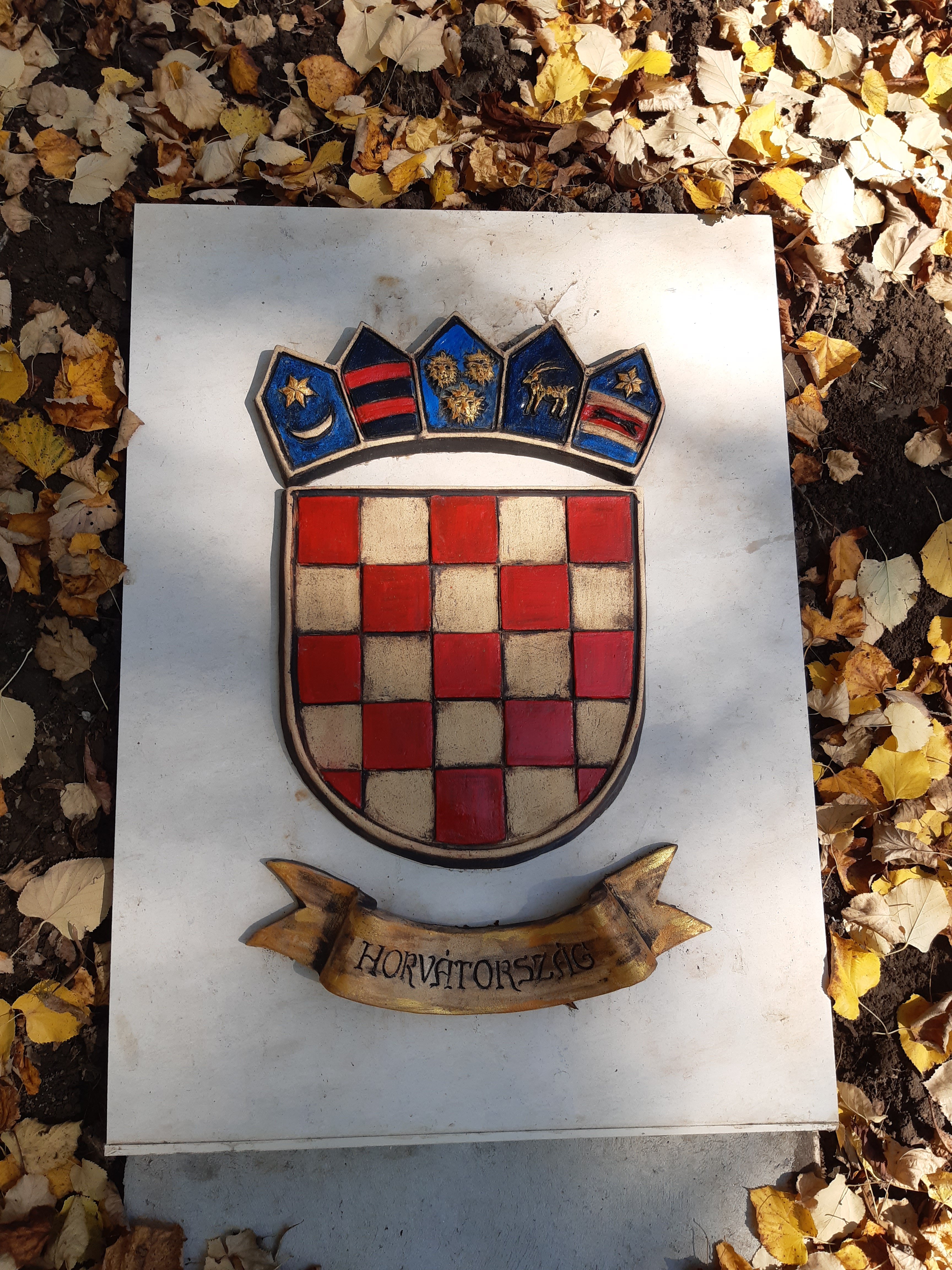
Horvátország
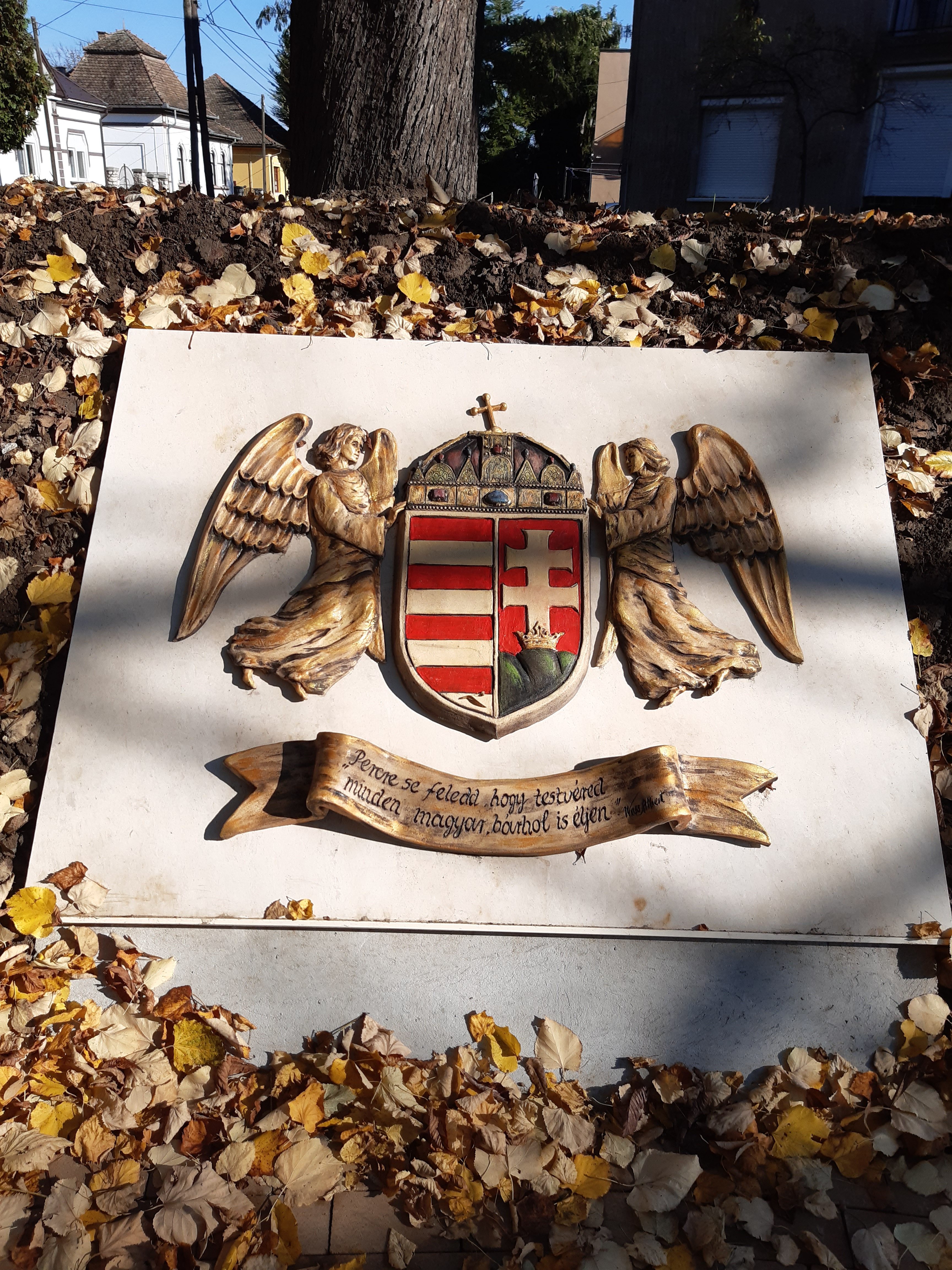
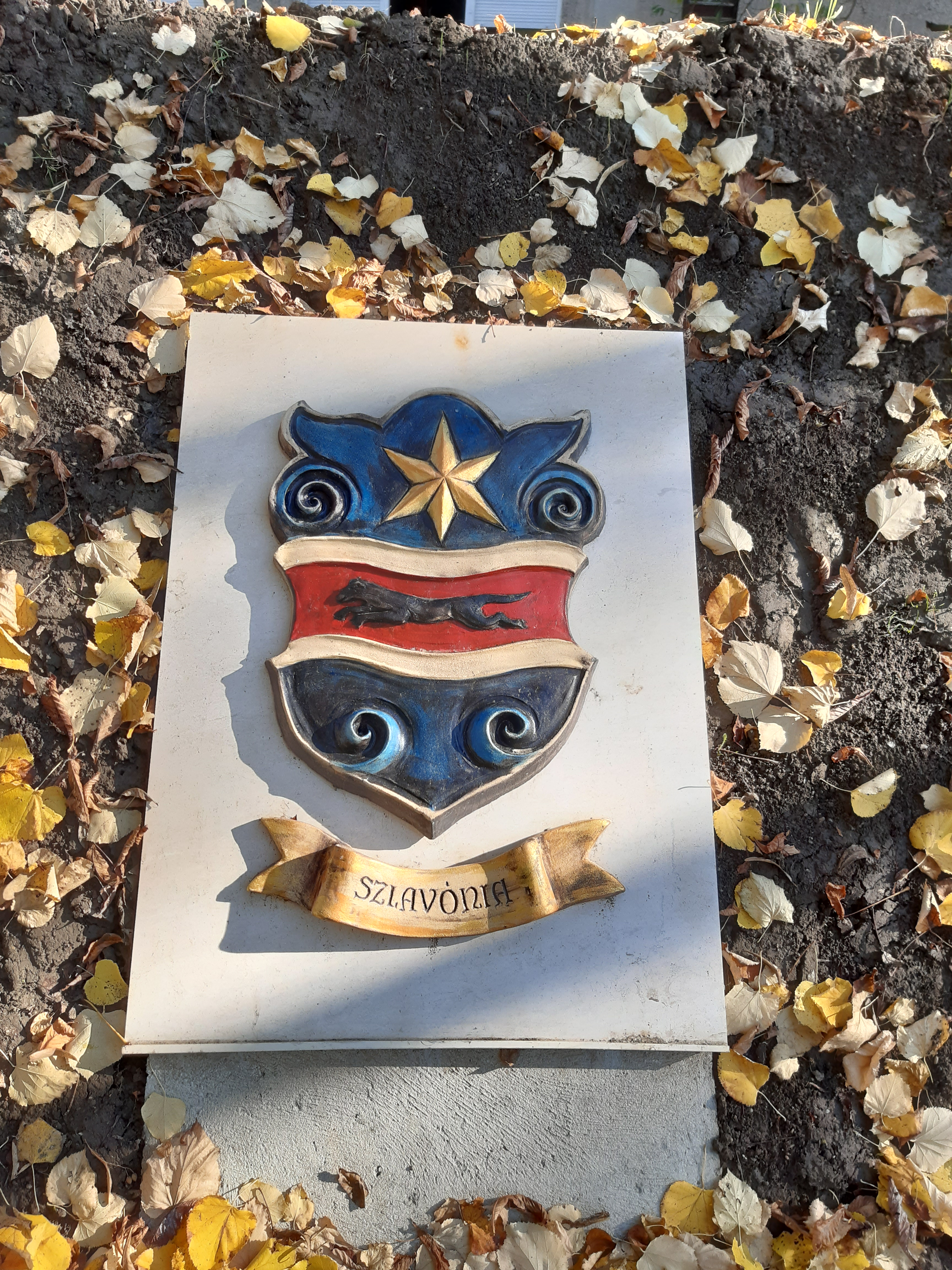
Szlavónia
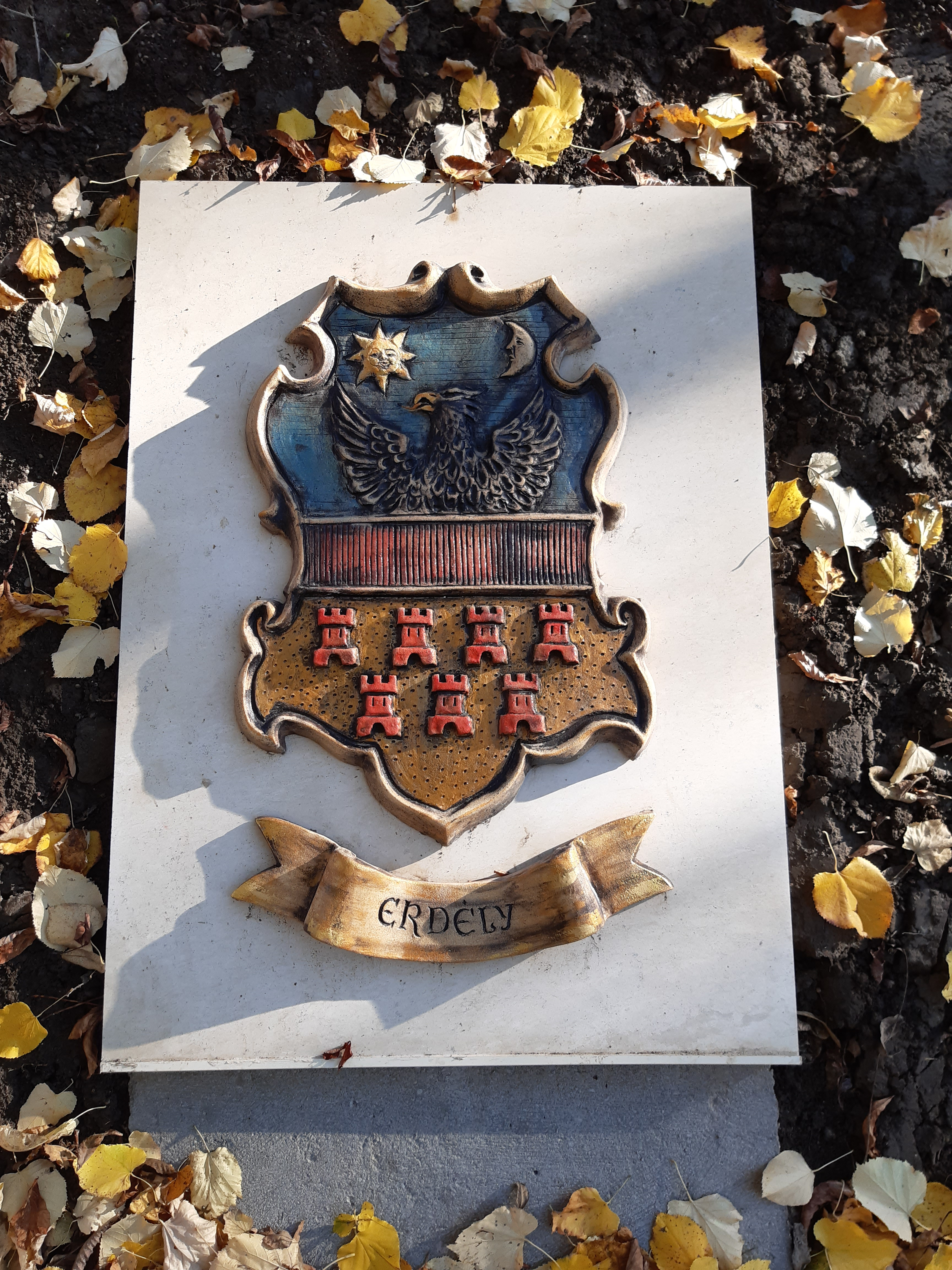
Erdély
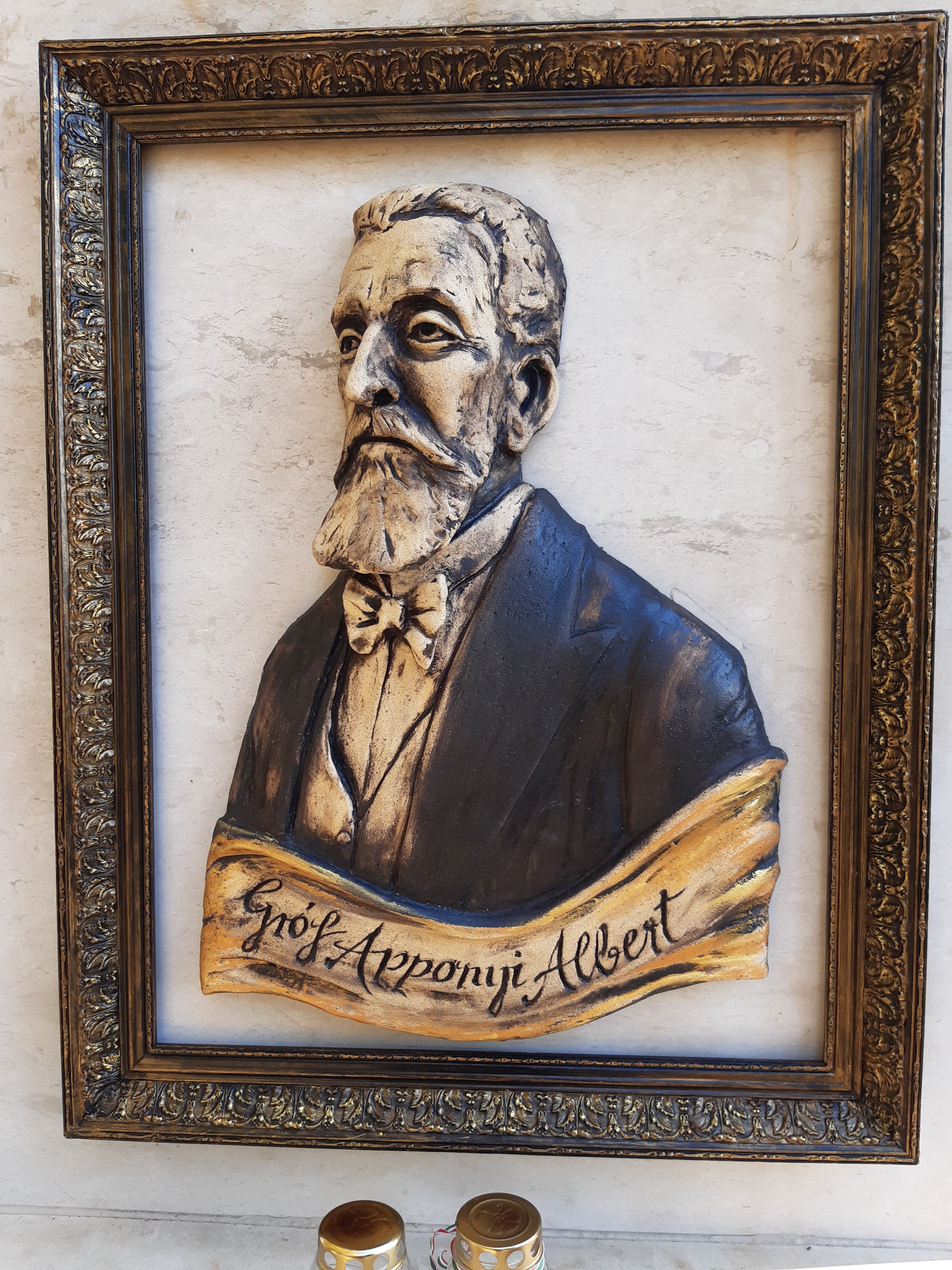
gróf Apponyi Albert

### Virág Kristóf

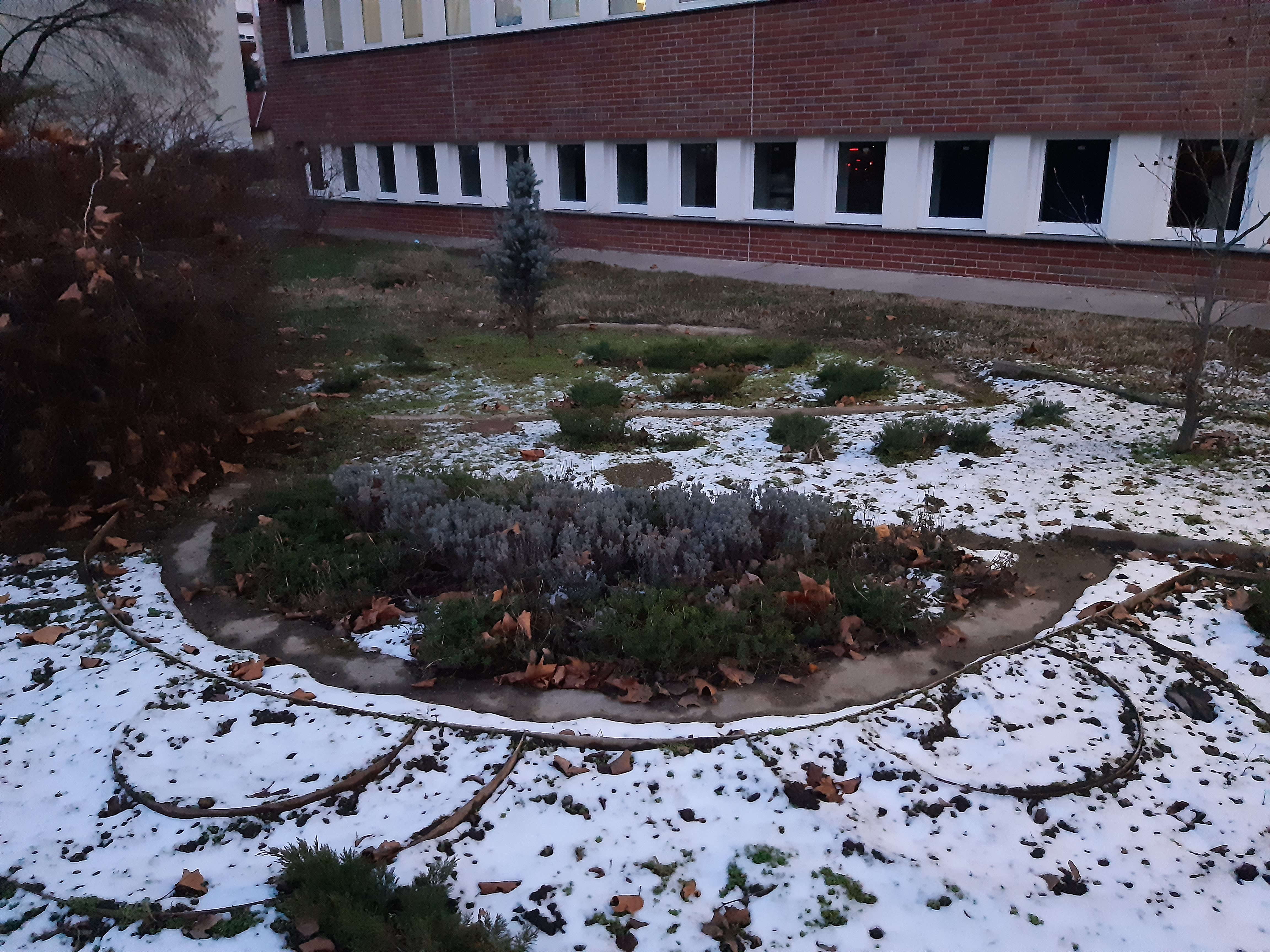
Testvérvárosaink domb

A dombóvári street art művész muráliái:
Dombóvári meseút:
Kristóf egyéb munkái:
Hírességek útja:

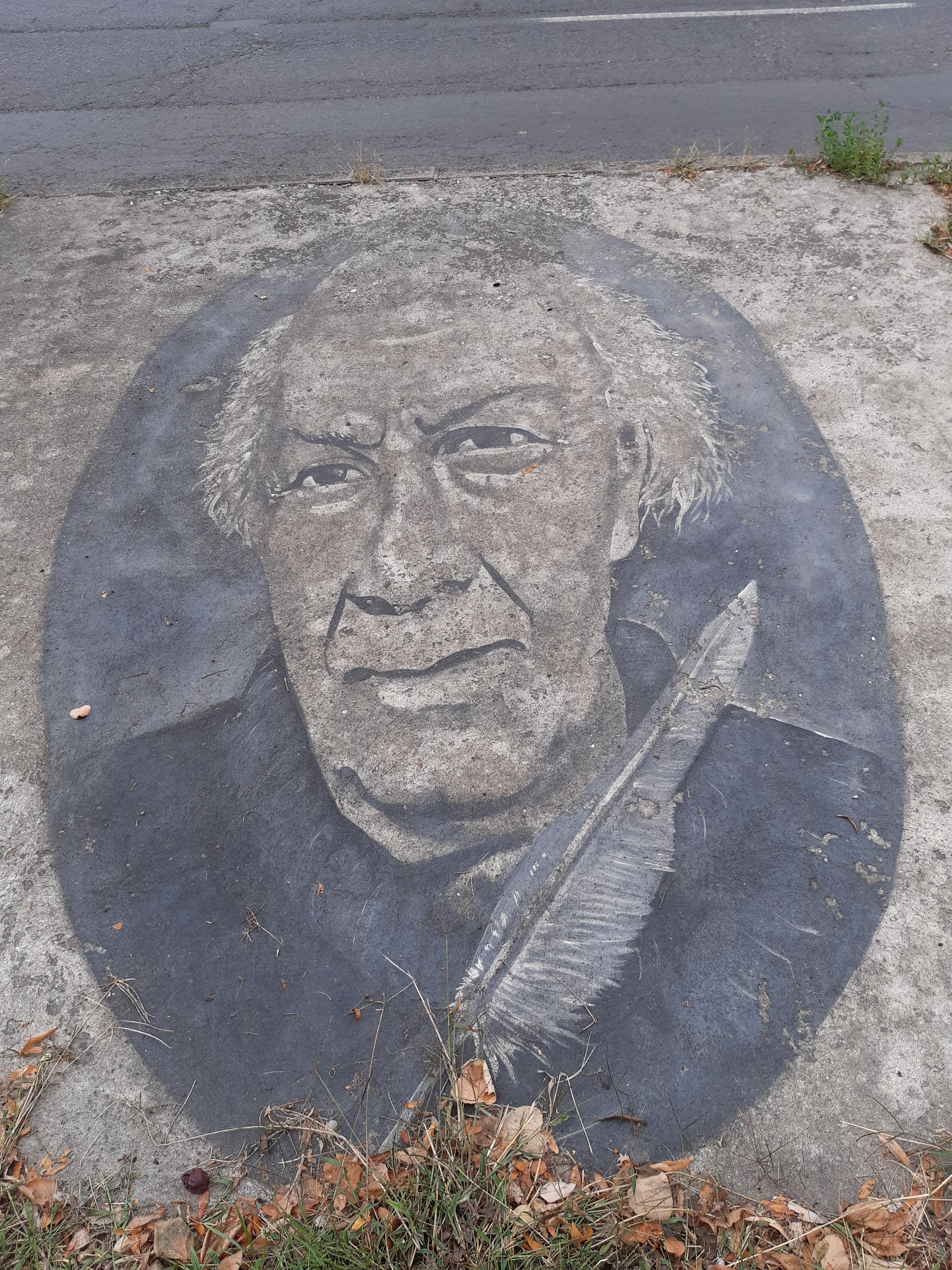
Illyés Gyula-grafitti
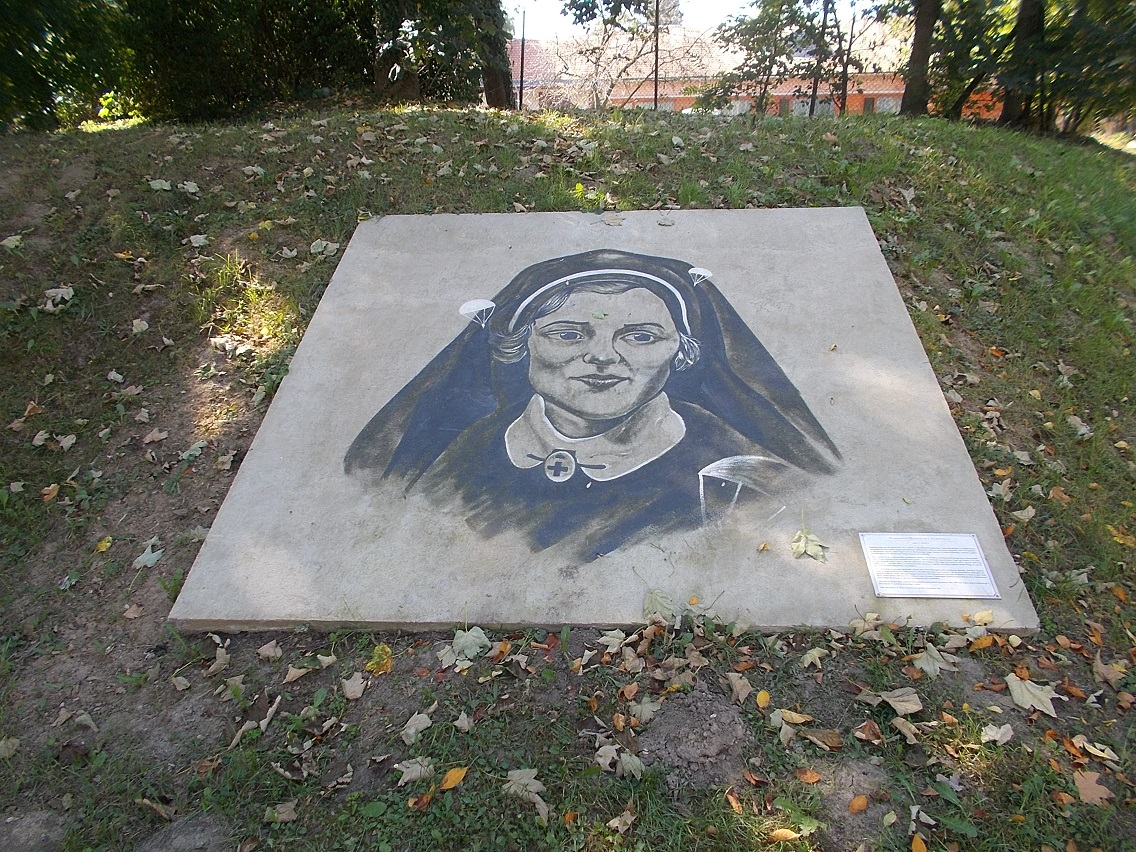
Medveczky Gabriella-grafitti
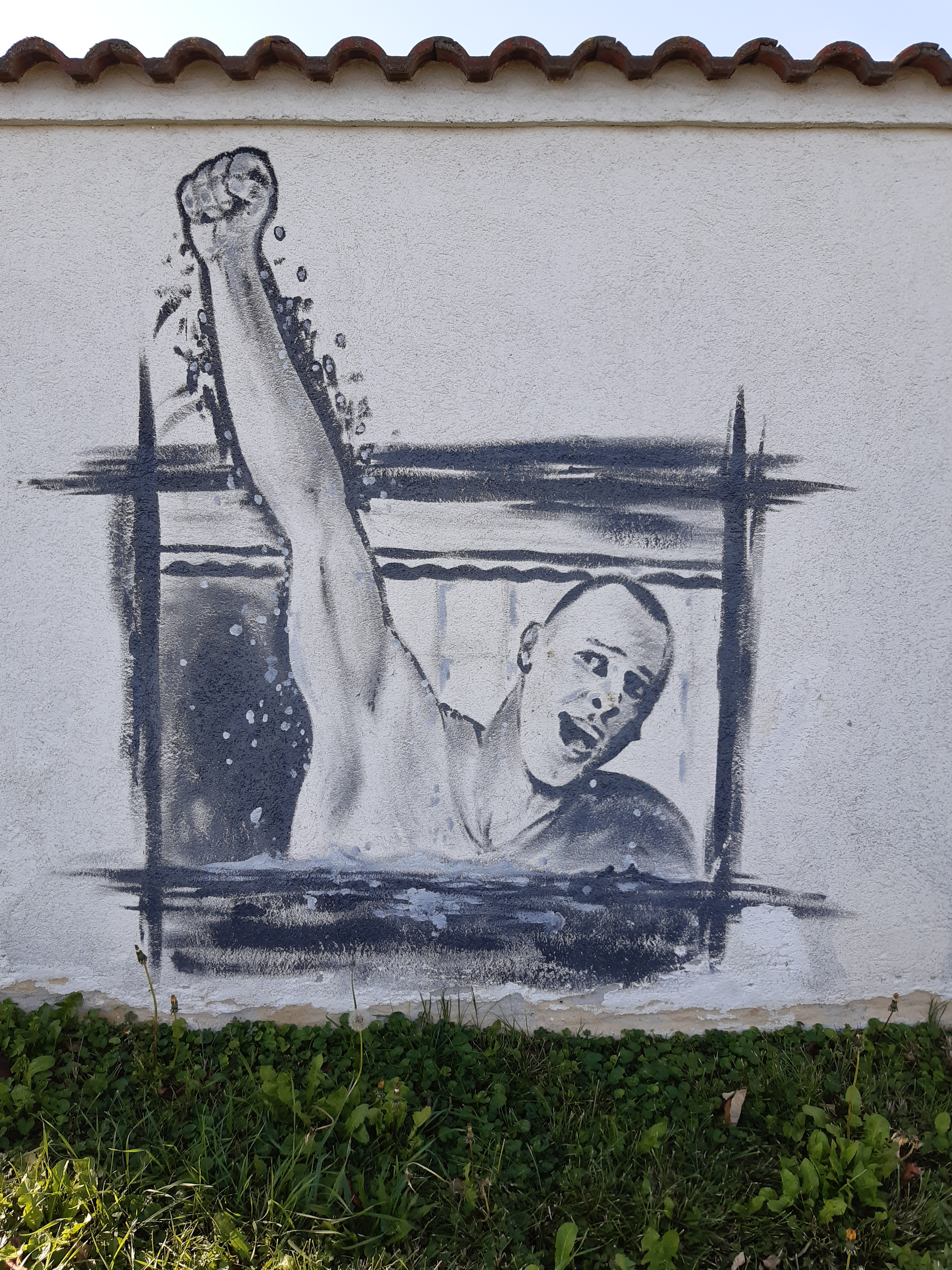
Rózsa Norbert-grafitti

- Testvérvárosaink domb[70]

## Nem minősülnek képzőművészeti alkotásnak

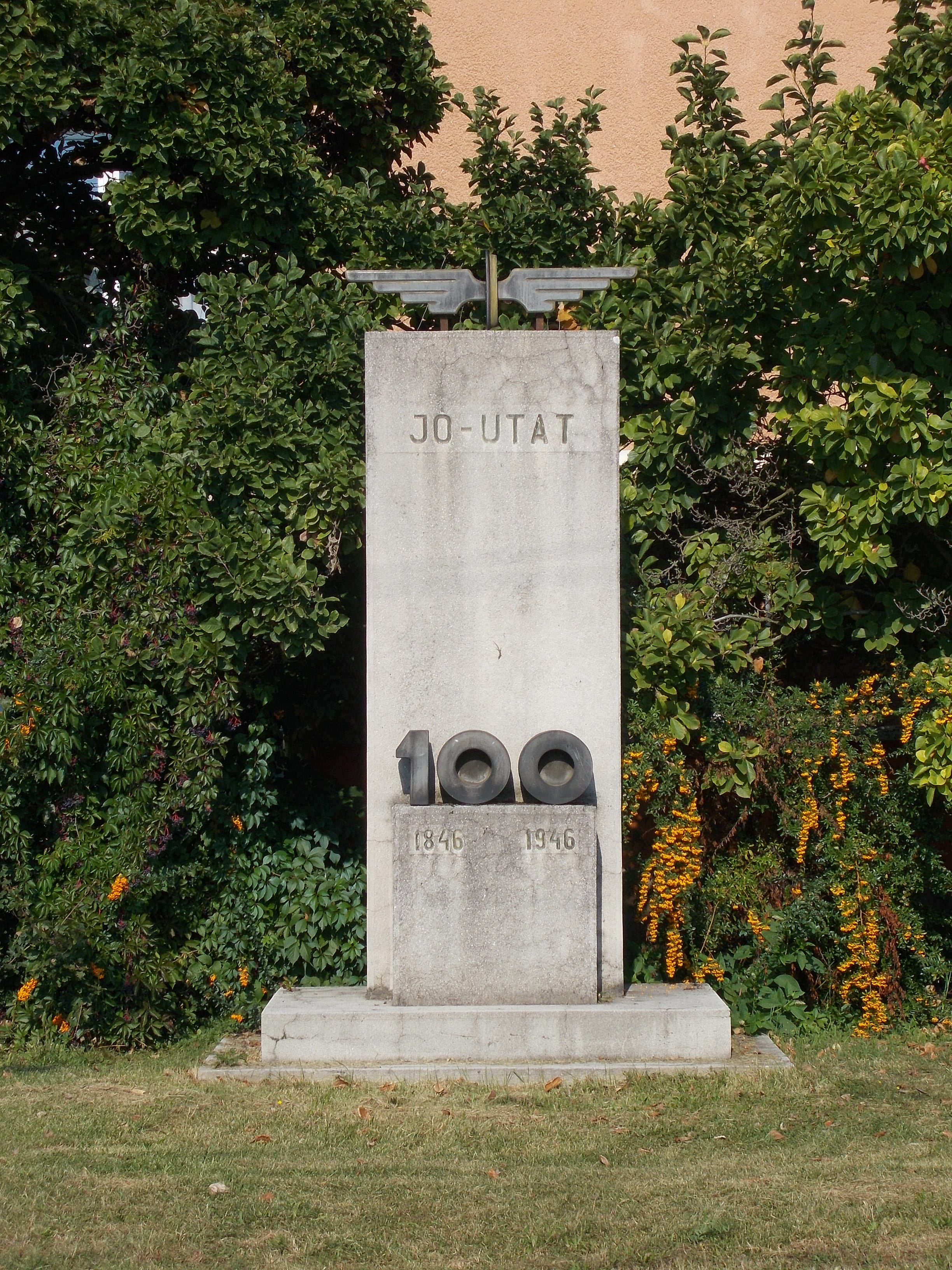
Vasutas emlékmű

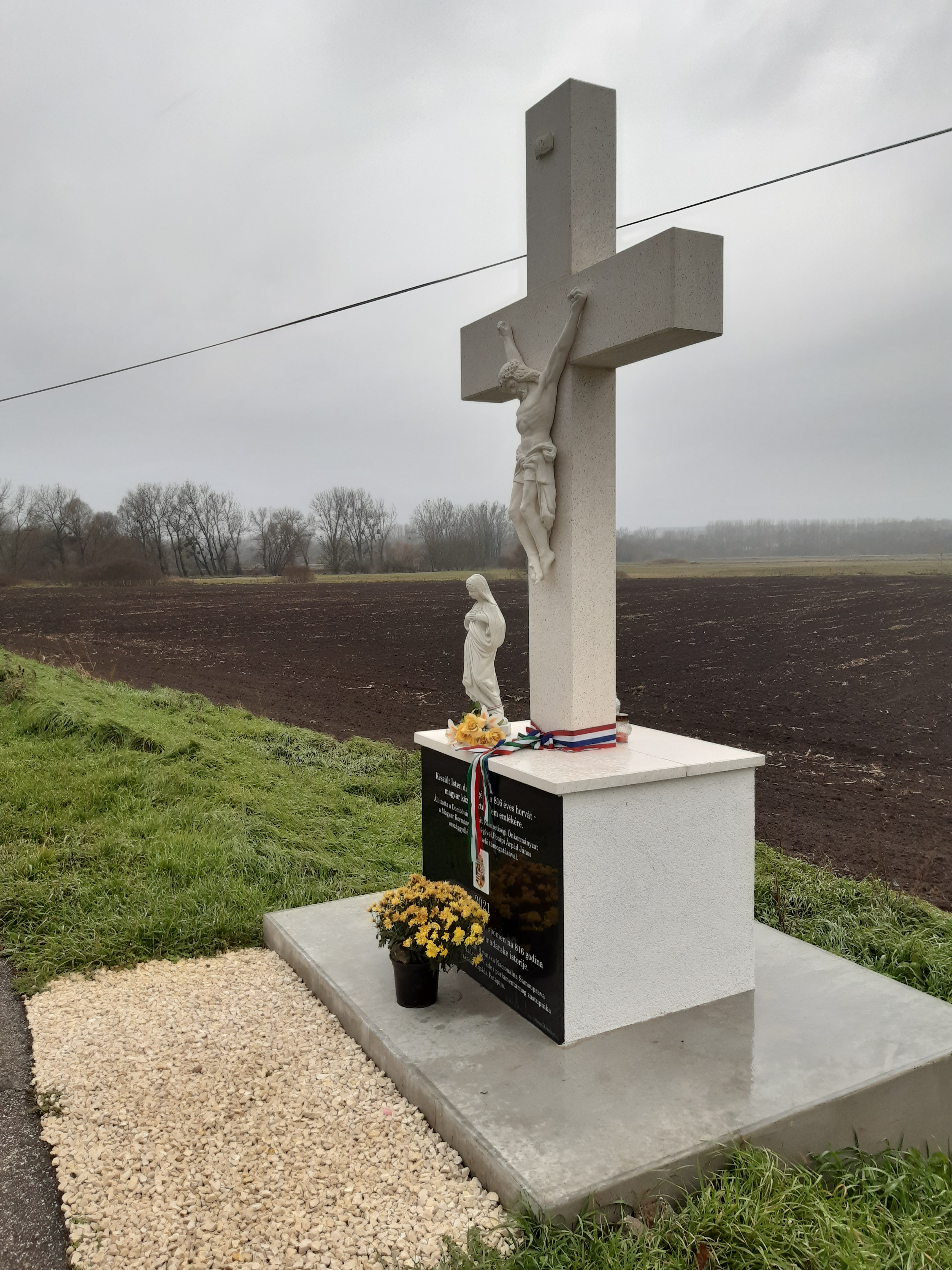
Keresztszentelés Anna-napon Dombóváron
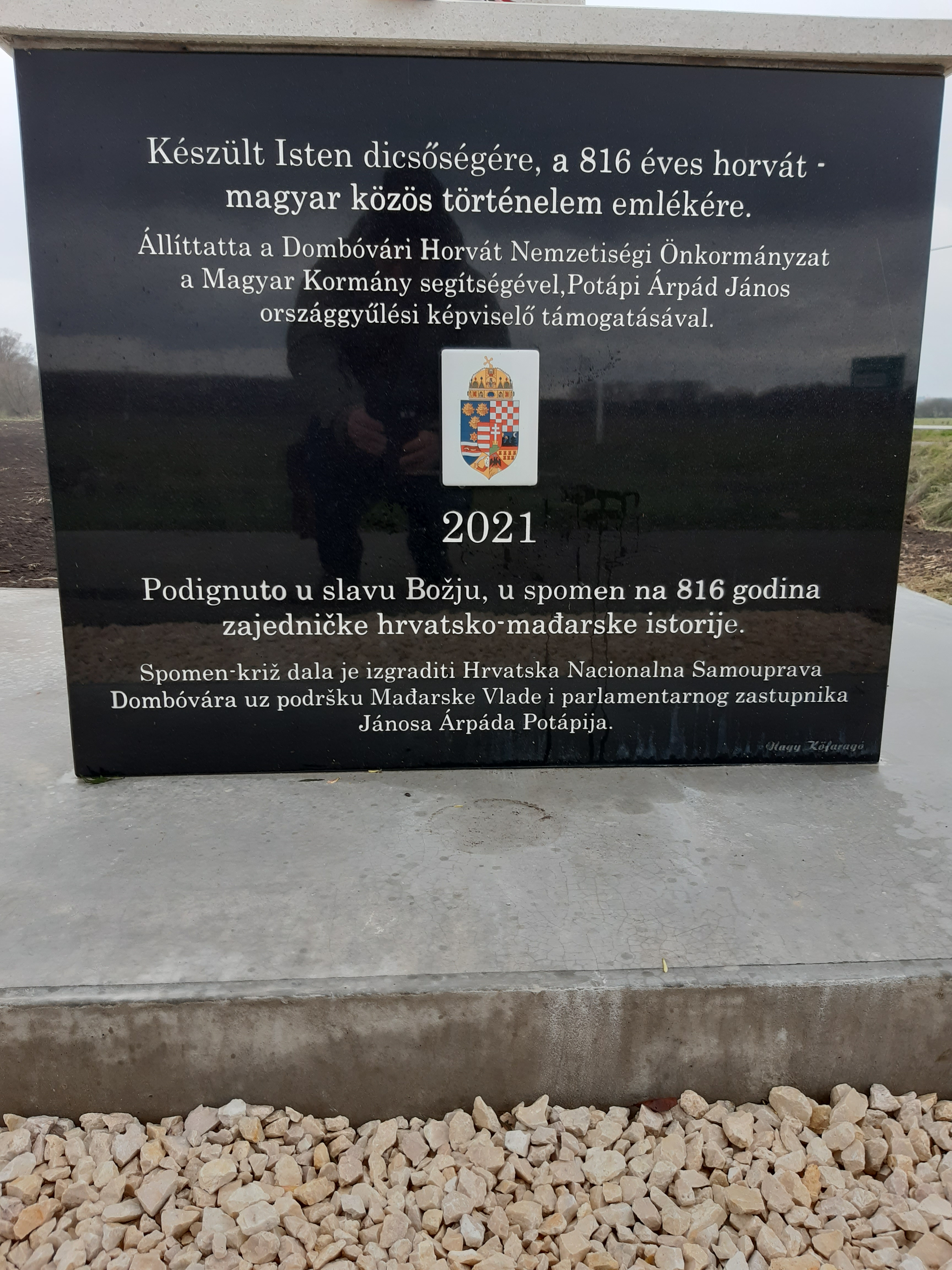
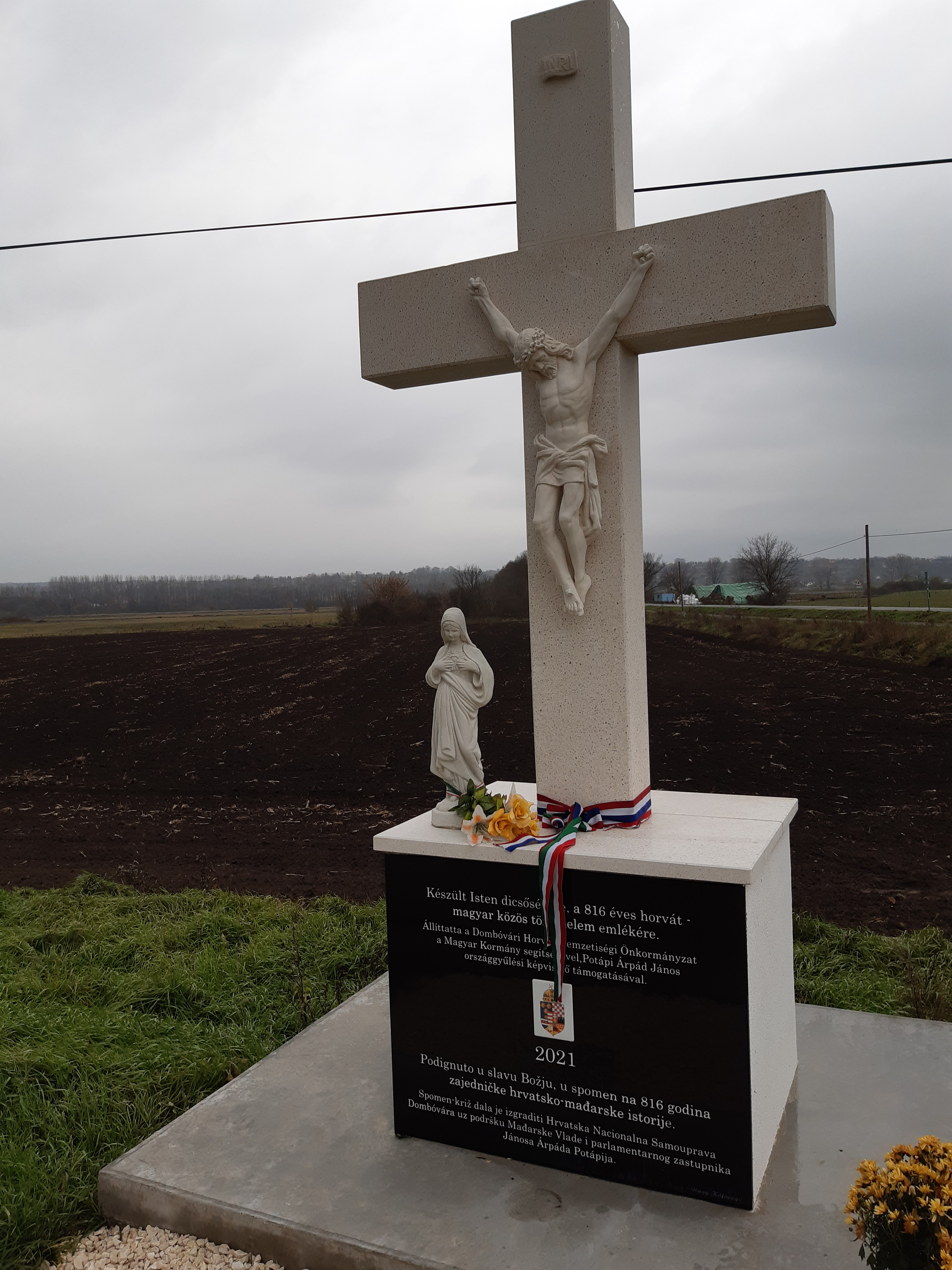

- Ismeretlen alkotó: Diszkút, Tinódi Ház előtt

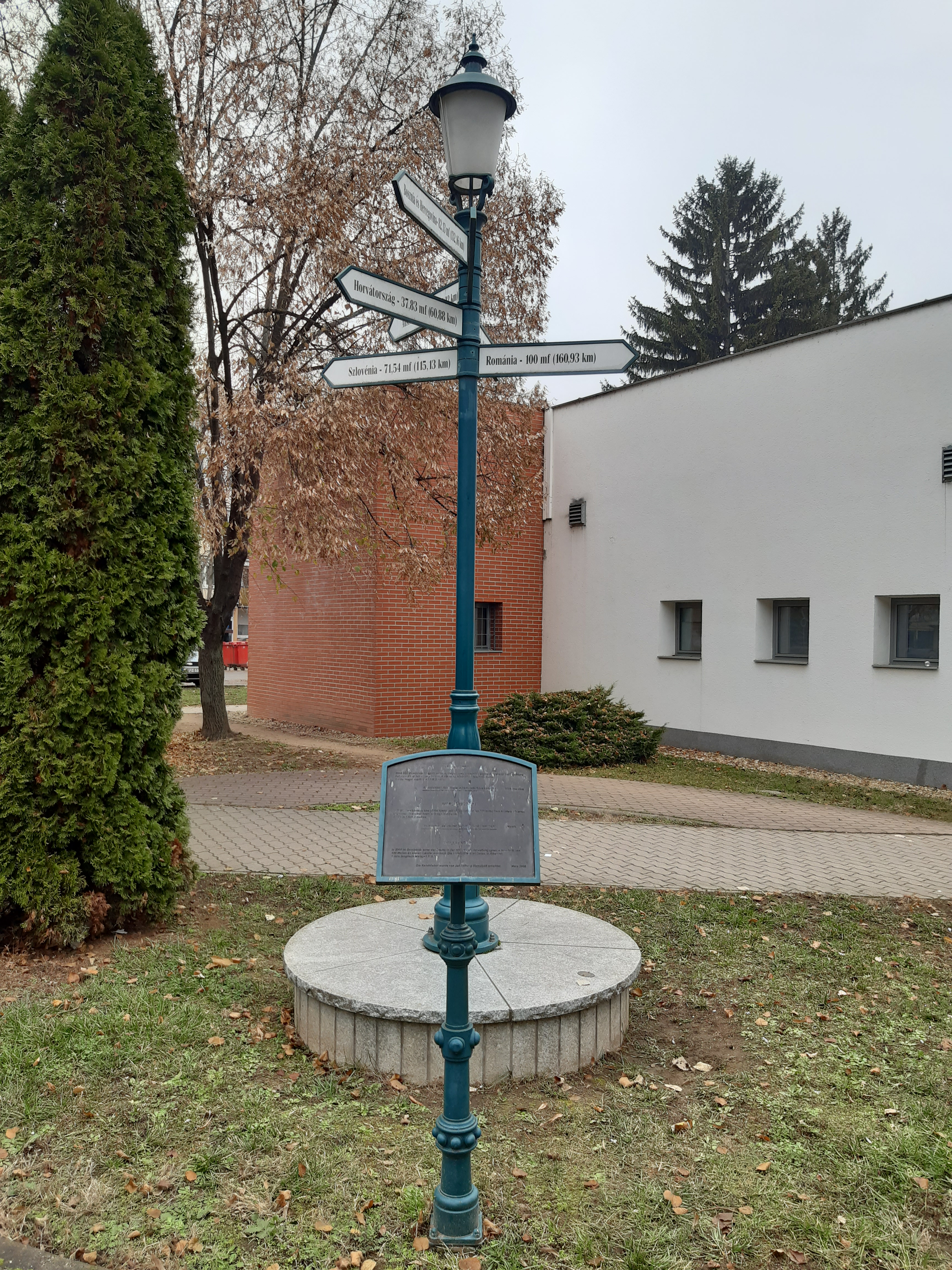
Kandeláber
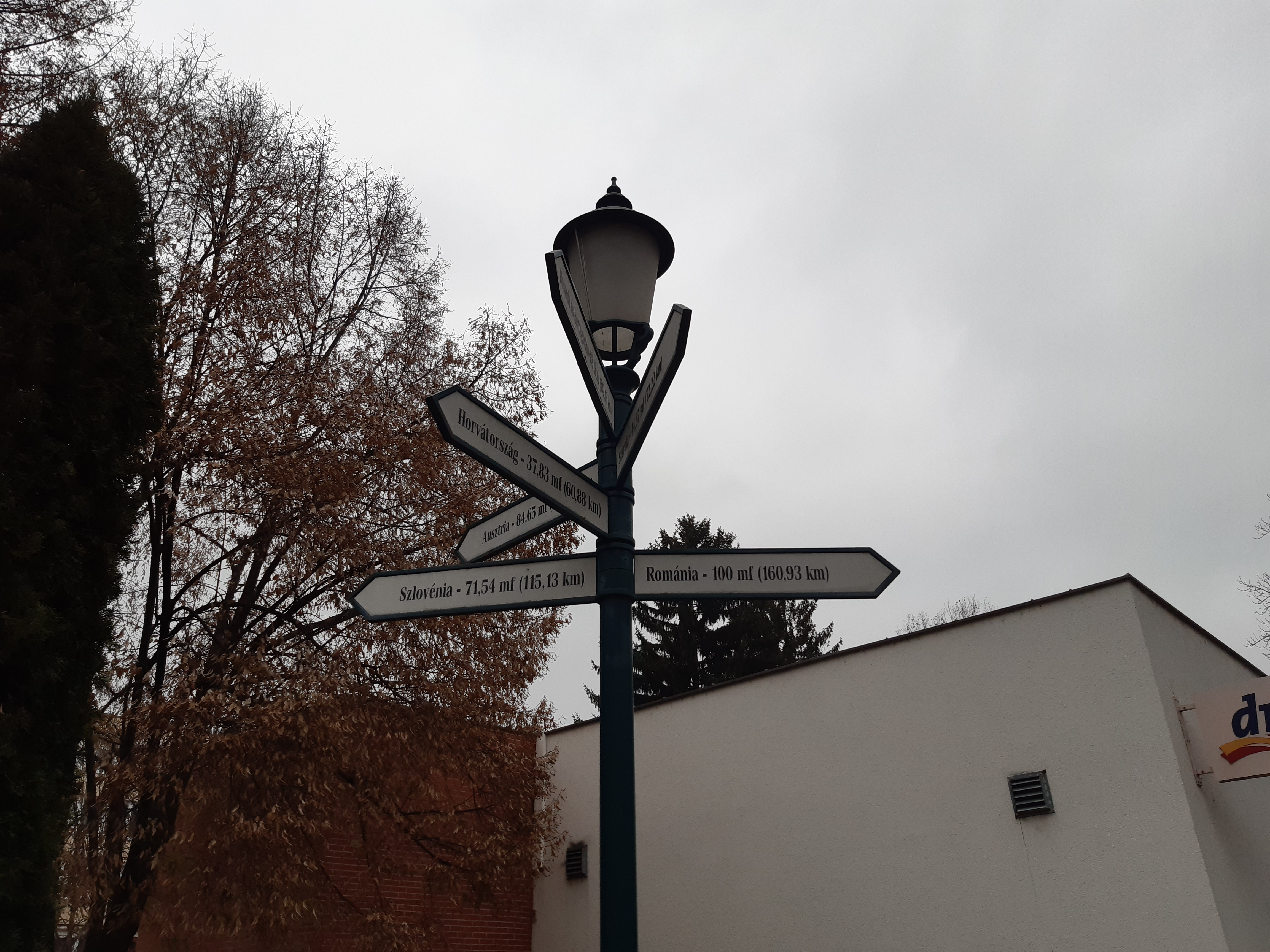
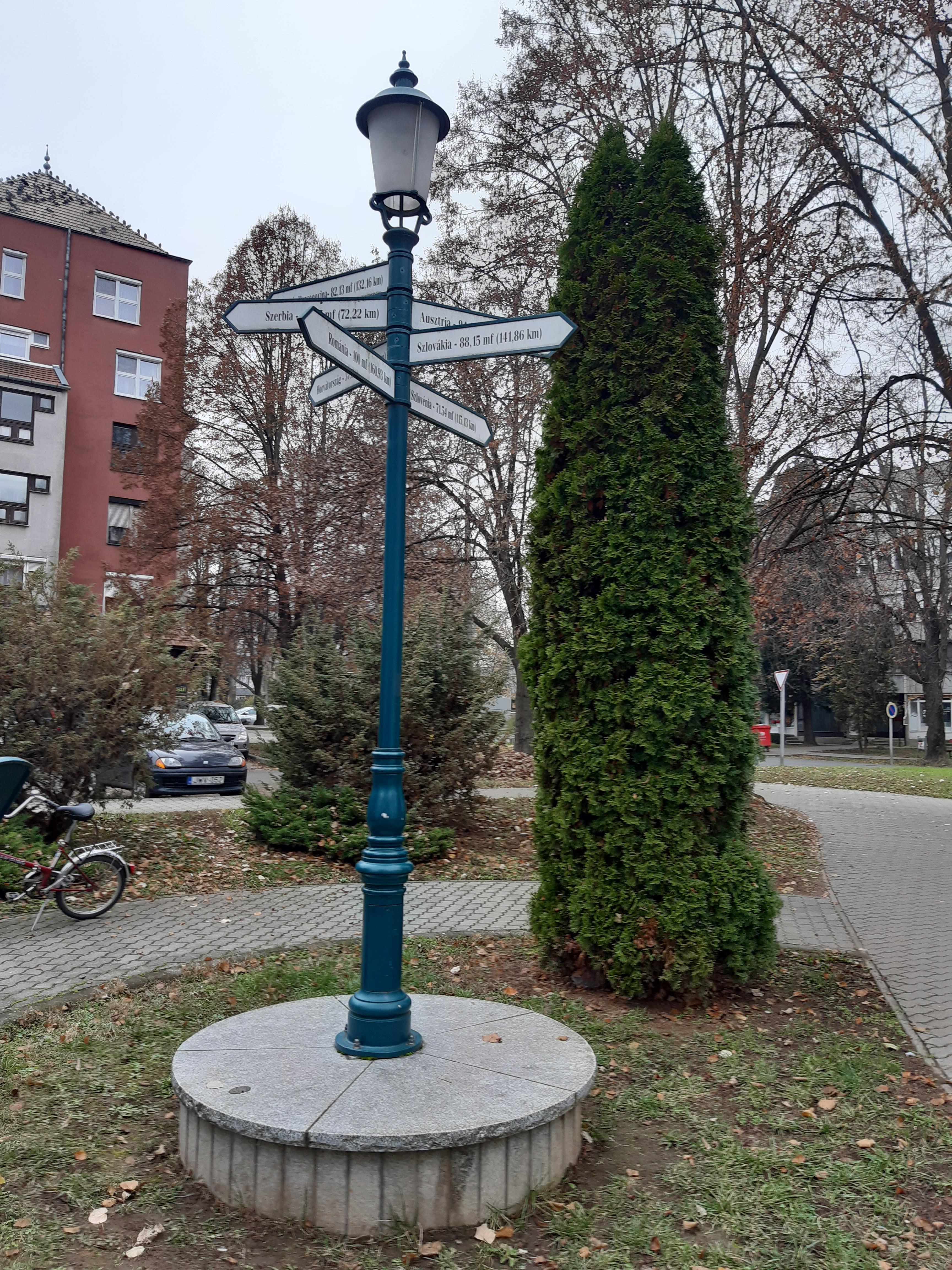
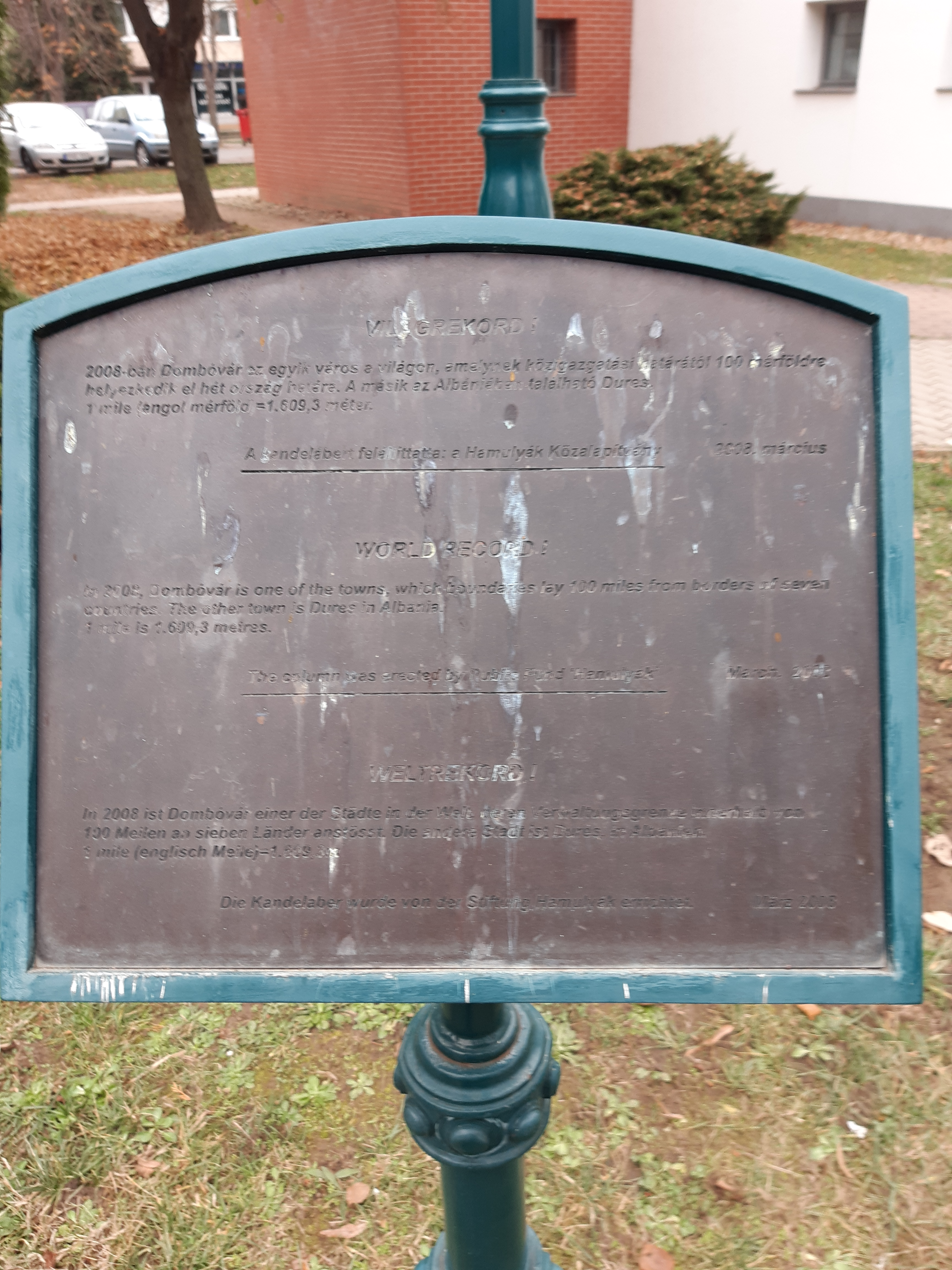

- Kandeláber[71]

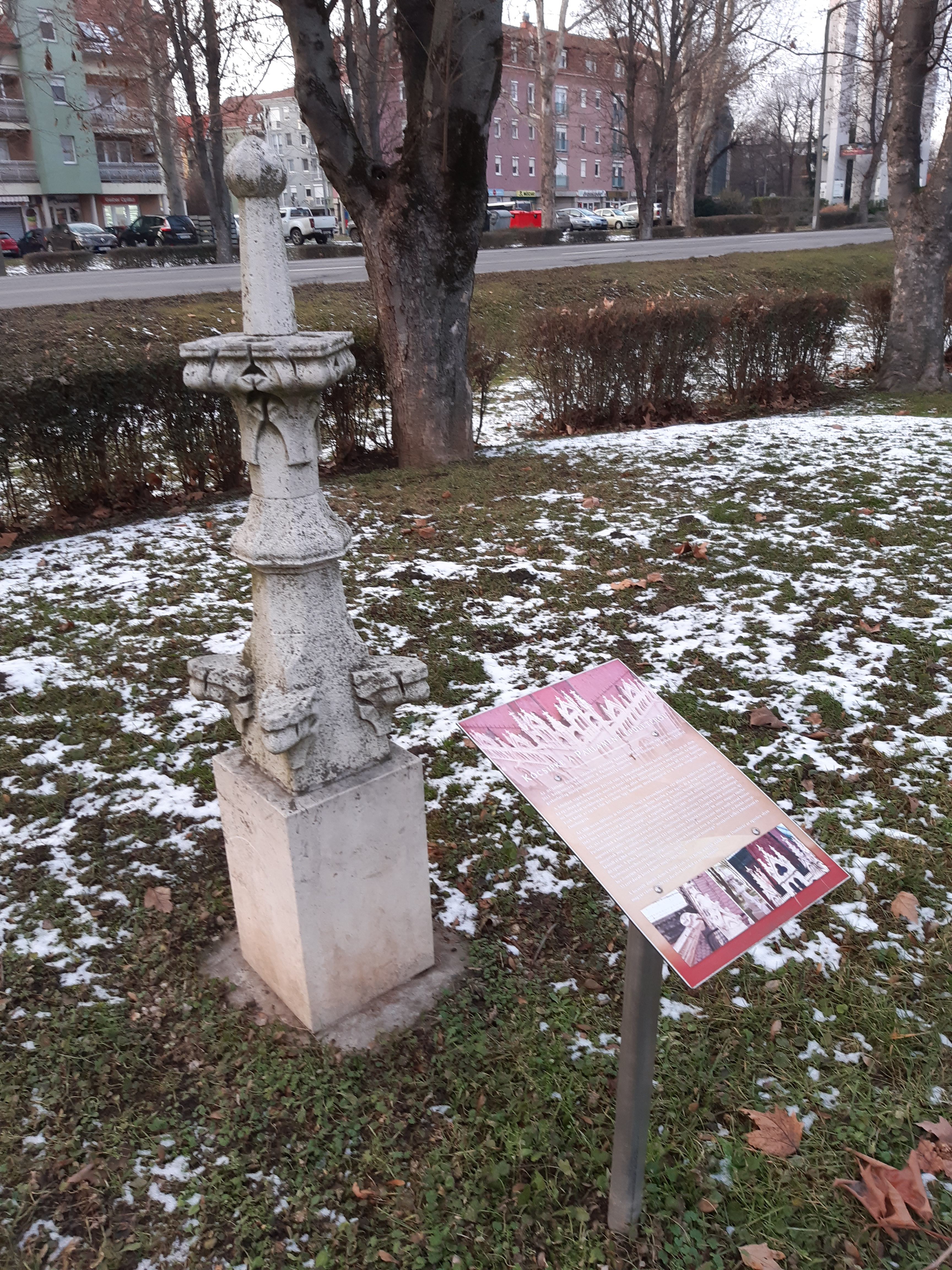
Parlamenti kőcsipke

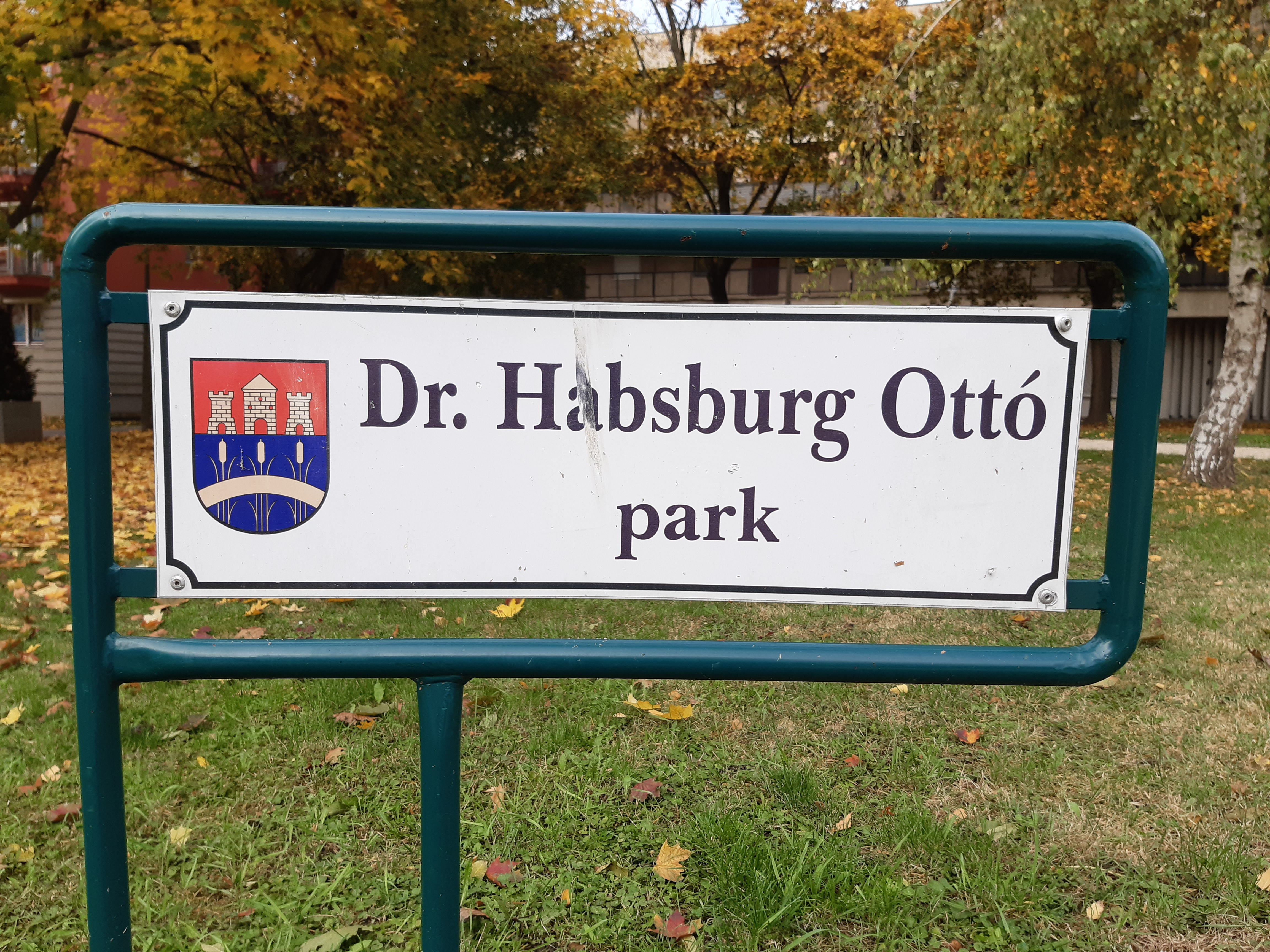
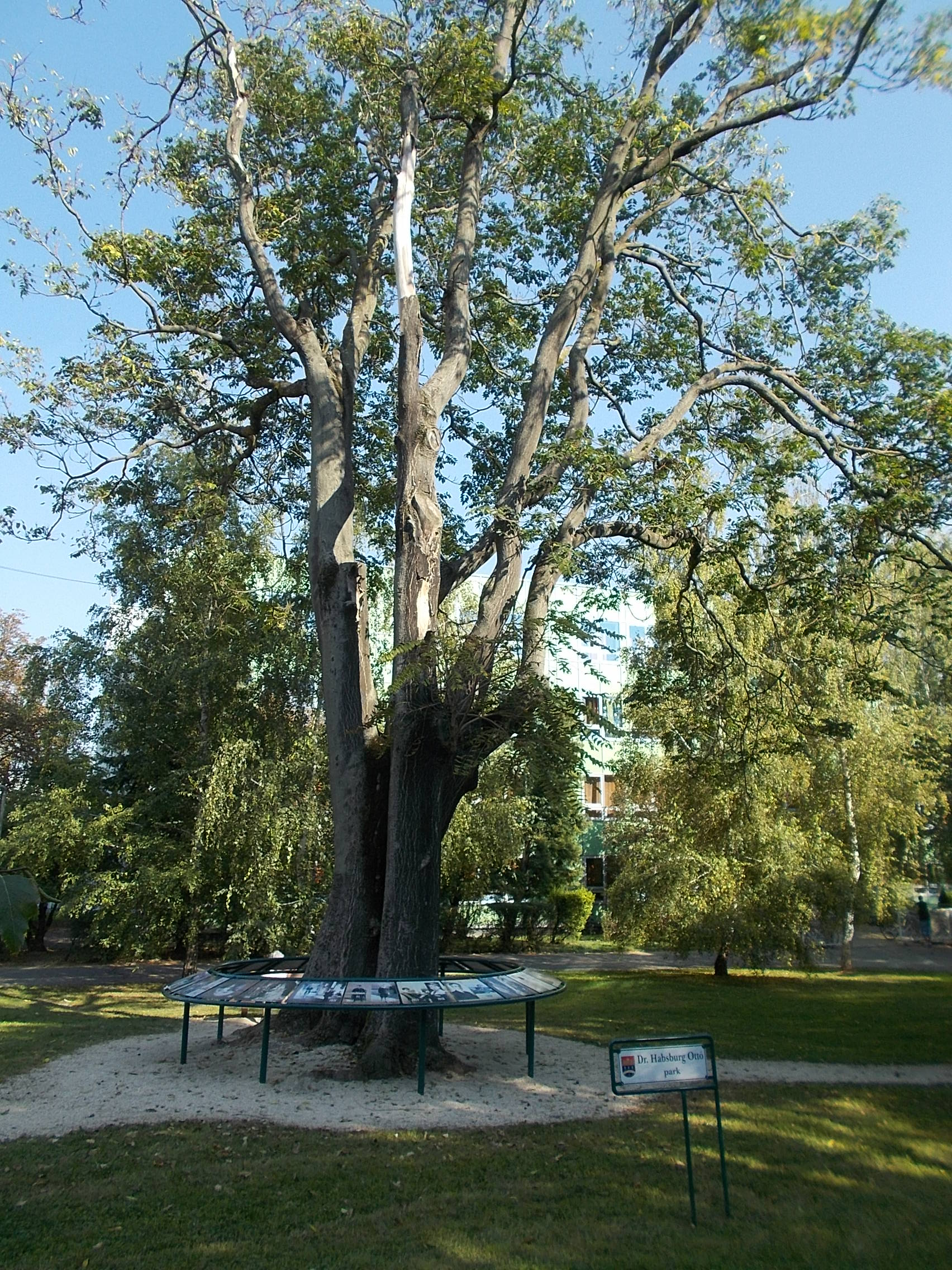
Habsburg Otto-park
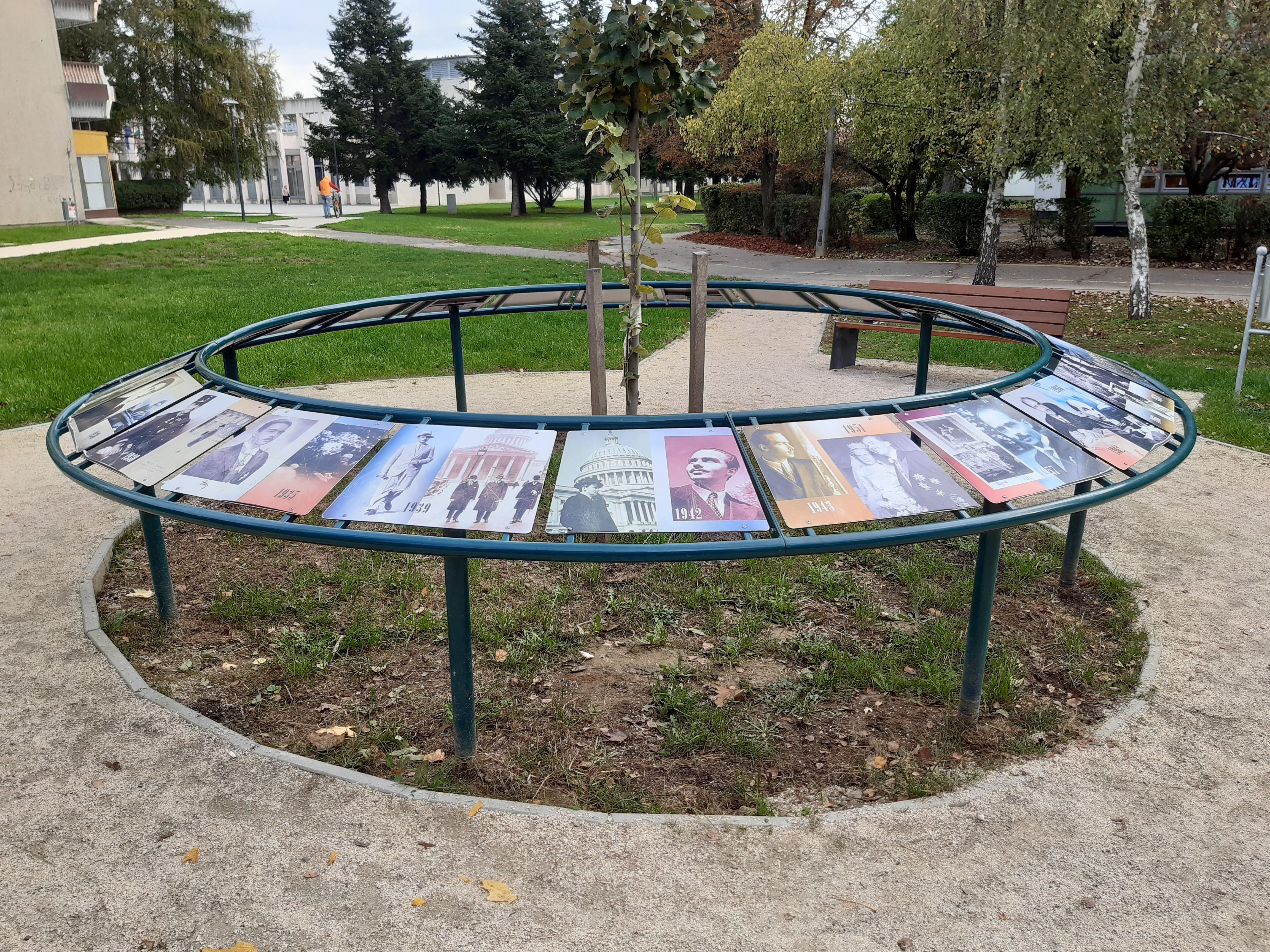

- Vasutas emlékmű[74]

- Keresztszentelés Anna-napon Dombóváron[75]

## Forrás
- Dombóvár közterületein található művészeti alkotások. Archiválva 2018. szeptember 1-i dátummal a Wayback Machine-ben
- DombóPédia: Köztéri alkotások, szobrok.
- Szőke Sándorné: Dombóvár köztéri szobrai és emlékművei. In  Dombóvár. Dombóvár: Dombóvár Város Önkormányzata. 1996.   273–353. o. ISBN 9630341980